# 日本のプロ野球選手一覧
日本のプロ野球選手一覧（にほんのプロやきゅうせんしゅいちらん）は、日本プロ野球の選手・すでに引退した元選手をチーム別および五十音順にした一覧。
- 日本野球機構（NPB）傘下のチームに所属している現役選手は、各所属チームの選手一覧を参照。
- NPBチームを退団し、日本国外に移籍した選手、独立リーグやアマチュアで現役を続行している選手、所属チームを持たない選手（シーズンオフの戦力外等の自由契約選手は退団年の12月31日までに）は#元プロ野球選手の節に含む。
- メジャーリーグベースボールに移籍した選手については、日本出身のメジャーリーグベースボール選手一覧も参照。
- 育成選手については日本プロ野球の育成選手一覧を参照。

## 日本野球機構
（球団創立順）

### セントラル・リーグ
- 読売ジャイアンツの選手一覧
- 阪神タイガースの選手一覧
- 中日ドラゴンズの選手一覧
- 横浜DeNAベイスターズの選手一覧
- 広島東洋カープの選手一覧
- 東京ヤクルトスワローズの選手一覧

### パシフィック・リーグ
- オリックス・バファローズの選手一覧
- 福岡ソフトバンクホークスの選手一覧
- 北海道日本ハムファイターズの選手一覧
- 千葉ロッテマリーンズの選手一覧
- 埼玉西武ライオンズの選手一覧
- 東北楽天ゴールデンイーグルスの選手一覧

### 二軍
- オイシックス新潟アルビレックス・ベースボール・クラブの選手一覧
- くふうハヤテベンチャーズ静岡の選手一覧

## 四国アイランドリーグplus
（球団名：五十音順）
- 愛媛マンダリンパイレーツの選手一覧
- 香川オリーブガイナーズの選手一覧
- 高知ファイティングドッグスの選手一覧
- 徳島インディゴソックスの選手一覧

## ベースボール・チャレンジ・リーグ
（球団創立順）
- 信濃グランセローズの選手一覧
- 群馬ダイヤモンドペガサスの選手一覧
- 埼玉武蔵ヒートベアーズの選手一覧
- 福島レッドホープスの選手一覧
- 栃木ゴールデンブレーブスの選手一覧
- 茨城アストロプラネッツの選手一覧
- 神奈川フューチャードリームスの選手一覧
- 千葉スカイセイラーズの選手一覧
- 山梨ファイアーウィンズの選手一覧

## 日本海リーグ
- 富山GRNサンダーバーズの選手一覧
- 石川ミリオンスターズの選手一覧
- SHIGA HIJUMPSの選手一覧

## 関西独立リーグ
（球団創立順）
- 兵庫ブレイバーズの選手一覧
- 大阪ゼロロクブルズの選手一覧
- 和歌山ウェイブスの選手一覧
- 堺シュライクスの選手一覧
- 淡路島ウォリアーズの選手一覧
- 姫路イーグレッターズの選手一覧

## 北海道ベースボールリーグ
（球団創立順）
- 富良野ブルーリッジ
- 旭川ビースターズ

## 北海道フロンティアリーグ
（球団創立順）
- 美唄ブラックダイヤモンズの選手一覧
- 石狩レッドフェニックスの選手一覧
- KAMIKAWA・士別サムライブレイズの選手一覧
- 別海パイロットスピリッツの選手一覧

## 九州アジアリーグ
（球団創立順）
- 火の国サラマンダーズの選手一覧
- 大分B-リングスの選手一覧
- 北九州下関フェニックスの選手一覧
- 宮崎サンシャインズの選手一覧
- 佐賀アジアドリームズの選手一覧

## 合併・消滅・活動休止した球団
日本野球機構
- 翼軍の選手一覧
- 名古屋金鯱軍の選手一覧
- 西鉄軍の選手一覧
- 大和軍の選手一覧
- 西日本パイレーツの選手一覧
- 松竹ロビンスの選手一覧
- 高橋ユニオンズの選手一覧
- 大映ユニオンズの選手一覧
- 大阪近鉄バファローズの選手一覧

新日本専門リーグ
- 天勝野球団の選手一覧
- 宝塚運動協会の選手一覧
- 東京ユニオンの選手一覧

国民野球連盟
- 大塚アスレチックスの選手一覧
- 唐崎クラウンの選手一覧
- 結城ブレーブスの選手一覧
- 熊谷レッドソックスの選手一覧

日本女子野球連盟
- 京浜ジャイアンツの選手一覧
- 三共レッドソックスの選手一覧
- ロマンス・ブルーバードの選手一覧
- 富国ホーマーの選手一覧
- そごうフラワーズの選手一覧
- ヱーワン・ドラゴンズの選手一覧
- 岡田バッテリーズの選手一覧
- わかもとフラビンスの選手一覧
- クロススターズの選手一覧

日本女子プロ野球リーグ
（球団名：所在地順）
- 埼玉アストライアの選手一覧
- 愛知ディオーネの選手一覧
- 京都フローラの選手一覧
- レイアの選手一覧

日本の独立リーグ（所属リーグは複数）
- 三重スリーアローズの選手一覧
- 長崎セインツの選手一覧
- 福岡レッドワーブラーズの選手一覧
- 神戸9クルーズの選手一覧
- 大阪ゴールドビリケーンズの選手一覧
- 明石レッドソルジャーズの選手一覧
- 大阪ホークスドリームの選手一覧
- ソウル・ヘチの選手一覧
- 神戸サンズの選手一覧
- 大和侍レッズの選手一覧
- 紀州レンジャーズの選手一覧
- 姫路GoToWORLDの選手一覧
- 福井ネクサスエレファンツの選手一覧
- 滋賀GOブラックスの選手一覧
- 琉球ブルーオーシャンズ
- 奈井江・空知ストレーツ
- すながわリバーズ
- YKSホワイトキングスの選手一覧

## 元プロ野球選手
一度も支配下登録されず育成で引退した選手は日本プロ野球の育成選手一覧を参照。

### あ
- 阿井英二郎（ヤクルトスワローズ→ロッテオリオンズ）
- 阿井利治（国鉄スワローズ）
- 相内誠（埼玉西武ライオンズ）
- 相川進（中日ドラゴンズ→近鉄バファローズ）
- 相川英明（横浜大洋ホエールズ=横浜ベイスターズ）
- 相川亮二（横浜ベイスターズ→東京ヤクルトスワローズ→読売ジャイアンツ）
- 相川良太（オリックス・ブルーウェーブ=オリックス・バファローズ）
- 相木崇（オリックス・ブルーウェーブ=オリックス・バファローズ→阪神タイガース）
- 愛敬尚史（近鉄バファローズ→東北楽天ゴールデンイーグルス）
- 愛甲猛（ロッテオリオンズ=千葉ロッテマリーンズ→中日ドラゴンズ）
- 相沢邦昭（東映フライヤーズ）
- 相沢晋（東北楽天ゴールデンイーグルス）
- 相澤寿聡（広島東洋カープ）
- 会田照夫（ヤクルトアトムズ=ヤクルトスワローズ）
- 会田豊彦（中日ドラゴンズ）
- 会田有志（読売ジャイアンツ）
- 相羽欣厚（読売ジャイアンツ→南海ホークス→阪神タイガース）
- 相原和友（東北楽天ゴールデンイーグルス）
- 相原勝幸（千葉ロッテマリーンズ）
- 相原守（国鉄スワローズ）
- 相本和則（日拓ホームフライヤーズ=日本ハムファイターズ）
- 青井要（南海ホークス=福岡ダイエーホークス）
- 青池良正（近鉄パールス）
- 青木和義（西武ライオンズ）2002年から2004年の登録名は「カズ」
- 青木勝男（広島カープ=広島東洋カープ）
- 青木幸造（東京セネタース）
- 青木惇（トンボユニオンズ=高橋ユニオンズ→近鉄パールス）
- 青木正一（大阪タイガース）
- 青木高広（広島東洋カープ→読売ジャイアンツ）
- 青木智史（広島東洋カープ）
- 青木宣親（東京ヤクルトスワローズ）
- 青木勇人（西武ライオンズ→広島東洋カープ）
- 青木秀夫（横浜大洋ホエールズ）
- 青木宥明（読売ジャイアンツ）
- 青木実（ヤクルトスワローズ）
- 青木稔（読売ジャイアンツ→近鉄パールス→広島カープ）1958年から1960年の登録名は「青木孝夫」
- 青木陸（広島東洋カープ）
- 青柴憲一（東京巨人軍）
- 青島健太（ヤクルトスワローズ）
- 青田昇（東京巨人軍→阪急軍=阪急ブレーブス→読売ジャイアンツ→大洋松竹ロビンス=大洋ホエールズ→阪急ブレーブス）
- 青野修三（東映フライヤーズ→南海ホークス→ロッテオリオンズ）
- 青野毅（千葉ロッテマリーンズ）
- 青松敬鎔（千葉ロッテマリーンズ）2015年途中から2016年の登録名は「青松慶侑」
- 青柳昴樹（横浜DeNAベイスターズ）
- 青柳進（ロッテオリオンズ→ヤクルトスワローズ）
- 青山勝巳（大洋ホエールズ→近鉄バファローズ）
- 青山大紀（オリックス・バファローズ）
- 青山浩二（東北楽天ゴールデンイーグルス）
- 青山久人（中日ドラゴンズ→南海ホークス）
- 青山浩（国鉄スワローズ）
- 青山裕治（大映スターズ=大映ユニオンズ→毎日大映オリオンズ）
- 青山誠（読売ジャイアンツ）
- 青山道雄（西武ライオンズ→横浜大洋ホエールズ）
- 赤井勝利（広島カープ）
- 赤井喜代次（サンケイスワローズ=サンケイアトムズ=アトムズ）
- 赤池彰敏（国鉄スワローズ）
- 赤上優人（埼玉西武ライオンズ）
- 赤川克紀（東京ヤクルトスワローズ）
- 赤木健一（国鉄スワローズ）
- 赤坂和幸（中日ドラゴンズ）
- 赤坂光昭（ヤクルトアトムズ=ヤクルトスワローズ）
- 明石健志（福岡ダイエーホークス=福岡ソフトバンクホークス）
- 明石晃一（阪急ブレーブス）1947年から1950年の登録名は「明石武」
- 赤田将吾（西武ライオンズ=埼玉西武ライオンズ→オリックス・バファローズ→北海道日本ハムファイターズ）
- 県真澄（南海ホークス）
- 赤田龍一郎（中日ドラゴンズ）
- 赤根谷飛雄太郎（急映フライヤーズ=東急フライヤーズ）
- 赤星憲広（阪神タイガース）
- 赤堀大智（横浜DeNAベイスターズ）
- 赤堀元之（近鉄バファローズ=大阪近鉄バファローズ）
- 赤間謙（オリックス・バファローズ→横浜DeNAベイスターズ）
- 赤松一朗（阪神タイガース）
- 赤松真人（阪神タイガース→広島東洋カープ）
- 赤松瞭（大阪タイガース→大映スターズ）
- 赤嶺賢勇（読売ジャイアンツ）
- 秋枝寿一郎（ゴールドスター=金星スターズ）
- 秋田秀幸（中日ドラゴンズ）
- 耀飛（東北楽天ゴールデンイーグルス）
- 秋葉敬三（西鉄ライオンズ）
- 秋葉直樹（読売ジャイアンツ）
- 秋光新二（大阪タイガース）
- 秋村謙宏（広島東洋カープ→日本ハムファイターズ）
- 秋元宏作（西武ライオンズ→横浜大洋ホエールズ=横浜ベイスターズ）
- 飽本唯徳（阪急ブレーブス）
- 秋元肇（中日ドラゴンズ）
- 秋本祐作（阪急ブレーブス→広島東洋カープ→読売ジャイアンツ）
- 秋山幸二（西武ライオンズ→福岡ダイエーホークス）
- 秋山重雄（近鉄バファローズ）
- 秋山拓巳（阪神タイガース）
- 秋山武司（大映スターズ）
- 秋山登（大洋ホエールズ）
- 秋吉亮（東京ヤクルトスワローズ→北海道日本ハムファイターズ→福岡ソフトバンクホークス）
- 阿久津義雄（中日ドラゴンズ）
- 阿久根鋼吉（日本ハムファイターズ=北海道日本ハムファイターズ）
- 浅井樹（広島東洋カープ）
- 朝井茂治（大阪タイガース=阪神タイガース→広島東洋カープ）1965年の一時期の登録名は「朝樹一義世」
- 浅井太郎（名古屋金鯱軍）
- 朝井秀樹（大阪近鉄バファローズ→東北楽天ゴールデンイーグルス→読売ジャイアンツ）
- 浅井守（毎日オリオンズ）
- 浅井良（阪神タイガース）
- 浅尾拓也（中日ドラゴンズ）
- 浅岡三郎（東京セネタース=翼軍→大洋軍）
- 朝倉健太（中日ドラゴンズ）
- 浅越桂一（大阪タイガース=阪神タイガース）
- 浅田将汰（横浜DeNAベイスターズ）
- 浅田肇（国鉄スワローズ）
- 浅沼寿紀（北海道日本ハムファイターズ）
- 浅野勝三郎（阪急軍）
- 浅野啓司（サンケイアトムズ=アトムズ=ヤクルトアトムズ=ヤクルトスワローズ→読売ジャイアンツ）
- 浅野智治（読売ジャイアンツ→近鉄バファローズ）1992年から1994年の登録名は「浅野友晴」、1997年から1998年の登録名は「浅野伴治」
- 浅原直人（名古屋軍→大東京軍=ライオン軍=朝日軍→東急フライヤーズ=東映フライヤーズ）
- 浅間敬太（千葉ロッテマリーンズ）
- 朝山東洋（広島東洋カープ）
- 足利豊（福岡ダイエーホークス）
- 足木敏郎（名古屋ドラゴンズ=中日ドラゴンズ）
- 芦沢公一（広島東洋カープ）
- 芦沢優（ヤクルトスワローズ）
- 東瀬耕太郎（横浜大洋ホエールズ→千葉ロッテマリーンズ→広島東洋カープ→中日ドラゴンズ→大阪近鉄バファローズ）
- 東和政（横浜ベイスターズ→西武ライオンズ=埼玉西武ライオンズ）
- 東郷幸（大阪タイガース→国鉄スワローズ）
- 東辰弥（阪神タイガース）
- 東哲也（阪急ブレーブス=オリックス・ブレーブス）
- 東実（南海ホークス）
- 小豆畑眞也（阪神タイガース）
- 麻生実男（大洋ホエールズ→サンケイアトムズ）
- 安達俊也（近鉄バファローズ）
- 安達智次郎（阪神タイガース）1995年から1996年までの登録名は「安達克哉」
- 足立光宏（阪急ブレーブス）
- 足立祐一（東北楽天ゴールデンイーグルス）
- 安達了一（オリックス・バファローズ）
- 足立亘（広島東洋カープ）
- 阿知羅拓馬（中日ドラゴンズ）
- 厚澤和幸（日本ハムファイターズ）
- 熱田良一（近鉄パールス）
- 穴吹義雄（南海ホークス）
- 阿南準郎（広島カープ→近鉄バファローズ）1956年から1963年の登録名は「阿南潤一」
- 阿南徹（オリックス・バファローズ→読売ジャイアンツ）
- 安仁屋宗八（広島カープ=広島東洋カープ→阪神タイガース→広島東洋カープ）
- 阿野鉱二（読売ジャイアンツ）
- 安部理（西武ライオンズ→近鉄バファローズ=大阪近鉄バファローズ）
- 阿部和成（千葉ロッテマリーンズ）
- 安部和春（西鉄ライオンズ→阪神タイガース）
- 阿部慶二（広島東洋カープ）
- 阿部憲一（ロッテオリオンズ）
- 阿部健太（大阪近鉄バファローズ→オリックス・バファローズ→阪神タイガース→東京ヤクルトスワローズ）
- 阿部茂樹（読売ジャイアンツ→ヤクルトスワローズ）
- 阿部重四郎（大東京軍）
- 阿部慎之助（読売ジャイアンツ）
- 安部建輝（横浜DeNAベイスターズ）
- 阿部俊人（東北楽天ゴールデンイーグルス）
- 安部友裕（広島東洋カープ）
- 阿部長久（西鉄ライオンズ）
- 阿部成宏（大洋ホエールズ→読売ジャイアンツ→近鉄バファローズ）大洋時代の登録名は「阿部成行」
- 阿部八郎（阪急ブレーブス→西鉄ライオンズ）
- 阿部真宏（大阪近鉄バファローズ→オリックス・バファローズ→埼玉西武ライオンズ）
- 阿部雄厚（近鉄バファロー=近鉄バファローズ）
- 阿部良男（西鉄ライオンズ=太平洋クラブライオンズ→阪神タイガース→ロッテオリオンズ）
- 天川清三郎（南海軍）
- 天野浩一（広島東洋カープ）
- 天野竹一（名古屋軍）
- 天野武文（ヤクルトスワローズ）
- 天野勇剛（千葉ロッテマリーンズ）2002年から2005年の登録名は「ユウゴー」
- 天谷宗一郎（広島東洋カープ）
- 雨宮捷年（近鉄バファローズ）
- 天本光（広島カープ）
- 綾部翔（横浜DeNAベイスターズ）
- 鮎川義文（阪神タイガース→千葉ロッテマリーンズ）
- 新井彰（東京オリオンズ）
- 新居一仁（阪急ブレーブス）
- 新井克太郎（横浜大洋ホエールズ）
- 新井潔（ヤクルトスワローズ→横浜ベイスターズ→オリックス・ブルーウェーブ）
- 新井智（阪神タイガース）
- 新井茂（大映スターズ=大映ユニオンズ→毎日大映オリオンズ）
- 荒井穣吉（毎日大映オリオンズ）
- 荒井昭吾（日本ハムファイターズ）
- 新井貴浩（広島東洋カープ→阪神タイガース→広島東洋カープ）
- 荒井健（近鉄パールス）
- 新井竜郎（大映スターズ→大洋ホエールズ）
- 荒井修光（日本ハムファイターズ）
- 新井一（名古屋金鯱軍）
- 新井宏昌（南海ホークス→近鉄バファローズ）
- 新井昌則（大洋ホエールズ→ロッテオリオンズ）
- 荒井幸雄（ヤクルトスワローズ→近鉄バファローズ→横浜ベイスターズ）
- 新井良夫（阪急ブレーブス→阪神タイガース）
- 新井亮司（阪神タイガース）
- 新井良太（中日ドラゴンズ→阪神タイガース）
- 洗平竜也（中日ドラゴンズ）
- 荒岡昭（大映スターズ→西鉄ライオンズ）
- 新垣渚（福岡ダイエーホークス=福岡ソフトバンクホークス→東京ヤクルトスワローズ）
- 新垣勇人（北海道日本ハムファイターズ）
- 荒金久雄（福岡ダイエーホークス=福岡ソフトバンクホークス→オリックス・バファローズ）
- 荒川巌（国鉄スワローズ=サンケイスワローズ=サンケイアトムズ→読売ジャイアンツ）
- 荒川俊三（近鉄バファローズ）
- 荒川昇治（太陽ロビンス=大陽ロビンス=松竹ロビンス→大洋ホエールズ=大洋松竹ロビンス→毎日オリオンズ）
- 荒川宗一（高橋ユニオンズ）
- 荒川尭（大洋ホエールズ→ヤクルトスワローズ）
- 荒川哲男（中日ドラゴンズ）
- 荒川博（毎日オリオンズ=毎日大映オリオンズ）1955年から1956年の登録名は「荒川博久」
- 荒川正嘉（名古屋金鯱軍）
- 荒川雄太（福岡ソフトバンクホークス→埼玉西武ライオンズ）
- 荒木健治（東急フライヤーズ）
- 荒木茂（阪急軍=阪急ブレーブス→大洋ホエールズ）
- 荒木大輔（ヤクルトスワローズ→横浜ベイスターズ）
- 荒木郁也（阪神タイガース）
- 荒木正（南海軍=近畿日本軍）
- 荒木貴裕（東京ヤクルトスワローズ）
- 荒木政公（阪急軍）
- 荒木雅博（中日ドラゴンズ）
- 荒砂任司（阪急ブレーブス）
- 荒武康博（西鉄ライオンズ）
- 荒波翔（横浜ベイスターズ=横浜DeNAベイスターズ）
- 荒西祐大（オリックス・バファローズ）
- 荒張裕司（北海道日本ハムファイターズ）
- 荒巻淳（毎日オリオンズ=毎日大映オリオンズ→阪急ブレーブス）
- 有賀佳弘（阪急ブレーブス→中日ドラゴンズ）
- 有倉雅史（日本ハムファイターズ→福岡ダイエーホークス→阪神タイガース）
- 有沢賢持（ヤクルトスワローズ）
- 有隅昭二（ヤクルトスワローズ）
- 有田修三（近鉄バファローズ→読売ジャイアンツ→福岡ダイエーホークス）
- 有田哲三（広島東洋カープ）
- 有田二三男（近鉄バファローズ）
- 有藤通世（ロッテオリオンズ）1976年から1986年の登録名は「有藤道世」
- 在原兵次（大洋ホエールズ）
- 有馬翔（福岡ソフトバンクホークス→東北楽天ゴールデンイーグルス）
- 有町昌昭（毎日オリオンズ）
- 有光磐明（阪神タイガース）
- 有村家斉（大洋ホエールズ=大洋松竹ロビンス）
- 有銘兼久（大阪近鉄バファローズ→東北楽天ゴールデンイーグルス）
- 有吉洋雅（西鉄ライオンズ）
- 有吉優樹（千葉ロッテマリーンズ→横浜DeNAベイスターズ）
- 淡口憲治（読売ジャイアンツ→近鉄バファローズ）
- 粟津凱士（埼玉西武ライオンズ）
- 阿波野秀幸（近鉄バファローズ→読売ジャイアンツ→横浜ベイスターズ）
- 安斉雄虎（横浜ベイスターズ=横浜DeNAベイスターズ）2011年の登録名は「雄虎」
- 安東功（広島カープ）
- 安藤順三（東映フライヤーズ）
- 安藤真児（西武ライオンズ）1989年から1992年の登録名は「安藤信二」
- 安藤敏雄（西鉄ライオンズ）
- 安藤治久（阪急ブレーブス）
- 安藤英志（阪急ブレーブス）
- 安藤正則（西武ライオンズ）
- 安藤学（千葉ロッテマリーンズ）
- 安藤統男（阪神タイガース）1962年から1972年の登録名は「安藤統夫」
- 安藤元博（東映フライヤーズ→読売ジャイアンツ）
- 安藤優也（阪神タイガース）
- 安藤之制（ライオン軍）
- 安樂智大（東北楽天ゴールデンイーグルス）

### い
- 井洋雄（広島カープ→中日ドラゴンズ）
- 飯尾尊雄（読売ジャイアンツ）
- 飯尾為男（大映スターズ→高橋ユニオンズ→東映フライヤーズ→毎日大映オリオンズ→阪神タイガース）
- 井石広一（広島カープ）
- 井石礼司（東京オリオンズ=ロッテオリオンズ→広島東洋カープ）
- 飯島一彦（福岡ダイエーホークス）
- 飯島滋弥（セネタース=東急フライヤーズ=急映フライヤーズ→大映スターズ→南海ホークス）
- 飯島秀雄（ロッテオリオンズ）
- 飯田大祐（オリックス・バファローズ）
- 飯田哲也（ヤクルトスワローズ→東北楽天ゴールデンイーグルス）
- 飯田哲矢（広島東洋カープ）
- 飯田徳治（南海ホークス→国鉄スワローズ）
- 飯田宏行（広島東洋カープ）
- 飯田正男（阪神タイガース）
- 飯田雅司（千葉ロッテマリーンズ）
- 飯田優也（福岡ソフトバンクホークス→阪神タイガース→オリックス・バファローズ）
- 飯田幸夫（近鉄バファローズ→中日ドラゴンズ→横浜大洋ホエールズ）
- 飯田龍一郎（横浜ベイスターズ）
- 飯塚悟史（横浜DeNAベイスターズ）
- 飯塚達雄（名古屋金鯱軍）
- 飯塚富司（阪急ブレーブス=オリックス・ブレーブス=オリックス・ブルーウェーブ→横浜ベイスターズ）
- 飯塚佳寛（ロッテオリオンズ→大洋ホエールズ→ロッテオリオンズ）
- 飯原誉士（東京ヤクルトスワローズ）
- 飯山平一（毎日オリオンズ→高橋ユニオンズ→大映ユニオンズ）
- 飯山裕志（日本ハムファイターズ=北海道日本ハムファイターズ）
- 家村相太郎（東京セネタース→セネタース）
- 井生崇光（広島東洋カープ）
- 井置博文（阪急ブレーブス）
- 伊賀上良平（大阪タイガース=阪神軍→大映スターズ）大映時代の登録名は「伊賀上潤五」
- 五十嵐章人（ロッテオリオンズ=千葉ロッテマリーンズ→オリックス・ブルーウェーブ→大阪近鉄バファローズ）
- 五十嵐明（日本ハムファイターズ→中日ドラゴンズ）
- 五十嵐信一（日本ハムファイターズ）
- 五十嵐貴章（ヤクルトスワローズ）
- 五十嵐辰馬（読売ジャイアンツ）
- 五十嵐英夫（近鉄バファローズ）
- 五十嵐英樹（横浜ベイスターズ）
- 五十嵐亮太（ヤクルトスワローズ=東京ヤクルトスワローズ→福岡ソフトバンクホークス→東京ヤクルトスワローズ）
- 井川慶（阪神タイガース→オリックス・バファローズ）
- 伊川義則（近鉄パールス）
- 生田啓一（ヤクルトスワローズ）
- 井口資仁（福岡ダイエーホークス→千葉ロッテマリーンズ）
- 伊熊博一（中日ドラゴンズ）
- 池上誠一（近鉄バファローズ=大阪近鉄バファローズ）
- 池内豊（南海ホークス→阪神タイガース→横浜大洋ホエールズ→阪急ブレーブス）
- 池谷公二郎（広島東洋カープ）
- 池沢義行（読売ジャイアンツ→東映フライヤーズ→読売ジャイアンツ）
- 池島和彦（阪神タイガース）
- 池尻勉（南海ホークス）
- 池田宇隆（ロッテオリオンズ=千葉ロッテマリーンズ）
- 池田郁夫（広島東洋カープ）
- 池田勝彦（朝日軍）
- 池田剛基（北海道日本ハムファイターズ）
- 池田啓一（毎日オリオンズ）
- 池田重喜（大洋ホエールズ→ロッテオリオンズ）
- 池田駿（読売ジャイアンツ→東北楽天ゴールデンイーグルス）
- 池田純一（阪神タイガース）1971年から1976年の登録名は「池田祥浩」
- 池田潤三（大東京軍）
- 池田善蔵（太陽ロビンス→金星スターズ=大映スターズ→阪急ブレーブス）
- 池田親興（阪神タイガース→福岡ダイエーホークス）
- 池田力（東急フライヤーズ）
- 池田久之（阪急軍）
- 池田英俊（広島カープ）
- 池田弘（クラウンライターライオンズ=西武ライオンズ→横浜大洋ホエールズ）
- 池田幸博（ロッテオリオンズ）
- 池田吉夫（大阪タイガース）1950年から1952年の登録名は「深見吉夫」
- 池永浩之（西鉄ライオンズ）
- 池永正明（西鉄ライオンズ）
- 池野昌之（千葉ロッテマリーンズ）
- 池之上格（南海ホークス→横浜大洋ホエールズ）
- 池ノ内亮介（広島東洋カープ）
- 池端忠夫（大阪タイガース）
- 池辺巌（毎日大映オリオンズ=東京オリオンズ=ロッテオリオンズ→阪神タイガース→近鉄バファローズ）近鉄時代の登録名は「池辺豪則」
- 池谷蒼大（横浜DeNAベイスターズ）
- 池山隆寛（ヤクルトスワローズ）
- 伊香輝男（近鉄パールス=近鉄バファロー=近鉄バファローズ）
- 生駒雅紀（日本ハムファイターズ）
- 井坂亮平（東北楽天ゴールデンイーグルス）
- 伊沢修（大阪タイガース）1950年から1952年の登録名は「西村修」
- 石井秋雄（イーグルス）
- 石井昭男（中日ドラゴンズ）
- 石井晶（阪急ブレーブス）
- 石井一久（ヤクルトスワローズ→東京ヤクルトスワローズ→埼玉西武ライオンズ）
- 石井邦彦（日本ハムファイターズ）
- 石井茂雄（阪急ブレーブス→太平洋クラブライオンズ=クラウンライターライオンズ→読売ジャイアンツ）
- 石井貴（西武ライオンズ）
- 石井琢朗（横浜大洋ホエールズ=横浜ベイスターズ→広島東洋カープ）1989年から1991年の登録名は「石井忠徳」
- 石井武夫（南海軍→近畿グレートリング）
- 石井毅（西武ライオンズ）
- 石井丈裕（西武ライオンズ→日本ハムファイターズ）
- 石井輝比古（東映フライヤーズ→大洋ホエールズ）
- 石井伸幸（西武ライオンズ）
- 石井登（大洋ホエールズ）
- 石井浩郎（近鉄バファローズ→読売ジャイアンツ→千葉ロッテマリーンズ→横浜ベイスターズ）
- 石井宏（阪急ブレーブス→阪神タイガース）
- 石井弘寿（ヤクルトスワローズ=東京ヤクルトスワローズ）
- 石井将希（阪神タイガース）
- 石井雅博（読売ジャイアンツ→阪神タイガース）
- 石井裕也（中日ドラゴンズ→横浜ベイスターズ→北海道日本ハムファイターズ）
- 石井豊（翼軍→大洋軍）
- 石井義人（横浜ベイスターズ→西武ライオンズ=埼玉西武ライオンズ→読売ジャイアンツ）
- 石岡康三（国鉄スワローズ=サンケイスワローズ=サンケイアトムズ=アトムズ=ヤクルトアトムズ=ヤクルトスワローズ）
- 石岡諒太（中日ドラゴンズ→オリックス・バファローズ）
- 石垣一夫（大阪タイガース→南海ホークス）
- 石上滋夫（南海ホークス）
- 石川克彦（名古屋ドラゴンズ=中日ドラゴンズ）
- 石川清逸（広島カープ→松竹ロビンス）
- 石川恵也（阪急ブレーブス）
- 石川賢（中日ドラゴンズ→東北楽天ゴールデンイーグルス）
- 石川駿（中日ドラゴンズ）
- 石川俊介（阪神タイガース）
- 石川進（高橋ユニオンズ=トンボユニオンズ=高橋ユニオンズ→東映フライヤーズ→毎日大映オリオンズ→阪急ブレーブス）
- 石川雄洋（横浜ベイスターズ=横浜DeNAベイスターズ）
- 石川尚任（国鉄スワローズ）
- 石川政雄（広島東洋カープ）
- 石川雅実（読売ジャイアンツ）
- 石川賢（ロッテオリオンズ→横浜大洋ホエールズ→日本ハムファイターズ）
- 石川貢（埼玉西武ライオンズ）
- 石川緑（中日ドラゴンズ→阪神タイガース→東映フライヤーズ）
- 石川陽造（東映フライヤーズ）
- 石川良照（大阪タイガース=阪神タイガース）
- 石黒和弘（東京オリオンズ=ロッテオリオンズ）
- 石黒誠作（近鉄パールス）
- 石黒忠（広島カープ）
- 石毛博史（読売ジャイアンツ→近鉄バファローズ=大阪近鉄バファローズ→阪神タイガース）
- 石毛宏典（西武ライオンズ→福岡ダイエーホークス）
- 石崎亀喜（金星スターズ）
- 石崎剛（阪神タイガース→千葉ロッテマリーンズ）
- 石崎正勝（トンボユニオンズ）
- 石田逸男（西鉄ライオンズ）
- 石田健人マルク（中日ドラゴンズ）2020年から2022年の登録名は「マルク」
- 石田隆司（東北楽天ゴールデンイーグルス）
- 石田二宣（毎日大映オリオンズ=東京オリオンズ=ロッテオリオンズ）
- 石田博三（大阪タイガース=阪神タイガース）
- 石田文樹（横浜大洋ホエールズ=横浜ベイスターズ）1994年の登録名は「石田大也」
- 石田真（阪急ブレーブス）
- 石田雅亮（国鉄スワローズ）
- 石田雅彦（ロッテオリオンズ=千葉ロッテマリーンズ）
- 石田政良（名古屋軍→中部日本軍）
- 石田光彦（阪急軍→南海軍→大和軍→ゴールドスター）
- 石田泰三（中日ドラゴンズ）
- 石田良雄（太陽ロビンス）
- 石田芳雄（阪急ブレーブス）
- 石谷訓啓（毎日大映オリオンズ=東京オリオンズ）
- 石塚雅二（ヤクルトスワローズ→ロッテオリオンズ）
- 石戸四六（国鉄スワローズ=サンケイスワローズ=サンケイアトムズ=アトムズ=ヤクルトアトムズ）
- 石堂克利（ヤクルトスワローズ=東京ヤクルトスワローズ）
- 石床幹雄（阪神タイガース）
- 石貫宏臣（広島東洋カープ→福岡ダイエーホークス→千葉ロッテマリーンズ）
- 石橋尚登（広島東洋カープ→阪神タイガース→西武ライオンズ）2005年の登録名は「石橋尚至」、2006年から2007年の登録名は「石橋尚到」
- 石橋文雄（広島東洋カープ）
- 石橋貢（横浜大洋ホエールズ→ヤクルトスワローズ）
- 石橋良太（東北楽天ゴールデンイーグルス）
- 石幡信弘（大洋ホエールズ）
- 石鉢勝美（名古屋ドラゴンズ）
- 石原繁三（東京セネタース→翼軍→大洋軍→黒鷲軍=大和軍）
- 石原修治（近鉄バファローズ）
- 石原碩夫（東映フライヤーズ→読売ジャイアンツ）
- 石原照夫（東映フライヤーズ）
- 石原光男（セネタース）
- 石原慶幸（広島東洋カープ）
- 石風呂良一（大阪タイガース）
- 石丸進一（名古屋軍）
- 石丸藤吉（名古屋軍→松竹ロビンス）
- 石嶺和彦（阪急ブレーブス=オリックス・ブレーブス=オリックス・ブルーウェーブ→阪神タイガース）
- 伊志嶺翔大（千葉ロッテマリーンズ）
- 伊志嶺忠（東北楽天ゴールデンイーグルス）
- 石本努（日本ハムファイターズ=北海道日本ハムファイターズ）
- 石本豊（横浜大洋ホエールズ=横浜ベイスターズ）
- 石本貴昭（近鉄バファローズ→中日ドラゴンズ）
- 石森大誠（中日ドラゴンズ）
- 石山一秀（近鉄バファローズ）
- 伊集院峰弘（読売ジャイアンツ）
- 石渡茂（近鉄バファローズ→読売ジャイアンツ）
- 泉正義（ヤクルトスワローズ）
- 泉嘉郎（南海ホークス）
- 泉沢彰（西鉄ライオンズ=太平洋クラブライオンズ）
- 泉田喜義（東京巨人軍）
- 伊勢孝夫（近鉄バファローズ→ヤクルトスワローズ）
- 伊勢川真澄（ライオン軍=朝日軍→パシフィック→太陽ロビンス→金星スターズ=大映スターズ→阪急ブレーブス）
- 礒恒之（千葉ロッテマリーンズ）
- 磯貝公伸（読売ジャイアンツ）
- 磯田憲一（広島カープ）
- 磯野政次（東京セネタース）
- 礒部公一（近鉄バファローズ=大阪近鉄バファローズ→東北楽天ゴールデンイーグルス）
- 磯部健雄（名古屋金鯱軍）
- 板垣茂保（大洋軍）
- 板倉賢司（横浜大洋ホエールズ）
- 板倉正男（金星スターズ=大映スターズ→高橋ユニオンズ）
- 板倉康弘（オリックス・ブルーウェーブ）
- 伊達泰司（ロッテオリオンズ→ヤクルトスワローズ）
- 櫟信平（東急フライヤーズ→阪神タイガース）
- 一枝修平（中日ドラゴンズ→近鉄バファローズ→阪神タイガース）
- 一岡竜司（読売ジャイアンツ→広島東洋カープ）
- 市川和正（横浜大洋ホエールズ=横浜ベイスターズ）
- 市川卓（北海道日本ハムファイターズ）
- 市川悠太（東京ヤクルトスワローズ）
- 市川友也（読売ジャイアンツ→北海道日本ハムファイターズ→福岡ソフトバンクホークス）
- 市川治彦（トンボユニオンズ=高橋ユニオンズ）
- 市田夏生（広島カープ）
- 市場孝之（千葉ロッテマリーンズ）
- 一場靖弘（東北楽天ゴールデンイーグルス→東京ヤクルトスワローズ）
- 市橋秀彦（近鉄バファローズ→日本ハムファイターズ→ロッテオリオンズ）
- 市原明（ロッテオリオンズ→阪急ブレーブス）
- 市原圭（福岡ダイエーホークス→中日ドラゴンズ→大阪近鉄バファローズ）
- 市原稔（南海ホークス）
- 市村則紀（中日ドラゴンズ→西武ライオンズ）
- 一柳忠尚（名古屋ドラゴンズ=中日ドラゴンズ→大洋ホエールズ）
- イチロー（オリックス・ブルーウェーブ）1992年から1993年の登録名は「鈴木一朗」
- 井筒研一（ライオン軍=朝日軍→パシフィック=太陽ロビンス=大陽ロビンス=松竹ロビンス）
- 井手正太郎（福岡ダイエーホークス=福岡ソフトバンクホークス→横浜ベイスターズ=横浜DeNAベイスターズ）
- 井手峻（中日ドラゴンズ）
- 井出竜也（日本ハムファイターズ→読売ジャイアンツ→福岡ソフトバンクホークス）
- 井手元健一朗（中日ドラゴンズ→西武ライオンズ）
- 井戸伸年（大阪近鉄バファローズ→オリックス・バファローズ）
- 糸井嘉男（北海道日本ハムファイターズ→オリックス・バファローズ→阪神タイガース）
- 伊東昭光（ヤクルトスワローズ）
- 伊藤彰（ヤクルトスワローズ）1997年から1999年の登録名は「アキラ」
- 伊藤敦規（阪急ブレーブス=オリックス・ブレーブス=オリックス・バファローズ→横浜ベイスターズ→阪神タイガース）
- 伊藤勲（大洋ホエールズ=横浜大洋ホエールズ→南海ホークス）
- 伊東勇（西鉄ライオンズ）
- 伊藤栄祐（近鉄バファローズ=大阪近鉄バファローズ）
- 伊藤海斗（読売ジャイアンツ）
- 伊藤和雄（阪神タイガース）
- 伊藤勝三（大東京軍）
- 伊藤勝利（西鉄ライオンズ）
- 伊藤国雄（名古屋軍）
- 伊藤健一（阪急軍）
- 伊藤健太郎（東京巨人軍）
- 伊藤光四郎（大阪タイガース=阪神タイガース→西鉄ライオンズ）
- 伊藤康祐（中日ドラゴンズ）
- 伊東昂大（広島東洋カープ）
- 伊藤準規（中日ドラゴンズ）
- 伊藤翔（埼玉西武ライオンズ）
- 伊藤庄七（毎日オリオンズ→東急フライヤーズ=東映フライヤーズ→中日ドラゴンズ）
- 伊藤四郎（名古屋ドラゴンズ=中日ドラゴンズ→トンボユニオンズ=高橋ユニオンズ→近鉄パールス=近鉄バファロー→南海ホークス）
- 伊藤次郎（東京セネタース）
- 伊東甚吉（阪急軍）
- 井藤真吾（中日ドラゴンズ）
- 伊藤隆偉（阪急ブレーブス=オリックス・ブレーブス=オリックス・バファローズ→読売ジャイアンツ）
- 伊藤拓郎（横浜DeNAベイスターズ）
- 伊藤剛（日本ハムファイターズ=北海道日本ハムファイターズ）
- 伊藤竜彦（中日ドラゴンズ→近鉄バファローズ）
- 伊東勤（西武ライオンズ）
- 伊藤経盛（南海軍）
- 伊藤利夫（近鉄パールス→阪急ブレーブス）
- 伊藤寿文（広島東洋カープ→福岡ダイエーホークス）
- 伊藤智仁（ヤクルトスワローズ）
- 伊藤則旦（毎日オリオンズ=大毎オリオンズ）
- 伊藤隼太（阪神タイガース）
- 伊藤治夫（阪急ブレーブス）
- 伊藤久敏（中日ドラゴンズ→太平洋クラブライオンズ）
- 伊藤秀範（東京ヤクルトスワローズ）
- 伊藤博文（近鉄バファロー=近鉄バファローズ）
- 伊藤博康（読売ジャイアンツ→福岡ダイエーホークス）
- 伊藤史生（ロッテオリオンズ）
- 伊藤文隆（阪神タイガース）1978年の登録名は「伊藤弘利」、1979年から1985年の登録名は「伊藤宏光」
- 伊藤万喜三（東急フライヤーズ→阪急ブレーブス）
- 伊藤真（広島東洋カープ→千葉ロッテマリーンズ→ヤクルトスワローズ）
- 伊藤優（ロッテオリオンズ）
- 伊藤守（中日ドラゴンズ）
- 伊藤泰憲（中日ドラゴンズ→南海ホークス）
- 伊藤祐介（福岡ソフトバンクホークス）
- 伊藤幸男（近鉄バファローズ→阪神タイガース）
- 伊藤芳明（読売ジャイアンツ→東映フライヤーズ）
- 伊藤吉男（ライオン軍）
- 伊藤義弘（千葉ロッテマリーンズ）
- 伊東亮大（東北楽天ゴールデンイーグルス）
- 糸数敬作（北海道日本ハムファイターズ）
- 伊奈努（名古屋ドラゴンズ=中日ドラゴンズ→阪神タイガース）
- 伊奈龍哉（福岡ソフトバンクホークス）
- 稲尾和久（西鉄ライオンズ）
- 稲尾義文（広島カープ）
- 稲垣定雄（毎日オリオンズ）
- 稲垣秀次（読売ジャイアンツ）
- 稲垣忠美（毎日大映オリオンズ）
- 稲垣博愛（国鉄スワローズ）
- 稲垣正夫（東映フライヤーズ）
- 稲川豪一（東急フライヤーズ）
- 稲川誠（大洋ホエールズ）
- 稲田直人（北海道日本ハムファイターズ→横浜ベイスターズ→東北楽天ゴールデンイーグルス）
- 稲葉篤紀（東京ヤクルトスワローズ→北海道日本ハムファイターズ）
- 稲葉郁三（西日本パイレーツ）
- 稲葉光雄（中日ドラゴンズ→阪急ブレーブス→阪神タイガース）
- 稲嶺茂夫（横浜ベイスターズ）
- 稲嶺誉（福岡ダイエーホークス=福岡ソフトバンクホークス）
- 乾国雄（阪神軍）
- 乾真大（北海道日本ハムファイターズ→読売ジャイアンツ）
- 犬伏稔昌（西武ライオンズ）
- 井野卓（東北楽天ゴールデンイーグルス→読売ジャイアンツ→東京ヤクルトスワローズ）
- 井納翔一（横浜DeNAベイスターズ→読売ジャイアンツ）
- 伊能正司（近鉄バファローズ）
- 井上修（南海ホークス）
- 井上修（広島カープ=広島東洋カープ→阪急ブレーブス）
- 井上一樹（中日ドラゴンズ）
- 井上勝巳（毎日大映オリオンズ→近鉄バファローズ）
- 井上圭一（ロッテオリオンズ→阪神タイガース）
- 井上紘一（広島東洋カープ）1996年から1999年の登録名は「井上煌千」
- 井上公志（中日ドラゴンズ）
- 井上晃二（日本ハムファイターズ）
- 井上浩司（広島東洋カープ）
- 井上次平（名古屋軍）
- 井上純（横浜大洋ホエールズ=横浜ベイスターズ→千葉ロッテマリーンズ）
- 井上慎一（南海ホークス）
- 井上親一郎（国鉄スワローズ）
- 井上真二（読売ジャイアンツ）
- 井上晴哉（千葉ロッテマリーンズ）
- 井上貴朗（阪神タイガース→千葉ロッテマリーンズ）
- 井上卓也（広島東洋カープ）
- 井上忠行（西鉄ライオンズ）
- 井上登（中日ドラゴンズ→南海ホークス→中日ドラゴンズ）
- 井上弘昭（広島東洋カープ→中日ドラゴンズ→日本ハムファイターズ→西武ライオンズ）
- 井上正晴（東映フライヤーズ）
- 井上安雄（読売ジャイアンツ→東映フライヤーズ）
- 井上康弘（東京巨人軍）
- 井上祐二（南海ホークス=福岡ダイエーホークス→広島東洋カープ→千葉ロッテマリーンズ）
- 井上雄介（東北楽天ゴールデンイーグルス）
- 井上幸信（大洋ホエールズ→中日ドラゴンズ）
- 井上洋一（サンケイアトムズ=アトムズ=ヤクルトアトムズ=ヤクルトスワローズ→ロッテオリオンズ）
- 井上佳明（国鉄スワローズ）
- 井上善夫（西鉄ライオンズ→読売ジャイアンツ→広島東洋カープ）
- 井上嘉弘（産業軍=中部日本軍=中日ドラゴンズ→急映フライヤーズ→読売ジャイアンツ→松竹ロビンス→広島カープ）
- 井野川利春（阪急軍→阪急ブレーブス→東急フライヤーズ）
- 猪口明宏（読売ジャイアンツ）
- 猪久保吾一（ロッテオリオンズ=千葉ロッテマリーンズ）
- 猪子利男（南海軍）
- 猪爪義治（西武ライオンズ）
- 井股明（大和軍）
- 猪俣隆（阪神タイガース→中日ドラゴンズ）
- 猪本健太郎（福岡ソフトバンクホークス→千葉ロッテマリーンズ）
- 井場友和（日本ハムファイターズ=北海道日本ハムファイターズ）
- 井端弘和（中日ドラゴンズ→読売ジャイアンツ）
- 伊林厚志（ヤクルトスワローズ）
- 井原慎一朗（ヤクルトアトムズ=ヤクルトスワローズ）
- 伊原徳栄（大東京軍）
- 伊原春樹（西鉄ライオンズ=太平洋クラブライオンズ→読売ジャイアンツ→クラウンライターライオンズ=西武ライオンズ）1971年から1973年の登録名は「伊原春植」
- 伊原正樹（オリックス・バファローズ）
- 井辺康二（ロッテオリオンズ=千葉ロッテマリーンズ）
- 今井圭吾（日本ハムファイターズ）
- 今井啓介（広島東洋カープ）
- 今井順之助（北海道日本ハムファイターズ）
- 今井譲二（広島東洋カープ）
- 今井務（大洋ホエールズ→東映フライヤーズ=日拓ホームフライヤーズ）
- 今井洋行（南海ホークス）
- 今井康夫（東映フライヤーズ）
- 今井雄太郎（阪急ブレーブス=オリックス・ブレーブス→福岡ダイエーホークス）
- 今泉勝義（東京巨人軍）
- 今泉喜一郎（大洋ホエールズ）
- 今江敏晃（千葉ロッテマリーンズ→東北楽天ゴールデンイーグルス）2017年から2019年の登録名は「今江年晶」
- 今岡謙次郎（東京セネタース）
- 今岡誠（阪神タイガース→千葉ロッテマリーンズ）
- 今久留主功（毎日オリオンズ→近鉄パールス）
- 今久留主淳（毎日オリオンズ→西鉄ライオンズ）
- 今久留主成幸（横浜大洋ホエールズ=横浜ベイスターズ→西武ライオンズ）
- 今関勝（日本ハムファイターズ）1998年から2000年の登録名は「今関勝一」
- 今津光男（中日ドラゴンズ→広島東洋カープ→阪急ブレーブス）
- 今中慎二（中日ドラゴンズ）
- 今浪隆博（北海道日本ハムファイターズ→東京ヤクルトスワローズ）
- 今成亮太（北海道日本ハムファイターズ→阪神タイガース）
- 今西和男（阪神タイガース）
- 今西錬太郎（阪急軍=阪急ブレーブス→大洋ホエールズ→阪急ブレーブス→東映フライヤーズ）1952年の登録名は「今西啓介」
- 今村猛（広島東洋カープ）
- 今村文昭（オリックス・ブルーウェーブ）
- 今村正博（南海ホークス）
- 井本隆（近鉄バファローズ→ヤクルトスワローズ）
- 井本直樹（中日ドラゴンズ）
- 伊与田一範（広島東洋カープ→千葉ロッテマリーンズ）
- 伊代野貴照（阪神タイガース）
- 伊良部秀輝（ロッテオリオンズ=千葉ロッテマリーンズ→阪神タイガース）
- 入江道生（広島東洋カープ）
- 入来智（近鉄バファローズ→広島東洋カープ→近鉄バファローズ=大阪近鉄バファローズ→読売ジャイアンツ→ヤクルトスワローズ）
- 入来祐作（読売ジャイアンツ→北海道日本ハムファイターズ→横浜ベイスターズ）
- 入谷正典（読売ジャイアンツ）
- 入野貴大（東北楽天ゴールデンイーグルス）
- 入野久彦（読売ジャイアンツ）
- 入部久男（大洋ホエールズ）
- 井領雅貴（中日ドラゴンズ）
- 伊礼忠彦（中日ドラゴンズ）
- 岩井活水（広島カープ）
- 岩井隆之（大洋ホエールズ=横浜大洋ホエールズ→日本ハムファイターズ）1976年から1977年の登録名は「岩井靖久」
- 岩尾孝幸（読売ジャイアンツ）
- 岩尾利弘（埼玉西武ライオンズ）
- 岩岡保宏（大洋ホエールズ）
- 岩垣二郎（イーグルス=黒鷲軍）
- 岩上江笠（近鉄バファローズ）
- 岩木哲（南海ホークス）
- 岩木康郎（近鉄バファローズ）
- 岩切英司（阪神タイガース→福岡ダイエーホークス）
- 岩隈久志（大阪近鉄バファローズ→オリックス・バファローズ→東北楽天ゴールデンイーグルス→読売ジャイアンツ）
- 岩郷泰博（読売ジャイアンツ）
- 岩崎清隆（東映フライヤーズ=日拓ホームフライヤーズ→ヤクルトスワローズ）
- 岩﨑恭平（中日ドラゴンズ→オリックス・バファローズ）
- 岩崎智史（広島東洋カープ）
- 岩崎忠義（東京オリオンズ=ロッテオリオンズ→日本ハムファイターズ）
- 岩﨑達郎（中日ドラゴンズ→東北楽天ゴールデンイーグルス→中日ドラゴンズ）
- 岩﨑哲也（西武ライオンズ=埼玉西武ライオンズ）
- 岩崎哲郎（国鉄スワローズ）
- 岩崎利夫（大阪タイガース）
- 岩崎久太郎（太陽ロビンス=大陽ロビンス）
- 岩崎久則（オリックス・ブルーウェーブ→ヤクルトスワローズ）
- 岩崎良夫（広島東洋カープ）
- 岩下光一（東映フライヤーズ）
- 岩下修一（オリックス・ブルーウェーブ=オリックス・バファローズ→北海道日本ハムファイターズ）日本ハム時代の登録名は「岩下修壱」
- 岩下正明（ヤクルトスワローズ→横浜大洋ホエールズ）
- 岩下守道（読売ジャイアンツ→国鉄スワローズ→近鉄バファロー=近鉄バファローズ）
- 岩瀬剛（国鉄スワローズ）
- 岩瀬仁紀（中日ドラゴンズ）
- 岩田慎司（中日ドラゴンズ）
- 岩田次男（名古屋軍→東京セネタース→朝日軍）
- 岩田徹（阪神タイガース）
- 岩田稔（阪神タイガース）
- 岩舘学（読売ジャイアンツ→北海道日本ハムファイターズ）
- 岩出清（南海ホークス）
- 岩永功（西鉄ライオンズ）
- 岩橋慶侍（東京ヤクルトスワローズ）
- 岩橋利男（国鉄スワローズ）
- 岩見雅紀（東北楽天ゴールデンイーグルス）2022年の登録名は岩見政暉
- 岩見優輝（広島東洋カープ）
- 岩村明憲（ヤクルトスワローズ=東京ヤクルトスワローズ→東北楽天ゴールデンイーグルス→東京ヤクルトスワローズ）
- 岩村敬士（近鉄バファローズ）
- 岩村吉博（大阪タイガース）
- 岩本章（東京巨人軍→名古屋軍=産業軍=中部日本軍=中日ドラゴンズ→阪急ブレーブス→広島カープ）
- 岩本輝（阪神タイガース→オリックス・バファローズ）
- 岩本進（読売ジャイアンツ→毎日大映オリオンズ=東京オリオンズ）
- 岩本尭（読売ジャイアンツ→大洋ホエールズ）
- 岩本貴裕（広島東洋カープ）
- 岩本勉（日本ハムファイターズ=北海道日本ハムファイターズ）1999年から2001年の登録名は「岩本ツトム」
- 岩本信一（南海ホークス→大洋ホエールズ→松竹ロビンス）
- 岩本守道（横浜大洋ホエールズ=横浜ベイスターズ）
- 岩本泰英（大洋ホエールズ）
- 岩本好広（阪急ブレーブス→中日ドラゴンズ）
- 岩本義行（南海軍→大陽ロビンス=松竹ロビンス→大洋ホエールズ=大洋松竹ロビンス→東映フライヤーズ）
- 隠善智也（読売ジャイアンツ）

### う
- 植大輔（中日ドラゴンズ）
- 上岡良一（日本ハムファイターズ）
- 植木一智（阪神タイガース）
- 上園啓史（阪神タイガース→東北楽天ゴールデンイーグルス）
- 上田和明（読売ジャイアンツ）
- 上田洸太朗（中日ドラゴンズ）
- 上田重夫（大洋ホエールズ）
- 上田次朗（阪神タイガース→南海ホークス→阪神タイガース）1970年の登録名は「上田二郎」、1971年から1976年の登録名は「上田二朗」、1979年から1982年の登録名は「上田次郎」
- 植田征作（西鉄ライオンズ）
- 上田卓三（南海ホークス→阪神タイガース→南海ホークス）
- 上田武司（読売ジャイアンツ）
- 植田武彦（阪急ブレーブス→高橋ユニオンズ）
- 上田正（大阪タイガース=阪神軍）
- 上田剛史（東京ヤクルトスワローズ）
- 上田利治（広島カープ）
- 植田隼美（西鉄軍）
- 上田浩明（西武ライオンズ）
- 植田幸弘（広島東洋カープ→西武ライオンズ）
- 上田容三（ロッテオリオンズ）
- 上田好剛（広島東洋カープ→阪神タイガース）
- 上田佳範（日本ハムファイターズ=北海道日本ハムファイターズ→中日ドラゴンズ）
- 上辻修（阪神タイガース→ロッテオリオンズ→読売ジャイアンツ）
- 上中吉成（西武ライオンズ）
- 上野克二（南海ホークス）
- 上野重雄（毎日オリオンズ→東急フライヤーズ=東映フライヤーズ）
- 上野貴久（読売ジャイアンツ）
- 上野忠（ヤクルトスワローズ）
- 上野響平（北海道日本ハムファイターズ→オリックス・バファローズ）
- 上野大樹（千葉ロッテマリーンズ）
- 植野浩史（大洋ホエールズ）
- 上野弘文（広島東洋カープ）
- 上野裕平（読売ジャイアンツ）
- 上野義秋（名古屋金鯱軍→西鉄クリッパース=西鉄ライオンズ→広島カープ）
- 上原晃（中日ドラゴンズ→広島東洋カープ→ヤクルトスワローズ）
- 上原浩治（読売ジャイアンツ）
- 上原厚治郎（ヤクルトスワローズ=東京ヤクルトスワローズ→埼玉西武ライオンズ）
- 植原修平（ヤクルトアトムズ=ヤクルトスワローズ）
- 植松精一（阪神タイガース）
- 植松優友（千葉ロッテマリーンズ）
- 上村和裕（オリックス・ブルーウェーブ→広島東洋カープ）
- 植村祐介（北海道日本ハムファイターズ）
- 植村義信（毎日オリオンズ=毎日大映オリオンズ）
- 上本達之（西武ライオンズ=埼玉西武ライオンズ）
- 上本博紀（阪神タイガース）
- 魚満芳（読売ジャイアンツ→大洋ホエールズ=横浜大洋ホエールズ）
- 鵜飼昭雪（毎日オリオンズ）
- 鵜飼克雄（日本ハムファイターズ→広島東洋カープ）
- 鵜飼勝美（国鉄スワローズ）1953年の登録名は「鵜飼勝助」
- 鵜飼勉（西鉄軍）
- 鵜狩道夫（西鉄ライオンズ→広島カープ）1956年から1959年の登録名は「鵜狩道旺」1960年から1962年の登録名は「鵜狩好応」
- 浮島徹士（ロッテオリオンズ=千葉ロッテマリーンズ）
- 浮州重紀（名古屋ドラゴンズ=中日ドラゴンズ）
- 浮田逸郎（西日本パイレーツ→大洋松竹ロビンス）
- 鵜久森淳志（北海道日本ハムファイターズ→東京ヤクルトスワローズ）
- 宇佐美一夫（国鉄スワローズ）
- 宇佐美和雄（西鉄ライオンズ）
- 宇佐美敏晴（読売ジャイアンツ）
- 宇佐美康広（ヤクルトスワローズ）
- 宇佐美塁大（北海道日本ハムファイターズ）
- 鵜沢達雄（大洋ホエールズ=横浜大洋ホエールズ→西武ライオンズ）
- 牛島和彦（中日ドラゴンズ→ロッテオリオンズ=千葉ロッテマリーンズ）
- 牛田成樹（横浜ベイスターズ=横浜DeNAベイスターズ）
- 丑山努（日本ハムファイターズ）
- 宇田東植（東映フライヤーズ=日拓ホームフライヤーズ=日本ハムファイターズ→阪神タイガース）
- 宇高伸次（近鉄バファローズ=大阪近鉄バファローズ→横浜ベイスターズ）
- 内竜也（千葉ロッテマリーンズ）
- 内川聖一（横浜ベイスターズ=横浜DeNAベイスターズ→福岡ソフトバンクホークス→東京ヤクルトスワローズ）
- 打越敏彦（西鉄ライオンズ→中日ドラゴンズ→近鉄バファローズ）
- 内薗直樹（読売ジャイアンツ→西武ライオンズ）
- 内田和也（ヤクルトスワローズ=東京ヤクルトスワローズ→西武ライオンズ）
- 内田圭一（東京オリオンズ→読売ジャイアンツ）
- 内田順三（ヤクルトアトムズ=ヤクルトスワローズ→日本ハムファイターズ→広島東洋カープ）
- 内田蒼生也（西鉄クリッパース=西鉄ライオンズ）
- 内田強（中日ドラゴンズ→阪急ブレーブス→福岡ダイエーホークス）
- 内田照文（西鉄ライオンズ→広島東洋カープ）
- 内田大孝（読売ジャイアンツ→福岡ダイエーホークス）
- 内田靖人（東北楽天ゴールデンイーグルス）
- 内之倉隆志（福岡ダイエーホークス）
- 内堀保（東京巨人軍=読売ジャイアンツ）
- 内間拓馬（東北楽天ゴールデンイーグルス→広島東洋カープ）
- 内村賢介（東北楽天ゴールデンイーグルス→横浜DeNAベイスターズ）
- 内山和巳（中日ドラゴンズ）
- 内山清（阪神軍=大阪タイガース）
- 内山憲一（ヤクルトスワローズ）
- 内山智之（西武ライオンズ→福岡ダイエーホークス）
- 内山正博（日本ハムファイターズ）
- 内山雄介（北海道日本ハムファイターズ）
- 内海五十雄（東京巨人軍）
- 内海武彦（中日ドラゴンズ）
- 内海哲也（読売ジャイアンツ→埼玉西武ライオンズ）
- 宇都格（大阪近鉄バファローズ→オリックス・バファローズ）
- 有働克也（横浜大洋ホエールズ=横浜ベイスターズ→中日ドラゴンズ）1996年途中から同年末の登録名は「有働勝次」
- 畝龍実（広島東洋カープ）1992年の登録名は「畝辰実」
- 宇野錦次（阪急軍→大洋軍=西鉄軍）
- 宇野輝幸（阪急ブレーブス→横浜大洋ホエールズ）
- 宇野雅美（読売ジャイアンツ→広島東洋カープ→東京ヤクルトスワローズ）
- 宇野勝（中日ドラゴンズ→千葉ロッテマリーンズ）
- 宇野光雄（読売ジャイアンツ→国鉄スワローズ）
- 梅沢義勝（ロッテオリオンズ→ヤクルトスワローズ）
- 梅田邦三（読売ジャイアンツ→西鉄ライオンズ=太平洋クラブライオンズ→中日ドラゴンズ→日本ハムファイターズ）
- 梅田尚通（埼玉西武ライオンズ）
- 梅田浩（読売ジャイアンツ）
- 梅田正巳（広島カープ）
- 梅津智弘（広島東洋カープ→東北楽天ゴールデンイーグルス）
- 梅野慶志（毎日オリオンズ）
- 梅原伸亮（広島東洋カープ）
- 梅村学人（オリックス・バファローズ）
- 梅村好彦（南海ホークス）
- 梅本政夫（名古屋軍）
- 梅本正之（大阪タイガース=阪神タイガース）
- 浦田直治（西鉄ライオンズ）
- 浦西美治（中日ドラゴンズ→近鉄バファローズ）
- 浦野博司（北海道日本ハムファイターズ）
- 瓜生秀文（東映フライヤーズ）
- 漆畑勝久（広島カープ=広島東洋カープ）
- 漆原進（大東京軍→イーグルス→名古屋金鯱軍）
- 運天ジョン・クレイトン（北海道日本ハムファイターズ）
- 海野尚武（東映フライヤーズ）

### え
- 江上重孝（南海ホークス→東映フライヤーズ）
- 江柄子裕樹（読売ジャイアンツ）
- 江川卓（阪神タイガース→読売ジャイアンツ）
- 江川智晃（福岡ダイエーホークス=福岡ソフトバンクホークス）
- 恵川康太郎（広島カープ）
- 江草仁貴（阪神タイガース→埼玉西武ライオンズ→広島東洋カープ）
- 江口孝義（福岡ダイエーホークス）1996年の登録名は「江口嵩芳」
- 江口行男（名古屋金鯱軍→阪急軍）
- 江口亮輔（千葉ロッテマリーンズ）
- 江越大賀（阪神タイガース→北海道日本ハムファイターズ）
- 江坂政明（近鉄バファローズ→阪神タイガース）
- 江崎照雄（毎日オリオンズ=毎日大映オリオンズ→近鉄バファロー=近鉄バファローズ→中日ドラゴンズ）
- 江崎正義（ゴールドスター=金星スターズ）
- 江島巧（中日ドラゴンズ→ロッテオリオンズ）
- 江尻亮（大洋ホエールズ=横浜大洋ホエールズ）
- 江尻慎太郎（日本ハムファイターズ=北海道日本ハムファイターズ→横浜ベイスターズ=横浜DeNAベイスターズ→福岡ソフトバンクホークス）
- 江田幸一（日拓ホームフライヤーズ=日本ハムファイターズ）
- 江田孝（阪急軍→ゴールドスター=金星スターズ→大陽ロビンス=松竹ロビンス→大洋ホエールズ=大洋松竹ロビンス=大洋ホエールズ）1948年から1955年の登録名は「江田貢一」
- 江田昌司（阪神タイガース）
- 枝村勉（大映スターズ→大洋ホエールズ）
- 江渡辰郎（近鉄バファロー=近鉄バファローズ）
- 江藤智（広島東洋カープ→読売ジャイアンツ→西武ライオンズ=埼玉西武ライオンズ）
- 江藤省三（読売ジャイアンツ→中日ドラゴンズ）
- 江藤愼一（中日ドラゴンズ→ロッテオリオンズ→大洋ホエールズ→太平洋クラブライオンズ→ロッテオリオンズ）
- 衛藤大輔（中日ドラゴンズ）
- 江藤正（南海ホークス→高橋ユニオンズ→東映フライヤーズ）東映時代の登録名は「江藤晴康」
- 江夏豊（阪神タイガース→南海ホークス→広島東洋カープ→日本ハムファイターズ→西武ライオンズ）
- 榎並達郎（阪急軍）
- 榎康弘（ロッテオリオンズ=千葉ロッテマリーンズ→読売ジャイアンツ→千葉ロッテマリーンズ）
- 榎田健一郎（阪急ブレーブス）
- 榎田大樹（阪神タイガース→埼玉西武ライオンズ）
- 榎下陽大（北海道日本ハムファイターズ）
- 榎本葵（東北楽天ゴールデンイーグルス→東京ヤクルトスワローズ）
- 榎本喜八（毎日オリオンズ=毎日大映オリオンズ=東京オリオンズ=ロッテオリオンズ→西鉄ライオンズ）
- 榎本茂（国鉄スワローズ）
- 榎本敏孝（福岡ダイエーホークス=福岡ソフトバンクホークス）
- 榎本直樹（ヤクルトアトムズ=ヤクルトスワローズ→広島東洋カープ）
- 榎原好（毎日オリオンズ→近鉄パールス→南海ホークス）
- 戎信行（オリックス・ブルーウェーブ→ヤクルトスワローズ→大阪近鉄バファローズ）
- 江村直也（千葉ロッテマリーンズ）
- 江村将也（東京ヤクルトスワローズ）
- 江本晃一（中日ドラゴンズ→福岡ダイエーホークス）
- 江本孟紀（東映フライヤーズ→南海ホークス→阪神タイガース）
- 遠田誠治（中日ドラゴンズ）
- 遠藤一星（中日ドラゴンズ）
- 遠藤一彦（横浜大洋ホエールズ）
- 遠藤忠二郎（大東京軍→名古屋軍→東京セネタース）
- 遠藤伸久（阪神タイガース）
- 遠藤政隆（中日ドラゴンズ→東京ヤクルトスワローズ）
- 遠藤竜志（広島東洋カープ）
- 遠藤良平（日本ハムファイターズ）

### お
- 及川宣士（大洋ホエールズ→太平洋クラブライオンズ）
- 及川美喜男（広島東洋カープ→日本ハムファイターズ）
- 王貞治（読売ジャイアンツ）
- 大井光雄（高橋ユニオンズ=トンボユニオンズ=高橋ユニオンズ→大映ユニオンズ）
- 大石勝彦（大洋ホエールズ→東映フライヤーズ）
- 大石清（広島カープ→阪急ブレーブス）
- 大石大二郎（近鉄バファローズ）1988年から1990年の登録名は「大石第二朗」
- 大石達也（埼玉西武ライオンズ）
- 大石綱（イーグルス→黒鷲軍）
- 大石友好（西武ライオンズ→中日ドラゴンズ）
- 大石直弘（阪急ブレーブス）
- 大石雅昭（近鉄パールス=近鉄バファロー）1955年の登録名は「大石雅正」
- 大石正彦（大洋松竹ロビンス=大洋ホエールズ）
- 大石昌義（広島東洋カープ→阪神タイガース）
- 大石弥太郎（阪急ブレーブス→広島カープ=広島東洋カープ→阪急ブレーブス→中日ドラゴンズ→南海ホークス）
- 大内貴志（読売ジャイアンツ）
- 大江弘明（ヤクルトスワローズ）
- 大岡虎雄（大映スターズ→松竹ロビンス）
- 大家友和（横浜ベイスターズ）
- 大貝恭史（日本ハムファイターズ）
- 大神武俊（南海ホークス）
- 大川章（ヤクルトスワローズ→日本ハムファイターズ）
- 大川隆（横浜大洋ホエールズ=横浜ベイスターズ）1989年から1990年、1995年の登録名は「大川隆哉」
- 大川浩（大洋ホエールズ=横浜大洋ホエールズ→西武ライオンズ）
- 大河原栄（中日ドラゴンズ）
- 仰木彬（西鉄ライオンズ）
- 大木勝年（ヤクルトアトムズ=ヤクルトスワローズ）
- 大木董四郎（セネタース）
- 大木貴将（千葉ロッテマリーンズ）
- 大木護（高橋ユニオンズ=トンボユニオンズ=高橋ユニオンズ→大映ユニオンズ）
- 大北敏博（読売ジャイアンツ→西武ライオンズ）
- 大久保計雄（近鉄バファロー=近鉄バファローズ）
- 大久保勝也（横浜大洋ホエールズ）
- 大久保秀昭（近鉄バファローズ=大阪近鉄バファローズ）
- 大久保英男（国鉄スワローズ）
- 大久保弘司（横浜大洋ホエールズ）
- 大久保博元（西武ライオンズ→読売ジャイアンツ）
- 大久保勝信（オリックス・ブルーウェーブ=オリックス・バファローズ）
- 大久保学（南海ホークス）
- 大久保美智男（広島東洋カープ）
- 大熊忠義（阪急ブレーブス）
- 大熊伸行（読売ジャイアンツ→西鉄ライオンズ）
- 大倉英貴（阪神タイガース）
- 大越基（福岡ダイエーホークス）
- 大坂雅彦（近鉄バファロー=近鉄バファローズ→毎日大映オリオンズ=東京オリオンズ=ロッテオリオンズ）
- 大崎昭夫（阪急ブレーブス）
- 大崎欣一（ゴールドスター）
- 大崎憲司（西鉄クリッパース→南海ホークス）
- 大崎隆雄（大洋ホエールズ→近鉄バファローズ）
- 大崎三男（大阪タイガース→近鉄バファロー）
- 大崎雄太朗（西武ライオンズ=埼玉西武ライオンズ）
- 大沢紀三男（名古屋軍=産業軍→東急フライヤーズ→中部日本ドラゴンズ=中日ドラゴンズ）
- 大沢清（名古屋軍=中部日本=中部日本ドラゴンズ=中日ドラゴンズ→東急フライヤーズ→大洋ホエールズ→広島カープ）1951年の登録名は「大沢伸夫」
- 大沢喜好（パシフィック→セネタース=東急フライヤーズ）
- 大沢啓二（南海ホークス→東京オリオンズ）1956年から1961年の登録名は「大沢昌芳」
- 大沢勉（東映フライヤーズ=日拓ホームフライヤーズ=日本ハムファイターズ）
- 大下剛史（東映フライヤーズ=日拓ホームフライヤーズ=日本ハムファイターズ→広島東洋カープ）
- 大下弘（セネタース=東急フライヤーズ=急映フライヤーズ=東急フライヤーズ→西鉄ライオンズ）
- 大下佑馬（東京ヤクルトスワローズ）
- 大島郁将（阪急ブレーブス→横浜大洋ホエールズ）
- 大島公一（近鉄バファローズ→オリックス・ブルーウェーブ→東北楽天ゴールデンイーグルス）
- 大島崇行（広島東洋カープ）
- 大嶋匠（北海道日本ハムファイターズ）
- 大島武（阪神軍）
- 大島忠一（阪神タイガース）
- 大島信雄（松竹ロビンス→名古屋ドラゴンズ=中日ドラゴンズ）
- 大島裕行（西武ライオンズ=埼玉西武ライオンズ）
- 大島康徳（中日ドラゴンズ→日本ハムファイターズ）
- 大島寛（西武ライオンズ）
- 大島渡（朝日軍）
- 大城祐二（阪神タイガース→福岡ソフトバンクホークス）
- 大須賀允（読売ジャイアンツ→広島東洋カープ）
- 大杉勝男（東映フライヤーズ=日拓ホームフライヤーズ=日本ハムファイターズ→ヤクルトスワローズ）
- 大隅正人（読売ジャイアンツ→中日ドラゴンズ→阪急ブレーブス）
- 大田阿斗里（横浜ベイスターズ=横浜DeNAベイスターズ→オリックス・バファローズ）2008年から2012年の登録名は「阿斗里」
- 太田勝正（福岡ダイエーホークス）
- 太田清春（近鉄バファローズ）1979年から1980年の登録名は「太田貴世晴」
- 太田健一（イーグルス=黒鷲軍）
- 太田紘一（大阪タイガース=阪神タイガース→阪急ブレーブス）
- 太田幸司（近鉄バファローズ→読売ジャイアンツ→阪神タイガース）
- 太田暁（近鉄バファローズ）
- 大田泰示（読売ジャイアンツ→北海道日本ハムファイターズ→横浜DeNAベイスターズ）
- 太田貴（阪神タイガース）
- 大田卓司（西鉄ライオンズ=太平洋クラブライオンズ=クラウンライターライオンズ=西武ライオンズ）
- 太田武（南海ホークス）
- 太田龍生（広島東洋カープ→福岡ダイエーホークス）
- 太田敏行（中日ドラゴンズ→東映フライヤーズ）
- 太田敏之（阪急ブレーブス）
- 太田枝雄（阪急ブレーブス）
- 太田文高（中日ドラゴンズ→国鉄スワローズ）
- 太田正男（西鉄ライオンズ→大映スターズ=大映ユニオンズ→毎日大映オリオンズ）
- 太田勝（大洋ホエールズ→中日ドラゴンズ）
- 大田勇治（日本ハムファイターズ）
- 太田裕哉（東京ヤクルトスワローズ）
- 太田龍（読売ジャイアンツ）
- 大竹寛（広島東洋カープ→読売ジャイアンツ）
- 大竹憲治（読売ジャイアンツ）
- 大竹仁（毎日オリオンズ=毎日大映オリオンズ）
- 大立恭平（読売ジャイアンツ→福岡ソフトバンクホークス）
- 大谷翔平（北海道日本ハムファイターズ）
- 大谷智久（千葉ロッテマリーンズ）
- 大田原隆太（福岡ソフトバンクホークス）
- 大津淳（大阪タイガース=阪神タイガース）
- 大津一洋（西武ライオンズ→南海ホークス）
- 大津守（西鉄ライオンズ→近鉄パールス=近鉄バファロー=近鉄バファローズ）
- 大塚淳弘（読売ジャイアンツ）
- 大塚晶文（近鉄バファローズ=大阪近鉄バファローズ→中日ドラゴンズ）中日時代の登録名は「大塚晶則」
- 大塚明（千葉ロッテマリーンズ）
- 大塚賢一（南海ホークス=福岡ダイエーホークス→広島東洋カープ→西武ライオンズ）
- 大塚光二（西武ライオンズ）1990年から1991年の登録名は「大塚孝二」
- 大塚淳（ヤクルトスワローズ=東京ヤクルトスワローズ）
- 大塚鶴雄（東京セネタース=翼軍→南海軍→大和軍）1939年から1942年までの登録名は「柳鶴震」
- 大塚徹（国鉄スワローズ=サンケイスワローズ=サンケイアトムズ=アトムズ=ヤクルトアトムズ→南海ホークス）
- 大塚尚仁（東北楽天ゴールデンイーグルス）
- 大塚弥寿男（東京オリオンズ=ロッテオリオンズ）
- 大塚安則（西鉄ライオンズ→大映スターズ）
- 大塚祐司（阪急ブレーブス）
- 大塚豊（北海道日本ハムファイターズ）
- 大塚義樹（南海ホークス=福岡ダイエーホークス→横浜大洋ホエールズ=横浜ベイスターズ）
- 大辻秀夫（国鉄スワローズ）
- 大坪幸夫（南海ホークス=福岡ダイエーホークス）
- 大戸雄記（南海ホークス）
- 大隣憲司（福岡ソフトバンクホークス→千葉ロッテマリーンズ）
- 大友一明（大東京軍=ライオン軍=朝日軍→ゴールドスター=金星スターズ）
- 大友進（西武ライオンズ→中日ドラゴンズ）
- 大友工（読売ジャイアンツ→近鉄バファロー）近鉄時代の登録名は「大友工司」
- 大西崇之（中日ドラゴンズ→読売ジャイアンツ）
- 大西忠（阪急ブレーブス）
- 大西宏明（大阪近鉄バファローズ→オリックス・バファローズ→横浜ベイスターズ→福岡ソフトバンクホークス）
- 大西寛介（名古屋ドラゴンズ）
- 大西正樹（福岡ソフトバンクホークス）
- 大貫賢（東京セネタース→イーグルス）
- 大沼清（国鉄スワローズ）
- 大沼幸二（西武ライオンズ=埼玉西武ライオンズ→横浜ベイスターズ=横浜DeNAベイスターズ）
- 大根晃（大阪タイガース）
- 大野和哉（読売ジャイアンツ）
- 大野奨太（北海道日本ハムファイターズ→中日ドラゴンズ）
- 大野貴洋（横浜ベイスターズ）
- 大野久（阪神タイガース→福岡ダイエーホークス→中日ドラゴンズ）
- 大野文男（東急フライヤーズ）
- 大野守（近鉄バファロー）
- 大野雄次（横浜大洋ホエールズ→読売ジャイアンツ→ヤクルトスワローズ）
- 大野豊（広島東洋カープ）
- 大野隆治（福岡ダイエーホークス=福岡ソフトバンクホークス）2004年から2005年の登録名は「大野立詞」
- 大野倫（読売ジャイアンツ→福岡ダイエーホークス）
- 大庭清（西鉄ライオンズ）
- 大場翔太（福岡ソフトバンクホークス→中日ドラゴンズ）
- 大羽進（広島カープ=広島東洋カープ→東映フライヤーズ）
- 大場隆広（中日ドラゴンズ→近鉄バファローズ→南海ホークス）
- 大場達也（東京ヤクルトスワローズ）
- 大場豊千 (読売ジャイアンツ)
- 大庭宏（トンボユニオンズ=高橋ユニオンズ→大映ユニオンズ）
- 大橋勲（読売ジャイアンツ→大洋ホエールズ）
- 大橋一郎（朝日軍→グレートリング）
- 大橋一郎（国鉄スワローズ）
- 大橋智干（東京巨人軍）
- 大橋雅法（阪神タイガース）
- 大橋衛（大阪タイガース=阪神軍）
- 大橋棣（阪神軍）
- 大橋康延（大洋ホエールズ=横浜大洋ホエールズ）
- 大橋穣（東映フライヤーズ→阪急ブレーブス）
- 大畑庄作（東急フライヤーズ=東映フライヤーズ）
- 大畑徹（横浜大洋ホエールズ→日本ハムファイターズ）
- 大畑裕勝（読売ジャイアンツ）
- 大原和男（阪神タイガース）
- 大原淳也（横浜ベイスターズ=横浜DeNAベイスターズ）
- 大原慎司（横浜ベイスターズ=横浜DeNAベイスターズ）
- 大原徹也（太平洋クラブライオンズ=クラウンライターライオンズ=西武ライオンズ→広島東洋カープ→近鉄バファローズ）
- 大原敏夫（阪急軍）
- 大原博志（大阪タイガース）
- 大原秉秀（ヤクルトスワローズ=東京ヤクルトスワローズ）
- 大引啓次（オリックス・バファローズ→北海道日本ハムファイターズ→東京ヤクルトスワローズ）
- 大平茂（阪急軍）
- 大平成一（北海道日本ハムファイターズ）
- 大廣翔治（東北楽天ゴールデンイーグルス）
- 大町定夫（阪神タイガース）1983年の登録名は「大町定生」
- 大松尚逸（千葉ロッテマリーンズ→東京ヤクルトスワローズ）
- 大美健二（ロッテオリオンズ）
- 大道典良（南海ホークス=福岡ダイエーホークス=福岡ソフトバンクホークス→読売ジャイアンツ）2001年から2010年の登録名は「大道典嘉」
- 大嶺翔太（千葉ロッテマリーンズ）2010年から2013年までの登録名は「翔太」
- 大嶺祐太（千葉ロッテマリーンズ→中日ドラゴンズ）
- 大宮清（名古屋金鯱軍）
- 大宮健資（阪急ブレーブス）
- 大宮龍男（日本ハムファイターズ→中日ドラゴンズ→西武ライオンズ）
- 大村巌（ロッテオリオンズ=千葉ロッテマリーンズ）
- 大村慎次（近鉄バファローズ）
- 大村高史（東映フライヤーズ）
- 大村孟（東京ヤクルトスワローズ）
- 大村直之（近鉄バファローズ=大阪近鉄バファローズ→福岡ソフトバンクホークス→オリックス・バファローズ）
- 大室勝美（日拓ホームフライヤーズ=日本ハムファイターズ）
- 大本則夫（読売ジャイアンツ→ロッテオリオンズ）
- 大森剛（読売ジャイアンツ→大阪近鉄バファローズ）
- 大矢明彦（ヤクルトスワローズ）
- 大屋克己（東京巨人軍）
- 大屋好正（太平洋クラブライオンズ=クラウンライターライオンズ=西武ライオンズ）
- 大矢根博臣（中日ドラゴンズ→西鉄ライオンズ）
- 大山暁史（オリックス・バファローズ）
- 大山貴広（ヤクルトスワローズ）
- 大累進（読売ジャイアンツ→北海道日本ハムファイターズ）
- 大脇浩二（ヤクルトスワローズ）
- 大脇照夫（国鉄スワローズ）
- 大和田明（西鉄ライオンズ→広島カープ→南海ホークス）1965年の登録名は「大和田明良」
- 大和田正海（阪急ブレーブス→阪神タイガース）
- 岡幸俊（ヤクルトスワローズ）
- 岡義朗（広島東洋カープ→南海ホークス→阪神タイガース）
- 岡上和典（広島東洋カープ）2006年の登録名は「岡上和功」
- 岡崎郁（読売ジャイアンツ）
- 岡崎大輔（オリックス・バファローズ）
- 岡﨑太一（阪神タイガース）
- 岡崎恒人（高橋ユニオンズ=トンボユニオンズ）
- 小笠原慎之介（中日ドラゴンズ）
- 小笠原孝（中日ドラゴンズ）
- 小笠原道大（日本ハムファイターズ=北海道日本ハムファイターズ→読売ジャイアンツ→中日ドラゴンズ）
- 岡持和彦（東映フライヤーズ=日拓ホームフライヤーズ=日本ハムファイターズ）
- 岡島厚（ロッテオリオンズ→阪神タイガース）
- 岡島秀樹（読売ジャイアンツ→北海道日本ハムファイターズ→福岡ソフトバンクホークス→横浜DeNAベイスターズ）
- 岡嶋博治（中日ドラゴンズ→阪急ブレーブス→サンケイスワローズ=サンケイアトムズ→東映フライヤーズ）
- 岡田明丈（広島東洋カープ）
- 岡田彰布（阪神タイガース→オリックス・ブルーウェーブ）
- 岡田功（大阪タイガース）
- 緒方修（南海ホークス）
- 岡田源三郎（名古屋金鯱軍）
- 緒方耕一（読売ジャイアンツ）
- 緒方孝市（広島東洋カープ）
- 岡田忠雄（読売ジャイアンツ）
- 岡田忠弘（東映フライヤーズ→広島カープ）
- 緒方俊明（読売ジャイアンツ→西日本パイレーツ→西鉄ライオンズ→東急フライヤーズ=東映フライヤーズ）
- 小形利文（東映フライヤーズ=日拓ホームフライヤーズ=日本ハムファイターズ）
- 岡田展和（西武ライオンズ→読売ジャイアンツ→横浜ベイスターズ）
- 岡田幸文（千葉ロッテマリーンズ）
- 岡田福吉（イーグルス=黒鷲軍=大和軍）
- 岡田雅利（埼玉西武ライオンズ）
- 緒方勝（国鉄スワローズ=サンケイスワローズ=サンケイアトムズ=アトムズ=ヤクルトアトムズ）1971年の登録名は「相沢勝」
- 岡田光雄（近鉄バファローズ）
- 岡田宗芳（大阪タイガース=阪神軍）
- 岡田守雄（毎日オリオンズ→大洋ホエールズ）
- 岡田幸喜（阪急ブレーブス）
- 岡田豊（阪急ブレーブス）
- 尾形佳紀（広島東洋カープ）
- 緒方凌介（阪神タイガース）
- 岡野久一（国鉄スワローズ）
- 岡野八郎（名古屋金鯱軍）
- 岡野祐一郎（中日ドラゴンズ）
- 岡野義光（中日ドラゴンズ→近鉄バファローズ）
- 岡林洋一（ヤクルトスワローズ）
- 岡部明一（ロッテオリオンズ）
- 岡部憲章（日本ハムファイターズ→阪神タイガース）
- 岡村晃（阪急ブレーブス）
- 岡村浩二（阪急ブレーブス→東映フライヤーズ=日拓ホームフライヤーズ=日本ハムファイターズ）東映時代の登録名は「岡村幸治」、日本ハム時代の登録名は「岡村浩司」
- 岡村孝雄（阪急ブレーブス→広島カープ）
- 岡村隆則（西武ライオンズ）
- 岡村俊昭（南海ホークス=近畿日本軍=近畿グレートリング=南海ホークス）
- 岡村信夫（名古屋軍）
- 岡村佳典（西鉄ライオンズ）
- 岡本晃（近鉄バファローズ=大阪近鉄バファローズ→オリックス・バファローズ）
- 岡本篤志（西武ライオンズ=埼玉西武ライオンズ）
- 岡本伊三美（南海ホークス）
- 岡本一雄（大阪タイガース→ライオン軍）
- 岡本一光（阪急ブレーブス）
- 岡本克道（福岡ダイエーホークス=福岡ソフトバンクホークス）2005年から2006年までの登録名は「岡本劼能」
- 岡本教平（近鉄パールス）
- 岡本圭右（南海ホークス→読売ジャイアンツ）
- 岡本健（福岡ソフトバンクホークス）
- 岡本健一郎（阪急ブレーブス）
- 岡本健治（西鉄ライオンズ）
- 岡本光（読売ジャイアンツ→西武ライオンズ）
- 岡本浩二（阪神タイガース）
- 岡本真或（中日ドラゴンズ→埼玉西武ライオンズ→東北楽天ゴールデンイーグルス）中日時代と2008年の登録名は「岡本真也」、2009年の登録名は「岡本慎也」
- 岡本哲司（横浜大洋ホエールズ→日本ハムファイターズ）
- 岡本透（横浜大洋ホエールズ=横浜ベイスターズ→日本ハムファイターズ）
- 岡本敏男（名古屋軍）
- 岡本利三（名古屋軍→南海軍）
- 岡本利之（ライオン軍）
- 岡本直也（横浜ベイスターズ→東京ヤクルトスワローズ）
- 岡本秀寛（東京ヤクルトスワローズ）
- 岡本三男（西日本パイレーツ→大洋ホエールズ）
- 岡本洋介（埼玉西武ライオンズ→阪神タイガース）
- 岡本凱孝（国鉄スワローズ=サンケイスワローズ=サンケイアトムズ→西鉄ライオンズ）
- 岡本芳信（大映スターズ）
- 岡本龍二（横浜大洋ホエールズ=横浜ベイスターズ）
- 小川一夫（南海ホークス）
- 小川邦和（読売ジャイアンツ→広島東洋カープ）
- 小川健太郎（東映フライヤーズ→中日ドラゴンズ）
- 小川浩一（日本ハムファイターズ→福岡ダイエーホークス）1994年から1999年の登録名は「小川皓市」
- 小川滋夫（中日ドラゴンズ）1954年から1958年までの登録名は「小川滋」
- 小川淳司（ヤクルトスワローズ→日本ハムファイターズ）
- 小川祥志（中日ドラゴンズ）
- 小川清一（阪神タイガース→ロッテオリオンズ→読売ジャイアンツ）
- 小川達明（広島東洋カープ→福岡ダイエーホークス）
- 小川亨（近鉄バファローズ）
- 小川敏明（中日ドラゴンズ→大洋ホエールズ）
- 小川利雄（国鉄スワローズ）
- 小川年安（大阪タイガース）
- 小川英雄（阪急ブレーブス）
- 小川史（西武ライオンズ→南海ホークス=福岡ダイエーホークス）
- 小川博（阪急ブレーブス）
- 小川博（ロッテオリオンズ=千葉ロッテマリーンズ）
- 小川弘文（広島カープ=広島東洋カープ→西鉄ライオンズ=太平洋クラブライオンズ）
- 小川博文（オリックス・ブレーブス=オリックス・ブルーウェーブ→横浜ベイスターズ）
- 小川将俊（中日ドラゴンズ）
- 小川宗直（西武ライオンズ→中日ドラゴンズ→近鉄バファローズ）
- 小川康雄（西鉄ライオンズ）
- 小川裕介（オリックス・ブルーウェーブ=オリックス・バファローズ）
- 小川善治（大映スターズ=大映ユニオンズ）
- 小川龍也（中日ドラゴンズ→埼玉西武ライオンズ）
- 沖克己（阪急軍）
- 沖実郎（中日ドラゴンズ）
- 荻孝雄（西鉄ライオンズ）
- 沖泰司（日本ハムファイターズ）
- 荻島秀夫（大陽ロビンス→国鉄スワローズ）
- 興津立雄（広島カープ=広島東洋カープ）
- 荻野一雄（読売ジャイアンツ→西鉄ライオンズ）
- 荻野忠寛（千葉ロッテマリーンズ）
- 沖原佳典（阪神タイガース→東北楽天ゴールデンイーグルス）
- 荻本伊三武（広島カープ）
- 沖山光利（大洋ホエールズ）
- 荻原修（日本ハムファイターズ）
- 荻原隆（大洋ホエールズ→松竹ロビンス→大洋松竹ロビンス）
- 荻原満（読売ジャイアンツ）
- 奥井成一（大阪タイガース）
- 奥江英幸（大洋ホエールズ→ロッテオリオンズ）
- 奥柿幸雄（サンケイアトムズ=アトムズ=ヤクルトアトムズ）
- 奥田敏輝（阪神タイガース）
- 奥田直也（ロッテオリオンズ→中日ドラゴンズ）
- 奥田元（毎日オリオンズ→近鉄パールス）
- 奥浪鏡（オリックス・バファローズ）
- 奥原為雄（中日ドラゴンズ）
- 小熊凌祐（中日ドラゴンズ）
- 奥宮種男（サンケイアトムズ=アトムズ=ヤクルトアトムズ=ヤクルトスワローズ→クラウンライターライオンズ=西武ライオンズ）
- 奥村高明（大阪タイガース）
- 奥村武博（阪神タイガース）
- 奥村展征（読売ジャイアンツ→東京ヤクルトスワローズ）
- 小倉薫（大洋ホエールズ=大洋松竹ロビンス）
- 小椋真介（福岡ダイエーホークス=福岡ソフトバンクホークス）
- 小倉恒（ヤクルトスワローズ→オリックス・ブルーウェーブ→東北楽天ゴールデンイーグルス）
- 桶川隆（グレートリング）
- 淡河弘（読売ジャイアンツ）
- 小坂勝仁（ヤクルトスワローズ→近鉄バファローズ）
- 尾崎亀重（ヤクルトアトムズ）
- 尾崎正司（西鉄ライオンズ）
- 尾崎匡哉（日本ハムファイターズ=北海道日本ハムファイターズ）
- 尾崎靖夫（大洋ホエールズ）
- 尾崎行雄（東映フライヤーズ=日拓ホームフライヤーズ）
- 尾崎律男（大洋軍）
- 長田克史（中日ドラゴンズ）
- 長田秀一郎（西武ライオンズ=埼玉西武ライオンズ→横浜DeNAベイスターズ）
- 長田裕之（近鉄パールス=近鉄バファロー=近鉄バファローズ→阪急ブレーブス）
- 長田昌浩（読売ジャイアンツ→オリックス・バファローズ）
- 長田幸雄（大洋ホエールズ）
- 長内孝（広島東洋カープ→横浜大洋ホエールズ=横浜ベイスターズ）
- 長利礼治（ロッテオリオンズ）
- 小沢浩一（読売ジャイアンツ）
- 小沢重光（名古屋ドラゴンズ=中日ドラゴンズ）
- 小沢文夫（トンボユニオンズ=高橋ユニオンズ→近鉄パールス）
- 小沢誠（西武ライオンズ）
- 押尾健一（ヤクルトスワローズ）
- 押田令三（毎日大映オリオンズ=東京オリオンズ）
- 押本健彦（北海道日本ハムファイターズ→東京ヤクルトスワローズ）
- オスカル（広島東洋カープ）2016年途中までの登録名は「仲尾次オスカル」
- 小瀬浩之（オリックス・バファローズ）
- 小関竜也（西武ライオンズ→読売ジャイアンツ→横浜ベイスターズ）2003年から2004年の登録名は「小関竜弥」
- 小田喜美雄（毎日オリオンズ）
- 小田幸平（読売ジャイアンツ→中日ドラゴンズ）
- 小田真也（西武ライオンズ）
- 小田智之（日本ハムファイターズ=北海道日本ハムファイターズ）
- 織田光正（大阪タイガース=阪神タイガース）
- 小田裕也（オリックス・バファローズ）
- 小田芳男（読売ジャイアンツ）
- 小田義人（ヤクルトスワローズ→日本ハムファイターズ→南海ホークス→近鉄バファローズ）
- 小鷹卓也（ロッテオリオンズ）
- 小田切茂造（国鉄スワローズ）
- 小田嶋正邦（横浜ベイスターズ→読売ジャイアンツ）
- 小田野柏（阪急軍→毎日オリオンズ→西鉄ライオンズ→近鉄パールス→高橋ユニオンズ）
- 越智靖朗（近鉄バファロー=近鉄バファローズ）
- 越智大祐（読売ジャイアンツ）
- 落合英二（中日ドラゴンズ）
- 落合勤一（東映フライヤーズ）
- 落合博満（ロッテオリオンズ→中日ドラゴンズ→読売ジャイアンツ→日本ハムファイターズ）
- 音重鎮（中日ドラゴンズ→広島東洋カープ→中日ドラゴンズ）
- 尾仲祐哉（横浜DeNAベイスターズ→阪神タイガース→東京ヤクルトスワローズ）
- 鬼崎裕司（東京ヤクルトスワローズ→埼玉西武ライオンズ）
- 尾西和夫（近鉄バファローズ）
- 尾西信一（阪急軍）
- 小沼健太（千葉ロッテマリーンズ→読売ジャイアンツ）
- 小野和幸（西武ライオンズ→中日ドラゴンズ→千葉ロッテマリーンズ）
- 小野和義（近鉄バファローズ→西武ライオンズ→中日ドラゴンズ）
- 小野剛（読売ジャイアンツ→西武ライオンズ）
- 小野幸一（広島東洋カープ）
- 小野公誠（ヤクルトスワローズ=東京ヤクルトスワローズ）
- 小野淳平（読売ジャイアンツ→広島東洋カープ）
- 小野正一（毎日オリオンズ=毎日大映オリオンズ=東京オリオンズ→大洋ホエールズ→中日ドラゴンズ）
- 小野晋吾（千葉ロッテマリーンズ）
- 小野仁（読売ジャイアンツ→大阪近鉄バファローズ）
- 小野拓（東映フライヤーズ→広島カープ）
- 小野泰敏（西鉄ライオンズ→太平洋クラブライオンズ）
- 尾上旭（中日ドラゴンズ→近鉄バファローズ）
- 小野木孝（国鉄スワローズ）
- 小野坂清（近鉄バファローズ）
- 小野寺克男（東映フライヤーズ）
- 小野寺在二郎（ロッテオリオンズ=千葉ロッテマリーンズ）
- 小野寺力（西武ライオンズ=埼玉西武ライオンズ→東京ヤクルトスワローズ）
- 小野寺洋（イーグルス=黒鷲軍）
- 小畑幸司（広島東洋カープ）
- 小畑正治（南海ホークス）
- 尾花高夫（ヤクルトスワローズ）
- 小原正行（読売ジャイアンツ）
- 於保浩己（千葉ロッテマリーンズ）
- 小俣進（広島東洋カープ→読売ジャイアンツ→ロッテオリオンズ→日本ハムファイターズ）
- 小美濃武芳（中日ドラゴンズ）
- 親富祖弘也（西武ライオンズ）
- 小山桂司（北海道日本ハムファイターズ→中日ドラゴンズ→東北楽天ゴールデンイーグルス）
- 尾山敦（西武ライオンズ）
- 小山田健一（東映フライヤーズ=日拓ホームフライヤーズ=日本ハムファイターズ→ヤクルトスワローズ）
- 小山田保裕（広島東洋カープ→横浜ベイスターズ）
- 織田淳哉（読売ジャイアンツ）
- 織辺由三（東京セネタース=翼軍→大洋軍）

### か
- 甲斐和雄（西鉄ライオンズ=太平洋クラブライオンズ→ロッテオリオンズ）
- 甲斐拓哉（オリックス・バファローズ）
- 甲斐雅人（広島東洋カープ）
- 甲斐雄平（阪神タイガース）
- 海蔵寺弘司（南海軍）
- 海田智行（オリックス・バファローズ）
- 貝塚博次（中日ドラゴンズ→南海ホークス）
- 貝塚政秀（西武ライオンズ=埼玉西武ライオンズ）
- 戒能朶一（名古屋軍）
- 海部和夫（毎日オリオンズ）
- 加奥隆三（阪急ブレーブス）
- 加賀元（中日ドラゴンズ）
- 加賀繁（横浜ベイスターズ=横浜DeNAベイスターズ）
- 加賀美希昇（横浜ベイスターズ=横浜DeNAベイスターズ）
- 香川正（近鉄パールス）
- 香川伸行（南海ホークス=福岡ダイエーホークス）
- 香川秀光（近鉄パールス）
- 香川正人（近鉄バファローズ→横浜大洋ホエールズ）
- 垣内哲也（西武ライオンズ→千葉ロッテマリーンズ）
- 柿木蓮（北海道日本ハムファイターズ）
- 垣越建伸（中日ドラゴンズ）
- 柿崎幸男（日本ハムファイターズ）
- 柿澤貴裕（東北楽天ゴールデンイーグルス→読売ジャイアンツ）
- 柿田裕太（横浜DeNAベイスターズ）
- 鍵谷康司（日本ハムファイターズ）
- 鍵谷陽平（北海道日本ハムファイターズ→読売ジャイアンツ→北海道日本ハムファイターズ）
- 柿本実（南海ホークス→中日ドラゴンズ→阪急ブレーブス→阪神タイガース）
- 覚前昌也（大阪近鉄バファローズ）
- 加倉一馬（太平洋クラブライオンズ=クラウンライターライオンズ=西武ライオンズ→阪神タイガース）西武時代の登録名は「加倉克馬」
- 加倉井実（読売ジャイアンツ→近鉄バファロー）
- 筧裕次郎（大阪近鉄バファローズ→オリックス・バファローズ）2008年の登録名は「裕次郎」
- 景浦賢一（朝日軍）
- 景浦將（大阪タイガース→阪神軍）
- 欠端光則（ロッテオリオンズ→横浜大洋ホエールズ=横浜ベイスターズ）
- 掛布雅之（阪神タイガース）
- 蔭山和夫（南海ホークス）
- 加古安宏（広島カープ）
- 笠井崇正（横浜DeNAベイスターズ）
- 葛西稔（阪神タイガース）
- 笠石徳五郎（阪急軍→中部日本=中日ドラゴンズ→西鉄クリッパース=西鉄ライオンズ）
- 風岡尚幸（阪急ブレーブス=オリックス・ブレーブス=オリックス・ブルーウェーブ→阪神タイガース）
- 笠崎壮夫（大洋ホエールズ）
- 笠原栄一（ロッテオリオンズ=千葉ロッテマリーンズ→福岡ダイエーホークス）
- 笠原和夫（南海ホークス→高橋ユニオンズ=トンボユニオンズ=高橋ユニオンズ）
- 笠原将生（読売ジャイアンツ）
- 笠原祥太郎（中日ドラゴンズ→横浜DeNAベイスターズ）
- 笠原大芽（福岡ソフトバンクホークス）
- 笠原正行（読売ジャイアンツ→大映スターズ）
- 風張蓮（東京ヤクルトスワローズ→横浜DeNAベイスターズ）
- 笠間雄二（読売ジャイアンツ→阪急ブレーブス→阪神タイガース）
- 笠松実（阪急軍→広島カープ）
- 梶岡忠義（大阪タイガース）
- 梶谷隆幸（横浜ベイスターズ=横浜DeNAベイスターズ→読売ジャイアンツ）
- 橿渕聡（ヤクルトスワローズ）2003年の登録名は「橿渕智士」
- 梶間健一（ヤクルトスワローズ）
- 鹿島忠（中日ドラゴンズ）
- 加治前竜一（読売ジャイアンツ）
- 梶本隆夫（阪急ブレーブス）
- 梶本達哉（オリックス・バファローズ）
- 梶本靖郎（阪急ブレーブス）
- 梶本勇介（ヤクルトスワローズ=東京ヤクルトスワローズ→オリックス・バファローズ）
- 柏木国雄（近鉄パールス）
- 柏田貴史（読売ジャイアンツ）
- 柏原純一（南海ホークス→日本ハムファイターズ→阪神タイガース）
- 梶原和隆（阪神タイガース）
- 梶原康司（阪神タイガース）
- 梶原宗弘（南海ホークス）
- 春日一平（西鉄ライオンズ=太平洋クラブライオンズ=クラウンライターライオンズ）
- 春日昭之介（太平洋クラブライオンズ=クラウンライターライオンズ=西武ライオンズ→ロッテオリオンズ）1975年から1978年の登録名は「春日祥之輔」
- 春日伸介（西武ライオンズ）
- 粕谷由之（大洋ホエールズ）
- 嘉㔟敏弘（オリックス・ブルーウェーブ）
- 加世田美智久（西武ライオンズ）
- 忰田幸也（ヤクルトスワローズ）
- 加田次男（読売ジャイアンツ）
- 片岡篤史（日本ハムファイターズ→阪神タイガース）
- 片岡建（東映フライヤーズ=日拓ホームフライヤーズ=日本ハムファイターズ）
- 片岡健治（中日ドラゴンズ）
- 片岡奨人（北海道日本ハムファイターズ）
- 片岡新之介（西鉄ライオンズ=太平洋クラブライオンズ→阪神タイガース→阪急ブレーブス）
- 片岡節次郎（読売ジャイアンツ→国鉄スワローズ）巨人時代の登録名は「片岡節治郎」
- 片岡大蔵（ヤクルトスワローズ）
- 片岡照七（東急フライヤーズ）
- 片岡宏雄（中日ドラゴンズ→国鉄スワローズ）
- 片岡博国（毎日オリオンズ）
- 片岡光宏（広島東洋カープ→中日ドラゴンズ→横浜大洋ホエールズ）
- 片岡治大（西武ライオンズ=埼玉西武ライオンズ→読売ジャイアンツ）2005年から2012年の登録名は片岡易之
- 片貝義明（中日ドラゴンズ）
- 片瀬清利（広島東洋カープ→阪神タイガース）1993年から1996年の登録名は「片瀬聖敏」
- 片田謙二（広島カープ）
- 片平晋作（南海ホークス→西武ライオンズ→横浜大洋ホエールズ）1972年から1973年の登録名は「片平伸作」
- 片平哲也（中日ドラゴンズ→広島東洋カープ）
- 片山栄次（大東京軍→大和軍）
- 片山大樹（阪神タイガース）
- 片山博（急映フライヤーズ=東映フライヤーズ→大洋ホエールズ→松竹ロビンス→広島カープ）
- 片山博視（東北楽天ゴールデンイーグルス）
- 片山雄哉（阪神タイガース）
- 片山嘉視（阪急ブレーブス）
- 加地健三郎（ライオン軍→読売ジャイアンツ）
- 勝浦将元（大洋ホエールズ）
- 香月良仁（千葉ロッテマリーンズ）
- 香月良太（大阪近鉄バファローズ→オリックス・バファローズ→読売ジャイアンツ）
- 勝田興（国鉄スワローズ）
- 甲藤啓介（福岡ソフトバンクホークス→オリックス・バファローズ）
- 勝亦治（阪神タイガース→ヤクルトアトムズ=ヤクルトスワローズ）
- 勝俣翔貴（オリックス・バファローズ→読売ジャイアンツ）
- 桂依央利（中日ドラゴンズ）
- 葛城育郎（オリックス・ブルーウェーブ→阪神タイガース）
- 葛城隆雄（毎日オリオンズ=毎日大映オリオンズ→中日ドラゴンズ→阪神タイガース）
- 桂本和夫（国鉄スワローズ）
- 嘉手苅浩太（東京ヤクルトスワローズ）
- 加藤暁彦（福岡ダイエーホークス=福岡ソフトバンクホークス）
- 加藤一昭（中日ドラゴンズ=名古屋ドラゴンズ→トンボユニオンズ=高橋ユニオンズ→大映スターズ→近鉄パールス=近鉄バファロー）大映時代の登録名は「加藤晃朗」、近鉄時代の登録名は「加藤晃郎」
- 加藤克巳（読売ジャイアンツ）
- 加藤喜作（南海軍=近畿日本軍）
- 加藤健（読売ジャイアンツ）
- 加藤康介（千葉ロッテマリーンズ→オリックス・バファローズ→横浜ベイスターズ→阪神タイガース）
- 加藤豪将（北海道日本ハムファイターズ）
- 加藤脩平（読売ジャイアンツ）
- 加藤正二（名古屋軍=産業軍=中部日本軍→中日ドラゴンズ→急映フライヤーズ→大映スターズ）
- 加藤翔平（千葉ロッテマリーンズ→中日ドラゴンズ）
- 加藤伸一（南海ホークス=福岡ダイエーホークス→広島東洋カープ→オリックス・ブルーウェーブ→大阪近鉄バファローズ）
- 加藤進（中日ドラゴンズ=名古屋ドラゴンズ=中日ドラゴンズ）
- 加藤大輔（オリックス・ブルーウェーブ=オリックス・バファローズ→東北楽天ゴールデンイーグルス）
- 加藤誉昭（ヤクルトスワローズ）
- 加藤高康（千葉ロッテマリーンズ）
- 加藤隆行（阪神タイガース）
- 加藤斌（中日ドラゴンズ）
- 加藤武治（横浜ベイスターズ→北海道日本ハムファイターズ）
- 歌藤達夫（オリックス・バファローズ→北海道日本ハムファイターズ→読売ジャイアンツ）
- 加藤竜人（日本ハムファイターズ=北海道日本ハムファイターズ）
- 加藤太郎（阪急ブレーブス→東映フライヤーズ）
- 加藤翼（中日ドラゴンズ）
- 加藤哲郎（近鉄バファローズ→広島東洋カープ→福岡ダイエーホークス）
- 加藤俊夫（サンケイアトムズ=アトムズ=ヤクルトアトムズ→東映フライヤーズ=日拓ホームフライヤーズ=日本ハムファイターズ）
- 加藤智男（名古屋軍）
- 加藤信夫（大阪タイガース）
- 加藤謙如（横浜ベイスターズ）
- 加藤初（西鉄ライオンズ=太平洋クラブライオンズ→読売ジャイアンツ）
- 加藤春雄（近鉄バファロー）
- 加藤英夫（近鉄バファローズ）
- 加藤秀司（阪急ブレーブス→広島東洋カープ→近鉄バファローズ→読売ジャイアンツ→南海ホークス）1979年から1987年の登録名は「加藤英司」
- 加藤英美（横浜大洋ホエールズ）
- 加藤博一（西鉄ライオンズ=太平洋クラブライオンズ→阪神タイガース→横浜大洋ホエールズ）
- 加藤博人（ヤクルトスワローズ→大阪近鉄バファローズ）
- 加藤政一（近鉄パールス）
- 加藤正樹（近鉄バファローズ）
- 加藤将斗（横浜大洋ホエールズ=横浜ベイスターズ）
- 加藤昌利（近鉄パールス=近鉄バファロー=近鉄バファローズ）
- 加藤政義（北海道日本ハムファイターズ→横浜DeNAベイスターズ）
- 加藤幹典（東京ヤクルトスワローズ）
- 加藤安雄（阪急ブレーブス）
- 加藤力雄（中日ドラゴンズ）
- 加藤領健（福岡ソフトバンクホークス）2005年から2007年の登録名は「領健」
- 門岡信行（中日ドラゴンズ）
- 門岡良典（大毎オリオンズ）
- 門口秀世（近鉄バファロー=近鉄バファローズ）
- 門倉健（中日ドラゴンズ→大阪近鉄バファローズ→横浜ベイスターズ→読売ジャイアンツ）
- 門田純良（南海ホークス→広島東洋カープ）
- 門田博光（南海ホークス→オリックス・ブレーブス→福岡ダイエーホークス）
- 門田富昭（横浜大洋ホエールズ）
- 門谷昭（広島カープ）
- 門野利治（近鉄バファローズ）
- 門田良三（広島カープ）
- 鹿取義隆（読売ジャイアンツ→西武ライオンズ）
- 加登脇卓真（読売ジャイアンツ）
- 金井清（名古屋金鯱軍→イーグルス）
- 金井正幸（中日ドラゴンズ→ロッテオリオンズ）
- 金井満盛（大映スターズ）
- 金井元三（サンケイアトムズ=アトムズ=ヤクルトアトムズ）
- 金具洋右（阪急ブレーブス）
- 金澤健一（福岡ダイエーホークス）
- 金澤岳（千葉ロッテマリーンズ）
- 金澤健人（阪神タイガース→北海道日本ハムファイターズ→オリックス・バファローズ→福岡ソフトバンクホークス）
- 金沢次男（大洋ホエールズ→日本ハムファイターズ→ヤクルトスワローズ→ロッテオリオンズ）ロッテ時代の登録名は「金澤次男」
- 金沢信彦（近鉄バファローズ→ロッテ・ジャイアンツ）
- 金沢幸彦（ロッテオリオンズ）
- 金敷一美（ヤクルトスワローズ）
- 金本誠吉（阪急ブレーブス）
- 金森栄治（西武ライオンズ→阪神タイガース→ヤクルトスワローズ）1985年から1992年の登録名は「金森永時」
- 金森隆浩（中日ドラゴンズ）
- 金森敬之（北海道日本ハムファイターズ→千葉ロッテマリーンズ）
- 金谷剛（大阪近鉄バファローズ）
- 金山勝巳（東急フライヤーズ=東映フライヤーズ）1953年から1959年の登録名は「布施勝巳」
- 金山次郎（名古屋軍=産業軍=中部日本軍=中日ドラゴンズ→急映フライヤーズ→大映スターズ→松竹ロビンス→広島カープ）
- 金山仙吉（中日ドラゴンズ）1979年から1985年の登録名は「金山卓嗣」
- 鐘井裕治（南海ホークス）
- 金石昭人（広島東洋カープ→日本ハムファイターズ→読売ジャイアンツ）
- 金川直樹（横浜ベイスターズ）
- 金子一輝（埼玉西武ライオンズ）
- 金子和三郎（東急フライヤーズ→西鉄ライオンズ）
- 金子勝美（中日ドラゴンズ）
- 金子圭輔（福岡ダイエーホークス=福岡ソフトバンクホークス→オリックス・バファローズ→福岡ソフトバンクホークス）
- 金子準一（西鉄ライオンズ）
- 金子誠一（阪神タイガース）
- 金子千尋（オリックス・バファローズ→北海道日本ハムファイターズ）2019年から2021年の登録名は「金子弌大」
- 金子哲夫（大阪タイガース=阪神タイガース）
- 金子裕（名古屋金鯱軍→東京セネタース=翼軍→黒鷲軍=大和軍）
- 金子誠（北海道日本ハムファイターズ）
- 金子侑司（埼玉西武ライオンズ）
- 金子洋平（北海道日本ハムファイターズ）
- 金島正彦（読売ジャイアンツ）
- 金城致勲（太平洋クラブライオンズ=クラウンライターライオンズ=西武ライオンズ→ロッテオリオンズ）
- 金城基泰（広島東洋カープ→南海ホークス→読売ジャイアンツ）
- 金田和之（阪神タイガース→オリックス・バファローズ）
- 金田進（中日ドラゴンズ）
- 金田留広（東映フライヤーズ=日拓ホームフライヤーズ→ロッテオリオンズ→広島東洋カープ）
- 金田正一（国鉄スワローズ→読売ジャイアンツ）
- 金田政彦（オリックス・ブルーウェーブ→東北楽天ゴールデンイーグルス）
- 金田正泰（阪神軍=大阪タイガース）
- 金刃憲人（読売ジャイアンツ→東北楽天ゴールデンイーグルス）
- 金彦任重（南海ホークス）1956年の登録名は「金彦永徳」
- 金平将至（北海道日本ハムファイターズ）
- 金丸将也（広島東洋カープ）
- 金光彬夫（朝日軍）
- 金光秀憲（大洋ホエールズ）
- 兼光保明（近鉄バファローズ）
- 金村清（南海ホークス）
- 金村康平（横浜ベイスターズ）
- 金村曉（日本ハムファイターズ=北海道日本ハムファイターズ→阪神タイガース）1995年から1996年の登録名は「金村秀雄」、1997年から2000年の登録名は「金村暁」
- 金村大裕（阪神タイガース）
- 金村義明（近鉄バファローズ→中日ドラゴンズ→西武ライオンズ）
- 金本明博（中日ドラゴンズ）
- 金本知憲（広島東洋カープ→阪神タイガース）
- 金本秀夫（阪急ブレーブス→阪神タイガース）
- 兼吉寛（読売ジャイアンツ）
- 鹿野鉱一（大阪タイガース）
- 狩野恵輔（阪神タイガース）
- 加納茂徳（阪神タイガース）
- 蒲谷和茂（西武ライオンズ）
- 鏑木悦純（阪神タイガース→大洋ホエールズ→読売ジャイアンツ）
- 釜井敏晴（中日ドラゴンズ）1964年の登録名は「二滝敏晴」
- 鎌倉健（日本ハムファイターズ=北海道日本ハムファイターズ）
- 鎌田圭司（中日ドラゴンズ）
- 鎌田実（阪神タイガース→近鉄バファローズ→阪神タイガース）
- 鎌田祐哉（ヤクルトスワローズ=東京ヤクルトスワローズ→東北楽天ゴールデンイーグルス）
- 鎌田豊（広島カープ=広島東洋カープ）
- 釜田佳直（東北楽天ゴールデンイーグルス）
- 鎌仲政昭（中日ドラゴンズ→近鉄バファローズ）
- 鎌野裕（東映フライヤーズ=日拓ホームフライヤーズ）
- 釜本勝義（洋松ロビンス=大洋ホエールズ）
- 釜元豪（福岡ソフトバンクホークス→東北楽天ゴールデンイーグルス）
- 上市皓雄（大映スターズ=大映ユニオンズ）1952年から1953年の登録名は「上市明」
- 神内靖（福岡ダイエーホークス=福岡ソフトバンクホークス→横浜DeNAベイスターズ）
- 神垣雅行（中日ドラゴンズ→近鉄バファローズ）
- 上川誠二（中日ドラゴンズ→ロッテオリオンズ=千葉ロッテマリーンズ）
- 上口政（セネタース=東急フライヤーズ）
- 上垣内誠（広島東洋カープ→日本ハムファイターズ）
- 上坂太一郎（阪神タイガース）
- 神島崇（日本ハムファイターズ）
- 上条高敬（大毎オリオンズ=東京オリオンズ）1959年から1963年の登録名は「上条皇裕」
- 上水流洋（ヤクルトスワローズ）
- 上土井勝利（広島カープ）
- 神林清二（近鉄バファローズ）1963年の登録名は「神林清」
- 上福元勤（読売ジャイアンツ）
- 神谷定男（東急フライヤーズ=東映フライヤーズ）
- 神山栄作（東急フライヤーズ）
- 亀井猛斗（西武ライオンズ）
- 亀井善行（読売ジャイアンツ）
- 亀沢恭平（福岡ソフトバンクホークス→中日ドラゴンズ）
- 亀田信夫（国鉄スワローズ=サンケイスワローズ）
- 亀山努（阪神タイガース）
- 鴨川清（日拓ホームフライヤーズ=日本ハムファイターズ）
- 加茂川重治（読売ジャイアンツ→中日ドラゴンズ→横浜大洋ホエールズ）
- 鴨志田貴司（読売ジャイアンツ→オリックス・バファローズ）
- 萱島大介（阪神タイガース）
- 茅野健一（西日本パイレーツ）
- 茅野秀三（中日ドラゴンズ）
- 萱原一美（近鉄パールス→毎日オリオンズ→高橋ユニオンズ）高橋時代の登録名は「萱原稔」
- 嘉弥真新也（福岡ソフトバンクホークス→東京ヤクルトスワローズ）
- 唐崎信男（南海ホークス）
- 苅田久徳（セネタース=翼軍→大洋軍→大和軍→東急フライヤーズ=急映フライヤーズ→毎日オリオンズ→近鉄パールス）
- 狩野行寿（横浜DeNAベイスターズ）
- 河文雄（大阪タイガース）
- 川合幸三（阪急ブレーブス）
- 河合静夫（中日ドラゴンズ）
- 河井昭司（広島東洋カープ→ヤクルトアトムズ=ヤクルトスワローズ）
- 川井貴志（千葉ロッテマリーンズ→東北楽天ゴールデンイーグルス）
- 川相昌弘（読売ジャイアンツ→中日ドラゴンズ）
- 河井学（毎日オリオンズ）
- 河合保彦（中日ドラゴンズ→西鉄ライオンズ）
- 川内雄富（広島カープ→読売ジャイアンツ→ロッテオリオンズ）
- 河内貴哉（広島東洋カープ）
- 川内実（大陽ロビンス）
- 川内八洲男（近鉄バファローズ→中日ドラゴンズ）
- 川上憲伸（中日ドラゴンズ）
- 川上哲治（東京巨人軍=読売ジャイアンツ）
- 河上道雄（大映スターズ）
- 川上義信（読売ジャイアンツ→近鉄バファロー）
- 川上竜平（東京ヤクルトスワローズ）
- 川上良作（名古屋金鯱軍）
- 川北逸三（阪神軍）
- 川北和典（横浜大洋ホエールズ=横浜ベイスターズ）
- 川岸強（中日ドラゴンズ→東北楽天ゴールデンイーグルス）
- 川口和久（広島東洋カープ→読売ジャイアンツ）
- 川口敬次郎（西鉄クリッパース→阪急ブレーブス）
- 川口憲史（近鉄バファローズ=大阪近鉄バファローズ→東北楽天ゴールデンイーグルス）楽天時代の登録名は「憲史」
- 川口盛外（広島東洋カープ）
- 川口正（横浜大洋ホエールズ=横浜ベイスターズ）
- 川口知哉（オリックス・ブルーウェーブ）
- 川口汎夫（中日ドラゴンズ）
- 川口隼人（東北楽天ゴールデンイーグルス）
- 川口秀之（高橋ユニオンズ）
- 川口容資（福岡ソフトバンクホークス→読売ジャイアンツ）
- 川口芳弘（大洋ホエールズ）
- 川越亀二（阪急ブレーブス→広島カープ）
- 川越透（南海ホークス=福岡ダイエーホークス）
- 川越英隆（オリックス・ブルーウェーブ=オリックス・バファローズ→千葉ロッテマリーンズ）
- 川崎啓之介（中日ドラゴンズ）
- 川崎憲次郎（ヤクルトスワローズ→中日ドラゴンズ）
- 川崎貴弘（中日ドラゴンズ）
- 川崎徳次（南海軍→東京巨人軍=読売ジャイアンツ→西鉄クリッパース=西鉄ライオンズ）
- 川﨑成晃（東京ヤクルトスワローズ）
- 川﨑宗則（福岡ダイエーホークス=福岡ソフトバンクホークス）
- 川崎泰央（オリックス・ブルーウェーブ）
- 川崎雄介（千葉ロッテマリーンズ→阪神タイガース→埼玉西武ライオンズ）
- 川﨑義文（横浜ベイスターズ→オリックス・ブルーウェーブ）
- 川崎義通（東映フライヤーズ）
- 川島堅（広島東洋カープ）
- 川島慶三（北海道日本ハムファイターズ→東京ヤクルトスワローズ→福岡ソフトバンクホークス→東北楽天ゴールデンイーグルス）
- 川島孝（国鉄スワローズ）
- 川島典秋（阪急ブレーブス）
- 川島正幸（ロッテオリオンズ）
- 川島亮（ヤクルトスワローズ=東京ヤクルトスワローズ→東北楽天ゴールデンイーグルス）
- 川尻哲郎（阪神タイガース→大阪近鉄バファローズ）
- 川頭秀人（福岡ソフトバンクホークス）
- 川瀬宏之（大洋ホエールズ）
- 川添將大（中日ドラゴンズ）
- 河田寿司（東北楽天ゴールデンイーグルス）
- 河田雄祐（広島東洋カープ→西武ライオンズ）
- 川田幸夫（トンボユニオンズ=高橋ユニオンズ）
- 河内忠吾（大阪タイガース）
- 河津憲一（大阪タイガース→東映フライヤーズ→南海ホークス）1958年から1961年の登録名は「河津宏紀」
- 川藤幸三（阪神タイガース）
- 川藤龍之輔（東京オリオンズ=ロッテオリオンズ→読売ジャイアンツ→太平洋クラブライオンズ）
- 川名慎一（日本ハムファイターズ→阪神タイガース）
- 川中基嗣（読売ジャイアンツ）
- 河西俊雄（近畿グレートリング=南海ホークス→阪神タイガース）
- 河西宏和（大映スターズ）
- 河野元貴（読売ジャイアンツ）
- 河野正（読売ジャイアンツ）
- 河野秀数（北海道日本ハムファイターズ）
- 河野昌人（広島東洋カープ→福岡ダイエーホークス）
- 河野誉彦（横浜大洋ホエールズ→西武ライオンズ）1979年から1982年の登録名は「河野安彦」
- 川野雄一（西鉄ライオンズ=太平洋クラブライオンズ）
- 河野亮（ヤクルトスワローズ→福岡ダイエーホークス→中日ドラゴンズ→オリックス・ブルーウェーブ）
- 川端一彰（横浜大洋ホエールズ=横浜ベイスターズ）
- 川畑和人（東京オリオンズ=ロッテオリオンズ→中日ドラゴンズ→広島東洋カープ→阪急ブレーブス）
- 川端順（広島東洋カープ）
- 川端崇義（オリックス・バファローズ）
- 川畑博（大映スターズ）
- 川畑泰博（中日ドラゴンズ→オリックス・ブルーウェーブ→中日ドラゴンズ）
- 川畑勇一（ヤクルトスワローズ）1996年以降の登録名は「川畑勇市」
- 河端龍（ヤクルトスワローズ=東京ヤクルトスワローズ）
- 河原明（西鉄ライオンズ=太平洋クラブライオンズ→大洋ホエールズ）
- 河原主尚（大阪タイガース）
- 河原純一（読売ジャイアンツ→西武ライオンズ→中日ドラゴンズ）
- 川原昭二（日本ハムファイターズ）
- 川原新治（阪神タイガース）
- 川原弘之（福岡ソフトバンクホークス）
- 川原政数（広島カープ）
- 河原隆一（横浜ベイスターズ）
- 河東真（読売ジャイアンツ）
- 川邉忠義（読売ジャイアンツ→日本ハムファイターズ）1994年までの登録名は「川辺忠義」
- 川俣浩明（千葉ロッテマリーンズ→阪神タイガース）2002年の登録名は「川俣ヒロアキ」
- 川又米利（中日ドラゴンズ）
- 川満寛弥（千葉ロッテマリーンズ）
- 河村章（名古屋軍→金星スターズ=大映スターズ→西鉄クリッパース=西鉄ライオンズ）
- 川村一明（西武ライオンズ→ヤクルトスワローズ）
- 河村健一郎（阪急ブレーブス）
- 川村正太郎（日本ハムファイターズ）
- 川村丈夫（横浜ベイスターズ）
- 川村徳久（阪急軍）
- 河村英文（西鉄ライオンズ→広島カープ）1953年から1958年、1962年から1963年の登録名は「河村久文」
- 川村博昭（太平洋クラブライオンズ=クラウンライターライオンズ）
- 河村保彦（中日ドラゴンズ→サンケイアトムズ=アトムズ=ヤクルトアトムズ）
- 川本和宏（南海ホークス）
- 川本浩司（大映スターズ=大映ユニオンズ）
- 川本浩次（阪神タイガース→近鉄バファローズ）
- 川本大輔（読売ジャイアンツ）
- 川本徳三（広島カープ）
- 川本智徳（日本ハムファイターズ→西武ライオンズ→中日ドラゴンズ）
- 河本育之（千葉ロッテマリーンズ→読売ジャイアンツ→北海道日本ハムファイターズ→東北楽天ゴールデンイーグルス）
- 川本良平（ヤクルトスワローズ=東京ヤクルトスワローズ→千葉ロッテマリーンズ→東北楽天ゴールデンイーグルス）
- 河原田明（東映フライヤーズ）
- 瓦谷嘉宏（近鉄パールス=近鉄バファロー=近鉄バファローズ）
- 菅利雄（イーグルス=黒鷲軍）
- 神垣雅詔（広島カープ）
- 神吉俊和（大洋ホエールズ=洋松ロビンス）
- 神崎安隆（松竹ロビンス→大洋松竹ロビンス→広島カープ）
- 管田薫（広島カープ）
- 神田大介（横浜ベイスターズ）
- 神田武夫（南海軍）
- 神田昌男（大洋ホエールズ=洋松ロビンス=大洋ホエールズ）
- 神田義英（千葉ロッテマリーンズ）
- 神高義幸（西鉄ライオンズ）
- 関東孝雄（中日ドラゴンズ）1979年から1981年の登録名は「関東孝夫」
- 勧野甲輝（東北楽天ゴールデンイーグルス→福岡ソフトバンクホークス）
- 菅野武雄（名古屋ドラゴンズ）
- 上林繁次郎（中部日本ドラゴンズ=中日ドラゴンズ→東急フライヤーズ→毎日オリオンズ）
- 神原隆彦（西鉄ライオンズ→阪急ブレーブス→中日ドラゴンズ）
- 神部年男（近鉄バファローズ→ヤクルトスワローズ）
- 神戸文也（オリックス・バファローズ）

### き
- 木織武美（阪急ブレーブス→東映フライヤーズ）
- 菊川昭二郎（近鉄バファローズ→西鉄ライオンズ=太平洋クラブライオンズ→ロッテオリオンズ）
- 菊沢竜佑（東京ヤクルトスワローズ）
- 菊田拡和（読売ジャイアンツ）
- 菊地彰穂（大映スターズ=大映ユニオンズ）
- 菊地和正（北海道日本ハムファイターズ→横浜DeNAベイスターズ）
- 菊地恭一（横浜大洋ホエールズ）
- 菊地武和（広島カープ）
- 菊池俊夫（オリックス・ブルーウェーブ=オリックス・バファローズ）
- 菊地秀之（西鉄ライオンズ）
- 菊地博仁（広島カープ）
- 菊地正法（中日ドラゴンズ）
- 菊池保則（東北楽天ゴールデンイーグルス→広島東洋カープ）
- 菊池雄星（埼玉西武ライオンズ）
- 菊地原毅（広島東洋カープ→オリックス・バファローズ→広島東洋カープ）
- 菊矢吉男（大阪タイガース→大東京軍=ライオン軍=朝日軍→ゴールドスター）
- 木興拓哉（千葉ロッテマリーンズ→阪神タイガース）
- 木頃博巧（阪急ブレーブス）
- 木佐貫洋（読売ジャイアンツ→オリックス・バファローズ→北海道日本ハムファイターズ）
- 岸勝之（大洋ホエールズ）
- 岸敬祐（読売ジャイアンツ→千葉ロッテマリーンズ）
- 岸輝男（近鉄パールス=近鉄バファロー）
- 岸川勝也（南海ホークス=福岡ダイエーホークス→読売ジャイアンツ→横浜ベイスターズ）
- 岸川登俊（千葉ロッテマリーンズ→中日ドラゴンズ→オリックス・ブルーウェーブ）
- 岸川雄二（西武ライオンズ）
- 岸里亮佑（北海道日本ハムファイターズ）
- 岸田護（オリックス・バファローズ）
- 岸本千明（南海ホークス）
- 岸本秀樹（横浜ベイスターズ→広島東洋カープ）
- 岸本正治（阪急軍）
- 喜瀬正顕（パシフィック）
- 北篤（横浜ベイスターズ=横浜DeNAベイスターズ→北海道日本ハムファイターズ→読売ジャイアンツ）
- 木田勇（日本ハムファイターズ→横浜大洋ホエールズ→中日ドラゴンズ）
- 喜田剛（阪神タイガース→広島東洋カープ→オリックス・バファローズ→横浜ベイスターズ）
- 紀田彰一（横浜ベイスターズ→西武ライオンズ）
- 喜多隆志（千葉ロッテマリーンズ）
- 木田優夫（読売ジャイアンツ→オリックス・ブルーウェーブ→東京ヤクルトスワローズ→北海道日本ハムファイターズ）
- 北安博（横浜大洋ホエールズ→日本ハムファイターズ）
- 北井正雄（阪急軍）
- 北浦三男（東京セネタース→西鉄軍）
- 北方悠誠（横浜DeNAベイスターズ→福岡ソフトバンクホークス）
- 北角富士雄（中日ドラゴンズ）
- 北川桂太郎（セネタース=東急フライヤーズ=急映フライヤーズ=東急フライヤーズ→西鉄ライオンズ→毎日オリオンズ→高橋ユニオンズ）
- 北川公一（近鉄バファローズ）
- 北川晋（オリックス・ブルーウェーブ）
- 北川哲也（ヤクルトスワローズ）
- 北川隼行（横浜ベイスターズ）2003年から2008年の登録名は「北川利之」
- 北川智規（オリックス・ブルーウェーブ）
- 北川信義（西鉄ライオンズ）
- 北川久治（大洋ホエールズ=洋松ロビンス）
- 北川博敏（阪神タイガース→大阪近鉄バファローズ→オリックス・バファローズ）
- 北川裕司（ロッテオリオンズ）
- 北川芳男（国鉄スワローズ→読売ジャイアンツ）
- 北川倫太郎（東北楽天ゴールデンイーグルス）
- 木立章成（阪神タイガース）
- 木谷寿巳（東北楽天ゴールデンイーグルス）
- 北野明仁（読売ジャイアンツ）
- 北野勝則（横浜大洋ホエールズ→中日ドラゴンズ）
- 北野勉（近鉄パールス）
- 北野良栄（福岡ダイエーホークス=福岡ソフトバンクホークス）
- 北畑利雄（国鉄スワローズ）
- 北原喜久男（広島東洋カープ）
- 北原泰二（西武ライオンズ→ヤクルトスワローズ）
- 北原昇（南海軍）
- 北原啓（西鉄ライオンズ）
- 北別府学（広島東洋カープ）
- 北村修一（南海ホークス）
- 北村親夫（阪急ブレーブス）
- 北村照文（阪神タイガース→西武ライオンズ→中日ドラゴンズ）
- 北本重二（大陽ロビンス=松竹ロビンス→阪急ブレーブス）
- 木樽正明（東京オリオンズ=ロッテオリオンズ）
- 木塚敦志（横浜ベイスターズ）
- 木塚忠助（南海ホークス→近鉄パールス=近鉄バファロー）
- 木次文夫（読売ジャイアンツ→国鉄スワローズ）
- 木戸克彦（阪神タイガース）
- 城戸則文（西鉄ライオンズ→サンケイアトムズ=アトムズ=ヤクルトアトムズ=ヤクルトスワローズ）
- 木戸美摸（読売ジャイアンツ）
- 鬼頭数雄（大東京軍=ライオン軍→南海軍）
- 鬼頭勝治（南海軍=近畿日本軍）
- 鬼頭洋（大洋ホエールズ→ロッテオリオンズ→大洋ホエールズ）
- 紀藤広光（中日ドラゴンズ）
- 鬼頭政一（名古屋軍→ライオン軍=朝日軍→西鉄クリッパース=西鉄ライオンズ→近鉄パールス）
- 紀藤真琴（広島東洋カープ→中日ドラゴンズ→東北楽天ゴールデンイーグルス）
- 城所龍磨（福岡ソフトバンクホークス）
- 衣笠祥雄（広島カープ=広島東洋カープ）
- 衣川篤史（東京ヤクルトスワローズ）
- 衣川幸夫（近鉄バファローズ=大阪近鉄バファローズ→ヤクルトスワローズ）
- 木下育彦（名古屋ドラゴンズ→毎日オリオンズ→大映スターズ）
- 木下勇（大阪タイガース=阪急軍→近畿日本軍→大陽ロビンス→西鉄クリッパース=西鉄ライオンズ）
- 木下強三（広島カープ）
- 木下達生（北海道日本ハムファイターズ→中日ドラゴンズ→東京ヤクルトスワローズ）
- 木下貞一（阪神軍→名古屋ドラゴンズ=中日ドラゴンズ）阪神時代の登録名は「松本貞一」
- 木下透（読売ジャイアンツ）
- 木下富雄（広島東洋カープ）
- 木下智裕（阪急ブレーブス→読売ジャイアンツ）阪急時代の登録名は「木下智彦」
- 木下博喜（名古屋金鯱軍→名古屋軍）
- 木下文信（近鉄バファローズ→ヤクルトスワローズ）
- 木下雅弘（国鉄スワローズ）
- 木下政文（イーグルス=黒鷲軍=大和軍→中部日本軍）
- 木下雄介（中日ドラゴンズ）
- 木原義隆（近鉄バファローズ→大洋ホエールズ→広島東洋カープ→太平洋クラブライオンズ）
- 木全竹雄（大東京軍）
- 木俣達彦（中日ドラゴンズ）
- 君波隆祥（ヤクルトスワローズ）1993年の登録名は「君波威嘉」
- 君野健一（近鉄パールス）
- 木村一夫（大阪タイガース）
- 木村一喜（広島東洋カープ→東北楽天ゴールデンイーグルス）楽天時代の登録名は「木村考壱朗」
- 木村勝男（近鉄パールス=近鉄バファロー=近鉄バファローズ）
- 木村軍治（東映フライヤーズ→近鉄バファローズ）
- 木村恵二（福岡ダイエーホークス→西武ライオンズ）
- 木村孝平（黒鷲軍=大和軍）
- 木村幸生（大映スターズ=大映ユニオンズ）
- 木村茂（福岡ダイエーホークス）
- 木村俊一（広島カープ）
- 木村昇吾（横浜ベイスターズ→広島東洋カープ→埼玉西武ライオンズ）
- 木村正太（読売ジャイアンツ）
- 木村進一（名古屋軍）
- 木村貴臣（近鉄バファローズ）1965年から1975年の登録名は「木村重視」
- 木村孝（日本ハムファイターズ）
- 木村拓也（日本ハムファイターズ→広島東洋カープ→読売ジャイアンツ）
- 木村忠雄（南海軍）
- 木村保（南海ホークス）
- 木村勉（南海軍→近畿グレートリング→大陽ロビンス=松竹ロビンス→大洋ホエールズ→広島カープ→近鉄パールス）
- 木村富雄（東急フライヤーズ）
- 木村博（名古屋ドラゴンズ=中日ドラゴンズ）
- 木村広（太平洋クラブライオンズ=クラウンライターライオンズ=西武ライオンズ→日本ハムファイターズ→横浜大洋ホエールズ）
- 木村久（阪急ブレーブス）
- 木村文紀（西武ライオンズ=埼玉西武ライオンズ→北海道日本ハムファイターズ）
- 木村昌広（オリックス・ブルーウェーブ→中日ドラゴンズ）
- 木村保久（西日本パイレーツ→大洋ホエールズ）
- 木村優太（千葉ロッテマリーンズ）2009年から2012年の登録名は「木村雄太」
- 木村由夫（東京巨人軍）
- 木村龍治（読売ジャイアンツ）
- 木元邦之（日本ハムファイターズ=北海道日本ハムファイターズ→オリックス・バファローズ）
- 木本茂美（広島東洋カープ）
- 木谷良平（東京ヤクルトスワローズ）
- 鬼屋敷正人（読売ジャイアンツ）
- 木山英求（広島東洋カープ）
- 久喜勲（西日本パイレーツ→西鉄ライオンズ→高橋ユニオンズ）
- 久古健太郎（東京ヤクルトスワローズ）
- 清川栄治（広島東洋カープ→近鉄バファローズ→広島東洋カープ）
- 喜吉文雄（大映スターズ）
- 清田育宏（千葉ロッテマリーンズ）
- 清田文章（近鉄バファローズ）
- 清原和博（西武ライオンズ→読売ジャイアンツ→オリックス・バファローズ）
- 清原大貴（阪神タイガース）
- 清原初男（ゴールドスター=金星スターズ→東急フライヤーズ→西日本パイレーツ→西鉄ライオンズ）
- 清原雄一（阪急ブレーブス=オリックス・ブレーブス=オリックス・ブルーウェーブ→阪神タイガース）
- 吉良修一（阪神タイガース）
- 吉良俊則（大阪近鉄バファローズ→オリックス・バファローズ）
- 切通猛（阪急ブレーブス→阪神タイガース）
- 桐山明佳（日本ハムファイターズ）
- 銀次（東北楽天ゴールデンイーグルス）2006年2月27日までの登録名は「宇部 銀次」
- 金城晃世（近鉄バファローズ）
- 金城宰之左（広島東洋カープ）
- 金城龍彦（横浜ベイスターズ=横浜DeNAベイスターズ→読売ジャイアンツ）
- 金城博和（日本ハムファイターズ）
- 金城政夫（東急フライヤーズ）

### く
- 釘谷肇（ヤクルトスワローズ）
- 日下章（大阪タイガース）
- 日下隆（近鉄パールス）
- 日下正勝（大洋ホエールズ）
- 草野大輔（東北楽天ゴールデンイーグルス）
- 久慈照嘉（阪神タイガース→中日ドラゴンズ→阪神タイガース）2001年の登録名は「テル」
- 櫛田由美彦（グレートリング）
- 串原泰夫（西武ライオンズ）
- 久代義明（阪神タイガース→サンケイアトムズ=アトムズ=ヤクルトアトムズ=ヤクルトスワローズ）
- 葛川健司（日本ハムファイターズ）
- 楠城徹（太平洋クラブライオンズ=クラウンライターライオンズ=西武ライオンズ）
- 楠城祐介（東北楽天ゴールデンイーグルス→東京ヤクルトスワローズ）
- 楠安夫（東京巨人軍→阪急ブレーブス→西鉄クリッパース→読売ジャイアンツ→大洋ホエールズ）1949年から1953年の登録名は「楠協郎」、1954年から1955年の登録名は「楠拡応」
- 楠橋高幸（阪神タイガース）
- 久住静男（国鉄スワローズ）
- 楠本秀雄（阪神タイガース）
- 工藤一彦（阪神タイガース）
- 工藤公康（西武ライオンズ→福岡ダイエーホークス→読売ジャイアンツ→横浜ベイスターズ→埼玉西武ライオンズ）
- 工藤隆人（北海道日本ハムファイターズ→読売ジャイアンツ→千葉ロッマリーンズ→中日ドラゴンズ）
- 工藤友也（中日ドラゴンズ）
- 工藤博義（阪急ブレーブス）
- 工藤正明（読売ジャイアンツ）
- 工藤幹夫（日本ハムファイターズ）
- 国枝利通（中日ドラゴンズ=名古屋ドラゴンズ=中日ドラゴンズ）
- 国岡恵治（阪急ブレーブス）
- 国木剛太（広島東洋カープ）
- 国貞泰汎（南海ホークス→広島東洋カープ→太平洋クラブライオンズ）
- 国頭光仁（阪急ブレーブス）
- 国久松一（南海軍）
- 国松彰（読売ジャイアンツ）
- 久野勝美（中部日本=中部日本ドラゴンズ=中日ドラゴンズ）
- 久保貴裕（福岡ダイエーホークス）
- 久保吾一（国鉄スワローズ）
- 久保重男（大洋ホエールズ）
- 久保祥次（広島カープ→近鉄バファローズ）
- 久保孝之（福岡ダイエーホークス）
- 久保拓眞（東京ヤクルトスワローズ）
- 久保俊巳（広島東洋カープ→日本ハムファイターズ）
- 久保文雄（横浜大洋ホエールズ）
- 久保守（阪急ブレーブス）
- 久保充広（近鉄バファローズ→オリックス・ブルーウェーブ）
- 久保康生（近鉄バファローズ→阪神タイガース→近鉄バファローズ）
- 久保康友（千葉ロッテマリーンズ→阪神タイガース→横浜DeNAベイスターズ）
- 久保裕也（読売ジャイアンツ→横浜DeNAベイスターズ→東北楽天ゴールデンイーグルス）
- 久保征弘（近鉄バファロー=近鉄バファローズ→中日ドラゴンズ→阪神タイガース）
- 久保木清（読売ジャイアンツ）
- 窪田淳（阪神タイガース→オリックス・ブルーウェーブ）
- 久保田治（東映フライヤーズ→読売ジャイアンツ）
- 久保田智（ヤクルトスワローズ=東京ヤクルトスワローズ）
- 久保田智之（阪神タイガース）
- 久保寺昭（東急フライヤーズ）
- 久保寺雄二（南海ホークス）
- 久保山誠（西鉄ライオンズ→阪急ブレーブス）
- 熊耳武彦（セネタース=東急フライヤーズ=急映フライヤーズ→大洋ホエールズ）
- 熊澤当緒琉（西武ライオンズ）
- 熊澤秀浩（広島東洋カープ）
- 熊代聖人（埼玉西武ライオンズ）
- 熊野輝光（阪急ブレーブス=オリックス・ブレーブス=オリックス・ブルーウェーブ→読売ジャイアンツ→オリックス・ブルーウェーブ）
- 熊原健人（横浜DeNAベイスターズ→東北楽天ゴールデンイーグルス）
- 隈部一郎（東京巨人軍）
- 久米勇紀（福岡ソフトバンクホークス→読売ジャイアンツ）
- 公文克彦（読売ジャイアンツ→北海道日本ハムファイターズ→埼玉西武ライオンズ）
- 倉信雄（東京巨人軍）
- 蔵文男（阪急ブレーブス）
- 倉義和（広島東洋カープ）
- 倉島今朝徳（国鉄スワローズ=サンケイスワローズ=サンケイアトムズ=アトムズ）
- 倉田晃（西鉄ライオンズ=太平洋クラブライオンズ）1973年の登録名は「倉田隆司」
- 倉田誠（読売ジャイアンツ→ヤクルトスワローズ）
- 倉高新始（大毎オリオンズ=東京オリオンズ）
- 倉野信次（福岡ダイエーホークス=福岡ソフトバンクホークス）
- 倉橋寛（南海ホークス→大洋ホエールズ）
- 倉骨道広（読売ジャイアンツ）
- 倉持明（ロッテオリオンズ→クラウンライターライオンズ→ロッテオリオンズ→ヤクルトスワローズ）
- 蔵本治孝（東京ヤクルトスワローズ）
- 倉本慎也（近鉄バファローズ=大阪近鉄バファローズ）
- 倉本信護（阪急軍→名古屋軍→名古屋金鯱軍）
- 倉本寿彦（横浜DeNAベイスターズ）
- 蔵本光夫（太陽ロビンス）
- 栗生信夫（南海軍）
- 栗岡英智（中日ドラゴンズ→西武ライオンズ）
- 栗木孝幸（毎日オリオンズ→トンボユニオンズ=高橋ユニオンズ→大映ユニオンズ）
- 栗田聡（広島東洋カープ→近鉄バファローズ）
- 栗田雄介（大阪近鉄バファローズ→オリックス・バファローズ）
- 栗橋茂（近鉄バファローズ）
- 栗原健太（広島東洋カープ→東北楽天ゴールデンイーグルス）
- 栗本光明（毎日大映オリオンズ→東京オリオンズ）
- 栗山聡（オリックス・ブルーウェーブ→中日ドラゴンズ→オリックス・ブルーウェーブ）
- 栗山英樹（ヤクルトスワローズ）
- 呉本成徳（横浜ベイスターズ）
- 呉山義雄（阪急ブレーブス）
- 黒岩弘（国鉄スワローズ）
- 黒江透修（読売ジャイアンツ）
- 黒尾重明（セネタース=東急フライヤーズ=急映フライヤーズ=東急フライヤーズ→近鉄パールス）
- 黒川豊久（西鉄ライオンズ）
- 黒川浩（広島カープ）
- 黒木貞男（南海ホークス）1956年の登録名は「黒木貞夫」
- 黒木純司（日本ハムファイターズ→千葉ロッテマリーンズ）1998年から1999年の登録名は「黒木潤司」、ロッテ時代の登録名は「黒木詢士」
- 黒木知宏（千葉ロッテマリーンズ）
- 黒木弘重（大洋ホエールズ）
- 黒木幹彦（中日ドラゴンズ→西鉄ライオンズ）
- 黒木宗行（広島カープ）
- 黒木基康（大洋ホエールズ）
- 黒坂幸夫（ヤクルトスワローズ）
- 黒崎武（東映フライヤーズ）
- 黒沢翔太（千葉ロッテマリーンズ）
- 黒沢俊夫（名古屋金鯱軍→大洋軍→西鉄軍→東京巨人軍=読売ジャイアンツ）
- 黒瀬健太（福岡ソフトバンクホークス）
- 黒瀬春樹（西武ライオンズ→埼玉西武ライオンズ→阪神タイガース）
- 黒田一博（南海ホークス→高橋ユニオンズ=トンボユニオンズ→大映スターズ）
- 黒田健吾（名古屋金鯱軍→阪急軍）
- 黒田哲史（西武ライオンズ→読売ジャイアンツ→西武ライオンズ）
- 黒田真治（読売ジャイアンツ）
- 黒田真二（ヤクルトスワローズ）
- 黒田勉（近鉄パールス=近鉄バファロー=近鉄バファローズ）
- 黒田博樹（広島東洋カープ）
- 黒田正宏（南海ホークス→西武ライオンズ）
- 黒田祐輔（阪神タイガース）
- 黒田幸夫（毎日オリオンズ）
- 黒田能弘（読売ジャイアンツ→近鉄バファローズ）
- 黒滝将人（千葉ロッテマリーンズ）
- 黒羽根利規（横浜ベイスターズ=横浜DeNAベイスターズ→北海道日本ハムファイターズ）
- 黒原祐二（西武ライオンズ）1979年の登録名は「黒原裕二」
- 桑認（近鉄バファローズ）
- 桑島甫（阪急軍）
- 桑田茂（中日ドラゴンズ→ロッテオリオンズ）
- 桑田武（大洋ホエールズ→読売ジャイアンツ→ヤクルトスワローズ）
- 桑田真澄（読売ジャイアンツ）
- 桑名重治（東映フライヤーズ）
- 桑野議（阪神タイガース）
- 鍬原拓也（読売ジャイアンツ→福岡ソフトバンクホークス）
- 桒原樹（広島東洋カープ）
- 桑原庄治（西鉄ライオンズ）
- 桑原義行（横浜ベイスターズ）

### け
- 慶元秀章（クラウンライターライオンズ=西武ライオンズ→近鉄バファローズ）
- 玄岡正充（ヤクルトスワローズ）
- 源五郎丸洋（阪神タイガース）
- 軒作（オリックス・バファローズ）
- 劔持節雄（広島東洋カープ→ロッテオリオンズ→中日ドラゴンズ）1972年から1975年、1980年から1985年の登録名は「劔持貴寛」

### こ
- 呉俊宏（横浜大洋ホエールズ→西武ライオンズ）
- 五井孝蔵（近鉄パールス）
- 小池兼司（南海ホークス）
- 小池繁雄（東京巨人軍）
- 小池翔大（千葉ロッテマリーンズ）
- 古池拓一（中日ドラゴンズ→大阪近鉄バファローズ）
- 小池秀郎（近鉄バファローズ=大阪近鉄バファローズ→中日ドラゴンズ→大阪近鉄バファローズ→東北楽天ゴールデンイーグルス）
- 小池正晃（横浜ベイスターズ→中日ドラゴンズ→横浜DeNAベイスターズ）
- 小石博孝（埼玉西武ライオンズ）
- 小石澤浄孝（西武ライオンズ→福岡ダイエーホークス）
- 小泉恒美（南海ホークス→中日ドラゴンズ）
- 小泉泰重（読売ジャイアンツ）
- 高信二（広島東洋カープ）
- 交告弘利（阪神タイガース）
- 香坂英典（読売ジャイアンツ）
- 香田勲男（読売ジャイアンツ→近鉄バファローズ=大阪近鉄バファローズ）
- 合田栄蔵（南海ホークス→阪神タイガース）
- 幸田正広（ヤクルトスワローズ）
- 幸田優（大洋ホエールズ）
- 河内卓司（毎日オリオンズ→高橋ユニオンズ=トンボユニオンズ=高橋ユニオンズ）
- 河野旭輝（阪急ブレーブス→中日ドラゴンズ→阪急ブレーブス→西鉄ライオンズ）
- 河野昭修（西鉄ライオンズ）
- 河埜和正（読売ジャイアンツ）
- 鴻野淳基（西武ライオンズ→読売ジャイアンツ→横浜大洋ホエールズ=横浜ベイスターズ）
- 河埜敬幸（南海ホークス=福岡ダイエーホークス）
- 河野博（大阪タイガース）
- 河野博文（日本ハムファイターズ→読売ジャイアンツ→千葉ロッテマリーンズ）
- 河野安男（近鉄バファロー）
- 河野友軌（横浜ベイスターズ）
- 神戸拓光（千葉ロッテマリーンズ）
- 高村良嘉（読売ジャイアンツ）
- 高屋俊夫（国鉄スワローズ）
- 神山一義（中日ドラゴンズ）
- 古賀豪紀（オリックス・ブレーブス=オリックス・ブルーウェーブ）
- 古賀英彦（読売ジャイアンツ）
- 古賀正明（太平洋クラブライオンズ=クラウンライターライオンズ→ロッテオリオンズ→読売ジャイアンツ→横浜大洋ホエールズ）
- 古賀道人（ロッテオリオンズ）
- 小金丸満（ロッテオリオンズ→大洋ホエールズ）
- 國場翼（埼玉西武ライオンズ）
- 小久保浩樹（西武ライオンズ）
- 小窪哲也（広島東洋カープ→千葉ロッテマリーンズ）
- 小久保裕紀（福岡ダイエーホークス→読売ジャイアンツ→福岡ソフトバンクホークス）
- 木暮英路（阪急軍→西鉄クリッパース）
- 木暮力三（東京巨人軍→パシフィック→大陽ロビンス→西鉄クリッパース）
- 小斉祐輔（福岡ソフトバンクホークス→東北楽天ゴールデンイーグルス）
- 小阪三郎（名古屋軍=産業軍）
- 小坂敏彦（読売ジャイアンツ→日拓ホームフライヤーズ=日本ハムファイターズ）
- 小坂誠（千葉ロッテマリーンズ→読売ジャイアンツ→東北楽天ゴールデンイーグルス）
- 小坂佳隆（広島カープ）
- 小島二男（東京セネタース=翼軍→大洋軍）
- 小島圭市（読売ジャイアンツ→中日ドラゴンズ）
- 小島茂男（名古屋軍）
- 小島脩平（オリックス・バファローズ）
- 小島心二郎（広島東洋カープ→オリックス・バファローズ）
- 小嶋達也（阪神タイガース）
- 小島禎二（中日ドラゴンズ=名古屋ドラゴンズ）
- 小島利男（大阪タイガース→イーグルス→黒鷲軍→大和軍→パシフィック→西日本パイレーツ）
- 小嶋仁八郎（西日本パイレーツ）
- 小島弘務（中日ドラゴンズ→ロッテオリオンズ）
- 小嶋正宣（阪急ブレーブス→中日ドラゴンズ）
- 小島昌也（オリックス・ブルーウェーブ→東北楽天ゴールデンイーグルス→オリックス・バファローズ）
- 五島裕二（オリックス・ブルーウェーブ=オリックス・バファローズ）
- 小島善博（日本ハムファイターズ）
- 小杉陽太（横浜ベイスターズ=横浜DeNAベイスターズ）
- 小関翔太（東北楽天ゴールデンイーグルス）
- 後関昌彦（ヤクルトスワローズ→近鉄バファローズ）
- 小谷信雄（広島カープ）
- 小谷正勝（大洋ホエールズ）
- 小玉明利（近鉄パールス=近鉄バファロー=近鉄バファローズ→阪神タイガース）
- 児玉幸雄（松竹ロビンス）
- 児玉利一（名古屋ドラゴンズ=中日ドラゴンズ→大洋ホエールズ）
- 児玉弘義（近鉄バファロー=近鉄バファローズ）
- 児玉泰（中日ドラゴンズ→近鉄バファローズ）1954年から1957年の登録名は「空谷泰」
- 児玉禎彦（東京オリオンズ）
- 児玉好弘（阪急ブレーブス→広島東洋カープ→太平洋クラブライオンズ）
- 小塚弘司（広島カープ）
- 小辻英雄（南海ホークス）
- 小鶴誠（名古屋軍→中部日本軍=中日ドラゴンズ→急映フライヤーズ→大映スターズ→松竹ロビンス→広島カープ）1942年の登録名は「飯塚誠」
- 後藤修（松竹ロビンス=大洋松竹ロビンス→東映フライヤーズ→大映スターズ→読売ジャイアンツ→近鉄バファロー→南海ホークス→西鉄ライオンズ）
- 後藤和昭（阪神タイガース→日本ハムファイターズ）
- 後藤清（西鉄ライオンズ）
- 後藤孝志（読売ジャイアンツ）1988年から1991年の登録名は「後藤孝次」
- 後藤順治郎（東急フライヤーズ→西鉄ライオンズ）
- 後藤伸也（横浜ベイスターズ）
- 後藤武敏（西武ライオンズ=埼玉西武ライオンズ→横浜DeNAベイスターズ）2015年の登録名は「後藤武敏G.」、2016年の登録名は「後藤G武敏」、2017年の登録名は「G.後藤武敏」、2018年の登録名は「G後藤武敏」
- 後藤武晴（東映フライヤーズ）
- 後藤正（名古屋軍）
- 後藤忠弘（近鉄バファローズ）
- 後藤次男（大阪タイガース）
- 後藤利幸（千葉ロッテマリーンズ）
- 後藤祝秀（中日ドラゴンズ）
- 後藤宏之（西鉄クリッパース=西鉄ライオンズ）
- 五島道信（近鉄パールス=近鉄バファロー）
- 後藤光貴（西武ライオンズ→読売ジャイアンツ→西武ライオンズ）
- 後藤光尊（オリックス・ブルーウェーブ=オリックス・バファローズ→東北楽天ゴールデンイーグルス）
- 後藤雄一（ヤクルトスワローズ）
- 小西秀朗（国鉄スワローズ→東京オリオンズ）
- 小西正夫（広島カープ）
- 木場巌（金星スターズ=大映スターズ）
- 古葉竹識（広島カープ→南海ホークス）1958年から1963年の登録名は「古葉毅」
- 小橋正佳（ヤクルトスワローズ）
- 小橋優（国鉄スワローズ=サンケイスワローズ）
- 小浜裕一（阪急ブレーブス=オリックス・ブレーブス=オリックス・ブルーウェーブ）
- 小早川幸二（福岡ダイエーホークス→中日ドラゴンズ→広島東洋カープ）
- 小早川毅彦（広島東洋カープ→ヤクルトスワローズ）
- 小林昭則（ロッテオリオンズ=千葉ロッテマリーンズ）
- 小林章良（朝日軍→パシフィック→松竹ロビンス→大洋松竹ロビンス=大洋ホエールズ）
- 小林敦司（広島東洋カープ→千葉ロッテマリーンズ）ロッテ時代の登録名は「小林渥司」
- 小林敦（千葉ロッテマリーンズ）
- 小林敦美（阪急ブレーブス=オリックス・ブレーブス）
- 小林至（千葉ロッテマリーンズ）
- 小林英一（阪神軍=大阪タイガース→大陽ロビンス）
- 小林和公（ヤクルトスワローズ）
- 小林勝巳（国鉄スワローズ）
- 小林幹英（広島東洋カープ）
- 小林国男（ヤクルトアトムズ=ヤクルトスワローズ）
- 小林慶祐（オリックス・バファローズ→阪神タイガース）
- 小林賢司（オリックス・バファローズ）
- 小林浩二（大洋ホエールズ）
- 小林悟楼（南海軍=グレートリング=南海ホークス）
- 小林聡（読売ジャイアンツ）
- 小林茂生（ロッテオリオンズ=千葉ロッテマリーンズ）
- 小林茂太（名古屋金鯱軍→翼軍）
- 小林繁（読売ジャイアンツ→阪神タイガース）
- 小林珠維（福岡ソフトバンクホークス）
- 小林晋哉（阪急ブレーブス）
- 小林誠二（広島東洋カープ→西武ライオンズ→広島東洋カープ）
- 小林善一郎（名古屋軍）
- 小林宣介（大映スターズ）
- 小林経旺（金星スターズ→大陽ロビンス=松竹ロビンス→大洋松竹ロビンス=大洋ホエールズ→近鉄パールス）1948年の登録名は「小林常夫」、1949年から1954年の登録名は「小林恒夫」
- 小林利蔵（名古屋金鯱軍）
- 小林英幸（中日ドラゴンズ→大毎オリオンズ=東京オリオンズ）
- 小林兵太郎（大洋ホエールズ）
- 小林宏（オリックス・バファローズ→東北楽天ゴールデンイーグルス）
- 小林寛（横浜ベイスターズ=横浜DeNAベイスターズ）
- 小林宏之（千葉ロッテマリーンズ→阪神タイガース→埼玉西武ライオンズ）阪神・西武時代の登録名は「小林宏」
- 小林太志（横浜ベイスターズ=横浜DeNAベイスターズ）
- 小林誠（国鉄スワローズ=サンケイスワローズ）
- 小林雅英（千葉ロッテマリーンズ→読売ジャイアンツ→オリックス・バファローズ）
- 小林正人（中日ドラゴンズ）2012年の登録名は「小林正」
- 小林正之（広島東洋カープ）
- 小林勇二（阪急ブレーブス）
- 小林吉雄（大阪タイガース=阪神軍）
- 小原沢重頼（読売ジャイアンツ→千葉ロッテマリーンズ）
- 小桧山雅仁（横浜ベイスターズ）
- 小平誠司（読売ジャイアンツ）
- 小深田大地（横浜DeNAベイスターズ）
- 小淵泰輔（西鉄ライオンズ→中日ドラゴンズ→国鉄スワローズ=サンケイスワローズ=サンケイアトムズ=アトムズ）
- 駒井鉄雄（大映スターズ=大映ユニオンズ）
- 駒居鉄平（日本ハムファイターズ=北海道日本ハムファイターズ）
- 小前博文（ゴールドスター=金星スターズ→阪急ブレーブス→広島カープ）
- 小牧雄一（日本ハムファイターズ→西武ライオンズ）日本ハム時代の登録名は「小牧優一」
- 駒崎幸一（西武ライオンズ→大洋ホエールズ）
- 駒田桂二（大阪タイガース）
- 駒田徳広（読売ジャイアンツ→横浜ベイスターズ）
- 小俣秀夫（阪神軍→毎日オリオンズ）
- 小松健二（阪急ブレーブス→中日ドラゴンズ）
- 小松聖（オリックス・バファローズ）
- 小松剛（広島東洋カープ）
- 小松辰雄（中日ドラゴンズ）
- 小松輝清（阪急ブレーブス）
- 小松時男（西鉄ライオンズ=太平洋クラブライオンズ）
- 小松俊広（読売ジャイアンツ）
- 駒月仁人（埼玉西武ライオンズ）
- 小松崎善久（中日ドラゴンズ→日本ハムファイターズ→中日ドラゴンズ）
- 小松原博喜（大和軍→読売ジャイアンツ→国鉄スワローズ）
- 五味芳夫（名古屋金鯱軍→朝日軍→大陽ロビンス）
- 小峯新陸（東北楽天ゴールデンイーグルス）
- 小宮山悟（千葉ロッテマリーンズ→横浜ベイスターズ→千葉ロッテマリーンズ）
- 小宮山慎二（阪神タイガース）
- 小武方信一（南海ホークス）
- 古村徹（横浜ベイスターズ=横浜DeNAベイスターズ）
- 小室光男（西鉄ライオンズ）
- 小森孝憲（ヤクルトスワローズ）
- 小森哲也（中日ドラゴンズ）
- 小森光生（毎日オリオンズ=毎日大映オリオンズ→近鉄バファローズ）
- 小谷野栄一（日本ハムファイターズ=北海道日本ハムファイターズ→オリックス・バファローズ）
- 小山昭晴（横浜大洋ホエールズ→ロッテオリオンズ→横浜大洋ホエールズ=横浜ベイスターズ）ロッテ・横浜時代の登録名は「小山昭吉」
- 小山伸一郎（中日ドラゴンズ→東北楽天ゴールデンイーグルス）
- 小山恒三（国鉄スワローズ）
- 小山正明（阪神タイガース→東京オリオンズ=ロッテオリオンズ→大洋ホエールズ）
- 小山昌男（近鉄バファローズ）
- 小山雄輝（読売ジャイアンツ→東北楽天ゴールデンイーグルス）
- 児山祐斗（東京ヤクルトスワローズ）
- 小山良男（中日ドラゴンズ）
- 是久幸彦（東映フライヤーズ）
- 金博昭（中日ドラゴンズ）
- 金剛弘樹（中日ドラゴンズ）
- 紺田周三（広島カープ）
- 紺田敏正（日本ハムファイターズ=北海道日本ハムファイターズ→読売ジャイアンツ→北海道日本ハムファイターズ）
- 近藤昭仁（大洋ホエールズ）
- 近藤章仁（近鉄バファローズ）
- 近藤一樹（大阪近鉄バファローズ→オリックス・バファローズ→東京ヤクルトスワローズ）
- 近藤和彦（大洋ホエールズ→近鉄バファローズ）
- 近藤金吾（読売ジャイアンツ）
- 近藤貞雄（西鉄軍→東京巨人軍=読売ジャイアンツ→中日ドラゴンズ=名古屋ドラゴンズ）
- 近藤重雄（ロッテオリオンズ）
- 近藤真市（中日ドラゴンズ）1987年から1992年の登録名は「近藤真一」
- 近藤隆正（読売ジャイアンツ）
- 近藤禎三（名古屋ドラゴンズ）
- 近藤晴彦（大洋ホエールズ）
- 近藤久（大東京軍=ライオン軍）
- 近藤弘基（中日ドラゴンズ）
- 近藤弘樹（東北楽天ゴールデンイーグルス→東京ヤクルトスワローズ）
- 近藤正雄（大洋ホエールズ）
- 権藤博（中日ドラゴンズ）
- 権藤正利（大洋松竹ロビンス=大洋ホエールズ→東映フライヤーズ→阪神タイガース）
- 近藤三明（近鉄バファロー=近鉄バファローズ）
- 近藤満（中日ドラゴンズ）
- 近藤光郎（西鉄ライオンズ→中日ドラゴンズ）1960年から1966年の登録名は「近藤瑞郎」
- 近藤芳久（広島東洋カープ→千葉ロッテマリーンズ）
- 今野隆裕（ロッテオリオンズ=千葉ロッテマリーンズ→中日ドラゴンズ）

### さ
- 歳内宏明（阪神タイガース→東京ヤクルトスワローズ）
- 西園寺昭夫（東映フライヤーズ→阪神タイガース→アトムズ=ヤクルトアトムズ）
- 雑賀幸男（広島カープ=広島東洋カープ）
- 才所俊郎（読売ジャイアンツ→西鉄ライオンズ）
- 才田修（阪神タイガース）
- 斎田忠利（大映ユニオンズ→近鉄パールス=近鉄バファロー=近鉄バファローズ）
- 斎田斉（東映フライヤーズ）
- 財津守（中日ドラゴンズ）
- 斉藤明雄（大洋ホエールズ=横浜大洋ホエールズ=横浜ベイスターズ）1982年から1993年の登録名は「斉藤明夫」
- 斉藤和巳（福岡ダイエーホークス=福岡ソフトバンクホークス）1996年から1999年の登録名は「カズミ」
- 斎藤克男（阪急ブレーブス）
- 斎藤精宏（西鉄ライオンズ）
- 齋藤圭祐（読売ジャイアンツ）
- 斉藤巧（大洋ホエールズ=横浜大洋ホエールズ→ロッテオリオンズ→オリックス・ブルーウェーブ）
- 斎藤俊介（横浜DeNAベイスターズ）
- 斉藤彰吾（埼玉西武ライオンズ）
- 齊藤信介（中日ドラゴンズ）
- 斎藤誠二（読売ジャイアンツ）
- 斎藤隆（横浜大洋ホエールズ=横浜ベイスターズ→東北楽天ゴールデンイーグルス）
- 斉藤宜之（読売ジャイアンツ→東京ヤクルトスワローズ）
- 斎藤忠二（朝日軍）
- 斎藤達雄（広島カープ→大毎オリオンズ）1963年の登録名は「斎藤達男」
- 齋藤俊雄（横浜ベイスターズ→千葉ロッテマリーンズ→オリックス・バファローズ）
- 斉藤直哉（阪神タイガース）
- 斉藤肇（横浜大洋ホエールズ=横浜ベイスターズ）
- 斉藤秀光（オリックス・ブルーウェーブ→阪神タイガース→オリックス・ブルーウェーブ→東北楽天ゴールデンイーグルス→福岡ソフトバンクホークス→横浜ベイスターズ）
- 斎藤宏（東急フライヤーズ=東映フライヤーズ）
- 齊藤大将（埼玉西武ライオンズ→福岡ソフトバンクホークス）
- 斉藤浩行（広島東洋カープ→中日ドラゴンズ→日本ハムファイターズ）
- 斎藤雅樹（読売ジャイアンツ）
- 齊藤誠人（埼玉西武ライオンズ）
- 斎藤正弘（西鉄ライオンズ）
- 斎藤勝博（読売ジャイアンツ）
- 齊藤勝（北海道日本ハムファイターズ）
- 斉藤学（中日ドラゴンズ→福岡ダイエーホークス）
- 斉藤貢（福岡ダイエーホークス→日本ハムファイターズ）1996年の登録名は「ミツグ」
- 斎藤充弘（ヤクルトスワローズ）
- 齊藤悠葵（広島東洋カープ）
- 斎藤佑樹（北海道日本ハムファイターズ）
- 斎藤幸夫（大毎オリオンズ=東京オリオンズ）
- 斎藤喜（阪急ブレーブス）
- 斎藤良雄（国鉄スワローズ）
- 西能勇夫（大阪タイガース）
- 佐伯和司（広島東洋カープ→日本ハムファイターズ→広島東洋カープ）
- 佐伯貴弘（横浜ベイスターズ→中日ドラゴンズ）
- 佐伯秀喜（西武ライオンズ）
- 三枝規悦（阪急ブレーブス→中日ドラゴンズ）
- 五月女豊（阪神タイガース→太平洋クラブライオンズ=クラウンライターライオンズ=西武ライオンズ→横浜大洋ホエールズ）
- 嵯峨健四郎（東映フライヤーズ→読売ジャイアンツ→東映フライヤーズ）
- 坂克彦（大阪近鉄バファローズ→東北楽天ゴールデンイーグルス→阪神タイガース）
- 坂孝一（阪神タイガース）
- 坂井勝二（毎日大映オリオンズ=東京オリオンズ=ロッテオリオンズ→大洋ホエールズ→日本ハムファイターズ）
- 酒井圭一（ヤクルトスワローズ）
- 酒井順也（読売ジャイアンツ）1999年から2001年の登録名は「酒井純也」
- 酒井大輔（広島東洋カープ）
- 堺崇展（東映フライヤーズ→近鉄バファローズ）1960年から1963年までの登録名は「堺一也」
- 酒井豪久（大洋ホエールズ→国鉄スワローズ）
- 酒井忠晴（中日ドラゴンズ→千葉ロッテマリーンズ→中日ドラゴンズ→東北楽天ゴールデンイーグルス）
- 酒井勉（オリックス・ブレーブス=オリックス・ブルーウェーブ）
- 酒井敏明（中日ドラゴンズ）
- 坂井豊司（阪急軍=阪急ブレーブス→広島カープ）
- 酒井弘樹（近鉄バファローズ=大阪近鉄バファローズ→阪神タイガース）
- 酒井光次郎（日本ハムファイターズ→阪神タイガース）
- 酒井泰志（千葉ロッテマリーンズ）
- 栄村忠広（読売ジャイアンツ→オリックス・ブルーウェーブ）
- 栄屋悦男（大阪タイガース→広島カープ）
- 坂上惇（西鉄ライオンズ→大映スターズ=大映ユニオンズ）
- 榊親一（東京オリオンズ=ロッテオリオンズ）
- 榊原勝也（横浜大洋ホエールズ）
- 榊原盛毅（広島カープ）
- 榊原聡一郎（広島東洋カープ→福岡ダイエーホークス→広島東洋カープ）
- 榊原翼（オリックス・バファローズ）
- 榊原良行（阪神タイガース→日本ハムファイターズ）
- 榊原諒（北海道日本ハムファイターズ→オリックス・バファローズ）
- 坂口和司（南海ホークス）
- 坂口俊一（中日ドラゴンズ）
- 阪口忠昭（西鉄ライオンズ=太平洋クラブライオンズ）
- 坂口千仙（南海ホークス=福岡ダイエーホークス→日本ハムファイターズ→ヤクルトスワローズ）
- 坂口智隆（大阪近鉄バファローズ→オリックス・バファローズ→東京ヤクルトスワローズ）
- 坂口真規（読売ジャイアンツ）
- 坂崎一彦（読売ジャイアンツ→東映フライヤーズ）
- 酒沢政夫（ライオン軍=朝日軍→ゴールドスター=金星スターズ=大映スターズ→阪急ブレーブス）阪急時代の登録名は「酒沢成治」
- 阪田清春（阪急軍→南海ホークス→広島カープ→阪急ブレーブス）
- 阪田隆（南海ホークス）
- 坂田将人（福岡ソフトバンクホークス）
- 阪田正芳（大阪タイガース）
- 阪田芳秀（毎日オリオンズ）
- 坂田遼（埼玉西武ライオンズ）
- 嵯峨野昇（東京オリオンズ）
- 坂野日出一（阪急ブレーブス→国鉄スワローズ）
- 坂巻明（日本ハムファイターズ→ロッテオリオンズ）
- 坂巻豊（国鉄スワローズ=サンケイスワローズ）
- 坂本勲（ゴールドスター=金星スターズ）
- 坂本木雄（名古屋ドラゴンズ=中日ドラゴンズ→高橋ユニオンズ→大映ユニオンズ→中日ドラゴンズ ）
- 坂本工宜（読売ジャイアンツ）
- 坂本茂（東京巨人軍=読売ジャイアンツ→近鉄パールス）1950年の登録名は「坂本埴留」
- 坂本大空也（横浜ベイスターズ）
- 阪本敏三（阪急ブレーブス→東映フライヤーズ=日拓ホームフライヤーズ=日本ハムファイターズ→近鉄バファローズ→南海ホークス）
- 坂本登（阪急ブレーブス）
- 坂本文次郎（大映スターズ=大映ユニオンズ→毎日大映オリオンズ）
- 阪本政数（南海軍=近畿グレートリング）
- 坂本盛明（大洋ホエールズ）
- 坂元弥太郎（ヤクルトスワローズ=東京ヤクルトスワローズ→北海道日本ハムファイターズ→横浜ベイスターズ→埼玉西武ライオンズ）横浜時代の登録名は「弥太郎」
- 坂元義一（阪急ブレーブス）
- 坂本竜一（西武ライオンズ）
- 佐川潔（読売ジャイアンツ→オリックス・ブルーウェーブ→日本ハムファイターズ）
- 佐川守一（西鉄ライオンズ→広島カープ）
- 作道烝（東映フライヤーズ=日拓ホームフライヤーズ）
- 佐久間浩一（読売ジャイアンツ→日本ハムファイターズ）
- 佐久本昌広（福岡ダイエーホークス→阪神タイガース→横浜ベイスターズ）
- 作山和英（福岡ダイエーホークス）
- 桜井薫（大洋ホエールズ）
- 桜井憲（東映フライヤーズ=日拓ホームフライヤーズ→日本ハムファイターズ）
- 桜井広大（阪神タイガース）
- 桜井貞夫（南海ホークス）
- 桜井七之助（大東京軍=ライオン軍）
- 桜井正三（名古屋軍）
- 櫻井周斗（横浜DeNAベイスターズ→東北楽天ゴールデンイーグルス）
- 桜井伸一（ヤクルトスワローズ→西武ライオンズ）
- 桜井太郎（西日本パイレーツ）
- 桜井輝秀（南海ホークス）
- 桜井俊貴（読売ジャイアンツ）
- 櫻井幸博（日本ハムファイターズ=北海道日本ハムファイターズ）1995年から1997年の登録名は「桜井幸博」
- 櫻井嘉実（中日ドラゴンズ）2003年から2005年の登録名は「櫻井好実」
- 桜沢三郎（朝日軍）
- 迫田七郎（東京オリオンズ=ロッテオリオンズ→中日ドラゴンズ）
- 迫丸金次郎（読売ジャイアンツ→広島東洋カープ）1974年から1977年の登録名は「迫丸公勝」
- 佐々岡真司（広島東洋カープ）
- 笹川隆（福岡ダイエーホークス=福岡ソフトバンクホークス）
- 佐々木明義（オリックス・ブレーブス=オリックス・ブルーウェーブ→読売ジャイアンツ）
- 佐々木勲（読売ジャイアンツ→中日ドラゴンズ）
- 佐々木修（近鉄バファローズ）
- 佐々木勝利（毎日大映オリオンズ→広島東洋カープ）
- 佐々木主浩（横浜大洋ホエールズ=横浜ベイスターズ）
- 佐々木吉郎（大洋ホエールズ）
- 佐々木貴賀（日本ハムファイターズ=北海道日本ハムファイターズ）
- 佐々木恭介（近鉄バファローズ）
- 佐々木健一（中日ドラゴンズ）
- 佐々木宏一郎（大洋ホエールズ→近鉄バファローズ→南海ホークス）
- 佐々木孝次（中日ドラゴンズ）
- 佐々木重樹（ヤクルトスワローズ→福岡ダイエーホークス）
- 佐々木重徳（国鉄スワローズ）
- 佐々木茂（ヤクルトアトムズ）
- 佐々木信也（高橋ユニオンズ→大映ユニオンズ→毎日大映オリオンズ）
- 佐々木誠吾（阪急ブレーブス→東映フライヤーズ）
- 佐々木剛（サンケイアトムズ=アトムズ=ヤクルトアトムズ→東映フライヤーズ）
- 佐々木常助（名古屋金鯱軍）
- 佐々木信行（ロッテオリオンズ）
- 佐々木誠（南海ホークス=福岡ダイエーホークス→西武ライオンズ→阪神タイガース）
- 佐々木正行（ヤクルトスワローズ→日本ハムファイターズ）
- 佐々木光雄（大洋軍）
- 佐々木元治（中日ドラゴンズ）
- 佐々木有三（広島カープ）
- 佐々木幸男（阪急ブレーブス）
- 佐々木朗希（千葉ロッテマリーンズ）
- 笹原恵通郎（東映フライヤーズ）
- 笹本信二（阪神タイガース→阪急ブレーブス→読売ジャイアンツ）
- 笹山洋一（中日ドラゴンズ）
- 桟原将司（阪神タイガース→西武ライオンズ）
- 貞池広喜（大洋軍=西鉄軍）
- 定岡正二（読売ジャイアンツ）
- 定岡卓摩（福岡ソフトバンクホークス→千葉ロッテマリーンズ→東北楽天ゴールデンイーグルス）
- 定岡智秋（南海ホークス）
- 定岡徹久（広島東洋カープ→日本ハムファイターズ）
- 佐竹一雄（パシフィック=太陽ロビンス=大陽ロビンス=松竹ロビンス→国鉄スワローズ）
- 佐竹健太（広島東洋カープ→東北楽天ゴールデンイーグルス）
- 佐竹学（オリックス・ブルーウェーブ→東北楽天ゴールデンイーグルス）
- 佐藤昭夫（阪急ブレーブス）
- 佐藤勇（埼玉西武ライオンズ）
- 佐藤一誠（国鉄スワローズ=サンケイスワローズ→大洋ホエールズ→太平洋クラブライオンズ）
- 佐藤和史（ロッテオリオンズ=千葉ロッテマリーンズ）
- 佐藤和宏（大阪近鉄バファローズ→東北楽天ゴールデンイーグルス）
- 佐藤喜久雄（東京セネタース）
- 佐藤公男（洋松ロビンス）
- 佐藤公博（阪急ブレーブス→中日ドラゴンズ→南海ホークス）
- 佐藤玖光（西鉄ライオンズ→広島東洋カープ）
- 佐藤敬次（ロッテオリオンズ→南海ホークス）
- 佐藤兼伊知（ロッテオリオンズ=千葉ロッテマリーンズ）オリオンズ時代の登録名は「佐藤健一」
- 佐藤謙治（読売ジャイアンツ）
- 佐藤賢治（千葉ロッテマリーンズ→北海道日本ハムファイターズ）
- 佐藤弘祐（読売ジャイアンツ）
- 佐藤貞治（広島東洋カープ）
- 佐藤重雄（南海ホークス）
- 佐藤峻一（オリックス・バファローズ）
- 佐藤純一（近鉄バファローズ）
- 佐藤祥万（横浜ベイスターズ=横浜DeNAベイスターズ→北海道日本ハムファイターズ→広島東洋カープ）
- 佐藤奨真（千葉ロッテマリーンズ）
- 佐藤真一（福岡ダイエーホークス→ヤクルトスワローズ）
- 佐藤進（国鉄スワローズ=サンケイスワローズ=サンケイアトムズ=アトムズ）
- 佐藤誠一（日本ハムファイターズ）
- 佐藤世那（オリックス・バファローズ）
- 佐藤孝夫（国鉄スワローズ）
- 佐藤武夫（大阪タイガース→イーグルス→東京セネタース=翼軍→大洋軍=西鉄軍→東京巨人軍）
- 佐藤剛（広島東洋カープ→ヤクルトスワローズ）
- 佐藤敬典（大阪タイガース）
- 佐藤竹秀（近鉄バファローズ→ヤクルトスワローズ）
- 佐藤達也（オリックス・バファローズ）
- 佐藤剛士（広島東洋カープ）
- 佐藤友亮（西武ライオンズ=埼玉西武ライオンズ）
- 佐藤友紀（西武ライオンズ）2001年から2005年までの登録名は「トモキ」
- 佐藤智輝（東北楽天ゴールデンイーグルス）
- 佐藤秀明（阪神タイガース=近鉄バファローズ）
- 佐藤秀雄（ゴールドスター）
- 佐藤秀樹（中日ドラゴンズ→西武ライオンズ→ヤクルトスワローズ）
- 佐藤博（ヤクルトスワローズ）
- 佐藤洋（読売ジャイアンツ）
- 佐藤宏志（読売ジャイアンツ→東北楽天ゴールデンイーグルス）
- 佐藤博正（ロッテオリオンズ）
- 佐藤裕幸（広島東洋カープ→読売ジャイアンツ→大阪近鉄バファローズ→広島東洋カープ）
- 佐藤文男（近鉄バファローズ→阪神タイガース）
- 佐藤文男（阪神タイガース→ロッテオリオンズ）
- 佐藤文彦（ロッテオリオンズ）
- 佐藤文彦（日本ハムファイターズ）
- 佐藤平七（毎日オリオンズ→阪急ブレーブス）
- 佐藤誠（読売ジャイアンツ→福岡ダイエーホークス=福岡ソフトバンクホークス）1997年から2000年の登録名は「佐藤充」、2001年から2002年の登録名は「誠」
- 佐藤政夫（読売ジャイアンツ→ロッテオリオンズ→中日ドラゴンズ→大洋ホエールズ→ロッテオリオンズ）
- 佐藤正治（阪神タイガース）
- 佐藤賢（ヤクルトスワローズ=東京ヤクルトスワローズ）
- 佐藤護（阪急ブレーブス）
- 佐藤道郎（南海ホークス→横浜大洋ホエールズ）
- 佐藤充（中日ドラゴンズ→東北楽天ゴールデンイーグルス）
- 佐藤元彦（東京オリオンズ=ロッテオリオンズ→大洋ホエールズ）
- 佐藤康幸（中日ドラゴンズ→広島東洋カープ）
- 佐藤優（中日ドラゴンズ）
- 佐藤幸彦（ロッテオリオンズ=千葉ロッテマリーンズ）
- 佐藤好夫（西鉄ライオンズ）
- 佐藤吉宏（日本ハムファイターズ=北海道日本ハムファイターズ）
- 佐藤義則（阪急ブレーブス=オリックス・ブレーブス=オリックス・ブルーウェーブ）
- 佐藤龍一郎（大洋ホエールズ=横浜大洋ホエールズ）
- 佐藤良一（近鉄パールス）
- 佐藤亮太（中日ドラゴンズ）
- 里崎智也（千葉ロッテマリーンズ）
- 里見進（大毎オリオンズ=東京オリオンズ=ロッテオリオンズ→南海ホークス→ロッテオリオンズ）
- 里見祐輔（ロッテオリオンズ=千葉ロッテマリーンズ）
- 真田重蔵（朝日軍→パシフィック=太陽ロビンス=大陽ロビンス=松竹ロビンス→阪神タイガース）1949年から1954年の登録名は「真田重男」
- 真田裕貴（読売ジャイアンツ→横浜ベイスターズ→読売ジャイアンツ→東京ヤクルトスワローズ）
- 實松一成（日本ハムファイターズ=北海道日本ハムファイターズ→読売ジャイアンツ→北海道日本ハムファイターズ）
- 佐野勝稔（近鉄バファローズ）
- 佐野心（中日ドラゴンズ）
- 佐野慈紀（近鉄バファローズ=大阪近鉄バファローズ→中日ドラゴンズ→オリックス・ブルーウェーブ）近鉄・中日時代の登録名は「佐野重樹」
- 佐野誠三（南海軍=南海ホークス）
- 佐野貴英（横浜大洋ホエールズ=横浜ベイスターズ）
- 佐野卓郎（中日ドラゴンズ）
- 佐野忠澄（ライオン軍=朝日軍）
- 佐野仙好（阪神タイガース）
- 佐野真樹夫（広島カープ）
- 佐野元国（近鉄バファローズ→読売ジャイアンツ）1979年から1981年の登録名は「佐野クリスト」
- 佐野泰雄（埼玉西武ライオンズ）
- 佐野如一（オリックス・バファローズ）
- 佐野洋右（大映スターズ）
- 佐野嘉幸（東映フライヤーズ=南海ホークス=広島東洋カープ）
- サブロー（千葉ロッテマリーンズ→読売ジャイアンツ→千葉ロッテマリーンズ）巨人時代の登録名は「大村三郎」
- 佐復良一（国鉄スワローズ）
- 佐村・トラヴィス・幹久（横浜DeNAベイスターズ→阪神タイガース）2014年から2016年の登録名は「トラヴィス」
- 鮫島秀旗（ヤクルトスワローズ）
- 鞘師智也（広島東洋カープ）
- 佐山昌義（大東京軍）
- 猿渡寛茂（東映フライヤーズ=日拓ホームフライヤーズ=日本ハムファイターズ）
- 澤井道久（中日ドラゴンズ）
- 澤井良輔（千葉ロッテマリーンズ）
- 澤﨑俊和（広島東洋カープ）
- 澤田剛（福岡ダイエーホークス）
- 沢藤光郎（近鉄パールス）
- 沢村栄治（東京巨人軍）
- 三東洋（阪神タイガース）
- 三森秀夫（東京巨人軍）

### し
- 椎正年（東映フライヤーズ）
- 椎木孝彰（阪神タイガース）
- 椎木匠（中日ドラゴンズ→千葉ロッテマリーンズ→西武ライオンズ）
- G.G.佐藤（西武ライオンズ=埼玉西武ライオンズ→千葉ロッテマリーンズ）
- 椎野新（福岡ソフトバンクホークス）
- 塩川達也（東北楽天ゴールデンイーグルス）
- 塩崎兼一（横浜大洋ホエールズ）
- 潮崎哲也（西武ライオンズ）
- 塩崎真（オリックス・ブルーウェーブ=オリックス・バファローズ）
- 塩瀬盛道（東急フライヤーズ）
- 塩田猪年男（名古屋金鯱軍→東京セネタース）
- 塩谷和彦（阪神タイガース→オリックス・ブルーウェーブ=オリックス・バファローズ）
- 塩津義雄（大毎オリオンズ=東京オリオンズ→中日ドラゴンズ）
- 塩月勝義（読売ジャイアンツ）
- 塩原明（読売ジャイアンツ）
- 塩見栄一（大阪タイガース→大映スターズ）
- 塩見貴洋（東北楽天ゴールデンイーグルス）
- 塩村典司（近鉄パールス）1956年の登録名は「塩村正行」
- 塩屋大輔（オリックス・ブルーウェーブ=オリックス・バファローズ）
- 志賀正浩（中日ドラゴンズ）
- 鹿野浩司（ロッテオリオンズ=千葉ロッテマリーンズ）
- 式田信一（中日ドラゴンズ）
- 重松省三（大洋ホエールズ）
- 重松通雄（阪急軍→大洋軍=西鉄軍→金星スターズ→西日本パイレーツ）
- 重村武男（近鉄パールス）
- 繁里栄（名古屋軍）
- 宍戸善次郎（近鉄パールス）
- 志田宗大（ヤクルトスワローズ=東京ヤクルトスワローズ）
- 七條祐樹（東京ヤクルトスワローズ）
- 七野智秀（横浜ベイスターズ）
- 志手清彦（阪急軍→名古屋軍）
- 品田操士（近鉄バファローズ=大阪近鉄バファローズ）
- 品田寛介（広島東洋カープ）
- 志農介啓（近鉄パールス）
- 篠田勇（国鉄スワローズ=サンケイスワローズ=サンケイアトムズ）
- 篠田淳（福岡ダイエーホークス）
- 篠田純平（広島東洋カープ）
- 篠田荘平（大洋ホエールズ）
- 篠塚和典（読売ジャイアンツ）1976年から1992年の登録名は「篠塚利夫」
- 篠原慎平（読売ジャイアンツ）
- 篠原貴行（福岡ダイエーホークス=福岡ソフトバンクホークス→横浜ベイスターズ=横浜DeNAベイスターズ）
- 篠原良昭（毎日大映オリオンズ=東京オリオンズ=ロッテオリオンズ→ヤクルトスワローズ→ヤクルトスワローズ）
- 忍全功（大洋ホエールズ→太平洋クラブライオンズ）
- 芝正（日本ハムファイターズ）
- 芝池博明（近鉄バファローズ→太平洋クラブライオンズ→近鉄バファローズ→中日ドラゴンズ）
- 芝草宇宙（日本ハムファイターズ=北海道日本ハムファイターズ→福岡ソフトバンクホークス）
- 芝﨑和広（西武ライオンズ）
- 柴田晃（東映フライヤーズ）
- 柴田勲（読売ジャイアンツ）
- 柴田英治（阪急ブレーブス）
- 柴田佳主也（近鉄バファローズ=大阪近鉄バファローズ→日本ハムファイターズ→阪神タイガース→福岡ダイエーホークス）
- 柴田健斗（オリックス・バファローズ）
- 柴田講平（阪神タイガース→千葉ロッテマリーンズ）
- 柴田崎雄（東京巨人軍）
- 柴田繁雄（セネタース=東急フライヤーズ）
- 柴田猛（南海ホークス→広島東洋カープ）
- 柴田多摩男（名古屋金鯱軍→大洋軍）
- 柴田民男（大洋ホエールズ=横浜大洋ホエールズ）
- 柴田信夫（大洋ホエールズ）
- 柴田博之（西武ライオンズ）
- 柴田誠也（オリックス・ブルーウェーブ=オリックス・バファローズ）
- 柴田保光（西武ライオンズ→日本ハムファイターズ）
- 柴田亮輔（オリックス・バファローズ→福岡ソフトバンクホークス）
- 芝田良三（パシフィック）
- 芝野忠男（大洋ホエールズ）
- 柴原光三（トンボユニオンズ=高橋ユニオンズ→大映ユニオンズ）
- 柴原浩（ロッテオリオンズ=千葉ロッテマリーンズ）1996年から1997年の登録名は「柴原弘始」
- 柴原洋（福岡ダイエーホークス=福岡ソフトバンクホークス）
- 柴原実（阪急ブレーブス=オリックス・ブレーブス=オリックス・ブルーウェーブ）
- 渋井敬一（ヤクルトスワローズ）
- 渋谷誠司（国鉄スワローズ=サンケイスワローズ=サンケイアトムズ=アトムズ=ヤクルトアトムズ）
- 渋谷通（広島東洋カープ→日本ハムファイターズ）
- 渋谷幸春（中日ドラゴンズ→日本ハムファイターズ）
- 嶋重宣（広島東洋カープ→埼玉西武ライオンズ）
- 島孝明（千葉ロッテマリーンズ）
- 島秀之助（名古屋金鯱軍）
- 嶋基宏（東北楽天ゴールデンイーグルス→東京ヤクルトスワローズ）
- 島井寛仁（東北楽天ゴールデンイーグルス）
- 嶋尾康史（阪神タイガース）1989年から1991年の登録名は「嶋尾慶一」
- 島方金則（近鉄パールス）
- 島崎毅（日本ハムファイターズ→中日ドラゴンズ→広島東洋カープ）
- 嶋田章弘（阪神タイガース→近鉄バファローズ→中日ドラゴンズ）
- 島田一輝（日本ハムファイターズ=北海道日本ハムファイターズ）
- 島田源太郎（大洋ホエールズ）
- 島田光二（近鉄パールス=近鉄バファロー=近鉄バファローズ）
- 島田茂（ロッテオリオンズ=千葉ロッテマリーンズ）
- 島田順介（近鉄パールス）
- 島田伸也（西鉄ライオンズ）
- 縞田拓弥（オリックス・バファローズ）
- 島田恒幸（毎日オリオンズ）
- 嶋田哲也（阪神タイガース）
- 島田直也（日本ハムファイターズ→横浜大洋ホエールズ=横浜ベイスターズ→ヤクルトスワローズ→大阪近鉄バファローズ）
- 嶋田信敏（日本ハムファイターズ）
- 島田誠（日本ハムファイターズ→福岡ダイエーホークス）
- 嶋田宗彦（阪神タイガース）
- 島田雄二（東映フライヤーズ→読売ジャイアンツ）
- 島田雄三（大映スターズ）
- 島田幸雄（大洋ホエールズ→中日ドラゴンズ）
- 島田芳明（中日ドラゴンズ→近鉄バファローズ）
- 島田吉郎（大陽ロビンス→大阪タイガース）
- 島谷勇雄（国鉄スワローズ）
- 島谷金二（中日ドラゴンズ→阪急ブレーブス）
- 島津充（中日ドラゴンズ）
- 島津佳一（日本ハムファイターズ→クラウンライターライオンズ）
- 島貫省一（読売ジャイアンツ→近鉄バファローズ）
- 島野育夫（中日ドラゴンズ→南海ホークス→阪神タイガース）
- 島野修（読売ジャイアンツ→阪急ブレーブス）阪急時代の登録名は「島野修一」
- 島野雅亘（大洋ホエールズ→サンケイアトムズ）
- 島原輝夫（南海ホークス）
- 島原幸雄（西鉄ライオンズ→広島カープ）
- 島袋修（阪急ブレーブス=オリックス・ブレーブス=オリックス・ブルーウェーブ）
- 島袋洋奨（福岡ソフトバンクホークス）
- 嶋村一輝（オリックス・ブルーウェーブ=オリックス・バファローズ→横浜ベイスターズ=横浜DeNAベイスターズ）2007年から2012年の登録名は「一輝」
- 島本和夫（大陽ロビンス=松竹ロビンス→洋松ロビンス）
- 島本講平（南海ホークス→近鉄バファローズ）
- 島本義文（阪急軍）
- 島脇信也（オリックス・ブルーウェーブ）
- 清水章夫（日本ハムファイターズ→オリックス・バファローズ）
- 清水昭信（中日ドラゴンズ）
- 清水喜一郎（セネタース=東急フライヤーズ）
- 清水清人（中日ドラゴンズ）
- 清水誉（阪神タイガース）
- 清水隆行（読売ジャイアンツ→埼玉西武ライオンズ）西武時代の登録名は「清水崇行」
- 清水千曲（ヤクルトスワローズ）
- 清水透（大洋ホエールズ=横浜大洋ホエールズ→西武ライオンズ）横浜大洋・西武時代の登録名は「清水宏悦」
- 清水直行（千葉ロッテマリーンズ→横浜ベイスターズ=横浜DeNAベイスターズ）
- 清水信明（日本ハムファイターズ）
- 清水秀雄（南海軍=近畿日本軍=近畿グレートリング→中部日本軍=中日ドラゴンズ→大洋ホエールズ=大洋松竹ロビンス）
- 清水宏員（毎日オリオンズ）
- 清水将海（千葉ロッテマリーンズ→中日ドラゴンズ→福岡ソフトバンクホークス）
- 清水雅治（中日ドラゴンズ→西武ライオンズ）
- 清水善秋（東京巨人軍）
- 清水義之（横浜大洋ホエールズ→西武ライオンズ→阪神タイガース）
- 下尾勝馬（西日本パイレーツ）
- 下沖勇樹（福岡ソフトバンクホークス）
- 下川満康（西鉄ライオンズ）
- 下窪陽介（横浜ベイスターズ）
- 下敷領悠太（千葉ロッテマリーンズ）
- 下須崎詔一（西鉄ライオンズ）
- 下水流昂（広島東洋カープ→東北楽天ゴールデンイーグルス）
- 下園辰哉（横浜ベイスターズ=横浜DeNAベイスターズ）
- 下妻貴寛（東北楽天ゴールデンイーグルス）
- 下村栄二（広島カープ=広島東洋カープ）
- 下村豊（阪急軍）
- 下社邦男（阪急軍=阪急ブレーブス→金星スターズ）
- 下柳剛（福岡ダイエーホークス→日本ハムファイターズ→阪神タイガース→東北楽天ゴールデンイーグルス）
- 下山真二（大阪近鉄バファローズ→オリックス・バファローズ）
- ジュリアス（東京ヤクルトスワローズ）
- 順風秀一（ロッテオリオンズ=千葉ロッテマリーンズ）
- 城友博（ヤクルトスワローズ→阪神タイガース）
- 正垣宏倫（阪急ブレーブス→広島東洋カープ）阪急時代の登録名は「正垣泰祐」
- 庄司大介（オリックス・ブルーウェーブ）
- 庄司智久（読売ジャイアンツ→ロッテオリオンズ）
- 庄司隼人（広島東洋カープ）
- 庄司龍二（オリックス・バファローズ）
- 城島健司（福岡ダイエーホークス=福岡ソフトバンクホークス→阪神タイガース）
- 正隨優弥（広島東洋カープ→東北楽天ゴールデンイーグルス）
- 正田樹（日本ハムファイターズ=北海道日本ハムファイターズ→阪神タイガース→東京ヤクルトスワローズ）
- 正田耕三（広島東洋カープ）
- 庄田隆弘（阪神タイガース）
- 正津英志（中日ドラゴンズ→西武ライオンズ=埼玉西武ライオンズ）
- 定詰雅彦（ロッテオリオンズ=千葉ロッテマリーンズ→阪神タイガース）
- 城土大治朗（西武ライオンズ）1988年から1990年の登録名は「城土大二郎」
- 城野勝博（広島カープ=広島東洋カープ→南海ホークス）
- 城之内邦雄（読売ジャイアンツ→ロッテオリオンズ）
- 條辺剛（読売ジャイアンツ）
- 白井一幸（日本ハムファイターズ→オリックス・ブルーウェーブ）
- 白井孝幸（阪急ブレーブス→福岡ダイエーホークス→中日ドラゴンズ）
- 白井正勝（横浜大洋ホエールズ）
- 白井康勝（日本ハムファイターズ→広島東洋カープ→ヤクルトスワローズ）
- 白石勝巳（東京巨人軍→パシフィック→読売ジャイアンツ→広島カープ）巨人・パシフィック時代の登録名は「白石敏男」
- 白石静生（広島カープ=広島東洋カープ→阪急ブレーブス）
- 白川一（毎日オリオンズ）
- 白木一二（名古屋軍）
- 白木義一郎（セネタース=東急フライヤーズ=急映フライヤーズ=東急フライヤーズ→阪急ブレーブス）
- 白坂勝史（中日ドラゴンズ）
- 白坂長栄（大阪タイガース）
- 白崎浩之（横浜DeNAベイスターズ→オリックス・バファローズ）
- 白崎泰夫（南海ホークス）
- 白滝政孝（中日ドラゴンズ→近鉄バファローズ）
- 白武佳久（広島東洋カープ→ロッテオリオンズ=千葉ロッテマリーンズ→広島東洋カープ）
- 白鳥浩徳（西武ライオンズ）
- 白鳥正樹（千葉ロッテマリーンズ）
- 白仁田寛和（阪神タイガース→オリックス・バファローズ）
- 白根尚貴（福岡ソフトバンクホークス→横浜DeNAベイスターズ）
- 白野清美（南海ホークス→国鉄スワローズ）
- 白幡隆宗（西武ライオンズ→読売ジャイアンツ→大洋ホエールズ）西武時代の登録名は「白幡勝弘」
- 白濱裕太（広島東洋カープ）
- 城石憲之（日本ハムファイターズ→ヤクルトスワローズ=東京ヤクルトスワローズ）
- 新里賢（大阪近鉄バファローズ→東北楽天ゴールデンイーグルス→千葉ロッテマリーンズ）
- 新里紹也（福岡ダイエーホークス→大阪近鉄バファローズ）
- 新庄剛志（阪神タイガース→北海道日本ハムファイターズ）日本ハム時代の登録名は「SHINJO」
- 新宅洋志（中日ドラゴンズ）
- 新谷博（西武ライオンズ→日本ハムファイターズ）
- 新谷祐二（読売ジャイアンツ→日本ハムファイターズ）
- 新藤貞文（阪急ブレーブス）
- 進藤拓也（横浜DeNAベイスターズ）
- 進藤達哉（横浜大洋ホエールズ=横浜ベイスターズ→オリックス・ブルーウェーブ）
- 進藤実（読売ジャイアンツ）
- 新富卯三郎（阪急軍）
- 神野純一（中日ドラゴンズ）
- 神野信也（西武ライオンズ）
- 新保高正（中日ドラゴンズ）
- 新屋晃（日拓ホームフライヤーズ=日本ハムファイターズ）
- 新谷嘉孝（ロッテオリオンズ→大洋ホエールズ）1982年から1984年の登録名は「新谷吉孝」

### す
- 末次利光（読売ジャイアンツ）1965年から1973年の登録名は「末次民夫」
- 末永正昭（阪神タイガース）
- 末永仁志（千葉ロッテマリーンズ）
- 末永真史（広島東洋カープ）
- 末永吉幸（東映フライヤーズ=日拓ホームフライヤーズ=日本ハムファイターズ→中日ドラゴンズ→ロッテオリオンズ）
- 末廣五大（千葉ロッテマリーンズ）
- 末森法典（南海ホークス）
- 末吉俊信（毎日オリオンズ）
- 菅野剛士（千葉ロッテマリーンズ）
- 菅野智之（読売ジャイアンツ）
- 菅野光夫（日本ハムファイターズ）
- 菅原勝矢（読売ジャイアンツ）
- 菅原秀（東北楽天ゴールデンイーグルス）
- 菅原紀元（毎日大映オリオンズ=東京オリオンズ）
- 菅原道裕（大映スターズ）
- 杉斉英（中日ドラゴンズ→近鉄バファローズ→広島カープ）
- 杉内俊哉（福岡ダイエーホークス=福岡ソフトバンクホークス→読売ジャイアンツ）
- 杉浦清（中日ドラゴンズ→大洋ホエールズ→国鉄スワローズ）
- 杉浦幸二（横浜大洋ホエールズ）
- 杉浦忠（南海ホークス）
- 杉浦享（ヤクルトスワローズ）1975年から1980年の登録名は「杉浦亨」
- 杉浦守（読売ジャイアンツ）
- 杉浦竜太郎（広島カープ→大洋ホエールズ）大洋時代の登録名は「杉浦正幸」
- 杉江繁雄（東京巨人軍）
- 杉江文二（大和軍→中日ドラゴンズ）
- 杉尾富美雄（毎日オリオンズ）
- 杉川喜久雄（大映スターズ→大洋ホエールズ=洋松ロビンス=大洋ホエールズ）1950年の登録名は「杉川喜久男」
- 杉下茂（中日ドラゴンズ=名古屋ドラゴンズ=中日ドラゴンズ→毎日大映オリオンズ）
- 杉田勇（広島東洋カープ→福岡ダイエーホークス）
- 杉田久雄（東映フライヤーズ=日拓ホームフライヤーズ=日本ハムファイターズ→南海ホークス→広島東洋カープ）
- 杉田屋守（イーグルス=黒鷲軍）
- 杉谷和男（大映スターズ）
- 杉永政信（横浜大洋ホエールズ）
- 杉原洋（千葉ロッテマリーンズ→横浜ベイスターズ）
- 杉町攻（西鉄ライオンズ）
- 杉村繁（ヤクルトスワローズ）
- 杉本郁久雄（阪神タイガース）
- 杉本喜久雄（広島カープ）
- 杉本公孝（国鉄スワローズ=サンケイスワローズ=サンケイアトムズ→大洋ホエールズ）
- 杉本潔彦（オリックス・ブルーウェーブ）1998年から1999年の登録名は「キヨ」
- 杉本正（西武ライオンズ→中日ドラゴンズ→福岡ダイエーホークス）
- 杉本定介（読売ジャイアンツ）
- 杉本尚文（オリックス・ブレーブス=オリックス・ブルーウェーブ）
- 杉本正志（広島東洋カープ→ロッテオリオンズ→オリックス・ブルーウェーブ）1988年から1992年までの登録名は「杉本征使」
- 椙本勝（松竹ロビンス→大洋松竹ロビンス=大洋ホエールズ）
- 杉本友（オリックス・ブルーウェーブ→横浜ベイスターズ→ヤクルトスワローズ）
- 杉谷拳士（北海道日本ハムファイターズ）
- 杉山賢人（西武ライオンズ→阪神タイガース→大阪近鉄バファローズ→横浜ベイスターズ）
- 杉山晃基（東京ヤクルトスワローズ）
- 杉山光平（近鉄パールス→南海ホークス→阪急ブレーブス→南海ホークス）
- 杉山悟（中日ドラゴンズ=名古屋ドラゴンズ=中日ドラゴンズ→国鉄スワローズ→近鉄バファロー）
- 杉山重雄（ヤクルトアトムズ=ヤクルトスワローズ→南海ホークス）
- 杉山茂（読売ジャイアンツ）
- 杉山俊介（横浜ベイスターズ→福岡ダイエーホークス→千葉ロッテマリーンズ）
- 杉山翔大（中日ドラゴンズ）
- 杉山真治郎（大映スターズ）
- 杉山哲夫（中日ドラゴンズ）
- 杉山知隆（大洋ホエールズ→日本ハムファイターズ）
- 杉山東洋生（黒鷲軍=大和軍）
- 杉山直樹（読売ジャイアンツ）1992年から2000年の登録名は「杉山直輝」
- 杉山直久（阪神タイガース）
- 杉山春樹（西武ライオンズ）
- 勝呂壽統（読売ジャイアンツ→オリックス・ブルーウェーブ→近鉄バファローズ=大阪近鉄バファローズ）巨人時代の登録名は「勝呂博憲」
- 須崎正明（近鉄バファローズ→国鉄スワローズ=サンケイスワローズ=サンケイアトムズ）
- 鈴衛佑規（広島東洋カープ）
- 鈴木貴志（千葉ロッテマリーンズ）
- 鈴木宇成（広島カープ）
- 鈴木皖武（国鉄スワローズ=サンケイスワローズ=サンケイアトムズ→阪神タイガース→ロッテオリオンズ）
- 鈴木銀之助（広島カープ）
- 鈴木圭一郎（セネタース=東急フライヤーズ=急映フライヤーズ=東急フライヤーズ=東映フライヤーズ）
- 鈴木啓示（近鉄バファローズ）
- 鈴木健（広島東洋カープ→横浜ベイスターズ）
- 鈴木健（西武ライオンズ→ヤクルトスワローズ=東京ヤクルトスワローズ）
- 鈴木弘規（阪急ブレーブス→阪神タイガース→読売ジャイアンツ）
- 鈴木康司（松竹ロビンス→洋松ロビンス）
- 鈴木昂平（オリックス・バファローズ）
- 鈴木五朗（西鉄ライオンズ）1962年から1964年の登録名は「鈴木五郎」
- 鈴木滋（大洋ホエールズ）
- 鈴木駿也（福岡ソフトバンクホークス）
- 鈴木翔太（中日ドラゴンズ→阪神タイガース）
- 鈴木将平（埼玉西武ライオンズ）
- 鈴木清一（セネタース=東急フライヤーズ→金星スターズ）
- 鈴木平（ヤクルトスワローズ→オリックス・ブルーウェーブ→中日ドラゴンズ→福岡ダイエーホークス）
- 鈴木孝雄（南海ホークス）
- 鈴木隆（中日ドラゴンズ=名古屋ドラゴンズ）
- 鈴木隆（大洋ホエールズ→東京オリオンズ→大洋ホエールズ）
- 鈴木尚典（横浜大洋ホエールズ=横浜ベイスターズ）2007年から2008年の登録名は「鈴木尚」
- 鈴木貴久（近鉄バファローズ→大阪近鉄バファローズ）
- 鈴木尚広（読売ジャイアンツ）
- 鈴木孝政（中日ドラゴンズ）
- 鈴木孝行（西武ライオンズ→日本ハムファイターズ）1987年の登録名は「鈴木孝幸」
- 鈴木武（近鉄パールス=近鉄バファロー→大洋ホエールズ）
- 鈴木健之（横浜ベイスターズ）
- 鈴木正（南海ホークス）
- 鈴木忠（西日本パイレーツ）
- 鈴木鶴雄（名古屋金鯱軍）
- 鈴木哲（西武ライオンズ→広島東洋カープ→西武ライオンズ）
- 鈴木照雄（阪神タイガース→太平洋クラブライオンズ=クラウンライターライオンズ）
- 鈴木俊雄（千葉ロッテマリーンズ）
- 鈴木伸良（読売ジャイアンツ→南海ホークス→阪神タイガース）
- 鈴木望（読売ジャイアンツ→日本ハムファイターズ）
- 鈴木悳夫（東映フライヤーズ）
- 鈴木葉留彦（太平洋クラブライオンズ=クラウンライターライオンズ=西武ライオンズ）太平洋クラブ・クラウンライター時代の登録名は「鈴木治彦」
- 鈴木秀雄（名古屋軍→ライオン軍→大和軍→産業軍=中部日本軍）
- 鈴木秀幸（毎日オリオンズ=毎日大映オリオンズ→国鉄スワローズ）1956年から1957年の登録名は「鈴木正」
- 鈴木博昭（中日ドラゴンズ）
- 鈴木寛樹（横浜ベイスターズ）
- 鈴木寛人（広島東洋カープ）
- 鈴木浩文（ヤクルトスワローズ）
- 鈴木郁洋（中日ドラゴンズ→大阪近鉄バファローズ→オリックス・バファローズ）
- 鈴木将光（広島東洋カープ）
- 鈴木正幸（ヤクルトスワローズ）
- 鈴木実（名古屋軍）
- 鈴木実（読売ジャイアンツ）
- 鈴木康二朗（ヤクルトスワローズ→近鉄バファローズ）
- 鈴木康友（読売ジャイアンツ→西武ライオンズ→中日ドラゴンズ→西武ライオンズ）
- 鈴木康博（ヤクルトスワローズ）
- 鈴木優（オリックス・バファローズ→読売ジャイアンツ）
- 鈴木裕太（東京ヤクルトスワローズ）
- 鈴木幸雄（阪急ブレーブス）
- 鈴木征夫（西鉄ライオンズ）
- 鈴木芳太郎（南海軍）
- 鈴木慶裕（日本ハムファイターズ→福岡ダイエーホークス）
- 鈴木義広（中日ドラゴンズ）
- 鈴木義文（中日ドラゴンズ）
- 鈴木遼太郎（北海道日本ハムファイターズ）
- 鈴木田登満留（東京巨人軍）
- 煤孫伝（大東京軍=ライオン軍）
- 須田幸太（横浜ベイスターズ=横浜DeNAベイスターズ）
- 須藤豊（毎日オリオンズ=毎日大映オリオンズ→読売ジャイアンツ）
- 須永英輝（北海道日本ハムファイターズ→読売ジャイアンツ→北海道日本ハムファイターズ）
- 砂田毅樹（横浜DeNAベイスターズ→中日ドラゴンズ）
- 角南効永（広島カープ）
- 簾内政雄（サンケイアトムズ=アトムズ=ヤクルトアトムズ=ヤクルトスワローズ）
- 須原武志（産業軍）
- 角晃多（千葉ロッテマリーンズ）
- 角富士夫（ヤクルトスワローズ）
- 角盈男（読売ジャイアンツ→日本ハムファイターズ→ヤクルトスワローズ）1978年から1987年の登録名は「角三男」、1988年から1989年の登録名は「角光雄」
- 住友一哉（近鉄バファローズ→阪神タイガース）
- 住友平（阪急ブレーブス）
- 住友健人（ヤクルトスワローズ）
- 住吉重信（阪急ブレーブス）
- 住吉義則（日本ハムファイターズ→千葉ロッテマリーンズ）
- 須本憲一（東急フライヤーズ）
- 須山成二（広島カープ=広島東洋カープ）

### せ
- 瀬井清（名古屋金鯱軍）
- 清俊彦（西鉄ライオンズ→近鉄バファローズ→阪神タイガース）
- 清家忠太郎（イーグルス=黒鷲軍→東急フライヤーズ=急映フライヤーズ→大洋ホエールズ）
- 清家政和（阪神タイガース→西武ライオンズ→ヤクルトスワローズ）
- 背尾伊洋（近鉄バファローズ→読売ジャイアンツ）
- 瀬川隼郎（北海道日本ハムファイターズ）
- 関清和（ロッテオリオンズ=千葉ロッテマリーンズ）
- 関啓扶（中日ドラゴンズ）
- 関川浩一（阪神タイガース→中日ドラゴンズ→東北楽天ゴールデンイーグルス）
- 関口伊織（横浜ベイスターズ→大阪近鉄バファローズ）
- 関口一郎（大洋ホエールズ）
- 関口穣二（サンケイアトムズ=アトムズ=ヤクルトアトムズ）
- 関口清治（読売ジャイアンツ→西日本パイレーツ→西鉄ライオンズ→阪急ブレーブス）
- 関口朋幸（阪急ブレーブス=オリックス・ブレーブス）
- 関口正巳（読売ジャイアンツ→大洋ホエールズ→読売ジャイアンツ）
- 関口雄大（横浜ベイスターズ→北海道日本ハムファイターズ）
- 関根潤三（近鉄パールス=近鉄バファロー=近鉄バファローズ→読売ジャイアンツ）
- 関根毅（ヤクルトスワローズ）
- 関根知雄（大洋ホエールズ→近鉄バファローズ）
- 関根浩史（横浜大洋ホエールズ）
- 関根裕之（日本ハムファイターズ=北海道日本ハムファイターズ）
- 関本賢太郎（阪神タイガース）1997年から2007年の登録名は「関本健太郎」
- 関本四十四（読売ジャイアンツ→太平洋クラブライオンズ→大洋ホエールズ=横浜大洋ホエールズ）大洋時代の登録名は「関本充宏」
- 関森正治（近鉄パールス=近鉄バファローズ→阪急ブレーブス）
- 関屋智義（横浜ベイスターズ→福岡ダイエーホークス）
- 関谷亮太（千葉ロッテマリーンズ）
- 関吉雅人（オリックス・ブルーウェーブ）
- 攝津正（福岡ソフトバンクホークス）
- 瀬戸昭彦（国鉄スワローズ）
- 瀬戸和則（広島東洋カープ→ヤクルトスワローズ）
- 瀬戸輝信（広島東洋カープ）
- 後原富（東映フライヤーズ）
- 瀬野浄（国鉄スワローズ）
- 世良賢次（ヤクルトスワローズ）
- 芹澤裕二（中日ドラゴンズ）
- 千賀滉大（福岡ソフトバンクホークス）
- 千田啓介（読売ジャイアンツ→ロッテオリオンズ）
- 千藤三樹男（東映フライヤーズ=日拓ホームフライヤーズ=日本ハムファイターズ）

### そ
- 相馬勝也（西武ライオンズ）
- 宗宮房之助（イーグルス=黒鷲軍=大和軍）
- 副島孔太（ヤクルトスワローズ→オリックス・ブルーウェーブ）
- 添島時人（読売ジャイアンツ）
- 曽我部直樹（阪神タイガース→千葉ロッテマリーンズ）
- 十川孝富（読売ジャイアンツ）
- 十川雄二（読売ジャイアンツ）
- 曽田康二（中日ドラゴンズ→日本ハムファイターズ）
- 外木場義郎（広島カープ=広島東洋カープ）
- 曽根海成（福岡ソフトバンクホークス→広島東洋カープ）
- 園川一美（ロッテオリオンズ=千葉ロッテマリーンズ）
- 苑田敏彦（広島カープ=広島東洋カープ）1974年から1977年の登録名は「苑田聡彦」
- 園田喜則（東京オリオンズ=ロッテオリオンズ）
- 園部聡（オリックス・バファローズ）
- 祖父江東一郎（大洋軍→西鉄軍→毎日オリオンズ）
- 染田賢作（横浜ベイスターズ）
- 染宮修支（ヤクルトスワローズ）1984年の登録名は「染宮修一」
- 梵英心（広島東洋カープ）

### た
- ダース・ローマシュ匡（北海道日本ハムファイターズ）
- ダイ（千葉ロッテマリーンズ）
- 大河（横浜DeNAベイスターズ）
- 大工勝（毎日オリオンズ）
- 醍醐猛夫（毎日オリオンズ=毎日大映オリオンズ=東京オリオンズ=ロッテオリオンズ）
- 醍醐恒男（阪急ブレーブス=南海ホークス）
- 醍醐俊光（国鉄スワローズ=サンケイスワローズ=サンケイアトムズ）
- 大黒正一（大阪タイガース=阪神タイガース→阪急ブレーブス）
- 代田建紀（大阪近鉄バファローズ→ヤクルトスワローズ→千葉ロッテマリーンズ）
- 大塔正明（中日ドラゴンズ）
- 大門和彦（横浜大洋ホエールズ=横浜ベイスターズ→阪神タイガース）
- 平良幸一（西武ライオンズ）
- 平良吉照（日本ハムファイターズ）
- 田尾安志（中日ドラゴンズ→西武ライオンズ→阪神タイガース）
- 田岡利久（大映スターズ）
- 高井諭（サンケイアトムズ=アトムズ=ヤクルトアトムズ）
- 高井一（阪神タイガース）
- 高井保弘（阪急ブレーブス）
- 高市俊（東京ヤクルトスワローズ）
- 高井良一男（大阪タイガース=阪神タイガース→毎日大映オリオンズ=東京オリオンズ）
- 高浦美佐緒（横浜大洋ホエールズ）
- 高江洲拓哉（中日ドラゴンズ）
- 高岡英司（中日ドラゴンズ）
- 高岡重樹（広島カープ=広島東洋カープ）
- 高垣義広（大洋ホエールズ=横浜大洋ホエールズ→クラウンライターライオンズ）
- 高木一巳（中日ドラゴンズ）
- 高木公男（名古屋ドラゴンズ→東映フライヤーズ）
- 高木京介（読売ジャイアンツ）
- 高木孝治（近鉄バファローズ→クラウンライターライオンズ=西武ライオンズ→南海ホークス）
- 高木晃次（阪急ブレーブス=オリックス・ブレーブス=オリックス・ブルーウェーブ→福岡ダイエーホークス→ヤクルトスワローズ→千葉ロッテマリーンズ）
- 高木茂（名古屋軍→広島カープ）
- 高木真一（広島東洋カープ）1979年から1981年の登録名は「高木宏彰」
- 髙木大成（西武ライオンズ）
- 高木喬（近鉄バファローズ→西鉄ライオンズ=太平洋クラブライオンズ）
- 高木時夫（中日ドラゴンズ）
- 高木宣宏（広島東洋カープ→西武ライオンズ）
- 高木勇人（読売ジャイアンツ→埼玉西武ライオンズ）
- 高木啓充（東京ヤクルトスワローズ）
- 高木浩之（西武ライオンズ=埼玉西武ライオンズ）
- 高木守道（中日ドラゴンズ）
- 高木康成（大阪近鉄バファローズ→オリックス・バファローズ→読売ジャイアンツ）
- 高木豊（横浜大洋ホエールズ=横浜ベイスターズ→日本ハムファイターズ）
- 高木由一（大洋ホエールズ=横浜大洋ホエールズ）1972年から1976年の登録名は「高木好一」、1977年から1982年の登録名は「高木嘉一」
- 高木渉（埼玉西武ライオンズ）
- 高口隆行（北海道日本ハムファイターズ→千葉ロッテマリーンズ→読売ジャイアンツ）
- 高久保豊三（名古屋金鯱軍）
- 高倉照幸（西鉄ライオンズ→読売ジャイアンツ→アトムズ=ヤクルトアトムズ）
- 高崎健太郎（横浜ベイスターズ=横浜DeNAベイスターズ）
- 高沢秀昭（ロッテオリオンズ→広島東洋カープ→ロッテオリオンズ=千葉ロッテマリーンズ）
- 高島昭夫（東映フライヤーズ）
- 高島覚（中日ドラゴンズ→福岡ダイエーホークス）
- 髙島祥平（中日ドラゴンズ）
- 高島毅（オリックス・バファローズ）
- 高嶋徹（オリックス・ブレーブス=オリックス・ブルーウェーブ→近鉄バファローズ=大阪近鉄バファローズ）1997年から1998年の登録名は「高嶋龍」
- 高島正義（東映フライヤーズ）
- 髙城俊人（横浜DeNAベイスターズ→オリックス・バファローズ→横浜DeNAベイスターズ）
- 田頭光男（大洋ホエールズ）
- 高代延博（日本ハムファイターズ→広島東洋カープ）1985年から1988年の登録名は「高代慎也」
- 高須清（イーグルス→パシフィック）
- 高須洋介（近鉄バファローズ=大阪近鉄バファローズ→東北楽天ゴールデンイーグルス）
- 高田勝生（ライオン軍）
- 高田孝一（東北楽天ゴールデンイーグルス）
- 高田耕作（阪急ブレーブス）
- 高田重信（東映フライヤーズ）
- 高田繁（読売ジャイアンツ）
- 髙田琢登（横浜DeNAベイスターズ）
- 髙田知季（福岡ソフトバンクホークス）
- 高田博久（日本ハムファイターズ→横浜大洋ホエールズ=横浜ベイスターズ）
- 髙田萌生（読売ジャイアンツ→東北楽天ゴールデンイーグルス）
- 高田誠（読売ジャイアンツ→オリックス・ブルーウェーブ）
- 高谷昌二（名古屋金鯱軍）
- 高津臣吾（ヤクルトスワローズ→東京ヤクルトスワローズ）
- 高塚信幸（近鉄バファローズ=大阪近鉄バファローズ）
- 高月敏文（広島東洋カープ）
- 高頭時夫（阪急ブレーブス）
- 高梨利洋（ヤクルトスワローズ）
- 高梨芳昌（読売ジャイアンツ）
- 高波文一（阪神タイガース→西武ライオンズ→東北楽天ゴールデンイーグルス→オリックス・バファローズ）
- 高仁秀治（ヤクルトスワローズ）
- 高野价司（大映スターズ=大映ユニオンズ→毎日大映オリオンズ）
- 高野一彦（東映フライヤーズ）
- 高野圭佑（千葉ロッテマリーンズ→阪神タイガース）
- 高野忍（読売ジャイアンツ）
- 高野慎哉（日本ハムファイターズ）
- 髙野光（ヤクルトスワローズ→福岡ダイエーホークス）
- 高野裕良（東京巨人軍=読売ジャイアンツ→金星スターズ=大映スターズ→大洋ホエールズ=大洋松竹ロビンス=大洋ホエールズ）巨人時代の登録名は「諏訪裕良」
- 高野百介（南海軍）
- 鷹野史寿（大阪近鉄バファローズ→東北楽天ゴールデンイーグルス）
- 高橋顕法（広島東洋カープ→阪神タイガース）
- 髙橋聡文（中日ドラゴンズ→阪神タイガース）
- 高橋輝（国鉄スワローズ）
- 高橋明（読売ジャイアンツ→西鉄ライオンズ）
- 高橋明（西鉄ライオンズ）
- 高橋郁雄（ヤクルトスワローズ）
- 高橋栄一郎（読売ジャイアンツ→南海ホークス）
- 高橋英二（読売ジャイアンツ）
- 高橋薫（千葉ロッテマリーンズ）
- 高橋一雄（高橋ユニオンズ=トンボユニオンズ）
- 高橋一彦（横浜大洋ホエールズ→西武ライオンズ）
- 高橋一正（ヤクルトスワローズ）
- 高橋一三（読売ジャイアンツ）
- 高橋和幸（福岡ダイエーホークス=福岡ソフトバンクホークス）
- 高橋建（広島東洋カープ）
- 髙橋洸（読売ジャイアンツ）
- 高橋幸一（毎日オリオンズ）
- 高橋功一（日本ハムファイターズ）
- 高橋功一（オリックス・ブルーウェーブ）
- 高橋幸二（中日ドラゴンズ）
- 高橋浩司（オリックス・ブルーウェーブ→東北楽天ゴールデンイーグルス）
- 高橋敏（阪急軍）
- 高橋里志（南海ホークス→広島東洋カープ→日本ハムファイターズ→近鉄バファローズ）
- 高橋智（阪急ブレーブス=オリックス・ブレーブス=オリックス・ブルーウェーブ→ヤクルトスワローズ）
- 高橋重行（大洋ホエールズ=横浜大洋ホエールズ）
- 髙橋純平（福岡ソフトバンクホークス）
- 髙橋信二（日本ハムファイターズ=北海道日本ハムファイターズ→読売ジャイアンツ→オリックス・バファローズ）
- 高橋孝明（大阪タイガース=阪神タイガース）
- 高橋千年美（広島カープ）
- 高橋忠一（ロッテオリオンズ）
- 高橋勉（阪急ブレーブス→中日ドラゴンズ）
- 高橋輝彦（東京セネタース=翼軍→大洋軍）
- 高橋徹（福岡ソフトバンクホークス）
- 高橋俊春（広島東洋カープ→西武ライオンズ）
- 高橋敏郎（ヤクルトスワローズ=東京ヤクルトスワローズ）
- 髙橋朋己（埼玉西武ライオンズ）
- 高橋直樹（東映フライヤーズ=日拓ホームフライヤーズ=日本ハムファイターズ）
- 高橋信夫（オリックス・ブルーウェーブ）
- 高橋憲幸（日本ハムファイターズ=北海道日本ハムファイターズ）
- 高橋尚成（読売ジャイアンツ→横浜DeNAベイスターズ）2014年の登録名は「尚成」
- 髙橋秀聡（福岡ソフトバンクホークス→オリックス・バファローズ）
- 高橋英樹（広島東洋カープ）
- 髙橋大樹（広島東洋カープ）
- 高橋博士（南海ホークス→東映フライヤーズ=日拓ホームフライヤーズ=日本ハムファイターズ→ロッテオリオンズ）南海時代の登録名は「高橋博」
- 高橋寛（ヤクルトスワローズ）
- 高橋二三男（西鉄ライオンズ→太平洋クラブライオンズ→ロッテオリオンズ）
- 高橋正雄（毎日オリオンズ）
- 高橋正勝（読売ジャイアンツ）
- 高橋真輝（大洋松竹ロビンス=大洋ホエールズ）
- 高橋雅裕（横浜大洋ホエールズ=横浜ベイスターズ→千葉ロッテマリーンズ）1991年から1999年の登録名は「高橋眞裕」
- 高橋正巳（日本ハムファイターズ→横浜大洋ホエールズ）
- 高橋樹也（広島東洋カープ）
- 高橋三千丈（中日ドラゴンズ）
- 高橋光信（中日ドラゴンズ→阪神タイガース）
- 髙橋優貴（読売ジャイアンツ）
- 高橋勇丞（阪神タイガース）
- 高橋由伸（読売ジャイアンツ）
- 高橋慶彦（広島東洋カープ→ロッテオリオンズ→阪神タイガース）
- 高橋善正（東映フライヤーズ→読売ジャイアンツ）巨人時代の登録名は「高橋良昌」
- 高畠導宏（南海ホークス）
- 髙濱卓也（阪神タイガース→千葉ロッテマリーンズ）
- 髙濱祐仁（北海道日本ハムファイターズ→阪神タイガース）
- 高林恒夫（読売ジャイアンツ→国鉄スワローズ=サンケイスワローズ）
- 峰秀（中日ドラゴンズ）
- 高堀和也（東北楽天ゴールデンイーグルス）
- 高松利夫（大映スターズ）
- 高松延次（大洋ホエールズ）
- 田上健一（阪神タイガース）
- 高見昌宏（読売ジャイアンツ）
- 高見澤考史（オリックス・ブルーウェーブ）
- 高宮和也（横浜ベイスターズ→オリックス・バファローズ→阪神タイガース）
- 髙村祐（近鉄バファローズ=大阪近鉄バファローズ→東北楽天ゴールデンイーグルス）
- 高村洋介（阪神タイガース）
- 高元勝彦（中日ドラゴンズ）
- 高森勇旗（横浜ベイスターズ=横浜DeNAベイスターズ）2007年から2011年の登録名は「高森勇気」
- 髙谷裕亮（福岡ソフトバンクホークス）
- 高柳出己（近鉄バファローズ→千葉ロッテマリーンズ）
- 高柳常治（阪急軍）
- 高柳秀樹（南海ホークス=福岡ダイエーホークス）
- 高山郁夫（西武ライオンズ→広島東洋カープ→福岡ダイエーホークス）
- 高山勲（大洋ホエールズ）
- 高山邦男（名古屋ドラゴンズ=中日ドラゴンズ）
- 髙山健一（広島東洋カープ→西武ライオンズ）
- 髙山俊（阪神タイガース）
- 高山忠克（国鉄スワローズ=サンケイスワローズ=サンケイアトムズ=アトムズ=ヤクルトアトムズ→阪神タイガース）
- 高山智行（阪神タイガース）
- 高山久（西武ライオンズ=埼玉西武ライオンズ→阪神タイガース）
- 高山泰夫（阪神軍=大阪タイガース）
- 高山優希（北海道日本ハムファイターズ）
- 高良一輝（北海道日本ハムファイターズ）
- 田川賢吾（東京ヤクルトスワローズ）
- 田川弘（大東京軍）
- 田川豊（近畿グレートリング=南海ホークス→大陽ロビンス→近鉄パールス→大映スターズ）
- 多岐篤司（阪神タイガース）
- 瀧英男（大阪タイガース）
- 瀧安治（読売ジャイアンツ）
- 滝良彦（毎日オリオンズ→高橋ユニオンズ=トンボユニオンズ=高橋ユニオンズ→大映ユニオンズ=毎日大映オリオンズ）
- 滝内弥瑞生（西鉄ライオンズ）
- 滝川博己（大阪タイガース=阪神タイガース）
- 滝口豊広（大映スターズ）
- 滝口光則（広島東洋カープ→日本ハムファイターズ）
- 滝田政治（急映フライヤーズ→大映スターズ→阪急ブレーブス→阪神タイガース）
- 滝野要（中日ドラゴンズ）
- 滝村修平（広島カープ）
- 滝本康正（ロッテオリオンズ）
- 田切勝之（毎日オリオンズ=大毎オリオンズ）
- 田口壮（オリックス・ブルーウェーブ→オリックス・バファローズ）
- 田口昌徳（日本ハムファイターズ→福岡ダイエーホークス=福岡ソフトバンクホークス）
- 田口竜二（南海ホークス=福岡ダイエーホークス）
- 内匠政博（近鉄バファローズ=大阪近鉄バファローズ）
- 宅和本司（南海ホークス→近鉄バファロー）
- 竹内功（黒鷲軍）
- 武内和男（大映スターズ→近鉄パールス）
- 竹内和也（西武ライオンズ）
- 武内晋一（ヤクルトスワローズ=東京ヤクルトスワローズ）
- 武内久士（広島東洋カープ）
- 竹内広明（大洋ホエールズ=横浜大洋ホエールズ）1979年から1982年の登録名は「竹内宏彰」
- 竹内洋（中日ドラゴンズ）
- 竹内愛一（朝日軍）
- 竹内昌也（阪神タイガース→日本ハムファイターズ）
- 竹内龍臣（中日ドラゴンズ）
- 竹岡和宏（福岡ダイエーホークス=福岡ソフトバンクホークス）
- 武上四郎（サンケイアトムズ=アトムズ=ヤクルトアトムズ=ヤクルトスワローズ）
- 竹清剛治（千葉ロッテマリーンズ）
- 竹口昭範（南海ホークス）1980年から1982年の登録名は「竹口昭憲」
- 武隈祥太（埼玉西武ライオンズ）
- 竹下浩二（横浜大洋ホエールズ）
- 竹下潤（西武ライオンズ）
- 竹下慎太郎（横浜ベイスターズ→阪神タイガース）
- 竹下光郎（読売ジャイアンツ→近鉄バファロー=近鉄バファローズ）
- 竹下元章（広島カープ）
- 竹嶋祐貴（読売ジャイアンツ）
- 武末悉昌（南海ホークス→西鉄クリッパース=西鉄ライオンズ→高橋ユニオンズ=トンボユニオンズ）
- 武田勇（東京セネタース）
- 武田一浩（日本ハムファイターズ→福岡ダイエーホークス→中日ドラゴンズ→読売ジャイアンツ）
- 武田健吾（オリックス・バファローズ→中日ドラゴンズ）
- 竹田助一（阪急軍）
- 武田久（日本ハムファイターズ=北海道日本ハムファイターズ）
- 竹田和史（中日ドラゴンズ→クラウンライターライオンズ→阪神タイガース）
- 武田勝（北海道日本ハムファイターズ）
- 竹田光訓（大洋ホエールズ）
- 武田康（横浜大洋ホエールズ）
- 武智修（阪神軍=大阪タイガース→金星スターズ→阪急ブレーブス→広島カープ→近鉄パールス）
- 武智文雄（近鉄パールス=近鉄バファロー=近鉄バファローズ）1950年から1954年の登録名は「田中文雄」
- 竹中惇（中日ドラゴンズ）
- 岳野竜也（埼玉西武ライオンズ）
- 竹野吉郎（広島カープ=広島東洋カープ）1967年から1971年の登録名は「竹野充昿」
- 竹之内徹（横浜大洋ホエールズ→ロッテオリオンズ）
- 竹之内雅史（西鉄ライオンズ=太平洋クラブライオンズ=クラウンライターライオンズ→阪神タイガース）
- 竹林実（名古屋金鯱軍）
- 竹原直隆（千葉ロッテマリーンズ→オリックス・バファローズ→埼玉西武ライオンズ）
- 武宮敏明（読売ジャイアンツ）
- 竹村一義（大洋ホエールズ→阪急ブレーブス→阪神タイガース）
- 竹村元雄（阪急ブレーブス→広島カープ）
- 竹本修（阪急ブレーブス=オリックス・ブレーブス）
- 竹元勝雄（大阪タイガース）
- 竹本卓（中日ドラゴンズ=名古屋ドラゴンズ）
- 竹本由紀夫（ヤクルトスワローズ）
- 竹屋三郎（中日ドラゴンズ）
- 竹安大知（阪神タイガース→オリックス・バファローズ）
- 武山真吾（横浜ベイスターズ→埼玉西武ライオンズ→中日ドラゴンズ）
- 田子譲治（ロッテオリオンズ）
- 田坂正明（南海ホークス）
- 田﨑昌弘（横浜ベイスターズ→西武ライオンズ）
- 田沢由哉（埼玉西武ライオンズ）
- 田沢芳夫（南海ホークス）
- 田島克彦（阪急ブレーブス）
- 田島定（西鉄ライオンズ）
- 田島慎二（中日ドラゴンズ）
- 田島俊雄（南海ホークス=福岡ダイエーホークス→ロッテオリオンズ=千葉ロッテマリーンズ→日本ハムファイターズ）1990年の登録名は「田島俊男」、ロッテ時代の登録名は「田島敏雄」、1995年の登録名は「トニー田島」、1996年の登録名は「トニー」
- 田尻茂敏（サンケイアトムズ=アトムズ=ヤクルトアトムズ→読売ジャイアンツ）
- 田代将太郎（埼玉西武ライオンズ→東京ヤクルトスワローズ）
- 田代須恵雄（東京巨人軍）
- 田代照勝（国鉄スワローズ）
- 田代富雄（大洋ホエールズ=横浜大洋ホエールズ）
- 多田勉（広島東洋カープ）
- 多田昌弘（広島東洋カープ）
- 多田文久三（東京巨人軍=読売ジャイアンツ→近鉄パールス）
- 多田野数人（北海道日本ハムファイターズ）
- 立川隆史（千葉ロッテマリーンズ→阪神タイガース）
- 立野政治（ヤクルトスワローズ）
- 橘健治（近鉄バファローズ）
- 立花照人（阪急ブレーブス）
- 立花義家（クラウンライターライオンズ=西武ライオンズ→阪神タイガース）
- 日月鉄二（西武ライオンズ）
- 辰市邦輔（大阪タイガース）
- 達川光男（広島東洋カープ）
- 立浪和義（中日ドラゴンズ）
- 巽真悟（福岡ソフトバンクホークス）
- 巽大介（読売ジャイアンツ）
- 巽一（国鉄スワローズ=サンケイスワローズ=サンケイアトムズ=アトムズ=ヤクルトアトムズ）
- 伊達昌司（阪神タイガース→日本ハムファイターズ→読売ジャイアンツ）
- 立石尚行（日本ハムファイターズ=北海道日本ハムファイターズ）
- 立石充男（南海ホークス）
- 立岡宗一郎（福岡ソフトバンクホークス→読売ジャイアンツ）
- 立野和明（北海道日本ハムファイターズ）
- 館山昌平（ヤクルトスワローズ=東京ヤクルトスワローズ）
- 建山義紀（日本ハムファイターズ=北海道日本ハムファイターズ→阪神タイガース）
- 田所重歳（広島カープ→松竹ロビンス）
- 田所善治郎（国鉄スワローズ）
- 田名網英二（西日本パイレーツ）
- 田中昭夫（広島カープ）
- 田中章（読売ジャイアンツ→西鉄ライオンズ=太平洋クラブライオンズ→大洋ホエールズ）
- 田中彰（阪急ブレーブス）
- 田中彰（オリックス・バファローズ→広島東洋カープ）
- 田中一朗（南海ホークス）1951年の登録名は「田中一郎」
- 田中一郎（阪急ブレーブス）
- 田中和男（東映フライヤーズ）
- 田中一徳（横浜ベイスターズ）
- 田中和博（広島東洋カープ）
- 田中喜八郎（西鉄ライオンズ）
- 田中金太郎（名古屋軍）
- 田中久寿男（西鉄ライオンズ→読売ジャイアンツ→西鉄ライオンズ）
- 田中健二朗（横浜ベイスターズ=横浜DeNAベイスターズ）
- 田中賢介（北海道日本ハムファイターズ）
- 田中健太郎（読売ジャイアンツ）
- 田中聡（日本ハムファイターズ→阪神タイガース）
- 田中秀太（阪神タイガース）2003年から2009年の登録名は「秀太」
- 田中淳二（高橋ユニオンズ=トンボユニオンズ）
- 田中俊太（読売ジャイアンツ→横浜DeNAベイスターズ）
- 田中末一（阪急ブレーブス）
- 田中総司（福岡ダイエーホークス）2000年から2001年までの登録名は「総司」
- 田中大輝（読売ジャイアンツ）
- 田中大二郎（読売ジャイアンツ）
- 田中大輔（中日ドラゴンズ→オリックス・バファローズ）
- 田中太一（読売ジャイアンツ）
- 田中尊（南海ホークス→広島カープ=広島東洋カープ）
- 田中充（千葉ロッテマリーンズ→ヤクルトスワローズ=東京ヤクルトスワローズ）
- 田中毅彦（ヤクルトスワローズ）
- 田中達夫（南海ホークス→阪急ブレーブス）
- 田中辰次（西鉄ライオンズ）
- 田中達彦（南海ホークス）
- 田中力（ロッテオリオンズ）
- 田中勉（西鉄ライオンズ→中日ドラゴンズ）
- 田中照雄（阪急ブレーブス→トンボユニオンズ=高橋ユニオンズ→大映ユニオンズ→近鉄パールス）
- 田中資昭（読売ジャイアンツ→大洋ホエールズ）
- 田中敏昭（横浜ベイスターズ）
- 田中富生（日本ハムファイターズ→中日ドラゴンズ）
- 田中豊樹（北海道日本ハムファイターズ→読売ジャイアンツ）
- 田中直樹（福岡ダイエーホークス=福岡ソフトバンクホークス）
- 田中成豪（阪急軍=阪急ブレーブス→急映フライヤーズ→大陽ロビンス→広島カープ）阪急・急映・大陽時代の登録名は「田中幸雄」および「田中幸男」
- 田中法彦（広島東洋カープ）
- 田中春雄（大洋ホエールズ）
- 田中宏和（近鉄バファローズ=大阪近鉄バファローズ）
- 田中敬人（広島東洋カープ）
- 田中裕康（中日ドラゴンズ）
- 田中浩康（ヤクルトスワローズ=東京ヤクルトスワローズ→横浜DeNAベイスターズ）
- 田中平八郎（東映フライヤーズ）
- 田中雅興（オリックス・ブルーウェーブ）
- 田中雅治（朝日軍）
- 田中雅彦（千葉ロッテマリーンズ→東京ヤクルトスワローズ）
- 田中昌宏（阪神タイガース）
- 田中学（日本ハムファイターズ）
- 田中守（阪急ブレーブス）1956年から1958年の登録名は「岸上守」
- 田中瑞季（福岡ダイエーホークス=福岡ソフトバンクホークス→千葉ロッテマリーンズ）2002年から2007年の登録名は「瑞季」
- 田中調（東映フライヤーズ→ヤクルトスワローズ）
- 田中充（横浜ベイスターズ）2007年の登録名は「ミツル」
- 田中実（名古屋軍）
- 田中実（日本ハムファイターズ）1986年から1991年の登録名は「大内実」
- 田中靖洋（西武ライオンズ=埼玉西武ライオンズ→千葉ロッテマリーンズ）
- 田中幸雄（日本ハムファイターズ→中日ドラゴンズ）
- 田中幸雄（日本ハムファイターズ=北海道日本ハムファイターズ）
- 田中由郎（ロッテオリオンズ→横浜大洋ホエールズ）
- 田中由基（広島東洋カープ）
- 田中良平（千葉ロッテマリーンズ）
- 田辺修（近鉄バファローズ→中日ドラゴンズ）
- 田辺繁文（広島東洋カープ）
- 田辺徳雄（西武ライオンズ→読売ジャイアンツ）巨人時代の登録名は「田辺路朗」
- 田辺学（横浜大洋ホエールズ=横浜ベイスターズ）
- 田辺義三（西鉄ライオンズ）
- 田面巧二郎（阪神タイガース）
- 谷真一（近鉄バファローズ）
- 谷哲也（中日ドラゴンズ）
- 谷宏明（近鉄バファローズ→ヤクルトスワローズ）
- 谷浩弥（読売ジャイアンツ→千葉ロッテマリーンズ）
- 谷佳知（オリックス・ブルーウェーブ=オリックス・バファローズ→読売ジャイアンツ→オリックス・バファローズ）
- 谷良治（阪急ブレーブス=オリックス・ブレーブス=オリックス・ブルーウェーブ）
- 谷岡潔（大洋ホエールズ=横浜大洋ホエールズ→阪急ブレーブス）
- 谷岡竜平（読売ジャイアンツ）
- 谷川勉（阪神タイガース）
- 谷川昌希（阪神タイガース→北海道日本ハムファイターズ）
- 谷木恭平（中日ドラゴンズ）
- 谷口悦司（大阪近鉄バファローズ→オリックス・バファローズ）
- 谷口勝範（国鉄スワローズ=サンケイスワローズ=サンケイアトムズ）
- 谷口邦幸（横浜ベイスターズ）
- 谷口功一（読売ジャイアンツ→西武ライオンズ→大阪近鉄バファローズ）
- 谷口雄也（北海道日本ハムファイターズ）
- 谷崎浩二（近鉄バファローズ）
- 谷繁元信（横浜大洋ホエールズ=横浜ベイスターズ→中日ドラゴンズ）
- 谷下和人（広島東洋カープ）
- 谷田比呂美（大阪タイガース→国鉄スワローズ）
- 谷中真二（西武ライオンズ→阪神タイガース→オリックス・ブルーウェーブ→東北楽天ゴールデンイーグルス→埼玉西武ライオンズ）
- 谷村智啓（阪神タイガース→阪急ブレーブス）1971年から1974年の登録名は「谷村智博」
- 谷元圭介（北海道日本ハムファイターズ→中日ドラゴンズ）
- 谷本稔（大映スターズ=大映ユニオンズ→毎日大映オリオンズ=東京オリオンズ→阪神タイガース）
- 谷山高明（読売ジャイアンツ→日本ハムファイターズ）
- 種田訓久（南海ホークス→東映フライヤーズ）
- 種田仁（中日ドラゴンズ→横浜ベイスターズ→埼玉西武ライオンズ）
- 種田弘（大洋ホエールズ→阪急ブレーブス）
- 種部儀康（読売ジャイアンツ→南海ホークス）
- 種茂雅之（東映フライヤーズ→阪急ブレーブス）
- 田之上慶三郎（福岡ダイエーホークス=福岡ソフトバンクホークス）
- 田上秀則（中日ドラゴンズ→福岡ソフトバンクホークス）
- 田野倉利男（中日ドラゴンズ→ロッテオリオンズ）1979年から1983年の登録名は「田野倉正樹」、1984年から1986年の登録名は「田野倉利長」、1987年から1990年の登録名は「田野倉利行」
- 田畑一也（福岡ダイエーホークス→ヤクルトスワローズ→近鉄バファローズ→読売ジャイアンツ）
- 田端謙二郎（近鉄バファローズ）
- 田原晃司（西武ライオンズ=埼玉西武ライオンズ）
- 田原誠次（読売ジャイアンツ）
- 田原藤太郎（中日ドラゴンズ）
- 田原基稔（国鉄スワローズ→中日ドラゴンズ）
- 田吹昭博（日本ハムファイターズ）
- 田淵幸一（阪神タイガース→西武ライオンズ）
- 田部武雄（大日本東京野球倶楽部=東京巨人軍）
- 田部輝男（西日本パイレーツ→西鉄ライオンズ）
- 田部隼人（横浜DeNAベイスターズ）
- 玉井栄（大阪タイガース）
- 玉井信博（読売ジャイアンツ=太平洋クラブライオンズ=クラウンライターライオンズ=西武ライオンズ）
- 玉木朋孝（広島東洋カープ→オリックス・バファローズ）
- 玉置隆（阪神タイガース）
- 玉腰忠義（黒鷲軍=大和軍→金星スターズ→阪急ブレーブス）
- 玉造陽二（西鉄ライオンズ）
- 玉野宏昌（西武ライオンズ→中日ドラゴンズ）
- 玉峰伸典（読売ジャイアンツ→大阪近鉄バファローズ）
- 玉村祐典（埼玉西武ライオンズ）
- 玉山健太（広島東洋カープ）
- 田宮謙次郎（大阪タイガース→毎日大映オリオンズ）
- 田村彰啓（広島東洋カープ）
- 田村勲（読売ジャイアンツ→ロッテオリオンズ→南海ホークス）
- 田村恵（広島東洋カープ）
- 田村丈（横浜DeNAベイスターズ）
- 田村勤（阪神タイガース→オリックス・ブルーウェーブ）
- 多村仁志（横浜ベイスターズ→福岡ソフトバンクホークス→横浜DeNAベイスターズ→中日ドラゴンズ）1995年から2009年途中の登録名は「多村仁」
- 田村藤夫（日本ハムファイターズ→千葉ロッテマリーンズ→福岡ダイエーホークス）
- 田村政雄（大洋ホエールズ=横浜大洋ホエールズ→南海ホークス）
- 田村満（高橋ユニオンズ）
- 田村領平（阪神タイガース→千葉ロッテマリーンズ）
- 溜池敏隆（アトムズ=ヤクルトアトムズ→近鉄バファローズ）
- 樽井清一（東急フライヤーズ=東映フライヤーズ）
- ダルビッシュ有（北海道日本ハムファイターズ）
- 樽見金典（読売ジャイアンツ）
- 多和田真三郎（埼玉西武ライオンズ）
- 丹野祐樹（ヤクルトスワローズ）
- 丹波健二（千葉ロッテマリーンズ）
- 丹波幹雄（ヤクルトスワローズ）

### ち
- 近澤昌志（大阪近鉄バファローズ→東北楽天ゴールデンイーグルス）
- 近田豊年（南海ホークス=福岡ダイエーホークス→阪神タイガース）
- 近田怜王（福岡ソフトバンクホークス）2009年から2011年の登録名は「怜王」
- 千頭久米夫（西鉄クリッパース=西鉄ライオンズ→東急フライヤーズ=東映フライヤーズ）
- 知野公昭（横浜大洋ホエールズ=横浜ベイスターズ）
- 茅野智行（西鉄ライオンズ）
- 千葉茂（東京巨人軍=読売ジャイアンツ）
- 千葉剛（広島東洋カープ）
- 千葉英貴（横浜ベイスターズ）
- 千原淳弘（西武ライオンズ）
- 千原雅生（大陽ロビンス=松竹ロビンス→国鉄スワローズ）
- 千原陽三郎（中日ドラゴンズ）
- 中馬賢治（近鉄バファローズ→南海ホークス）
- 丁銀隆（近鉄パールス）
- 銚子利夫（横浜大洋ホエールズ→広島東洋カープ）
- 長南恒夫（東映フライヤーズ）
- 千代丸亮彦（広島東洋カープ）1996年から1997年の登録名は「千代丸祥士」

### つ
- 柄崎英樹（大洋ホエールズ）
- 塚田正義（福岡ソフトバンクホークス）
- 塚原頌平（オリックス・バファローズ）
- 塚本悦郎（西鉄ライオンズ→東映フライヤーズ）
- 塚本博睦（大阪タイガース→阪神軍=大阪タイガース→阪急ブレーブス→東急フライヤーズ→西日本パイレーツ→西鉄ライオンズ→広島カープ）
- 塚本善之（広島東洋カープ）
- 津川力（ヤクルトスワローズ）
- 月山栄珠（阪神タイガース）
- 佃明忠（毎日オリオンズ→近鉄パールス=近鉄バファロー）
- 辻勇夫（ゴールドスター=金星スターズ）1946年の登録名は「辻功」
- 辻源兵衛（阪神軍）
- 辻空（広島東洋カープ）
- 辻武史（福岡ダイエーホークス=福岡ソフトバンクホークス）
- 辻孟彦（中日ドラゴンズ）
- 辻哲也（中日ドラゴンズ）
- 辻俊哉（千葉ロッテマリーンズ→オリックス・バファローズ）
- 辻発彦（西武ライオンズ→ヤクルトスワローズ）
- 辻東倫（読売ジャイアンツ）
- 辻博司（大洋ホエールズ）
- 辻恭彦（阪神タイガース→大洋ホエールズ=横浜大洋ホエールズ）
- 辻佳紀（阪神タイガース→近鉄バファローズ→大洋ホエールズ→阪神タイガース）
- 辻井弘（パシフィック=太陽ロビンス=大陽ロビンス→広島カープ→国鉄スワローズ）
- 辻内崇伸（読売ジャイアンツ）
- 辻田摂（中日ドラゴンズ）
- 辻中貞年（近鉄パールス）
- 辻野欣也（大毎オリオンズ=東京オリオンズ）
- 辻原幸雄（西鉄ライオンズ→南海ホークス）
- 辻本賢人（阪神タイガース）
- 辻本弘樹（中日ドラゴンズ）
- 辻本泰直（大毎オリオンズ=東京オリオンズ）
- 津末英明（日本ハムファイターズ→読売ジャイアンツ）
- 津田四郎（東京巨人軍）
- 津田大樹（北海道日本ハムファイターズ）
- 津田恒実（広島東洋カープ）1982年から1984年の登録名は「津田恒美」
- 蔦文也（東急フライヤーズ）
- 蔦行雄（近鉄パールス=近鉄バファロー=近鉄バファローズ→広島カープ）
- 槌田誠（読売ジャイアンツ→ヤクルトスワローズ）
- 土田瑞起（読売ジャイアンツ）
- 土本恭平（読売ジャイアンツ）
- 土屋健二（北海道日本ハムファイターズ→横浜DeNAベイスターズ）
- 土屋亨（南海ホークス→中日ドラゴンズ=名古屋ドラゴンズ=中日ドラゴンズ）
- 土屋朋弘（東北楽天ゴールデンイーグルス）
- 土屋紘（中日ドラゴンズ→ロッテオリオンズ）
- 土屋正勝（中日ドラゴンズ→ロッテオリオンズ）
- 土屋雅敬（国鉄スワローズ→広島カープ）1950年から1952年の登録名は「土屋五郎」、1953年から1955年の登録名は「土屋伍郎」
- 土屋正孝（読売ジャイアンツ→国鉄スワローズ→阪神タイガース）
- 筒井修（東京巨人軍）
- 筒井和也（阪神タイガース）
- 筒井敬三（近畿グレートリング→南海ホークス→高橋ユニオンズ→大映ユニオンズ→東映フライヤーズ）
- 筒井壮（中日ドラゴンズ→阪神タイガース）
- 筒井孝（日本ハムファイターズ）
- 筒井正也（広島東洋カープ→中日ドラゴンズ）
- 筒井良武（大東京軍→イーグルス）
- 筒井良紀（南海ホークス→ロッテオリオンズ）
- 都築克幸（中日ドラゴンズ）
- 堤裕貴（オリックス・バファローズ）
- 堤内健（横浜ベイスターズ）
- 綱島新八（大映スターズ→松竹ロビンス=洋松ロビンス）
- 綱島龍生（埼玉西武ライオンズ）
- 常見茂（東急フライヤーズ）
- 常見昇（東急フライヤーズ=東映フライヤーズ→阪急ブレーブス）1954年の登録名は「常見泰生」
- 恒村勝美（読売ジャイアンツ）
- 津野浩（日本ハムファイターズ→広島東洋カープ→中日ドラゴンズ→千葉ロッテマリーンズ）1993年から1996年の登録名は「津野広志」、1997年の登録名は「津野浩志」
- 角田満（日本ハムファイターズ）
- 円谷英俊（読売ジャイアンツ）
- 坪井新三郎（中日ドラゴンズ→太平洋クラブライオンズ=クラウンライターライオンズ）1977年の登録名は「坪井信三路」
- 坪井俊樹（千葉ロッテマリーンズ）
- 坪井智哉（阪神タイガース→日本ハムファイターズ→オリックス・バファローズ）
- 坪内道典（大東京軍=ライオン軍=朝日軍→ゴールドスター=金星スターズ→中日ドラゴンズ=名古屋ドラゴンズ）中日・名古屋時代以外の登録名は「坪内道則」
- 妻島芳郎（毎日大映オリオンズ=東京オリオンズ=ロッテオリオンズ）
- 釣常雄（大阪タイガース=阪神軍）
- 鶴直人（阪神タイガース）
- 鶴岡一成（横浜ベイスターズ→読売ジャイアンツ→横浜DeNAベイスターズ→阪神タイガース）
- 鶴岡一人（南海軍→グレートリング=南海ホークス）1946年から1952年の登録名は「山本一人」
- 靍岡賢二郎（横浜ベイスターズ=横浜DeNAベイスターズ）
- 鶴岡慎也（日本ハムファイターズ=北海道日本ハムファイターズ→福岡ソフトバンクホークス→北海道日本ハムファイターズ）
- 鶴崎茂樹（南海ホークス→日本ハムファイターズ）
- 鶴田圭祐（東北楽天ゴールデンイーグルス）
- 鶴田泰（中日ドラゴンズ→広島東洋カープ）
- 鶴見信彦（阪神タイガース→読売ジャイアンツ）
- 弦本悠希（広島東洋カープ）

### て
- T-岡田（オリックス・バファローズ）2006年から2009年の登録名は「岡田貴弘」
- 出口雄大（読売ジャイアンツ→福岡ダイエーホークス=福岡ソフトバンクホークス）1990年から1994年の登録名は「出口幸夫」
- 手沢庄司（松竹ロビンス→大洋松竹ロビンス）
- 出沢政雄（東急フライヤーズ）
- 手代木一彦（西日本パイレーツ→西鉄ライオンズ）西鉄時代の登録名は「手代木和彦」
- 手塚明治（読売ジャイアンツ→大洋ホエールズ）1956年の登録名は「手塚燿朗」
- 手塚勝巳（大東京軍）
- 鉄平（中日ドラゴンズ→東北楽天ゴールデンイーグルス→オリックス・バファローズ）中日時代の登録名は「土谷鉄平」
- 寺内一隆（イーグルス=黒鷲軍=大和軍）
- 寺内崇幸（読売ジャイアンツ）
- 寺岡寛治（東北楽天ゴールデンイーグルス）
- 寺岡孝（広島カープ=広島東洋カープ→南海ホークス）
- 寺川昭二（東急フライヤーズ=東映フライヤーズ）
- 手嶌智（千葉ロッテマリーンズ）
- 寺島達（東映フライヤーズ）
- 寺島成輝（東京ヤクルトスワローズ）
- 寺田光輝（横浜DeNAベイスターズ）
- 寺田祐也（阪神タイガース）
- 寺田陽介（南海ホークス→中日ドラゴンズ→東映フライヤーズ）
- 寺田吉孝（近鉄バファローズ→ヤクルトスワローズ→広島東洋カープ）
- 寺田雷太（東急フライヤーズ）
- 寺田龍平（東北楽天ゴールデンイーグルス）
- 寺西秀人（中日ドラゴンズ）
- 寺原隼人（福岡ダイエーホークス=福岡ソフトバンクホークス→横浜ベイスターズ→オリックス・バファローズ→福岡ソフトバンクホークス→東京ヤクルトスワローズ）
- 寺前正雄（近鉄バファローズ→阪神タイガース）
- 寺村友和（千葉ロッテマリーンズ→ヤクルトスワローズ→大阪近鉄バファローズ）
- 寺本勇（毎日大映オリオンズ）
- 寺本勇（広島カープ）
- 寺本四郎（千葉ロッテマリーンズ）
- 寺本哲治（読売ジャイアンツ）
- 寺本比呂文（西武ライオンズ）
- 天保義夫（阪急軍=阪急ブレーブス）

### と
- 土井淳（大洋ホエールズ）
- 土肥健二（ロッテオリオンズ）
- 土井健大（オリックス・バファローズ→読売ジャイアンツ）
- 土居章助（国鉄スワローズ→読売ジャイアンツ→毎日大映オリオンズ）
- 土井正三（読売ジャイアンツ）
- 土肥省三（阪急軍）
- 土居豪人（千葉ロッテマリーンズ）
- 土居正史（広島東洋カープ→ロッテオリオンズ→読売ジャイアンツ）
- 土井正博（近鉄バファロー=近鉄バファローズ→太平洋クラブライオンズ=クラウンライターライオンズ=西武ライオンズ）
- 土井雅弘（福岡ダイエーホークス→オリックス・ブルーウェーブ）
- 土井豊（大阪タイガース=阪神タイガース→毎日大映オリオンズ）
- 土肥義弘（西武ライオンズ→横浜ベイスターズ→埼玉西武ライオンズ）
- 土居龍太郎（横浜ベイスターズ→千葉ロッテマリーンズ）2005年から2007年の登録名は「龍太郎」
- 土井垣武（阪神軍=大阪タイガース→毎日オリオンズ→東映フライヤーズ→阪急ブレーブス）
- 東條大樹（千葉ロッテマリーンズ）
- 東明大貴（オリックス・バファローズ）
- 所憲佐（読売ジャイアンツ）
- 問矢福雄（ロッテオリオンズ→広島東洋カープ）
- 堂上隼人（福岡ソフトバンクホークス）
- 登記欣也（近鉄バファローズ）
- 当銀秀崇（阪急ブレーブス）
- 東条文博（南海ホークス→サンケイアトムズ=アトムズ=ヤクルトアトムズ=ヤクルトスワローズ→ロッテオリオンズ）
- 東新昇（近鉄バファローズ）
- 東泉東二（東急フライヤーズ）
- 東野峻（読売ジャイアンツ→オリックス・バファローズ→横浜DeNAベイスターズ）
- 遠井吾郎（大阪タイガース=阪神タイガース）
- 遠山奬志（阪神タイガース→ロッテオリオンズ=千葉ロッテマリーンズ→阪神タイガース）1986年から1998年の登録名は「遠山昭治」
- 渡海昇二（読売ジャイアンツ→東映フライヤーズ）
- 富樫和大（日本ハムファイターズ=北海道日本ハムファイターズ）
- 富樫淳（大阪タイガース）
- 戸梶正夫（大阪タイガース=阪神タイガース→東京オリオンズ）
- 戸叶尚（横浜ベイスターズ→オリックス・ブルーウェーブ→東北楽天ゴールデンイーグルス）
- 栂野雅史（読売ジャイアンツ→東北楽天ゴールデンイーグルス）
- 十亀剣（埼玉西武ライオンズ）
- 戸川一郎（南海ホークス→東映フライヤーズ）
- 戸川大輔（埼玉西武ライオンズ）
- 土岐道雄（読売ジャイアンツ）
- 鴇田忠夫（東京オリオンズ）
- 徳網茂（大阪タイガース）
- 徳田吉成（日本ハムファイターズ）
- 徳武定之（国鉄スワローズ=サンケイスワローズ=サンケイアトムズ→中日ドラゴンズ）
- 戸口天従（近鉄パールス→近鉄バファロー→阪急ブレーブス）
- 得津高宏（東京オリオンズ=ロッテオリオンズ）
- 徳永喜久夫（名古屋ドラゴンズ=中日ドラゴンズ）
- 徳久利明（近鉄バファロー=近鉄バファローズ→西鉄ライオンズ）
- 徳元敏（オリックス・ブルーウェーブ→東北楽天ゴールデンイーグルス）
- 徳本政敬（広島東洋カープ→オリックス・ブルーウェーブ）
- 徳山武陽（東京ヤクルトスワローズ）
- 徳山文宗（クラウンライターライオンズ=西武ライオンズ→ロッテオリオンズ）
- 戸倉勝城（毎日オリオンズ→阪急ブレーブス）
- 土佐内吉治（国鉄スワローズ）
- 戸田吉蔵（東京巨人軍）
- 戸田隆矢（広島東洋カープ）
- 戸田忠男（中日ドラゴンズ）
- 戸田与三郎（南海軍）
- 戸田善紀（阪急ブレーブス→中日ドラゴンズ）
- 戸田亮（オリックス・バファローズ）
- 十時啓視（読売ジャイアンツ→近鉄バファロー）
- 刀根剛（南海ホークス）1983年から1985年の登録名は「刀根健」
- 戸根千明（読売ジャイアンツ→広島東洋カープ）
- 堂上剛裕（中日ドラゴンズ→読売ジャイアンツ）
- 堂上照（中日ドラゴンズ）
- 堂上直倫（中日ドラゴンズ）
- 戸羽隆（オリックス・ブレーブス=オリックス・ブルーウェーブ）
- 土橋勝征（ヤクルトスワローズ=東京ヤクルトスワローズ）
- 土橋正幸（東映フライヤーズ）
- 土肥星也（千葉ロッテマリーンズ）
- 戸部浩（千葉ロッテマリーンズ→東北楽天ゴールデンイーグルス）
- 笘篠賢治（ヤクルトスワローズ→広島東洋カープ）
- 笘篠誠治（西武ライオンズ）
- 苫米地鉄人（広島東洋カープ）
- 渡真利克則（阪神タイガース→福岡ダイエーホークス）
- 富恵一（阪神タイガース）
- 富岡久貴（西武ライオンズ→広島東洋カープ→西武ライオンズ→横浜ベイスターズ→西武ライオンズ→東北楽天ゴールデンイーグルス）2000年から2001年の登録名は「富岡大記」
- 冨田勇（阪急ブレーブス）
- 冨田康祐（横浜DeNAベイスターズ）
- 富田清吾（読売ジャイアンツ）
- 富田勝（南海ホークス→読売ジャイアンツ→日本ハムファイターズ→中日ドラゴンズ）
- 富田孝佳（大洋ホエールズ）
- 富永章敬（中日ドラゴンズ）
- 富永旭（千葉ロッテマリーンズ）
- 富永格郎（東映フライヤーズ→サンケイアトムズ）
- 富永嘉郎（南海軍=近畿日本軍）
- 富松信彦（大阪タイガース=阪神軍→黒鷲軍=大和軍→大洋軍=西鉄軍→パシフィック）
- 戸村健次（東北楽天ゴールデンイーグルス）
- 友川賢次（大洋松竹ロビンス=洋松ロビンス=大洋ホエールズ→国鉄スワローズ）
- 友永翔太（中日ドラゴンズ）
- 友利結（横浜大洋ホエールズ=横浜ベイスターズ→西武ライオンズ→横浜ベイスターズ→中日ドラゴンズ）1995年から1996年、2004年から2007年の登録名は「デニー友利」、1997年から2003年の登録名は「デニー」
- 外山博（中日ドラゴンズ）
- 外山義明（ヤクルトアトムズ→ロッテオリオンズ→南海ホークス）
- 豊倉孝治（西鉄ライオンズ=太平洋クラブライオンズ）
- 富島五郎（南海ホークス）
- 豊島明好（北海道日本ハムファイターズ）
- 豊田清（西武ライオンズ→読売ジャイアンツ→広島東洋カープ）
- 豊田憲司（西鉄ライオンズ=太平洋クラブライオンズ）
- 豊田次郎（オリックス・ブルーウェーブ）
- 豊田誠佑（中日ドラゴンズ）1988年の登録名は「豊田成佑」
- 豊田拓矢（埼玉西武ライオンズ）
- 豊田泰光（西鉄ライオンズ→国鉄スワローズ=サンケイスワローズ=サンケイアトムズ=アトムズ）
- 豊永隆盛（中日ドラゴンズ）
- 豊原哲也（阪神タイガース）
- 豊福晃司（福岡ソフトバンクホークス）
- 鳥越裕介（中日ドラゴンズ→福岡ダイエーホークス=福岡ソフトバンクホークス）
- 鳥坂九十九（近鉄バファローズ→読売ジャイアンツ）
- 鳥谷敬（阪神タイガース→千葉ロッテマリーンズ）
- 鳥原公二（ヤクルトスワローズ）
- 鳥谷元（中日ドラゴンズ→広島東洋カープ）
- 鳥谷部健一（西武ライオンズ→中日ドラゴンズ）
- 頓田国満（南海ホークス=福岡ダイエーホークス）

### な
- 名洗将之（日本ハムファイターズ）
- 内司正弘（大阪タイガース）
- 内藤幸三（名古屋金鯱軍→朝日軍→ゴールドスター=金星スターズ→阪急ブレーブス→広島カープ）
- 内藤尚行（ヤクルトスワローズ→千葉ロッテマリーンズ→中日ドラゴンズ）
- 内藤久（西鉄ライオンズ→読売ジャイアンツ）
- 内藤博文（読売ジャイアンツ→近鉄バファロー）
- 内藤雄太（横浜ベイスターズ=横浜DeNAベイスターズ）
- 中利夫（中日ドラゴンズ）1964年の登録名は「中三夫」、1965年から1972年の登録名は「中暁生」
- 永井敦士（広島東洋カープ）
- 中井悦雄（阪神タイガース→西鉄ライオンズ）
- 中居謹蔵（ロッテオリオンズ）
- 永井怜（東北楽天ゴールデンイーグルス）
- 長井繁夫（ヤクルトアトムズ=ヤクルトスワローズ）
- 中居殉也（福岡ダイエーホークス）
- 中井大介（読売ジャイアンツ→横浜DeNAベイスターズ）
- 永射保（広島東洋カープ→太平洋クラブライオンズ=クラウンライターライオンズ=西武ライオンズ→大洋ホエールズ→福岡ダイエーホークス）
- 永井智浩（福岡ダイエーホークス=福岡ソフトバンクホークス）
- 中井伸之（福岡ダイエーホークス）
- 永井康雄（近鉄パールス→広島カープ）
- 中井康之（読売ジャイアンツ）
- 永井洋二郎（読売ジャイアンツ）
- 長井良太（広島東洋カープ）
- 長池徳士（阪急ブレーブス）1966年から1978年の登録名は「長池徳二」
- 永池恭男（横浜大洋ホエールズ=横浜ベイスターズ→読売ジャイアンツ→大阪近鉄バファローズ→東北楽天ゴールデンイーグルス）巨人時代の登録名は「永池們多」
- 中後悠平（千葉ロッテマリーンズ→横浜DeNAベイスターズ）
- 永江恭平（埼玉西武ライオンズ）
- 中尾明生（広島東洋カープ→南海ホークス）
- 中尾孝義（中日ドラゴンズ→読売ジャイアンツ→西武ライオンズ）
- 中尾敏浩（東京ヤクルトスワローズ）
- 長尾敏広（読売ジャイアンツ）
- 長尾旬（大阪タイガース→近鉄パールス）
- 中尾碩志（東京巨人軍=読売ジャイアンツ）1939年から1947年の登録名は「中尾輝三」
- 中尾輝（東京ヤクルトスワローズ）
- 永尾泰憲（ヤクルトスワローズ→近鉄バファローズ→阪神タイガース）
- 長岡久夫（東京巨人軍=読売ジャイアンツ→中日ドラゴンズ）
- 長岡学（近鉄バファローズ）
- 中神拓都（広島東洋カープ）
- 中川明仁（ヤクルトスワローズ）
- 永川英植（ヤクルトスワローズ）
- 永川勝浩（広島東洋カープ）
- 中川申也（阪神タイガース）
- 中川大志（東北楽天ゴールデンイーグルス→横浜DeNAベイスターズ）
- 中川隆（毎日オリオンズ=毎日大映オリオンズ）
- 中川隆治（近鉄バファローズ=大阪近鉄バファローズ）
- 中川裕貴（中日ドラゴンズ）
- 永川満寿（中日ドラゴンズ）
- 中河美芳（イーグルス=黒鷲軍）
- 仲川翠（国鉄スワローズ）
- 中熊大智（埼玉西武ライオンズ）
- 中郷大樹（千葉ロッテマリーンズ→埼玉西武ライオンズ）
- 中込伸（阪神タイガース）
- 長坂健冶（大阪近鉄バファローズ→東北楽天ゴールデンイーグルス）2002年から2004年の登録名は「長坂健治」
- 長坂衛（西鉄ライオンズ）
- 長崎慶一（大洋ホエールズ=横浜大洋ホエールズ→阪神タイガース）1981年から1987年の登録名は「長崎啓二」
- 長崎伸一（千葉ロッテマリーンズ）
- 長崎元（広島東洋カープ）
- 中﨑雄太（埼玉西武ライオンズ）
- 中里篤史（中日ドラゴンズ→読売ジャイアンツ）
- 中里鉄也（阪神タイガース）
- 中沢伸二（阪急ブレーブス）
- 仲澤忠厚（中日ドラゴンズ→福岡ソフトバンクホークス）
- 中沢春雄（近鉄バファローズ）
- 仲澤広基（読売ジャイアンツ→東北楽天ゴールデンイーグルス）
- 永沢富士雄（東京巨人軍）
- 中澤雅人（東京ヤクルトスワローズ）
- 長嶋一茂（ヤクルトスワローズ→読売ジャイアンツ）
- 中島克介（ロッテオリオンズ）
- 長島甲子男（名古屋軍→中部日本軍=中日ドラゴンズ→急映フライヤーズ）
- 長嶋清幸（広島東洋カープ→中日ドラゴンズ→千葉ロッテマリーンズ→阪神タイガース）
- 中嶋聡（阪急ブレーブス=オリックス・ブレーブス=オリックス・ブルーウェーブ→西武ライオンズ→横浜ベイスターズ→北海道日本ハムファイターズ）
- 長嶋茂雄（読売ジャイアンツ）
- 中島淳一（西鉄ライオンズ）
- 長島進（名古屋金鯱軍→毎日オリオンズ→読売ジャイアンツ）
- 中島節男（国鉄スワローズ=サンケイスワローズ=サンケイアトムズ）
- 長島哲郎（ロッテオリオンズ）
- 中島輝士（日本ハムファイターズ→近鉄バファローズ=大阪近鉄バファローズ）
- 中島俊哉（オリックス・ブルーウェーブ→東北楽天ゴールデンイーグルス）
- 中嶋治彦（中日ドラゴンズ）
- 中島治康（東京巨人軍=読売ジャイアンツ→大洋ホエールズ）
- 中島浩人（読売ジャイアンツ）
- 中島弘美（太平洋クラブライオンズ=クラウンライターライオンズ）1977年から1978年の登録名は「中島啓助」
- 中島宏之（西武ライオンズ=埼玉西武ライオンズ→オリックス・バファローズ→読売ジャイアンツ→中日ドラゴンズ）2001から2012年、2015年の登録名は「中島裕之」
- 中島博征（南海ホークス）
- 中島執（読売ジャイアンツ→大洋ホエールズ）
- 長島吉邦（広島東洋カープ）
- 中条善伸（読売ジャイアンツ→南海ホークス=福岡ダイエーホークス→横浜大洋ホエールズ）
- 中田金一（大阪タイガース=阪神軍→大阪タイガース）
- 中田賢一（中日ドラゴンズ→福岡ソフトバンクホークス→阪神タイガース）
- 仲田幸司（阪神タイガース→千葉ロッテマリーンズ）
- 中田祥多（埼玉西武ライオンズ）
- 永田利則（広島東洋カープ→南海ホークス=福岡ダイエーホークス）
- 仲田秀司（西武ライオンズ）
- 長田勝（オリックス・ブルーウェーブ=オリックス・バファローズ）2007年の登録名は「勝」
- 中田宗男（中日ドラゴンズ）
- 永田能隆（オリックス・ブルーウェーブ）
- 中田昌宏（阪急ブレーブス）
- 中田良弘（阪神タイガース）
- 中田亮二（中日ドラゴンズ）
- 中田廉（広島東洋カープ）
- 中谷準志（ライオン軍=朝日軍=パシフィック=太陽ロビンス=大陽ロビンス→阪急ブレーブス→西鉄ライオンズ）西鉄時代以外の登録名は「中谷順次」
- 中谷仁（阪神タイガース→東北楽天ゴールデンイーグルス→読売ジャイアンツ）
- 中谷忠己（阪神タイガース→近鉄バファローズ→オリックス・ブルーウェーブ→阪神タイガース）
- 中谷翼（広島東洋カープ）
- 中谷信夫（南海ホークス）
- 中谷将大（阪神タイガース→福岡ソフトバンクホークス）
- 中津正三（南海ホークス→大洋ホエールズ=洋松ロビンス）
- 中塚駿太（埼玉西武ライオンズ）
- 中塚政幸（大洋ホエールズ=横浜大洋ホエールズ）
- 中司得三（読売ジャイアンツ）
- 中出謙二（南海ホークス→阪急ブレーブス）
- 中藤義雄（近鉄バファローズ）
- 永利勇吉（阪急ブレーブス→西日本パイレーツ→西鉄ライオンズ）
- 長冨浩志（広島東洋カープ→日本ハムファイターズ→福岡ダイエーホークス）
- 長富政武（大洋ホエールズ）
- 中西勝己（毎日オリオンズ=毎日大映オリオンズ=東京オリオンズ）
- 中西清起（阪神タイガース）
- 中西健太（福岡ソフトバンクホークス）
- 中西親志（ヤクルトスワローズ）
- 中西弘明（阪急ブレーブス→日本ハムファイターズ）
- 中西太（西鉄ライオンズ）
- 中西有希人（日本ハムファイターズ）
- 中西由行（名古屋ドラゴンズ=中日ドラゴンズ→トンボユニオンズ）
- 中根之（名古屋軍→イーグルス）
- 中根仁（近鉄バファローズ→横浜ベイスターズ）
- 仲根正広（近鉄バファローズ→中日ドラゴンズ）1981年から1988年の登録名は「仲根政裕」
- 中根佑二（東京ヤクルトスワローズ）
- 中野栄一（中日ドラゴンズ）
- 中野健一（毎日オリオンズ）
- 長野哲（大洋ホエールズ）
- 中野佐資（阪神タイガース）
- 中野誠吾（南海ホークス）
- 中野隆夫（高橋ユニオンズ=トンボユニオンズ=高橋ユニオンズ→東映フライヤーズ）
- 永野将司（千葉ロッテマリーンズ）
- 中野孝征（サンケイアトムズ=アトムズ=ヤクルトアトムズ）
- 中野道義（阪神軍）
- 永野吉成（ロッテオリオンズ=千葉ロッテマリーンズ→横浜ベイスターズ）
- 中ノ瀬幸泰（阪神タイガース）
- 中野渡進（横浜ベイスターズ）
- 中畑清（読売ジャイアンツ）
- 中濱裕之（近鉄バファローズ=大阪近鉄バファローズ→読売ジャイアンツ）
- 中林佑輔（阪神タイガース）2002年の登録名は「中林祐介」
- 中原勇（東映フライヤーズ=日拓ホームフライヤーズ=日本ハムファイターズ→阪神タイガース）
- 中原恵司（福岡ソフトバンクホークス）
- 中原朝日（日本ハムファイターズ）
- 中原宏（阪神軍→南海ホークス）
- 中原全敏（東映フライヤーズ=日拓ホームフライヤーズ=日本ハムファイターズ）東映時代の登録名は「中原勝利」
- 中原勇一（中日ドラゴンズ）
- 中東直己（広島東洋カープ）2008年途中から2009年の登録名は「中東直瑛」
- 永淵洋三（近鉄バファローズ→日本ハムファイターズ）
- 長松純明（ロッテオリオンズ）
- 長見賢司（西武ライオンズ→横浜ベイスターズ）
- 長光告直（南海ホークス）
- 長峰昌司（中日ドラゴンズ→オリックス・バファローズ）
- 中村昭（読売ジャイアンツ）
- 中村一生（中日ドラゴンズ→オリックス・バファローズ）
- 中村和臣（大阪タイガース=阪神タイガース）
- 中村勝広（阪神タイガース）
- 中村恭平（広島東洋カープ）
- 中村国昭（ヤクルトアトムズ=ヤクルトスワローズ→日本ハムファイターズ）
- 中村憲（広島東洋カープ）
- 中村浩一（福岡ダイエーホークス=福岡ソフトバンクホークス）
- 中村公治（中日ドラゴンズ）
- 中村之保（南海ホークス→阪神タイガース）
- 中村栄（阪急軍→国鉄スワローズ）
- 中村三郎（大東京軍=ライオン軍→名古屋軍）
- 中村修一郎（国鉄スワローズ）
- 中村信一（東京セネタース=翼軍→大洋軍=西鉄軍→ゴールドスター=金星スターズ）
- 中村大成（南海ホークス→阪急ブレーブス）
- 中村武志（中日ドラゴンズ→横浜ベイスターズ→東北楽天ゴールデンイーグルス）
- 中村民雄（東京セネタース→大洋軍=西鉄軍）
- 中村輝夫（名古屋金鯱軍）1937年の登録名は「相原輝夫」
- 中村徳次郎（大阪タイガース→大映スターズ）
- 中村敏行（大洋ホエールズ）
- 中村典夫（阪神タイガース）
- 中村紀洋（近鉄バファローズ=大阪近鉄バファローズ→オリックス・バファローズ→中日ドラゴンズ→東北楽天ゴールデンイーグルス→横浜ベイスターズ=横浜DeNAベイスターズ）
- 中村隼人（日本ハムファイターズ=北海道日本ハムファイターズ→読売ジャイアンツ）日本ハム時代の登録名は「隼人」
- 中村日出夫（西武ライオンズ→横浜ベイスターズ）
- 中村弘道（南海ホークス=福岡ダイエーホークス→中日ドラゴンズ）
- 長村裕之（阪急ブレーブス）
- 中村真人（東北楽天ゴールデンイーグルス）
- 中村政美（東京巨人軍）
- 中村正義（太平洋クラブライオンズ）
- 中村勝（北海道日本ハムファイターズ→オリックス・バファローズ）
- 中村益章（西鉄ライオンズ→読売ジャイアンツ）
- 中村光良（広島カープ=広島東洋カープ）1964年から1966年の登録名は「中村光也」、1967年から1973年の登録名は「中村光哉」
- 中村稔（読売ジャイアンツ）
- 中村稔（日本ハムファイターズ）
- 中村泰広（阪神タイガース→北海道日本ハムファイターズ→阪神タイガース）
- 中村豊（日本ハムファイターズ→阪神タイガース）
- 中村善之（読売ジャイアンツ）
- 中村良二（近鉄バファローズ→阪神タイガース）
- 中村渉（北海道日本ハムファイターズ）
- 中室幹雄（読売ジャイアンツ）
- 長持栄吉（セネタース=東急フライヤーズ=急映フライヤーズ=東急フライヤーズ→大洋ホエールズ→広島カープ）
- 中本和希（大阪近鉄バファローズ→オリックス・バファローズ）
- 中本茂樹（ヤクルトスワローズ）
- 永本裕章（広島東洋カープ→阪急ブレーブス→読売ジャイアンツ→阪急ブレーブス）
- 中本富士雄（広島カープ）
- 永易将之（東映フライヤーズ→西鉄ライオンズ）
- 中山孝一（南海ホークス→ヤクルトスワローズ→阪神タイガース）
- 中山翔太（東京ヤクルトスワローズ）
- 中山慎也（オリックス・バファローズ）
- 中山誠吾（埼玉西武ライオンズ）
- 中山武（東京巨人軍）
- 中山正嘉（名古屋金鯱軍→大洋軍→広島カープ）
- 中山俊丈（中日ドラゴンズ）1962年から1965年の登録名は「中山義朗」
- 中山俊之（読売ジャイアンツ）
- 中山裕章（横浜大洋ホエールズ→中日ドラゴンズ）
- 中山雅行（千葉ロッテマリーンズ）
- 中山光久（日本ハムファイターズ）
- 流敏晴（阪急ブレーブス）
- 名幸一明（横浜大洋ホエールズ=横浜ベイスターズ）
- 梨田昌孝（近鉄バファローズ）1972年から1983年の登録名は「梨田昌崇」
- 那須野巧（横浜ベイスターズ→千葉ロッテマリーンズ）
- 名取和彦（南海ホークス→西武ライオンズ）
- 七森由康（読売ジャイアンツ→国鉄スワローズ=サンケイスワローズ）
- 奈部川勉（西武ライオンズ）
- 鍋屋道夫（広島東洋カープ→日本ハムファイターズ）1988年から1989年までの登録名は「鍋屋道桜」
- 行木俊（広島東洋カープ）
- 並木輝男（大阪タイガース=阪神タイガース→東京オリオンズ）
- 納家米吉（南海軍）
- 奈良友夫（大阪タイガース）
- 奈良不二也（阪急ブレーブス）
- 奈良将史（大阪近鉄バファローズ）
- 奈良原浩（西武ライオンズ→日本ハムファイターズ=北海道日本ハムファイターズ→中日ドラゴンズ）
- 成重春生（ロッテオリオンズ→西武ライオンズ→読売ジャイアンツ）
- 成田翔（千葉ロッテマリーンズ→東京ヤクルトスワローズ）
- 成田啓二（国鉄スワローズ）
- 成田友三郎（東京巨人軍）
- 成田文男（東京オリオンズ=ロッテオリオンズ→日本ハムファイターズ）
- 成田光弘（大毎オリオンズ→阪急ブレーブス）
- 成田幸洋（西武ライオンズ→横浜大洋ホエールズ）
- 成本年秀（千葉ロッテマリーンズ→阪神タイガース→ヤクルトスワローズ）
- 成瀬善久（千葉ロッテマリーンズ→東京ヤクルトスワローズ→オリックス・バファローズ）
- 縄田洋海（西鉄ライオンズ=太平洋クラブライオンズ）
- 難波幸治（日本ハムファイターズ）
- 難波昭二郎（読売ジャイアンツ→西鉄ライオンズ）
- 難波侑平（北海道日本ハムファイターズ）

### に
- 新沼慎二（横浜ベイスターズ=横浜DeNAベイスターズ）
- 新治伸治（大洋ホエールズ）
- 新美敏（日拓ホームフライヤーズ=日本ハムファイターズ→広島東洋カープ）
- 新山彰忠（南海ホークス）
- 新浦壽夫（読売ジャイアンツ→横浜大洋ホエールズ→福岡ダイエーホークス→ヤクルトスワローズ）1971年から1979年の登録名は「新浦寿夫」、1980年の登録名は「新浦壽丈」
- 二岡智宏（読売ジャイアンツ→北海道日本ハムファイターズ）
- 仁木安（阪急軍→朝日軍→阪急ブレーブス）
- 西五十六（大阪タイガース）
- 西清孝（南海ホークス=福岡ダイエーホークス→広島東洋カープ→横浜ベイスターズ）
- 西俊児（福岡ダイエーホークス→日本ハムファイターズ）
- 仁志敏久（読売ジャイアンツ→横浜ベイスターズ）
- 西三雄（毎日大映オリオンズ=東京オリオンズ→大洋ホエールズ→東京オリオンズ）
- 西芳弘（オリックス・ブルーウェーブ）
- 西井哲夫（ヤクルトアトムズ=ヤクルトスワローズ→ロッテオリオンズ→中日ドラゴンズ）
- 西池秀豪（ライオン軍）
- 西浦克拓（日本ハムファイターズ=北海道日本ハムファイターズ）
- 西浦颯大（オリックス・バファローズ）
- 西浦直亨（東京ヤクルトスワローズ→横浜DeNAベイスターズ）
- 西江一郎（大阪タイガース=東映フライヤーズ）
- 西尾慈高（大阪タイガース→中日ドラゴンズ）
- 西尾裕（南海ホークス）
- 西岡三四郎（南海ホークス→中日ドラゴンズ→ヤクルトスワローズ）
- 西岡清吉（国鉄スワローズ=サンケイスワローズ=サンケイアトムズ）
- 西岡剛（ヤクルトスワローズ→オリックス・ブルーウェーブ）
- 西岡剛（千葉ロッテマリーンズ→阪神タイガース）
- 西岡洋（ヤクルトスワローズ→近鉄バファローズ=大阪近鉄バファローズ）
- 西岡良洋（西武ライオンズ→読売ジャイアンツ→千葉ロッテマリーンズ）
- 西垣一（大阪タイガース）
- 西川明（中日ドラゴンズ）
- 西川克弘（広島カープ=広島東洋カープ→南海ホークス）
- 西川健太郎（中日ドラゴンズ）
- 西川純司（西武ライオンズ=埼玉西武ライオンズ）
- 西川慎一（近鉄バファローズ=大阪近鉄バファローズ→阪神タイガース→広島東洋カープ）
- 西川拓喜（オリックス・バファローズ）
- 西川雅人（オリックス・バファローズ）
- 西川佳明（南海ホークス=福岡ダイエーホークス→阪神タイガース）
- 西川僚祐（千葉ロッテマリーンズ）
- 西口文也（西武ライオンズ=埼玉西武ライオンズ）
- 西倉実（松竹ロビンス→高橋ユニオンズ=トンボユニオンズ）
- 西﨑聡（東京ヤクルトスワローズ）
- 西﨑伸洋（横浜ベイスターズ）
- 西崎幸広（日本ハムファイターズ→西武ライオンズ）
- 西里幸喜（阪神タイガース）
- 西沢浩一（ヤクルトスワローズ）
- 西沢正次（広島東洋カープ→太平洋クラブライオンズ=クラウンライターライオンズ=西武ライオンズ）
- 西沢道夫（名古屋軍→中部日本軍→ゴールドスター=金星スターズ→中日ドラゴンズ=名古屋ドラゴンズ=中日ドラゴンズ）
- 西澤洋介（横浜ベイスターズ）
- 西嶋賢司（ロッテオリオンズ=千葉ロッテマリーンズ）
- 西島貴之（福岡ダイエーホークス）
- 西田明央（東京ヤクルトスワローズ）
- 西田真二（広島東洋カープ）
- 西田隆広（太平洋クラブライオンズ=クラウンライターライオンズ=西武ライオンズ）
- 西田孝之（毎日大映オリオンズ=東京オリオンズ=ロッテオリオンズ）
- 西田哲朗（東北楽天ゴールデンイーグルス→福岡ソフトバンクホークス）
- 西田暢（中日ドラゴンズ）
- 西田直斗（阪神タイガース）
- 西田稔（阪急ブレーブス）
- 西谷尚徳（東北楽天ゴールデンイーグルス→阪神タイガース）
- 仁科時成（ロッテオリオンズ）
- 西野忠臣（読売ジャイアンツ）
- 西原恭治（西鉄ライオンズ→広島カープ）
- 西原圭大（広島東洋カープ）
- 西宮悠介（東北楽天ゴールデンイーグルス）
- 西村一孔（大阪タイガース）
- 西村憲（阪神タイガース）
- 西村健太朗（読売ジャイアンツ）
- 西村公一（阪神タイガース）
- 西村貞朗（西鉄ライオンズ）
- 西村俊二（近鉄バファローズ）
- 西村省三（南海ホークス）現役引退後の登録名は「西村省一郎」
- 西村高司（読売ジャイアンツ）
- 西村龍次（ヤクルトスワローズ→近鉄バファローズ→福岡ダイエーホークス）
- 西村徳文（ロッテオリオンズ=千葉ロッテマリーンズ）
- 西村英嗣（中日ドラゴンズ→福岡ダイエーホークス）
- 西村宏（広島カープ）
- 西村博巳（横浜大洋ホエールズ）
- 西村正夫（阪急軍=阪急ブレーブス）
- 西村基史（日本ハムファイターズ→福岡ダイエーホークス）
- 西村幸生（大阪タイガース）
- 西村凌（オリックス・バファローズ）
- 西村弥（東北楽天ゴールデンイーグルス）
- 西本明和（広島カープ=広島東洋カープ）1976年の登録名は「西本充志」
- 西本和人（西武ライオンズ）
- 西本和美（読売ジャイアンツ→日本ハムファイターズ）
- 西本聖（読売ジャイアンツ→中日ドラゴンズ→オリックス・ブルーウェーブ→読売ジャイアンツ）
- 西本道則（大映ユニオンズ）
- 西本幸雄（毎日オリオンズ）
- 西森将司（横浜ベイスターズ=横浜DeNAベイスターズ）
- 西山一宇（読売ジャイアンツ）
- 西山和良（大阪タイガース=阪神タイガース→東京オリオンズ）
- 西山弘二（広島カープ）1963年の登録名は「西山幸次」
- 西山茂（横浜大洋ホエールズ）
- 西山秀二（南海ホークス→広島東洋カープ→読売ジャイアンツ）
- 西山敏明（広島東洋カープ）
- 西山道隆（福岡ソフトバンクホークス）
- 西脇興司（西鉄ライオンズ）
- 新田玄気（東京ヤクルトスワローズ）
- 新田道郎（近鉄パールス）
- 仁藤拓馬（オリックス・バファローズ）
- 二宮至（読売ジャイアンツ）
- 二宮忠士（東映フライヤーズ）
- 二宮政昭（大映スターズ→大洋ホエールズ）
- 二宮正己（阪急ブレーブス=オリックス・ブレーブス=オリックス・ブルーウェーブ→中日ドラゴンズ）
- 仁部智（広島東洋カープ）
- 仁平馨（広島東洋カープ→中日ドラゴンズ）
- 二保旭（福岡ソフトバンクホークス→阪神タイガース→千葉ロッテマリーンズ）
- 仁村薫（読売ジャイアンツ→中日ドラゴンズ）
- 仁村徹（中日ドラゴンズ→千葉ロッテマリーンズ）
- 丹羽淑雄（名古屋軍）
- 丹羽将弥（オリックス・バファローズ）

### ぬ
- 貫井丞治（セネタース）「貫井函治」とも表記
- 沼沢康一郎（毎日オリオンズ=毎日大映オリオンズ）
- 沼田拓巳（東京ヤクルトスワローズ）
- 沼田春雄（イーグルス=黒鷲軍）
- 沼田浩（日本ハムファイターズ）

### ね
- 根市寛貴（読売ジャイアンツ→東北楽天ゴールデンイーグルス）
- 根来広光（国鉄スワローズ=サンケイスワローズ=サンケイアトムズ→阪急ブレーブス）
- 根津弘司（セネタース）
- 根本薫（オリックス・バファローズ）
- 根元俊一（千葉ロッテマリーンズ）
- 根本隆（大洋ホエールズ=横浜大洋ホエールズ→西武ライオンズ）
- 根本朋久（千葉ロッテマリーンズ→北海道日本ハムファイターズ）
- 根本学（大洋ホエールズ→日拓ホームフライヤーズ）
- 根本陸夫（近鉄パールス）
- 根本隆輝（日本ハムファイターズ→阪神タイガース）

### の
- 濃人渉（名古屋金鯱軍→大洋軍=西鉄軍→金星スターズ）
- 能見篤史（阪神タイガース→オリックス・バファローズ）
- 野上俊夫（阪神タイガース→南海ホークス）
- 野上亮磨（埼玉西武ライオンズ→読売ジャイアンツ）
- 野川拓斗（横浜DeNAベイスターズ）
- 野口明（東京セネタース→大洋軍=西鉄軍→阪急軍=阪急ブレーブス→中日ドラゴンズ=名古屋ドラゴンズ=中日ドラゴンズ）
- 野口茂樹（中日ドラゴンズ→読売ジャイアンツ）
- 野口二郎（セネタース=翼軍→大洋軍=西鉄軍→阪急ブレーブス）
- 野口寿浩（ヤクルトスワローズ→日本ハムファイターズ→阪神タイガース→横浜ベイスターズ）
- 野口昇（大阪タイガース）
- 野口裕美（西武ライオンズ）1988年の登録名は「野口裕之」
- 野口正明（名古屋軍=産業軍=中日ドラゴンズ→急映フライヤーズ→大映スターズ→西鉄クリッパース=西鉄ライオンズ）
- 野口元三（読売ジャイアンツ→大毎オリオンズ）
- 野口善男（大洋ホエールズ=横浜大洋ホエールズ）
- 野口祥順（ヤクルトスワローズ=東京ヤクルトスワローズ）
- 野口渉（近畿日本軍=グレートリング）
- 野崎恒男（南海ホークス→太平洋クラブライオンズ=クラウンライターライオンズ→近鉄バファローズ）
- 野崎泰一（阪急軍=大阪タイガース→東急フライヤーズ→広島カープ）
- 野田雲平（近鉄バファローズ）
- 野田浩司（阪神タイガース→オリックス・ブルーウェーブ）
- 野田浩輔（西武ライオンズ=埼玉西武ライオンズ）
- 野田昇吾（埼玉西武ライオンズ）
- 野田征稔（阪神タイガース）
- 野中信吾（日本ハムファイターズ→横浜ベイスターズ→オリックス・バファローズ）
- 野中徹博（阪急ブレーブス=オリックス・ブレーブス→中日ドラゴンズ→ヤクルトスワローズ）1988年から1989年の登録名は「野中崇博」
- 野々垣武志（西武ライオンズ→広島東洋カープ→福岡ダイエーホークス）ダイエー時代の登録名は「野々垣武」
- 野林大樹（近鉄バファローズ→広島東洋カープ→近鉄バファローズ→ヤクルトスワローズ）1992年から1993年の登録名は「野林広起」、1994年から1998年の登録名は「野林大氣」
- 野原将志（阪神タイガース）
- 野原祐也（阪神タイガース）
- 延江大輔（オリックス・バファローズ）
- 信原拓人（千葉ロッテマリーンズ）
- 野間口貴彦（読売ジャイアンツ）
- 野村収（大洋ホエールズ→ロッテオリオンズ→日本ハムファイターズ→横浜大洋ホエールズ→阪神タイガース）
- 野村克則（ヤクルトスワローズ→阪神タイガース→読売ジャイアンツ→東北楽天ゴールデンイーグルス）巨人時代以外の登録名は「カツノリ」
- 野村克也（南海ホークス→ロッテオリオンズ→西武ライオンズ）
- 野村謙二郎（広島東洋カープ）
- 野村貴仁（オリックス・ブルーウェーブ→読売ジャイアンツ→日本ハムファイターズ）巨人時代の登録名は「野村空生」
- 野村高義（東京巨人軍→名古屋金鯱軍→ライオン軍=朝日軍）
- 野村武史（セネタース→毎日オリオンズ→高橋ユニオンズ=トンボユニオンズ→毎日オリオンズ）セネタース時代の登録名は「野村清」
- 野村弘樹（横浜大洋ホエールズ=横浜ベイスターズ）1988年から1989年の登録名は「野村弘」
- 野村宏之（オリックス・ブルーウェーブ=オリックス・バファローズ）
- 野村実（名古屋軍→イーグルス）
- 野村裕二（日本ハムファイターズ）
- 野村祐輔（広島東洋カープ）
- 野村亮介（中日ドラゴンズ）
- 野母得見（南海ホークス）
- 野茂英雄（近鉄バファローズ）
- 野本喜一郎（西日本パイレーツ→西鉄ライオンズ→近鉄パールス）
- 野本圭（中日ドラゴンズ）
- 乗替寿好（西鉄ライオンズ=太平洋クラブライオンズ→広島東洋カープ）
- 野呂瀬義昭（阪急ブレーブス）

### は
- 蓜島久美（南海ホークス→大洋ホエールズ）
- 拝藤宣雄（広島カープ）
- 拝藤聖雄（近鉄パールス）
- 灰山元章（ライオン軍=朝日軍）
- 芳賀直一（名古屋軍）
- 袴田英利（ロッテオリオンズ）
- 萩原昭（毎日オリオンズ→高橋ユニオンズ=トンボユニオンズ）
- 萩原淳（オリックス・ブルーウェーブ=オリックス・バファローズ→北海道日本ハムファイターズ→東京ヤクルトスワローズ）
- 萩原多賀彦（ヤクルトスワローズ）
- 萩原千秋（東映フライヤーズ）
- 萩原哲（読売ジャイアンツ）
- 萩原誠（阪神タイガース→大阪近鉄バファローズ）1994年の登録名は「萩原誠斗」、1996年から1999年の登録名は「誠」
- 萩原康弘（読売ジャイアンツ→広島東洋カープ→ヤクルトスワローズ）
- 白村明弘（北海道日本ハムファイターズ）
- 箱田淳（国鉄スワローズ→大洋ホエールズ）1951年から1954年の登録名は「箱田弘志」
- 橋上秀樹（ヤクルトスワローズ→日本ハムファイターズ→阪神タイガース）
- 橋詰文男（東映フライヤーズ）
- 橋野昭南（西鉄ライオンズ）
- 橋本到（読売ジャイアンツ→東北楽天ゴールデンイーグルス）
- 橋本勝隆（中日ドラゴンズ）
- 橋本勝磨（大洋ホエールズ）
- 橋本清（読売ジャイアンツ→福岡ダイエーホークス）
- 橋本啓（広島東洋カープ）
- 橋本敬司（読売ジャイアンツ→南海ホークス=福岡ダイエーホークス）
- 橋本健太郎（阪神タイガース→千葉ロッテマリーンズ）
- 橋本正吾（大阪タイガース→阪急軍）
- 橋本大祐（阪神タイガース）
- 橋本敬包（広島カープ→南海ホークス）
- 橋本孝志（近鉄バファローズ）
- 橋本武広（福岡ダイエーホークス→西武ライオンズ→阪神タイガース→千葉ロッテマリーンズ）
- 橋本将（千葉ロッテマリーンズ→横浜ベイスターズ）
- 橋本太郎（横浜ベイスターズ）
- 橋本力（毎日オリオンズ=毎日大映オリオンズ）
- 橋本勉（阪急ブレーブス）
- 橋本泰由（オリックス・ブルーウェーブ）
- 橋本義隆（北海道日本ハムファイターズ→東京ヤクルトスワローズ→東北楽天ゴールデンイーグルス）
- 橋本良平（阪神タイガース）
- 長谷川治（グレートリング）
- 長谷川一夫（毎日大映オリオンズ=東京オリオンズ=ロッテオリオンズ→クラウンライターライオンズ=西武ライオンズ）
- 長谷川国利（横浜大洋ホエールズ）
- 長谷川繁雄（南海ホークス→中日ドラゴンズ→近鉄バファローズ）
- 長谷川滋利（オリックス・ブルーウェーブ）
- 長谷川潤（読売ジャイアンツ）
- 長谷川善三（南海軍→阪神軍=大阪タイガース→西鉄クリッパース=西鉄ライオンズ→毎日オリオンズ→高橋ユニオンズ）
- 長谷川勉（南海ホークス→阪神タイガース）
- 長谷川昌幸（広島東洋カープ→オリックス・バファローズ）
- 長谷川勇也（福岡ソフトバンクホークス）
- 長谷川凌汰（北海道日本ハムファイターズ）
- 長谷川良平（広島カープ）
- 長谷部栄一（大阪タイガース）
- 長谷部康平（東北楽天ゴールデンイーグルス）
- 長谷部稔（広島カープ）1956年の登録名は「長谷部健」
- 長谷部裕（中日ドラゴンズ）
- 羽田耕一（近鉄バファローズ）
- 秦真司（ヤクルトスワローズ→日本ハムファイターズ→千葉ロッテマリーンズ）
- 畑隆幸（西鉄ライオンズ→中日ドラゴンズ）
- 秦裕二（横浜ベイスターズ）
- 畠山和洋（ヤクルトスワローズ=東京ヤクルトスワローズ）
- 畑中時雄（阪急軍）
- 畑野実（阪急ブレーブス）
- 畑福俊英（東京巨人軍→イーグルス=黒鷲軍=大和軍）
- 畑山俊二（近鉄バファローズ→阪神タイガース）
- 畠山準（南海ホークス=福岡ダイエーホークス→横浜大洋ホエールズ=横浜ベイスターズ）
- 八馬幹典（横浜ベイスターズ）
- 初岡栄治（国鉄スワローズ）
- 初芝清（ロッテオリオンズ=千葉ロッテマリーンズ）
- 八田正（大映スターズ=大映ユニオンズ→毎日大映オリオンズ=ロッテオリオンズ→阪急ブレーブス）
- 服部一男（名古屋軍）
- 服部浩一（阪神タイガース）
- 服部茂次（洋松ロビンス=大洋ホエールズ ）
- 服部武夫（南海ホークス→高橋ユニオンズ=トンボユニオンズ→毎日オリオンズ→広島カープ）
- 服部受弘（名古屋軍→中部日本軍=中日ドラゴンズ=名古屋ドラゴンズ=中日ドラゴンズ）
- 服部力（近鉄パールス）
- 服部敏和（近鉄バファローズ→日本ハムファイターズ）
- 服部裕昭（阪神タイガース）
- 服部文夫（千葉ロッテマリーンズ）
- 服部泰卓（千葉ロッテマリーンズ）
- 花井悠（西鉄ライオンズ）
- 花沢英雄（大映スターズ）
- 花島寛己（千葉ロッテマリーンズ）
- 花田真人（ヤクルトスワローズ=東京ヤクルトスワローズ）
- 羽生田忠克（西武ライオンズ）1987年から1988年の登録名は「羽生田忠之」
- 羽根川竜（読売ジャイアンツ→千葉ロッテマリーンズ）
- 馬場正平（読売ジャイアンツ）
- 馬場敏史（福岡ダイエーホークス→オリックス・ブルーウェーブ→ヤクルトスワローズ）
- 土生翔平（広島東洋カープ）
- 浜浦徹（ロッテオリオンズ→太平洋クラブライオンズ=クラウンライターライオンズ=西武ライオンズ→ロッテオリオンズ）
- 浜岡浩幸（阪神タイガース）
- 濱涯泰司（福岡ダイエーホークス）
- 浜口春好（東映フライヤーズ→近鉄バファローズ）
- 浜口政信（サンケイアトムズ）
- 浜崎真二（阪急ブレーブス）
- 浜崎忠治（中日ドラゴンズ）
- 浜崎正人（阪急ブレーブス→阪神タイガース）
- 浜崎勝（阪急ブレーブス→高橋ユニオンズ）
- 浜田一男（大洋ホエールズ）
- 浜田一夫（中日ドラゴンズ）
- 濱田達郎（中日ドラゴンズ）
- 浜田知明（阪神タイガース）
- 浜田義雄（急映フライヤーズ=東急フライヤーズ=東映フライヤーズ）
- 浜名千広（福岡ダイエーホークス→ヤクルトスワローズ→千葉ロッテマリーンズ）
- 浜田智博（中日ドラゴンズ）
- 濱中英次（福岡ダイエーホークス）
- 濱中治（阪神タイガース→オリックス・バファローズ→東京ヤクルトスワローズ）2001年から2005年の登録名は「濱中おさむ」
- 浜中祥和（大洋ホエールズ→中日ドラゴンズ）
- 浜村健史（西鉄ライオンズ→読売ジャイアンツ→太平洋クラブライオンズ=クラウンライターライオンズ）1976年から1977年の登録名は「浜村孝」
- 浜本龍治（クラウンライターライオンズ=西武ライオンズ）
- 浜矢広大（東北楽天ゴールデンイーグルス→横浜DeNAベイスターズ）
- 葉室太郎（オリックス・ブレーブス=オリックス・ブルーウェーブ→横浜ベイスターズ）1992年から1995年の登録名は「葉室太朗」
- 早川和夫（日本ハムファイターズ→中日ドラゴンズ）
- 早川健一郎（千葉ロッテマリーンズ→阪神タイガース）
- 早川大輔（オリックス・ブルーウェーブ=オリックス・バファローズ→千葉ロッテマリーンズ→横浜ベイスターズ）
- 早川実（中日ドラゴンズ）
- 早坂圭介（千葉ロッテマリーンズ）
- 林義一（大映スターズ→阪急ブレーブス）
- 林啓介（千葉ロッテマリーンズ→阪神タイガース）
- 林健造（大洋ホエールズ→日拓ホームフライヤーズ）
- 林茂（西日本パイレーツ→松竹ロビンス）
- 林純次（阪神タイガース）
- 林清一（東京巨人軍=読売ジャイアンツ）1942年から1947年の登録名は「林清光」
- 林孝哉（福岡ダイエーホークス→日本ハムファイターズ=北海道日本ハムファイターズ→千葉ロッテマリーンズ）
- 林千代作（読売ジャイアンツ）
- 林哲雄（読売ジャイアンツ）
- 林俊宏（南海ホークス）1963年から1970年の登録名は「林俊彦」
- 林直明（中部日本軍→金星スターズ→大陽ロビンス→大洋ホエールズ=大洋松竹ロビンス）
- 林博康（千葉ロッテマリーンズ）
- 林昌樹（広島東洋カープ）
- 林昌範（読売ジャイアンツ→北海道日本ハムファイターズ→横浜DeNAベイスターズ）
- 林正広（近鉄バファローズ）
- 林安夫（朝日軍）
- 林泰宏（読売ジャイアンツ→近鉄バファローズ→横浜大洋ホエールズ）
- 林﨑遼（埼玉西武ライオンズ）
- 林田堅吾（日本ハムファイターズ）
- 早瀬方禧（阪急ブレーブス→広島東洋カープ）
- 波山次郎（大洋ホエールズ）
- 原一朗（大東京軍=ライオン軍）
- 原勝彦（近鉄パールス=近鉄バファロー）
- 原嵩（千葉ロッテマリーンズ）
- 原俊介（読売ジャイアンツ）
- 原伸次（広島東洋カープ→横浜ベイスターズ）1989年から1995年の登録名は「原伸樹」
- 原拓也（西武ライオンズ=埼玉西武ライオンズ→オリックス・バファローズ）
- 原辰徳（読売ジャイアンツ）
- 原秀樹（阪神タイガース）
- 原英史（ヤクルトスワローズ）
- 原正俊（読売ジャイアンツ）
- 原井和也（西武ライオンズ→千葉ロッテマリーンズ）
- 祓川正敏（南海ホークス）
- 原口哲也（西武ライオンズ→福岡ダイエーホークス）
- 原田明広（読売ジャイアンツ）
- 原田和彦（近鉄バファローズ）
- 原田清（東急フライヤーズ=東映フライヤーズ）
- 原田賢治（阪急ブレーブス→福岡ダイエーホークス）
- 原田健二（日本ハムファイターズ→阪神タイガース）
- 原田孝一（阪急ブレーブス→南海ホークス）
- 原田信吉（広島カープ）
- 原田末記（ヤクルトスワローズ）
- 原田高史（広島カープ）1957年の登録名は「原田稔也」
- 原田督三（中日ドラゴンズ=名古屋ドラゴンズ=中日ドラゴンズ）1948年から1955年までの登録名は「原田徳光」
- 原田治明（読売ジャイアンツ）1973年から1975年の登録名は「原田俊治」
- 原田政彦（中日ドラゴンズ→日本ハムファイターズ）
- 羽里功（広島カープ=広島東洋カープ→西鉄ライオンズ）
- 張本勲（東映フライヤーズ=日拓ホームフライヤーズ=日本ハムファイターズ→読売ジャイアンツ→ロッテオリオンズ）
- 張本優大（福岡ソフトバンクホークス）
- 波留敏夫（横浜ベイスターズ→中日ドラゴンズ→千葉ロッテマリーンズ）
- 春田剛（中日ドラゴンズ）
- 伴勇資（西鉄クリッパース=西鉄ライオンズ→東急フライヤーズ→大映スターズ）
- 伴吉夫（大東京軍）
- 伴義太郎（阪神タイガース）1993年から1997年の登録名は「三苫義太郎」
- 半沢士郎（国鉄スワローズ=サンケイスワローズ=サンケイアトムズ）
- 半田実（近鉄バファローズ）
- パンチ佐藤（オリックス・ブルーウェーブ）1990年から1993年の登録名は「佐藤和弘」
- 板東英二（中日ドラゴンズ）
- 板東里視（近鉄バファロー=近鉄バファローズ）
- 板東順司（読売ジャイアンツ）

### ひ
- 比嘉寿光（広島東洋カープ）
- 比嘉幹貴（オリックス・バファローズ）
- 比嘉良智（ロッテオリオンズ）
- 桧垣忠（広島カープ）
- 樋笠一夫（広島カープ→読売ジャイアンツ）
- 日笠雅人（中日ドラゴンズ→福岡ダイエーホークス）
- 東政敏（オリックス・ブルーウェーブ）
- 東尾修（西鉄ライオンズ=太平洋クラブライオンズ=クラウンライターライオンズ=西武ライオンズ）
- 東田巍（近鉄バファロー=近鉄バファローズ）
- 東田正義（西鉄ライオンズ=太平洋クラブライオンズ→日本ハムファイターズ→阪神タイガース）
- 東谷夏樹（阪急ブレーブス→トンボユニオンズ→東映フライヤーズ）
- 東出輝裕（広島東洋カープ）
- 東山親雄（広島カープ=広島東洋カープ）
- 引地秀一郎（東北楽天ゴールデンイーグルス）
- 引地信之（大洋ホエールズ=大洋松竹ロビンス=大洋ホエールズ）
- 引間克幸（阪神タイガース）1987年から1988年の登録名は「引間功侑」
- 樋口一紀（千葉ロッテマリーンズ→中日ドラゴンズ→千葉ロッテマリーンズ→阪神タイガース）
- 樋口賢（中日ドラゴンズ）
- 樋口正蔵（南海ホークス）
- 樋口龍美（中日ドラゴンズ）
- 樋口龍之介（北海道日本ハムファイターズ）
- 彦野利勝（中日ドラゴンズ）
- 日里正義（日本ハムファイターズ）
- 久野剛司（阪神タイガース→西鉄ライオンズ）
- 久本祐一（中日ドラゴンズ→広島東洋カープ）
- 樋沢良信（読売ジャイアンツ）
- 肘井竜蔵（千葉ロッテマリーンズ）
- 菱川章（中日ドラゴンズ→日拓ホームフライヤーズ）
- 聖澤諒（東北楽天ゴールデンイーグルス）
- 備前喜夫（広島カープ）1952年から1956年の登録名は「大田垣喜夫」
- 肥田高志（オリックス・ブルーウェーブ=オリックス・バファローズ）
- 日高晶彦（東映フライヤーズ=日拓ホームフライヤーズ=日本ハムファイターズ）
- 日高剛（オリックス・ブルーウェーブ=オリックス・バファローズ→阪神タイガース）
- 日高博之（読売ジャイアンツ）
- 日高亮（東京ヤクルトスワローズ→福岡ソフトバンクホークス）
- 左澤優（オリックス・バファローズ）
- 英智（中日ドラゴンズ）1999年から2003年の登録名は「蔵本英智」
- 一言多十（セネタース=東急フライヤーズ=急映フライヤーズ→阪急ブレーブス）
- 人見武雄（阪急ブレーブス）
- 日野茂（中日ドラゴンズ→西鉄ライオンズ=太平洋クラブライオンズ）
- 日野善朗（横浜大洋ホエールズ）
- 日野美澄（中日ドラゴンズ）
- 日比野武（阪急軍=阪急ブレーブス→西日本パイレーツ→西鉄ライオンズ）
- 一二三慎太（阪神タイガース）
- 姫野好治（大映スターズ）
- 姫野優也（北海道日本ハムファイターズ）
- 緋本祥男（広島カープ→東映フライヤーズ）1954年から1963年までの登録名は「緋本祥好」
- 比屋根渉（東京ヤクルトスワローズ）
- 桧山進次郎（阪神タイガース）
- 桧山泰浩（近鉄バファローズ）
- 飛雄馬（横浜DeNAベイスターズ）
- 兵頭冽（毎日オリオンズ→トンボユニオンズ=高橋ユニオンズ→近鉄パールス）
- 兵動秀治（広島東洋カープ）
- 平江巌（近鉄バファローズ）
- 平井三郎（阪急ブレーブス→西日本パイレーツ→読売ジャイアンツ）阪急・西日本時代の登録名は「平井正明」
- 平井誠一（近鉄バファローズ→西鉄ライオンズ）
- 平井正史（オリックス・ブルーウェーブ→中日ドラゴンズ→オリックス・バファローズ）
- 平井光親（ロッテオリオンズ=千葉ロッテマリーンズ）
- 平井嘉明（毎日オリオンズ=毎日大映オリオンズ→国鉄スワローズ）
- 平石洋介（東北楽天ゴールデンイーグルス）
- 平井諒（東京ヤクルトスワローズ）
- 平岩嗣朗（国鉄スワローズ=サンケイスワローズ）1958年から1960年の登録名は「平岩次男」
- 平尾博嗣（阪神タイガース→西武ライオンズ=埼玉西武ライオンズ）阪神時代の登録名は「平尾博司」
- 平岡一郎（大洋ホエールズ→ロッテオリオンズ→大洋ホエールズ→広島東洋カープ）
- 平岡敬人（広島東洋カープ）
- 平岡政樹（読売ジャイアンツ）
- 平川洋幸（横浜大洋ホエールズ）
- 平沢隆好（南海ホークス）
- 平下晃司（近鉄バファローズ=大阪近鉄バファローズ→阪神タイガース→千葉ロッテマリーンズ→オリックス・バファローズ）
- 平田薫（読売ジャイアンツ→横浜大洋ホエールズ→ヤクルトスワローズ）
- 平田勝男（阪神タイガース）
- 平田真吾（横浜DeNAベイスターズ）
- 平田恒男（中日ドラゴンズ）
- 平田英之（広島東洋カープ→ロッテオリオンズ）
- 平田洋（中日ドラゴンズ→大阪近鉄バファローズ）
- 平田良介（中日ドラゴンズ）
- 平塚克洋（横浜大洋ホエールズ=横浜ベイスターズ→オリックス・ブルーウェーブ→阪神タイガース→西武ライオンズ）
- 平沼定晴（中日ドラゴンズ→ロッテオリオンズ=千葉ロッテマリーンズ→中日ドラゴンズ→西武ライオンズ）
- 平野克明（大洋ホエールズ）
- 平野恵一（オリックス・ブルーウェーブ=オリックス・バファローズ→阪神タイガース→オリックス・バファローズ）
- 平野謙（中日ドラゴンズ→西武ライオンズ→千葉ロッテマリーンズ）
- 平野謙二（パシフィック=太陽ロビンス=大陽ロビンス=松竹ロビンス→大洋松竹ロビンス→大映スターズ）パシフィック・太陽・大陽時代の登録名は「平野徳松」
- 平野正太郎（南海軍）
- 平野将光（埼玉西武ライオンズ）
- 平野光泰（近鉄バファローズ）
- 平野大和（オリックス・バファローズ）
- 平林栄治（大阪タイガース）
- 平林二郎（阪急ブレーブス）
- 平間隼人（読売ジャイアンツ）
- 平桝敏男（大阪タイガース→阪神軍）
- 平松一宏（読売ジャイアンツ→中日ドラゴンズ）
- 平松省二（日本ハムファイターズ）
- 平松政次（大洋ホエールズ=横浜大洋ホエールズ）
- 平本学（ヤクルトスワローズ=東京ヤクルトスワローズ）
- 平山菊二（東京巨人軍=読売ジャイアンツ→大洋ホエールズ=大洋松竹ロビンス）
- 平山英雄（阪神タイガース→ロッテオリオンズ）
- 比留木虎雄（大阪タイガース=阪神軍）
- 広池浩司（広島東洋カープ）
- 広岡達朗（読売ジャイアンツ）
- 広岡富夫（広島カープ）
- 広木政人（ロッテオリオンズ）
- 広澤克実（ヤクルトスワローズ→読売ジャイアンツ→阪神タイガース）ヤクルト時代の登録名は「広沢克己」、巨人時代の登録名は「広沢克」
- 廣澤伸哉（オリックス・バファローズ）
- 広沢好輝（ヤクルトスワローズ→阪神タイガース）
- 広島清美（大和軍）
- 広島衛（中日ドラゴンズ→広島カープ）1956年から1957年の登録名は「広島尚保」
- 広瀬明彦（中日ドラゴンズ）
- 広瀬宰（ロッテオリオンズ→中日ドラゴンズ→太平洋クラブライオンズ=クラウンライターライオンズ=西武ライオンズ）
- 広瀬習一（東京巨人軍）
- 廣瀬純（広島東洋カープ）
- 広瀬真二（福岡ダイエーホークス）
- 広瀬新太郎（横浜大洋ホエールズ→西武ライオンズ→ヤクルトスワローズ）
- 広瀬哲朗（日本ハムファイターズ）
- 弘瀬昌彦（大阪タイガース→広島カープ→阪急ブレーブス）
- 広瀬叔功（南海ホークス）
- 広田修三（名古屋金鯱軍→大阪タイガース→ライオン軍=朝日軍）
- 広田庄司（福岡ダイエーホークス）
- 弘田澄男（ロッテオリオンズ→阪神タイガース）
- 廣田浩章（読売ジャイアンツ→福岡ダイエーホークス→ヤクルトスワローズ→大阪近鉄バファローズ）巨人時代の登録名は「広田浩章」
- 広永益隆（南海ホークス=福岡ダイエーホークス→ヤクルトスワローズ→オリックス・ブルーウェーブ）
- 広野功（中日ドラゴンズ→西鉄ライオンズ→読売ジャイアンツ→中日ドラゴンズ）
- 広野准一（日本ハムファイターズ）
- 広野翼（阪急ブレーブス）
- 広橋公寿（西武ライオンズ→中日ドラゴンズ→福岡ダイエーホークス）
- 広政秀之（近鉄バファローズ）

### ふ
- フェルナンド（東北楽天ゴールデンイーグルス）
- 深江真登（オリックス・バファローズ）
- 深尾文彦（南海軍）
- 深沢和帆（読売ジャイアンツ）
- 深沢修一（読売ジャイアンツ→広島東洋カープ）
- 深沢建彦（国鉄スワローズ）
- 深沢督（国鉄スワローズ）
- 深沢恵雄（阪神タイガース→ロッテオリオンズ）
- 深代芳史（阪急ブレーブス→近鉄バファローズ）
- 深田拓也（読売ジャイアンツ）
- 深谷亮司（オリックス・ブルーウェーブ）
- 深町亮介（読売ジャイアンツ）
- 深見安博（西鉄クリッパース=西鉄ライオンズ→東急フライヤーズ→高橋ユニオンズ→南海ホークス）
- 吹石徳一（近鉄バファローズ）
- 吹田俊明（近鉄パールス=近鉄バファロー→国鉄スワローズ）
- 福井敬治（読売ジャイアンツ→広島東洋カープ）
- 福井強（西武ライオンズ）
- 福井保夫（近鉄バファローズ→広島東洋カープ）
- 福井優也（広島東洋カープ→東北楽天ゴールデンイーグルス）
- 福浦和也（千葉ロッテマリーンズ）
- 福浦健次（阪神タイガース→西鉄ライオンズ）
- 福王昭仁（読売ジャイアンツ）
- 福川将和（ヤクルトスワローズ=東京ヤクルトスワローズ）
- 福倉健太郎（埼玉西武ライオンズ）
- 福沢卓宏（中日ドラゴンズ）
- 福澤洋一（ロッテオリオンズ=千葉ロッテマリーンズ）1998年から2000年の登録名は「福沢洋一」
- 福士勇（ライオン軍=朝日軍）
- 福士敬章（読売ジャイアンツ→南海ホークス→広島東洋カープ）1969年から1978年の登録名は「松原明夫」、1979年から1982年の登録名は「福士明夫」
- 福島明弘（近鉄バファローズ）
- 福島郁夫（東映フライヤーズ）
- 福島敬光（読売ジャイアンツ）
- 福島章太（中日ドラゴンズ）
- 福島知春（読売ジャイアンツ→ロッテオリオンズ）ロッテ時代の登録名は「福嶋一人」
- 福嶋久晃（大洋ホエールズ=横浜大洋ホエールズ→広島東洋カープ）1967年から1972年の登録名は「福島久」
- 福田光輝（千葉ロッテマリーンズ→北海道日本ハムファイターズ）
- 福田聡志（読売ジャイアンツ）
- 福田秀平（福岡ソフトバンクホークス→千葉ロッテマリーンズ）
- 福田信一（福岡ダイエーホークス）
- 福田岳洋（横浜ベイスターズ=横浜DeNAベイスターズ）
- 福田永将（中日ドラゴンズ）
- 福田昌久（南海ホークス→読売ジャイアンツ）南海時代の登録名は「福田弘文」
- 福田勇一（国鉄スワローズ）
- 福地経人（近鉄バファローズ）
- 福地寿樹（広島東洋カープ→西武ライオンズ→東京ヤクルトスワローズ）1994年から1998年の登録名は「福地和広」
- 福地元春（横浜DeNAベイスターズ）
- 福塚勝哉（毎日オリオンズ=毎日大映オリオンズ→阪神タイガース→阪急ブレーブス）
- 福富邦夫（サンケイスワローズ=サンケイアトムズ=アトムズ=ヤクルトアトムズ→太平洋クラブライオンズ→ヤクルトスワローズ）
- 福留孝介（中日ドラゴンズ→阪神タイガース→中日ドラゴンズ）
- 福留宏紀（オリックス・ブルーウェーブ=オリックス・バファローズ）
- 福永栄助（西鉄ライオンズ→ヤクルトアトムズ）
- 福永春吾（阪神タイガース）
- 福原忍（阪神タイガース）
- 普久原淳一（中日ドラゴンズ）
- 福原勝（近鉄バファロー=近鉄バファローズ）
- 福原峰夫（阪急ブレーブス=オリックス・ブレーブス=オリックス・ブルーウェーブ）
- 福間納（ロッテオリオンズ→阪神タイガース）
- 福元淳史（読売ジャイアンツ→福岡ソフトバンクホークス）
- 福本誠（横浜ベイスターズ）
- 福本万一郎（日拓ホームフライヤーズ）
- 福本豊（阪急ブレーブス）
- 福盛和男（横浜ベイスターズ→大阪近鉄バファローズ→東北楽天ゴールデンイーグルス）2001年から2002年の登録名は「福盛一夫」
- 福森耀真（東北楽天ゴールデンイーグルス）
- 福家雅明（阪神タイガース→近鉄バファローズ）
- 福山博之（横浜ベイスターズ=横浜DeNAベイスターズ→東北楽天ゴールデンイーグルス）
- 福山龍太郎（福岡ダイエーホークス）
- 福良淳一（阪急ブレーブス=オリックス・ブレーブス=オリックス・ブルーウェーブ）
- 福良徹（広島東洋カープ）
- 藤井彰人 (大阪近鉄バファローズ→東北楽天ゴールデンイーグルス→阪神タイガース)
- 藤井淳志（中日ドラゴンズ）
- 藤井勇（大阪タイガース→阪神軍→パシフィック=太陽ロビンス=大陽ロビンス→大洋ホエールズ=大洋松竹ロビンス=大洋ホエールズ）
- 藤井栄治（阪神タイガース→太平洋クラブライオンズ→阪急ブレーブス）
- 藤井秀悟（ヤクルトスワローズ=東京ヤクルトスワローズ→北海道日本ハムファイターズ→読売ジャイアンツ→横浜DeNAベイスターズ）
- 藤井翼（福岡ソフトバンクホークス）
- 藤井信行（ロッテオリオンズ→太平洋クラブライオンズ）
- 藤井宏海（千葉ロッテマリーンズ）
- 藤井弘（広島カープ）
- 藤井将雄（福岡ダイエーホークス）
- 藤井優志（中日ドラゴンズ）
- 藤井道夫（阪急ブレーブス）
- 藤井康雄（阪急ブレーブス=オリックス・ブレーブス=オリックス・ブルーウェーブ）
- 藤井亮太（東京ヤクルトスワローズ）
- 藤井黎來（広島東洋カープ）
- 藤江清志（南海ホークス）
- 藤江均（横浜ベイスターズ=横浜DeNAベイスターズ→東北楽天ゴールデンイーグルス）
- 藤枝慎治（ヤクルトスワローズ→横浜大洋ホエールズ）
- 藤尾茂（読売ジャイアンツ）
- 藤王康晴（中日ドラゴンズ→日本ハムファイターズ）
- 藤岡貞明（横浜大洋ホエールズ）
- 藤岡貴裕（千葉ロッテマリーンズ→北海道日本ハムファイターズ→読売ジャイアンツ）
- 藤岡寛生（読売ジャイアンツ→日本ハムファイターズ）
- 藤岡好明（福岡ソフトバンクホークス→北海道日本ハムファイターズ→横浜DeNAベイスターズ）
- 藤川球児（阪神タイガース）
- 藤川俊介（阪神タイガース）2011年から2021年の登録名は「俊介」
- 藤倉多祐（阪神タイガース→ロッテオリオンズ）阪神時代の登録名は「藤倉一雅」
- 藤崎大輔（日本ハムファイターズ）
- 藤崎紘範（大阪近鉄バファローズ→東北楽天ゴールデンイーグルス）
- 藤崎靖彦（読売ジャイアンツ）
- 藤沢公也（中日ドラゴンズ）
- 藤澤亨明（埼玉西武ライオンズ）
- 藤澤拓斗（中日ドラゴンズ）
- 藤沢哲也（中日ドラゴンズ→南海ホークス）
- 藤島誠剛（日本ハムファイターズ=北海道日本ハムファイターズ）
- 藤城和明（読売ジャイアンツ→阪急ブレーブス→ロッテオリオンズ）
- 藤瀬史朗（近鉄バファローズ）
- 藤田一也（横浜ベイスターズ=横浜DeNAベイスターズ→東北楽天ゴールデンイーグルス→横浜DeNAベイスターズ）
- 藤田賢治（大洋ホエールズ→読売ジャイアンツ）
- 藤田航生（埼玉西武ライオンズ）
- 藤田宗一（国鉄スワローズ）
- 藤田宗一（千葉ロッテマリーンズ→読売ジャイアンツ→福岡ソフトバンクホークス）
- 藤田太陽（阪神タイガース→埼玉西武ライオンズ→東京ヤクルトスワローズ）2004年から2008年の登録名は「太陽」
- 藤田平（阪神タイガース）
- 藤田訓弘（南海ホークス→阪神タイガース）
- 藤田浩雅（阪急ブレーブス=オリックス・ブレーブス=オリックス・ブルーウェーブ→読売ジャイアンツ）
- 藤田正大（横浜大洋ホエールズ=横浜ベイスターズ）
- 藤田学（南海ホークス）
- 藤田元司（読売ジャイアンツ）
- 藤立次郎（近鉄バファローズ=大阪近鉄バファローズ→オリックス・ブルーウェーブ→中日ドラゴンズ→西武ライオンズ）
- 藤谷洸介（阪神タイガース）
- 藤谷周平（千葉ロッテマリーンズ）
- 藤戸逸郎（南海軍）
- 藤波行雄（中日ドラゴンズ）
- 藤野正剛（西武ライオンズ→横浜大洋ホエールズ）
- 藤野隆司（東映フライヤーズ）
- 藤野文三郎（イーグルス）
- 藤野光久（名古屋ドラゴンズ=中日ドラゴンズ）
- 藤原正典（阪神タイガース）
- 藤原保行（近鉄バファローズ）
- 伏見五郎（イーグルス）
- 藤村大介（読売ジャイアンツ）
- 藤村隆男（大阪タイガース=阪神軍→パシフィック=太陽ロビンス→大阪タイガース→広島カープ）
- 藤村富美男（大阪タイガース→阪神軍=大阪タイガース）
- 藤村雅人（西武ライオンズ→南海ホークス）
- 藤本敦士（阪神タイガース→東京ヤクルトスワローズ）
- 藤本和宏（西鉄ライオンズ→広島東洋カープ）
- 藤本勝巳（大阪タイガース=阪神タイガース）1956年から1957年の登録名は「藤本克巳」
- 藤本健作（読売ジャイアンツ）
- 藤本健治（読売ジャイアンツ）
- 藤本茂喜（読売ジャイアンツ）
- 藤本修二（南海ホークス=福岡ダイエーホークス→阪神タイガース→西武ライオンズ）
- 藤本正一（大映ユニオンズ→中日ドラゴンズ）
- 藤本伸（読売ジャイアンツ）
- 藤本俊彦（オリックス・ブレーブス=オリックス・ブルーウェーブ）1994年から1995年までの登録名は「藤本強士」
- 藤本貴久（読売ジャイアンツ）
- 藤本英雄（東京巨人軍→中日ドラゴンズ→読売ジャイアンツ）
- 藤本博史（南海ホークス=福岡ダイエーホークス→オリックス・ブルーウェーブ）
- 藤本博史 (オリックス・ブルーウェーブ)
- 藤本昌治（阪急ブレーブス）
- 藤原虹気（西武ライオンズ=埼玉西武ライオンズ）
- 藤原鉄之助（名古屋軍=産業軍=中部日本軍=中日ドラゴンズ→急映フライヤーズ→読売ジャイアンツ→広島カープ）
- 藤原通（阪神タイガース）
- 藤原紘通（東北楽天ゴールデンイーグルス）
- 藤原真（アトムズ=ヤクルトアトムズ→東映フライヤーズ=日拓ホームフライヤーズ=日本ハムファイターズ）
- 藤原仁（阪神タイガース→日本ハムファイターズ）
- 藤原満（南海ホークス）
- 藤原良平（埼玉西武ライオンズ）
- 毒島章一（東映フライヤーズ）
- 伏島良平（読売ジャイアンツ）
- 二神一人（阪神タイガース）
- 二村忠美（日本ハムファイターズ→横浜大洋ホエールズ→日本ハムファイターズ）
- 淵上澄雄（大洋ホエールズ→ロッテオリオンズ）
- 渕脇芳行（近鉄バファローズ=大阪近鉄バファローズ）
- 舩木聖士（阪神タイガース→千葉ロッテマリーンズ）
- 船越涼太（広島東洋カープ）
- 船田和英（読売ジャイアンツ→西鉄ライオンズ→ヤクルトアトムズ=ヤクルトスワローズ）
- 船田政雄（東映フライヤーズ=日拓ホームフライヤーズ=日本ハムファイターズ）
- 舟山恭史（日本ハムファイターズ）
- ブランドン（埼玉西武ライオンズ）
- 古川明（サンケイアトムズ→ロッテオリオンズ）
- 古川啓三（大阪タイガース=阪神タイガース）
- 古川秀一（オリックス・バファローズ）
- 古川慎一（ロッテオリオンズ=千葉ロッテマリーンズ）
- 古川清蔵（名古屋軍→中部日本軍=中日ドラゴンズ→阪急ブレーブス）
- 古川利行（中日ドラゴンズ）
- 古河有一（広島東洋カープ→横浜ベイスターズ）横浜時代の登録名は「ジョー古河」
- 古川祐樹（読売ジャイアンツ）
- 古川侑利（東北楽天ゴールデンイーグルス→読売ジャイアンツ→北海道日本ハムファイターズ→福岡ソフトバンクホークス）
- 古木克明（横浜ベイスターズ→オリックス・バファローズ）
- 古城茂幸（日本ハムファイターズ=北海道日本ハムファイターズ→読売ジャイアンツ）
- 古久保健二（近鉄バファローズ=大阪近鉄バファローズ）
- 古里泰隆（阪神タイガース）
- 古沢憲司（阪神タイガース→西武ライオンズ→広島東洋カープ）
- 古沢淳（ヤクルトスワローズ）
- 古澤勝吾（福岡ソフトバンクホークス）
- 古田敦也（ヤクルトスワローズ=東京ヤクルトスワローズ）
- 古田忠士（大洋ホエールズ）1974年から1976年の登録名は「古田忠司」
- 古谷盛人（中日ドラゴンズ）
- 古野正人（東京ヤクルトスワローズ）
- 古溝克之（阪急ブレーブス=オリックス・ブレーブス=オリックス・ブルーウェーブ→阪神タイガース→日本ハムファイターズ）
- 古本武尊（中日ドラゴンズ）
- 古谷倉之助（名古屋金鯱軍→大洋軍）
- 古谷拓哉（千葉ロッテマリーンズ）
- 古谷拓郎（千葉ロッテマリーンズ）
- 古家武夫（東京巨人軍=読売）
- 古屋剛（西武ライオンズ）
- 古屋哲美（西鉄ライオンズ）
- 古谷法夫（国鉄スワローズ）
- 古屋英夫（日本ハムファイターズ→阪神タイガース）
- 古谷優人（福岡ソフトバンクホークス）

### へ
- 屏道夫（読売ジャイアンツ）
- 塀内久雄（千葉ロッテマリーンズ）
- 部坂俊之（阪神タイガース）
- 別所毅彦（南海軍→グレートリング=南海ホークス→読売ジャイアンツ）南海時代の登録名は「別所昭」
- 別当薫（大阪タイガース→毎日オリオンズ）
- 別府岩雄（南海軍）
- 別府修作（阪急ブレーブス=オリックス・ブレーブス）

### ほ
- 帆足和幸（西武ライオンズ=埼玉西武ライオンズ→福岡ソフトバンクホークス）
- 宝山省二（近鉄パールス→東映フライヤーズ）
- 北條史也（阪神タイガース）
- 坊西浩嗣（福岡ダイエーホークス）
- 法元英明（中日ドラゴンズ）
- 蓬萊昭彦（西武ライオンズ→中日ドラゴンズ）
- 外園正（読売ジャイアンツ）
- 保坂英二（東映フライヤーズ=日拓ホームフライヤーズ=日本ハムファイターズ）
- 保坂幸永（大映スターズ=大映ユニオンズ→大毎オリオンズ）
- 星孝典（読売ジャイアンツ→埼玉西武ライオンズ）
- 星秀和（西武ライオンズ=埼玉西武ライオンズ）
- 星田次郎（中部日本軍=中日ドラゴンズ=名古屋ドラゴンズ）
- 星野おさむ（阪神タイガース→大阪近鉄バファローズ→東北楽天ゴールデンイーグルス）阪神時代の登録名は「星野修」
- 星野順治（福岡ダイエーホークス=福岡ソフトバンクホークス）
- 星野仙一（中日ドラゴンズ）
- 星野大地（福岡ソフトバンクホークス）
- 星野武男（毎日オリオンズ）
- 星野智樹（西武ライオンズ=埼玉西武ライオンズ→東北楽天ゴールデンイーグルス）
- 星野伸之（阪急ブレーブス=オリックス・ブレーブス=オリックス・ブルーウェーブ→阪神タイガース）
- 星野秀孝（中日ドラゴンズ→南海ホークス）1977年の登録名は「星野修孝」
- 星野真澄（読売ジャイアンツ）
- 星野八千穂（北海道日本ハムファイターズ）
- 星野雄大（東京ヤクルトスワローズ）
- 干場一夫（大阪タイガース）
- 干場崇永（千葉ロッテマリーンズ）
- 星山晋徳（大阪タイガース→中日ドラゴンズ→国鉄スワローズ=サンケイスワローズ）
- 星山忠弘（阪神タイガース）
- 細川亨（埼玉西武ライオンズ→福岡ソフトバンクホークス→千葉ロッテマリーンズ）
- 細川安雄（阪急ブレーブス）
- 細田正彦（国鉄スワローズ=サンケイスワローズ=サンケイアトムズ）
- 細見和史（横浜ベイスターズ→西武ライオンズ→阪神タイガース）
- 細見直樹（ヤクルトスワローズ=東京ヤクルトスワローズ）
- 細谷圭（千葉ロッテマリーンズ）
- 細谷保雄（南海ホークス）
- 細山田武史（横浜ベイスターズ=横浜DeNAベイスターズ→福岡ソフトバンクホークス）
- 堀田明（読売ジャイアンツ）
- 保手浜明（東京セネタース=翼軍）
- 堀幸一（ロッテオリオンズ=千葉ロッテマリーンズ）
- 堀井数男（近畿日本軍=グレートリング=南海ホークス）
- 堀井和人（南海ホークス）
- 堀井恒雄（横浜大洋ホエールズ→ロッテオリオンズ）1981年から1982年の登録名は「堀井幹夫」
- 堀内庄（読売ジャイアンツ）
- 堀内汰門（福岡ソフトバンクホークス）
- 堀内恒夫（読売ジャイアンツ）
- 堀江賢治（横浜大洋ホエールズ=横浜ベイスターズ→オリックス・ブルーウェーブ→近鉄バファローズ=大阪近鉄バファローズ）近鉄時代の登録名は「堀江晃嗣」
- 堀込基明（南海ホークス→中日ドラゴンズ）
- 堀田一郎（読売ジャイアンツ）
- 堀場英孝（広島東洋カープ→横浜大洋ホエールズ→読売ジャイアンツ）1983年から1984年の登録名は「堀場秀孝」
- 堀本律雄（読売ジャイアンツ→毎日大映オリオンズ=東京オリオンズ）
- 本郷宏樹（ヤクルトスワローズ）
- 本田明浩（福岡ダイエーホークス→阪神タイガース）
- 本多逸郎（中日ドラゴンズ=名古屋ドラゴンズ=中日ドラゴンズ）
- 本田威志（大洋ホエールズ→中日ドラゴンズ）
- 本多雄一（福岡ソフトバンクホークス）
- 本堂保次（大阪タイガース→阪神軍=大阪タイガース→大陽ロビンス→阪神タイガース→毎日オリオンズ）毎日時代の登録名は「本堂保弥」
- 本間忠（ヤクルトスワローズ）
- 本間立彦（日本ハムファイターズ）
- 本間哲郎（横浜大洋ホエールズ）
- 本間勝（大阪タイガース=阪神タイガース→西鉄ライオンズ）
- 本間満（福岡ダイエーホークス=福岡ソフトバンクホークス）

### ま
- マイケル中村（北海道日本ハムファイターズ→読売ジャイアンツ→埼玉西武ライオンズ）2009年以外の登録名は「MICHEAL」
- 舞野健司（ロッテオリオンズ）
- 前岡勤也（大阪タイガース→中日ドラゴンズ）大阪時代の登録名は「井崎勤也」
- 前川勝彦（近鉄バファローズ=大阪近鉄バファローズ→阪神タイガース→オリックス・バファローズ）1997年から1999年の登録名は「前川克彦」
- 前川恭兵（埼玉西武ライオンズ）
- 前川忠男（南海ホークス→トンボユニオンズ=高橋ユニオンズ→東映フライヤーズ）
- 前川八郎（東京巨人軍→阪急軍）
- 前川正義（阪神軍）
- 前田章宏（中日ドラゴンズ）
- 前田和之（オリックス・ブルーウェーブ→横浜ベイスターズ→西武ライオンズ）オリックス時代の登録名は「カズ」
- 前田勝宏（西武ライオンズ→中日ドラゴンズ）
- 前田喜代士（名古屋軍）
- 前田健太（広島東洋カープ）
- 前田耕司（阪神タイガース→西武ライオンズ→広島東洋カープ→オリックス・ブルーウェーブ）オリックス時代の登録名は「前田康伺」
- 前田康介（ロッテオリオンズ→太平洋クラブライオンズ）ロッテ時代の登録名は「前田康雄」
- 前田諭治（ライオン軍=朝日軍）
- 前田三郎（広島東洋カープ）
- 前田四郎（南海ホークス）
- 前田新悟（中日ドラゴンズ）
- 前田大輔（オリックス・ブルーウェーブ=オリックス・バファローズ）
- 前田隆（読売ジャイアンツ）
- 前田忠節（大阪近鉄バファローズ→東北楽天ゴールデンイーグルス→阪神タイガース）
- 前田亨（阪急ブレーブス）
- 前田俊郎（西武ライオンズ）
- 前田智徳（広島東洋カープ）
- 前田浩継（オリックス・ブルーウェーブ→ヤクルトスワローズ→千葉ロッテマリーンズ）オリックス時代の登録名は「ヒロ」
- 前田益穂（中日ドラゴンズ→東京オリオンズ=ロッテオリオンズ）
- 前田祐二（オリックス・バファローズ）
- 前田幸長（ロッテオリオンズ=千葉ロッテマリーンズ→中日ドラゴンズ→読売ジャイアンツ）
- 前泊哲明（横浜大洋ホエールズ）
- 前原博之（中日ドラゴンズ→西武ライオンズ）
- 前間卓（広島東洋カープ）
- 牧勝彦（阪神タイガース→東京オリオンズ）
- 牧憲二郎（南海ホークス→阪急ブレーブス）
- 牧丈一郎（阪神タイガース）
- 真木将樹（大阪近鉄バファローズ→読売ジャイアンツ）
- 真喜志康永（近鉄バファローズ）
- 牧田明久（大阪近鉄バファローズ→東北楽天ゴールデンイーグルス）
- 牧田和久（東北楽天ゴールデンイーグルス）
- 牧田勝吾（オリックス・ブルーウェーブ=オリックス・バファローズ）
- 牧田政彦（阪急ブレーブス→中日ドラゴンズ）
- 牧谷宇佐美（ヤクルトスワローズ=東京ヤクルトスワローズ）
- 牧野潔（名古屋軍）
- 牧野茂（名古屋ドラゴンズ=中日ドラゴンズ）
- 牧野伸（東映フライヤーズ→近鉄バファロー=近鉄バファローズ）
- 牧野宏（阪急ブレーブス）
- 牧野塁（オリックス・ブルーウェーブ→阪神タイガース→東北楽天ゴールデンイーグルス→広島東洋カープ）
- 槙原寛己（読売ジャイアンツ）
- 幕田賢治（中日ドラゴンズ）
- 正岡真二（中日ドラゴンズ）1968年から1971年の登録名は「村上真二」
- 真砂勇介（福岡ソフトバンクホークス）
- 政野岩夫（南海軍=近畿日本軍）近畿日本軍時代の登録名は「中本政夫」
- 間柴茂有（大洋ホエールズ→日本ハムファイターズ→福岡ダイエーホークス）大洋時代の登録名は「間柴富裕」
- 桝嘉一（名古屋軍=産業軍）
- 桝重正（読売ジャイアンツ→大洋松竹ロビンス=大洋ホエールズ）
- 増井浩俊（北海道日本ハムファイターズ→オリックス・バファローズ）
- 益川満育（ヤクルトスワローズ→近鉄バファローズ→西武ライオンズ）
- 益田昭雄（読売ジャイアンツ→西鉄ライオンズ）
- 益田明典（読売ジャイアンツ）
- 枡田慎太郎（東北楽天ゴールデンイーグルス）
- 益田大介（中日ドラゴンズ→大阪近鉄バファローズ→東北楽天ゴールデンイーグルス）
- 増田卓（大映スターズ）
- 増田達至（埼玉西武ライオンズ）
- 増田敏（南海軍）
- 益田尚哉（広島東洋カープ）
- 増田浩（阪急ブレーブス→読売ジャイアンツ）
- 増田政行（ヤクルトスワローズ）1993年から1996年までの登録名は「増田康栄」
- 増渕竜義（東京ヤクルトスワローズ→北海道日本ハムファイターズ）
- 増本一郎（東急フライヤーズ=東映フライヤーズ）
- 増本宏（横浜大洋ホエールズ）
- 益山性旭（阪神タイガース）
- 又野知弥（東京ヤクルトスワローズ）
- 町豪将（オリックス・バファローズ）
- 待井昇（太平洋クラブライオンズ）
- 町田公二郎（広島東洋カープ→阪神タイガース）1998年から2004年の登録名は「町田康嗣郎」
- 町田公雄（阪神タイガース）
- 町田行彦（国鉄スワローズ→読売ジャイアンツ）
- 松修康（福岡ダイエーホークス=福岡ソフトバンクホークス）
- 松井淳（南海ホークス）
- 松井稼頭央（西武ライオンズ→東北楽天ゴールデンイーグルス→埼玉西武ライオンズ）
- 松井光介（東京ヤクルトスワローズ）
- 松井淳（東京ヤクルトスワローズ）
- 松井隆昌（福岡ダイエーホークス→広島東洋カープ→中日ドラゴンズ→千葉ロッテマリーンズ）
- 松井武雄（大洋ホエールズ）
- 松井達徳（中日ドラゴンズ→阪神タイガース）
- 松井信勝（パシフィック=太陽ロビンス=大陽ロビンス）
- 松井秀喜（読売ジャイアンツ）
- 松井雅人（中日ドラゴンズ→オリックス・バファローズ）
- 松井優典（南海ホークス→ヤクルトスワローズ）
- 松井満（阪急ブレーブス）
- 松井裕樹（東北楽天ゴールデンイーグルス）
- 松井佑介（中日ドラゴンズ→オリックス・バファローズ）
- 松井義弥（読売ジャイアンツ）
- 松浦正（中日ドラゴンズ→南海ホークス）
- 松浦英信（中日ドラゴンズ）
- 松浦宏明（日本ハムファイターズ→横浜ベイスターズ）
- 松浦三千男（大阪タイガース）
- 松尾幸造（名古屋軍=産業軍=中部日本軍=中日ドラゴンズ）
- 松尾五郎（阪神軍）
- 松尾輝義（読売ジャイアンツ）
- 松尾英治（読売ジャイアンツ）
- 松岡清治（ヤクルトスワローズ→ロッテオリオンズ）
- 松岡健一（東京ヤクルトスワローズ）
- 松岡功祐（大洋ホエールズ）
- 松岡大吾（ヤクルトスワローズ）
- 松岡弘（サンケイアトムズ=アトムズ=ヤクルトアトムズ=ヤクルトスワローズ）
- 松岡正樹（読売ジャイアンツ）
- 松岡雅俊（東映フライヤーズ）
- 松家卓弘（横浜ベイスターズ→北海道日本ハムファイターズ）
- 眞下貴之（横浜ベイスターズ=横浜DeNAベイスターズ）
- 松川誉弘（西武ライオンズ）
- 松川博爾（近畿日本軍=近畿グレートリング=南海ホークス→広島カープ）
- 松木謙治郎（大阪タイガース=阪神軍→大阪タイガース）
- マック鈴木（オリックス・ブルーウェーブ=オリックス・バファローズ）
- 松久保新吾（近鉄バファローズ→横浜ベイスターズ）
- 松久保満（大洋ホエールズ）
- 松坂健太（西武ライオンズ=埼玉西武ライオンズ→北海道日本ハムファイターズ）
- 松坂大輔（西武ライオンズ→福岡ソフトバンクホークス→中日ドラゴンズ→埼玉西武ライオンズ）
- 松崎伸吾（東北楽天ゴールデンイーグルス→阪神タイガース）
- 松崎秀昭（南海ホークス=福岡ダイエーホークス）
- 松崎泰治（ヤクルトスワローズ）
- 松下圭太（阪神タイガース）
- 松下建太（埼玉西武ライオンズ）
- 松下繁二（阪神軍）
- 松下立美（阪神タイガース）1982年の登録名は「松下竜三」
- 松下建夫（広島東洋カープ）
- 松下秀文（読売ジャイアンツ→近鉄バファロー）
- 松下芳夫（近鉄バファローズ）
- 松島英雄（大洋ホエールズ=横浜大洋ホエールズ）
- 松田和久（広島東洋カープ）
- 松田和哉（西武ライオンズ）
- 松田清（読売ジャイアンツ→国鉄スワローズ）
- 松田慎司（日本ハムファイターズ→福岡ダイエーホークス→ヤクルトスワローズ）
- 松田進（千葉ロッテマリーンズ）
- 松田宣浩（福岡ソフトバンクホークス→読売ジャイアンツ）
- 松田匡司（阪神タイガース→福岡ダイエーホークス→大阪近鉄バファローズ）
- 松田光保（ロッテオリオンズ）
- 松田遼馬（阪神タイガース→福岡ソフトバンクホークス）
- 松谷栄司（東映フライヤーズ）
- 松谷秀幸（ヤクルトスワローズ=東京ヤクルトスワローズ）
- 松谷竜二郎（読売ジャイアンツ→近鉄バファローズ）
- 松中信彦（福岡ダイエーホークス=福岡ソフトバンクホークス）
- 松永昂大（千葉ロッテマリーンズ）
- 松永浩典（西武ライオンズ=埼玉西武ライオンズ）
- 松永浩美（阪急ブレーブス=オリックス・ブレーブス=オリックス・ブルーウェーブ→阪神タイガース→福岡ダイエーホークス）
- 松永幸男（中日ドラゴンズ）
- 松永美隆（阪神タイガース）
- 松沼博久（西武ライオンズ）
- 松沼雅之（西武ライオンズ）
- 松葉昇（南海ホークス→東急フライヤーズ）1947年から1948年の登録名は「朝井昇」
- 松橋義喜（阪急ブレーブス→国鉄スワローズ）
- 松林和雄（広島東洋カープ→福岡ダイエーホークス）
- 松林茂（広島東洋カープ→太平洋クラブライオンズ→中日ドラゴンズ）
- 松原誠（大洋ホエールズ=横浜大洋ホエールズ→読売ジャイアンツ）
- 松原靖（読売ジャイアンツ→西武ライオンズ）
- 松原良明（近鉄バファローズ）
- 松原由昌（読売ジャイアンツ→ロッテオリオンズ）
- 松比良平太（大阪近鉄バファローズ）
- 松広金一（大阪タイガース）
- 松村高明（横浜大洋ホエールズ）
- 松村豊司（オリックス・ブルーウェーブ=オリックス・バファローズ）
- 松村憲章（ヤクルトアトムズ=ヤクルトスワローズ）
- 松村正晴（読売ジャイアンツ→東映フライヤーズ）
- 松本輝（福岡ダイエーホークス=福岡ソフトバンクホークス→東北楽天ゴールデンイーグルス）2001年の登録名は「アキラ」、2002年から2003年までの登録名は「輝」
- 松本和雄（大陽ロビンス→中日ドラゴンズ=名古屋ドラゴンズ）
- 松本啓二朗（横浜ベイスターズ=横浜DeNAベイスターズ）
- 松本和弘（広島東洋カープ）
- 松本幸大（千葉ロッテマリーンズ→オリックス・バファローズ）
- 松元繁（ヤクルトスワローズ）
- 松本忍（中日ドラゴンズ）
- 松元秀一郎（ヤクルトスワローズ→オリックス・ブルーウェーブ）
- 松本俊一（東映フライヤーズ）
- 松本正志（阪急ブレーブス）1979年から1983年の登録名は「松本祥志」
- 松本高明（広島東洋カープ）
- 松本隆（広島東洋カープ）
- 松本卓也（福岡ダイエーホークス）
- 松本拓也（大阪近鉄バファローズ）
- 松本匡史（読売ジャイアンツ）
- 松本忠繁（南海ホークス→東急フライヤーズ）
- 松本哲也（読売ジャイアンツ）
- 松本照夫（阪急ブレーブス）
- 松本奉文（広島東洋カープ）
- 松本尚樹（千葉ロッテマリーンズ）
- 松本操（イーグルス→大和軍）
- 松本友（東京ヤクルトスワローズ）
- 松本雄作（国鉄スワローズ→サンケイスワローズ）
- 松本幸行（中日ドラゴンズ→阪急ブレーブス）
- 松本豊（横浜大洋ホエールズ=横浜ベイスターズ）
- 松本芳之（南海ホークス）
- 松本利一（名古屋金鯱軍→阪急軍）
- 松本竜也（読売ジャイアンツ）
- 松山傑（北海道日本ハムファイターズ→横浜ベイスターズ）
- 松山昇（広島カープ）
- 松山秀明（オリックス・ブレーブス=オリックス・ブルーウェーブ）
- 的場寛一（阪神タイガース）2000年から2004年までの登録名は「的場寛壱」
- 的場直樹（福岡ダイエーホークス=福岡ソフトバンクホークス→千葉ロッテマリーンズ）
- 的山哲也（近鉄バファローズ=大阪近鉄バファローズ→オリックス・ブルーウェーブ→福岡ソフトバンクホークス）
- 真中満（ヤクルトスワローズ=東京ヤクルトスワローズ）
- 真鍋勝己（阪神タイガース）
- 真鍋幹三（阪神タイガース→近鉄バファローズ）
- 真鍋安政（読売ジャイアンツ）
- 真野春美（金星スターズ）
- 馬原孝浩（福岡ダイエーホークス=福岡ソフトバンクホークス→オリックス・バファローズ）
- 馬渕隆雄（西武ライオンズ）
- 眞山龍（西武ライオンズ）
- 真弓明信（太平洋クラブライオンズ=クラウンライターライオンズ→阪神タイガース）
- 丸尾英司（オリックス・ブルーウェーブ→大阪近鉄バファローズ）
- 丸尾千年次（阪急軍）
- 丸木唯（広島東洋カープ）
- 円子宏（南海ホークス）
- 丸毛謙一（読売ジャイアンツ→オリックス・バファローズ）
- 丸山一仁（ロッテオリオンズ）
- 丸山完二（国鉄スワローズ=サンケイスワローズ=サンケイアトムズ=アトムズ=ヤクルトアトムズ）
- 丸山泰嗣（千葉ロッテマリーンズ→ヤクルトスワローズ=東京ヤクルトスワローズ）
- 丸山泰資（中日ドラゴンズ）
- 丸山貴史（ヤクルトスワローズ=東京ヤクルトスワローズ）
- 丸山二三雄（南海軍=近畿日本軍=近畿グレートリング=南海ホークス→中日ドラゴンズ→大洋ホエールズ）
- 万永貴司（横浜ベイスターズ）
- 萬谷康平（横浜DeNAベイスターズ）

### み
- 三浦和美（広島カープ）
- 三浦清弘（南海ホークス→太平洋クラブライオンズ）
- 三浦銀二（横浜DeNAベイスターズ）
- 三浦大輔（横浜大洋ホエールズ=横浜ベイスターズ=横浜DeNAベイスターズ）
- 三浦貴（読売ジャイアンツ→埼玉西武ライオンズ）
- 三浦敏一（名古屋軍）
- 三浦広之（阪急ブレーブス）
- 三浦将明（中日ドラゴンズ）
- 三浦正規（近鉄バファローズ）
- 三浦政基（日拓ホームフライヤーズ=日本ハムファイターズ→ヤクルトスワローズ→南海ホークス→大洋ホエールズ）
- 三浦正行（大洋ホエールズ=横浜大洋ホエールズ）
- 三浦方義（読売ジャイアンツ→大映スターズ=大映ユニオンズ→毎日大映オリオンズ）
- 三浦道男（大洋ホエールズ=横浜大洋ホエールズ）
- 三上真司（ヤクルトスワローズ）
- 三上朋也（横浜DeNAベイスターズ→読売ジャイアンツ）
- 三木肇（ヤクルトスワローズ=東京ヤクルトスワローズ→北海道日本ハムファイターズ）
- 三木久一（阪急軍=阪急ブレーブス）
- 三木均（読売ジャイアンツ）
- 三木仁（大阪近鉄バファローズ→オリックス・バファローズ）
- 三木亮（千葉ロッテマリーンズ）
- 右田一彦（横浜大洋ホエールズ→ロッテオリオンズ）
- 右田雅彦（南海ホークス=福岡ダイエーホークス→阪神タイガース）
- 三家和真（広島東洋カープ→千葉ロッテマリーンズ）
- 御子柴進（阪神タイガース）
- 三沢今朝治（東映フライヤーズ=日拓ホームフライヤーズ=日本ハムファイターズ）
- 三澤興一（読売ジャイアンツ→大阪近鉄バファローズ→読売ジャイアンツ→ヤクルトスワローズ→中日ドラゴンズ）巨人時代の登録名は「三沢興一」
- 三沢淳（中日ドラゴンズ→日本ハムファイターズ）
- 美沢将（埼玉西武ライオンズ）
- 三島輝史（千葉ロッテマリーンズ）
- 水尾嘉孝（横浜大洋ホエールズ=横浜ベイスターズ→オリックス・バファローズ→西武ライオンズ）
- 水落暢明（阪神タイガース）
- 水上静哉（東映フライヤーズ→大阪タイガース）
- 水上善雄（ロッテオリオンズ→広島東洋カープ→福岡ダイエーホークス）
- 水口栄二（近鉄バファローズ=大阪近鉄バファローズ→オリックス・バファローズ）
- 水口大地（埼玉西武ライオンズ）
- 水沢薫（読売ジャイアンツ）
- 水沢英樹（広島東洋カープ）
- 水沢正浩（日本ハムファイターズ）
- 水田章雄（福岡ダイエーホークス=福岡ソフトバンクホークス）
- 水田圭介（西武ライオンズ=埼玉西武ライオンズ→阪神タイガース→中日ドラゴンズ→東京ヤクルトスワローズ）
- 水谷茂雄（南海ホークス→中日ドラゴンズ）
- 水谷実雄（広島東洋カープ→阪急ブレーブス）
- 水谷新太郎（ヤクルトスワローズ）
- 水谷孝（阪急ブレーブス→読売ジャイアンツ→阪急ブレーブス）
- 水谷則一（大東京軍=ライオン軍→松竹ロビンス）
- 水谷則博（中日ドラゴンズ→ロッテオリオンズ）
- 水谷寿伸（中日ドラゴンズ）1959年から1963年の登録名は「水谷伸久」
- 水谷啓昭（中日ドラゴンズ）
- 水谷宏（近鉄バファローズ）
- 水沼四郎（広島カープ=広島東洋カープ→中日ドラゴンズ）
- 水野雄仁（読売ジャイアンツ）
- 水野滉也（横浜DeNAベイスターズ）
- 水野忠彦（東京巨人軍）
- 水野祐希（東京ヤクルトスワローズ）
- 水野良一（中日ドラゴンズ）
- 水原茂（東京巨人軍→読売ジャイアンツ）
- 水本勝己（広島東洋カープ）
- 水本啓史（中日ドラゴンズ）
- 三瀬幸司（福岡ダイエーホークス=福岡ソフトバンクホークス→中日ドラゴンズ）
- 三瀬雅康（高橋ユニオンズ=トンボユニオンズ）
- 溝上治一（東急フライヤーズ）
- 溝口大樹（福岡ダイエーホークス=福岡ソフトバンクホークス）
- 御園生崇男（大阪タイガース→阪神軍=大阪タイガース）
- 溝部武夫（阪急軍=阪急ブレーブス→大阪タイガース）
- 溝脇隼人（中日ドラゴンズ）
- 三田政夫（東京巨人軍）
- 道原裕幸（広島東洋カープ）1972年から1979年の登録名は「道原博幸」
- 三井浩二（西武ライオンズ=埼玉西武ライオンズ）
- 光井正和（近鉄バファローズ）
- 三井雅晴（ロッテオリオンズ）
- 三井康浩（読売ジャイアンツ）
- 三橋豊夫（ヤクルトアトムズ=ヤクルトスワローズ）
- 三橋直樹（横浜ベイスターズ）
- 光原逸裕（オリックス・バファローズ→千葉ロッテマリーンズ）
- 三林清二（国鉄スワローズ）
- 三ツ間卓也（中日ドラゴンズ）
- 三ツ俣大樹（オリックス・バファローズ→中日ドラゴンズ→東京ヤクルトスワローズ）
- 光山英和（近鉄バファローズ→中日ドラゴンズ→読売ジャイアンツ→千葉ロッテマリーンズ→横浜ベイスターズ）
- 三富恒雄（翼軍→大洋軍→金星スターズ→中日ドラゴンズ=名古屋ドラゴンズ=中日ドラゴンズ）
- 皆川定之（大阪タイガース=阪神軍→急映フライヤーズ=東急フライヤーズ）
- 皆川睦雄（南海ホークス）1954年から1959年の登録名は「皆川睦男」
- 皆川康夫（東映フライヤーズ=日拓ホームフライヤーズ=日本ハムファイターズ→広島東洋カープ）
- 湊川誠隆（中日ドラゴンズ）
- 皆木敏夫（読売ジャイアンツ）
- 南温平（読売ジャイアンツ→大映スターズ）
- 南和彰（読売ジャイアンツ）
- 南真一郎（近鉄バファローズ=大阪近鉄バファローズ→読売ジャイアンツ）
- 南秀憲（ヤクルトスワローズ→近鉄バファローズ→阪神タイガース）
- 南昌輝（千葉ロッテマリーンズ）
- 南竜次（日本ハムファイターズ）
- 南竜介（横浜ベイスターズ→千葉ロッテマリーンズ）
- 南川忠亮（埼玉西武ライオンズ）
- 南渕時高（ロッテオリオンズ=千葉ロッテマリーンズ→中日ドラゴンズ→オリックス・ブルーウェーブ）
- 南村侑広（西日本パイレーツ→読売ジャイアンツ）1950年から1953年の登録名は「南村不可止」
- 南牟礼豊蔵（阪急ブレーブス=オリックス・ブレーブス=オリックス・ブルーウェーブ→中日ドラゴンズ→阪神タイガース）
- 峰国安（大洋ホエールズ）
- 峯本達雄（阪神タイガース）
- 三野勝大（読売ジャイアンツ→横浜ベイスターズ）
- 簑田浩二（阪急ブレーブス→読売ジャイアンツ）
- 箕田卓哉（日本ハムファイターズ）
- 簑原宏（南海ホークス→東映フライヤーズ）
- 見乗敏茂（トンボユニオンズ=高橋ユニオンズ）
- 三原修（東京巨人軍）
- 三原卓三（広島カープ）
- 三平孝広（読売ジャイアンツ）
- 三平晴樹（毎日大映オリオンズ→大洋ホエールズ→阪急ブレーブス）
- 御船英之（福岡ダイエーホークス→広島東洋カープ→近鉄バファローズ=大阪近鉄バファローズ）1996年の登録名は「御船秀之」
- 三船正俊（大阪タイガース→東映フライヤーズ）
- 美間優槻（広島東洋カープ→福岡ソフトバンクホークス）
- 三村勲（中部日本軍=中日ドラゴンズ→急映フライヤーズ→大映スターズ→松竹ロビンス→広島カープ）1955年の登録名は「三村勇夫」
- 三村正（南海ホークス）
- 三村敏之（広島カープ=広島東洋カープ）
- 宮内洋（横浜ベイスターズ）
- 宮内仁一（阪神タイガース）1993年の登録名は「宮内直二」
- 宮川一彦（横浜大洋ホエールズ=横浜ベイスターズ）
- 宮川将（東北楽天ゴールデンイーグルス）
- 宮川孝雄（広島カープ=広島東洋カープ）
- 宮城弘明（ヤクルトスワローズ）
- 宮口美吉（南海軍）
- 宮國椋丞（読売ジャイアンツ→横浜DeNAベイスターズ）
- 三宅孝夫（西鉄ライオンズ）
- 三宅宅三（毎日オリオンズ）
- 三宅秀史（大阪タイガース=阪神タイガース）1966年から1967年の登録名は「三宅伸和」
- 三宅博（大阪タイガース=阪神タイガース）
- 都裕次郎（中日ドラゴンズ）
- 宮越徹（中日ドラゴンズ→西武ライオンズ）
- 宮﨑敦次（千葉ロッテマリーンズ）
- 宮崎逸人（大阪タイガース）
- 宮﨑一彰（読売ジャイアンツ→西武ライオンズ）
- 宮崎一夫（毎日オリオンズ→高橋ユニオンズ→大映ユニオンズ）
- 宮崎要（西鉄クリッパース=西鉄ライオンズ）
- 宮崎昭二（東映フライヤーズ=日拓ホームフライヤーズ=日本ハムファイターズ）
- 宮崎仁郎（近畿グレートリング→大陽ロビンス=松竹ロビンス→大洋松竹ロビンス→広島カープ）
- 宮崎剛（大阪タイガース=阪神軍→阪急ブレーブス→大洋ホエールズ=大洋松竹ロビンス=大洋ホエールズ）
- 宮崎弘教（南海ホークス）
- 宮﨑充登（広島東洋カープ）
- 宮﨑祐樹（オリックス・バファローズ）
- 宮里太（横浜大洋ホエールズ=横浜ベイスターズ）
- 宮沢重雄（大洋ホエールズ）
- 宮沢澄也（東急フライヤーズ=東映フライヤーズ）
- 宮地克彦（西武ライオンズ→福岡ダイエーホークス=福岡ソフトバンクホークス）
- 宮地惟友（国鉄スワローズ）
- 宮下正彦（横浜大洋ホエールズ）1990年から1991年までの登録名は「宮下嗣朗」
- 宮下信明（黒鷲軍=大和軍→東京巨人軍=読売ジャイアンツ→中日ドラゴンズ=名古屋ドラゴンズ=中日ドラゴンズ）
- 宮下典明（近鉄バファローズ）
- 宮下昌己（中日ドラゴンズ→西武ライオンズ）
- 宮下義雄（南海軍→セネタース=東急フライヤーズ）
- 宮田和希（埼玉西武ライオンズ）
- 宮田典計（阪神タイガース→阪急ブレーブス）
- 宮田輝星（北海道日本ハムファイターズ）
- 宮田正直（福岡ダイエーホークス）
- 宮田征典（読売ジャイアンツ）
- 宮台康平（北海道日本ハムファイターズ→東京ヤクルトスワローズ）
- 宮武三郎（阪急軍）
- 宮出隆自（ヤクルトスワローズ=東京ヤクルトスワローズ→東北楽天ゴールデンイーグルス→東京ヤクルトスワローズ）
- 宮寺勝利（読売ジャイアンツ→西鉄ライオンズ=太平洋クラブライオンズ）
- 宮原秀明（東映フライヤーズ→ヤクルトアトムズ→近鉄バファローズ→大洋ホエールズ）東映時代以外の登録名は「宮原務本」
- 宮本和知（読売ジャイアンツ）
- 宮本和佳（大洋ホエールズ）
- 宮本賢（北海道日本ハムファイターズ）
- 宮本賢治（ヤクルトスワローズ）
- 宮本四郎（大洋ホエールズ→阪急ブレーブス→阪神タイガース）
- 宮本慎也（ヤクルトスワローズ=東京ヤクルトスワローズ）
- 宮本大輔（大阪近鉄バファローズ→オリックス・バファローズ）
- 宮本孝男（東映フライヤーズ）1972年の登録名は「宮本孝雄」
- 宮本武文（読売ジャイアンツ）
- 宮本秀明（横浜DeNAベイスターズ）
- 宮本裕司（千葉ロッテマリーンズ）
- 宮本幸信（阪急ブレーブス→広島東洋カープ→日本ハムファイターズ→大洋ホエールズ）
- 宮本洋二郎（読売ジャイアンツ→広島カープ=広島東洋カープ→南海ホークス）
- 宮本好宣（日本ハムファイターズ）
- 宮脇敏（ロッテオリオンズ→広島東洋カープ）
- 宮脇則昭（阪神タイガース）
- 三好真一（中日ドラゴンズ）
- 三好匠（東北楽天ゴールデンイーグルス→広島東洋カープ）
- 三好主（東京巨人軍）
- 三好大倫（中日ドラゴンズ）
- 三好正晴（読売ジャイアンツ）
- 三好守（西鉄ライオンズ）
- 三好幸雄（広島カープ=広島東洋カープ→阪急ブレーブス）
- 三輪敬司（中日ドラゴンズ）
- 三輪悟（西鉄ライオンズ=太平洋クラブライオンズ→広島東洋カープ）
- 三輪隆（オリックス・ブルーウェーブ）
- 三輪八郎（大阪タイガース=阪神軍）
- 三輪裕章（阪神軍）
- 三輪正義（東京ヤクルトスワローズ）
- 三輪田勝利（阪急ブレーブス）

### む
- 迎祐一郎（オリックス・ブルーウェーブ=オリックス・バファローズ→広島東洋カープ）
- 麦倉洋一（阪神タイガース）
- 無徒史朗（南海ホークス→サンケイアトムズ=アトムズ）1963年から1964年、1968年から1969年の登録名は「無徒史郎」
- 武藤一邦（ロッテオリオンズ）
- 武藤潤一郎（千葉ロッテマリーンズ→日本ハムファイターズ→西武ライオンズ）
- 武藤孝司（近鉄バファローズ=大阪近鉄バファローズ）
- 武藤祐太（中日ドラゴンズ→横浜DeNAベイスターズ）
- 武藤好貴（東北楽天ゴールデンイーグルス）
- 棟居進（読売ジャイアンツ→広島カープ）
- 宗接唯人（千葉ロッテマリーンズ）
- 村井英司（日本ハムファイターズ）
- 村岡耕一（横浜大洋ホエールズ→西武ライオンズ）
- 村上悦雄（南海ホークス）
- 村上海斗（読売ジャイアンツ）
- 村上一治（南海軍→南海ホークス）
- 村上公康（西鉄ライオンズ→ロッテオリオンズ）
- 村上重夫（ライオン軍=朝日軍）
- 村上眞一（阪急ブレーブス=オリックス・ブレーブス=オリックス・ブルーウェーブ）1982年から1993年の登録名は「村上信一」
- 村上真哉（日本ハムファイターズ）
- 村上誠一（福岡ダイエーホークス→阪神タイガース）
- 村上隆行（近鉄バファローズ=大阪近鉄バファローズ→西武ライオンズ）1992年から2001年の登録名は「村上嵩幸」
- 村上鉄也（福岡ダイエーホークス）
- 村上雅則（南海ホークス→阪神タイガース→日本ハムファイターズ）
- 村上之宏（南海ホークス）
- 村上義則（中日ドラゴンズ）
- 村川幸信（大東京軍）
- 村越稔（アトムズ=ヤクルトアトムズ→近鉄バファローズ）
- 村沢秀雄（イーグルス→東京セネタース）
- 村瀬一三（名古屋軍→阪神軍）
- 村瀬秀孝（西鉄軍）
- 村瀬広基（読売ジャイアンツ）
- 村田和哉（北海道日本ハムファイターズ）
- 村田勝喜（南海ホークス=福岡ダイエーホークス→西武ライオンズ→中日ドラゴンズ）
- 村田元一（国鉄スワローズ=サンケイスワローズ=サンケイアトムズ=アトムズ）
- 村田康一（近鉄パールス=近鉄バファロー=近鉄バファローズ）
- 村田修一（横浜ベイスターズ→読売ジャイアンツ）
- 村田真一（読売ジャイアンツ）
- 村田辰美（近鉄バファローズ→横浜大洋ホエールズ）
- 村田兆治（ロッテオリオンズ）
- 村田透（読売ジャイアンツ→北海道日本ハムファイターズ）
- 村田正幸（ヤクルトスワローズ）
- 村田善則（読売ジャイアンツ）
- 村中恭兵（東京ヤクルトスワローズ）
- 村西辰彦（日本ハムファイターズ）
- 村西哲幸（横浜ベイスターズ）
- 村松有人（福岡ダイエーホークス→オリックス・ブルーウェーブ=オリックス・バファローズ→福岡ソフトバンクホークス）
- 村松長太郎（東京セネタース=翼軍→大洋軍）
- 村松幸雄（名古屋軍）
- 村山実（大阪タイガース=阪神タイガース）1963年の登録名は「村山昌史」
- 室井豊（ライオン軍→南海軍）
- 室山皓之助（阪神タイガース）

### め
- 目時春雄（大陽ロビンス=松竹ロビンス→大洋松竹ロビンス=大洋ホエールズ）1955年の登録名は「目時富士雄」
- 面出哲志（大阪近鉄バファローズ→阪神タイガース）

### も
- 望月惇志（阪神タイガース）
- 望月潤一（イーグルス→パシフィック）
- 望月大希（北海道日本ハムファイターズ）
- 望月卓也（広島東洋カープ→ロッテオリオンズ）
- 望月一（広島東洋カープ→福岡ダイエーホークス）1991年から1996年の登録名は「望月秀通」、ダイエー時代の登録名は「望月秀継」
- 望月彦男（西鉄ライオンズ=太平洋クラブライオンズ）
- 望月充（阪神タイガース→南海ホークス）
- 茂木忠之（国鉄スワローズ）
- 基満男（西鉄ライオンズ=太平洋クラブライオンズ=クラウンライターライオンズ→横浜大洋ホエールズ）
- 元木大介（読売ジャイアンツ）
- 元田昌義（南海ホークス）
- 本西厚博（阪急ブレーブス=オリックス・ブレーブス=オリックス・ブルーウェーブ→阪神タイガース→日本ハムファイターズ→千葉ロッテマリーンズ）
- 本原正治（読売ジャイアンツ→福岡ダイエーホークス→広島東洋カープ）
- 本東洋（オリックス・ブルーウェーブ）
- 本村信吾（中日ドラゴンズ→広島東洋カープ→福岡ダイエーホークス）
- 本屋敷錦吾（阪急ブレーブス→阪神タイガース）
- 本柳和也（オリックス・ブルーウェーブ=オリックス・バファローズ）
- 桃井進（ロッテオリオンズ）
- 百瀬大騎（横浜DeNAベイスターズ）
- 森一晃（大洋ホエールズ=横浜大洋ホエールズ）
- 森和彦（阪急ブレーブス）
- 森国五郎（大阪タイガース=阪神軍）
- 森浩二（阪急ブレーブス=オリックス・ブレーブス=オリックス・ブルーウェーブ→ヤクルトスワローズ）
- 森廣二（千葉ロッテマリーンズ→中日ドラゴンズ）
- 森厚三（広島東洋カープ→阪急ブレーブス=オリックス・ブレーブス→福岡ダイエーホークス）
- 森弘太郎（阪急軍=阪急ブレーブス→東急フライヤーズ→西日本パイレーツ）
- 森茂雄（イーグルス）
- 森繁和（西武ライオンズ）
- 森章剛（中日ドラゴンズ→北海道日本ハムファイターズ）1998年から2001年の登録名は「ショーゴー」、2002年の一時期の登録名は「章剛」
- 森慎二（西武ライオンズ）
- 森大輔（横浜ベイスターズ）
- 森跳二（広島東洋カープ）
- 森徹（中日ドラゴンズ→大洋ホエールズ→東京オリオンズ）
- 森範行（日本ハムファイターズ）
- 森博幸（西武ライオンズ）
- 森浩之（南海ホークス=福岡ダイエーホークス）1991年の登録名は「森広之」
- 森雅功（大洋ホエールズ=大洋松竹ロビンス）
- 森昌彦（読売ジャイアンツ）
- 森雄大（東北楽天ゴールデンイーグルス）
- 森井茂（名古屋軍=産業軍=中部日本軍→広島カープ）
- 森内壽春（北海道日本ハムファイターズ）
- 守岡茂樹（広島東洋カープ）
- 森岡裕之（千葉ロッテマリーンズ→近鉄バファローズ）
- 森岡良介（中日ドラゴンズ→東京ヤクルトスワローズ）
- 森笠繁（広島東洋カープ→横浜ベイスターズ）
- 森川卓郎（広島カープ）
- 森口哲夫（大映スターズ=大映ユニオンズ→阪急ブレーブス）
- 森口益光（南海ホークス→中日ドラゴンズ）
- 森越祐人（中日ドラゴンズ→阪神タイガース→埼玉西武ライオンズ）
- 森下重好（パシフィック=太陽ロビンス=大陽ロビンス→近鉄パールス）
- 森下整鎮（南海ホークス）1952年から1955年の登録名は「森下正弘」、1956年から1958年の登録名は「森下正夫」
- 森田一成（阪神タイガース）
- 森田幸一（中日ドラゴンズ）
- 盛田幸妃（横浜大洋ホエールズ=横浜ベイスターズ→近鉄バファローズ=大阪近鉄バファローズ）大洋・横浜時代の登録名は「盛田幸希」
- 森田斌（大洋ホエールズ）
- 森田丈武（東北楽天ゴールデンイーグルス）2007年から2008年、2009年途中から2011年の登録名は「丈武」
- 森田実（名古屋金鯱軍→大洋軍）
- 森田実（読売ジャイアンツ）
- 森田芳彦（ロッテオリオンズ=千葉ロッテマリーンズ）
- 盛田嘉哉（中日ドラゴンズ）
- 森滝義巳（国鉄スワローズ=サンケイスワローズ=サンケイアトムズ）
- 森谷昭仁（大阪近鉄バファローズ→東北楽天ゴールデンイーグルス）2002年から2004年の登録名は「森谷昭人」
- 森谷昭（読売ジャイアンツ）
- 森永勝也（広島カープ→読売ジャイアンツ）1958年から1963年の登録名は「森永勝治」
- 森中千香良（南海ホークス→大洋ホエールズ→東映フライヤーズ=日拓ホームフライヤーズ=日本ハムファイターズ）1970年から1974年の登録名は「森中通晴」
- 森中聖雄（横浜ベイスターズ）
- 森野将彦（中日ドラゴンズ）
- 森福允彦（福岡ソフトバンクホークス→読売ジャイアンツ）
- 森光正吉（大阪タイガース=阪神タイガース）
- 森本潔（阪急ブレーブス→中日ドラゴンズ）
- 森本智（日本ハムファイターズ）
- 森本学（福岡ダイエーホークス=福岡ソフトバンクホークス）
- 森本将太（オリックス・バファローズ）
- 森本龍弥（北海道日本ハムファイターズ）
- 森本稀哲（日本ハムファイターズ=北海道日本ハムファイターズ→横浜ベイスターズ=横浜DeNAベイスターズ→埼玉西武ライオンズ）
- 守屋功輝（阪神タイガース）
- 森谷良平（大陽ロビンス→国鉄スワローズ）
- 森安敏明（東映フライヤーズ）
- 森山一人（近鉄バファローズ→福岡ダイエーホークス）
- 森山恵佑（北海道日本ハムファイターズ）
- 森山周（オリックス・バファローズ→東北楽天ゴールデンイーグルス）
- 森山正義（阪神タイガース→ロッテオリオンズ）
- 森山良二（西武ライオンズ→横浜ベイスターズ）
- 森脇浩司（近鉄バファローズ→広島東洋カープ→南海ホークス=福岡ダイエーホークス）
- 衆樹資宏（毎日オリオンズ=毎日大映オリオンズ→阪急ブレーブス→南海ホークス）
- 諸積兼司（千葉ロッテマリーンズ）
- 門前眞佐人（大阪タイガース→阪神軍→金星スターズ→大阪タイガース→大洋ホエールズ→広島カープ）
- 門奈哲寛（読売ジャイアンツ）

### や
- 八重樫幸雄（ヤクルトアトムズ=ヤクルトスワローズ）
- 八重沢憲一（東映フライヤーズ=日拓ホームフライヤーズ=東映フライヤーズ）
- 八百板卓丸（東北楽天ゴールデンイーグルス→読売ジャイアンツ）2019年の登録名は「卓丸」
- 矢形勝洋（阪急ブレーブス）
- 八木茂（阪急ブレーブス→阪神タイガース）
- 屋宜照悟（北海道日本ハムファイターズ→東京ヤクルトスワローズ）
- 八木進（南海軍=近畿日本軍）
- 八木孝（広島カープ=広島東洋カープ）
- 八木智哉（北海道日本ハムファイターズ→オリックス・バファローズ→中日ドラゴンズ）
- 八木裕（阪神タイガース）
- 八木政義（阪急ブレーブス=オリックス・ブレーブス=オリックス・ブルーウェーブ）
- 八木亮祐（東京ヤクルトスワローズ→オリックス・バファローズ）
- 八木沢荘六（東京オリオンズ=ロッテオリオンズ）
- 柳沼強（千葉ロッテマリーンズ）
- 矢口哲朗（中日ドラゴンズ）
- 谷沢健一（中日ドラゴンズ）
- 矢沢正（読売ジャイアンツ）
- 屋鋪要（横浜大洋ホエールズ→読売ジャイアンツ）
- 矢島勝彦（近鉄バファローズ）
- 矢島粂安（大日本東京野球倶楽部）
- 八島祥司（ロッテオリオンズ=千葉ロッテマリーンズ）
- 安井亀和（南海軍→近畿グレートリング=南海ホークス→大洋ホエールズ=大洋松竹ロビンス→高橋ユニオンズ=トンボユニオンズ）ユニオンズ時代の登録名は「安居直史」
- 安井鍵太郎（南海軍→近畿グレートリング→阪急ブレーブス）
- 保井浩一（東急フライヤーズ）
- 安居玉一（阪神軍=大阪タイガース→大洋ホエールズ→国鉄スワローズ→近鉄パールス→大映スターズ）1942年から1948年の登録名は「玉置玉一」
- 安井智規（近鉄バファロー=近鉄バファローズ）1961年から1967年の登録名は「安井俊憲」
- 安木祥二（アトムズ=ヤクルトアトムズ=ヤクルトスワローズ→太平洋クラブライオンズ→ロッテオリオンズ→中日ドラゴンズ）
- 安田周一郎（近鉄バファローズ）
- 安田泰一（大洋ホエールズ→ロッテオリオンズ）
- 安田猛（ヤクルトアトムズ=ヤクルトスワローズ）
- 安田秀之（南海ホークス=福岡ダイエーホークス→日本ハムファイターズ→中日ドラゴンズ）
- 安原政俊（読売ジャイアンツ）
- 安原達佳（読売ジャイアンツ）
- 矢田万寿男（阪急ブレーブス）
- 矢地健人（中日ドラゴンズ→千葉ロッテマリーンズ）
- 谷内聖樹（近鉄バファローズ=大阪近鉄バファローズ→広島東洋カープ）
- 谷内亮太（東京ヤクルトスワローズ→北海道日本ハムファイターズ）
- 八浪知行（西鉄クリッパース=西鉄ライオンズ→大映スターズ）
- 矢頭高雄（大映ユニオンズ→毎日大映ユニオンズ→東京オリオンズ）
- 八名信夫（東映フライヤーズ）
- 梁川郁雄（阪急ブレーブス→広島カープ）1962年から1964年の登録名は「梁川在雄」
- 柳川福三（中日ドラゴンズ）1964年から1965年の登録名は「柳川誉造」
- 柳川洋平（福岡ソフトバンクホークス）
- 柳沢高雄（中日ドラゴンズ）
- 柳沢騰市（大東京軍=ライオン軍）
- 柳沢裕一（読売ジャイアンツ→オリックス・ブルーウェーブ→中日ドラゴンズ）
- 柳田聖人（南海ホークス=福岡ダイエーホークス→ヤクルトスワローズ→福岡ダイエーホークス）
- 柳田殖生（中日ドラゴンズ→横浜DeNAベイスターズ）
- 柳田利夫（毎日大映オリオンズ→読売ジャイアンツ→南海ホークス）
- 柳田将利（千葉ロッテマリーンズ）
- 柳田真宏（西鉄ライオンズ→読売ジャイアンツ→阪急ブレーブス→読売ジャイアンツ）1967年から1976年、1982年の登録名は「柳田俊郎」
- 柳田豊（西鉄ライオンズ=太平洋クラブライオンズ→近鉄バファローズ）
- 柳原隆弘（ヤクルトスワローズ→近鉄バファローズ→日本ハムファイターズ）
- 柳瀬明宏（福岡ソフトバンクホークス→阪神タイガース）
- 柳田浩一（ヤクルトスワローズ→近鉄バファローズ）近鉄時代の登録名は「柳田昌夫」
- 矢貫俊之（北海道日本ハムファイターズ→読売ジャイアンツ）
- 矢野燿大（中日ドラゴンズ→阪神タイガース）1991年から2009年の登録名は「矢野輝弘」
- 矢野晃（中日ドラゴンズ→近鉄バファローズ）1969年から1970年の登録名は「矢野昭良」
- 矢野英司（横浜ベイスターズ→大阪近鉄バファローズ→東北楽天ゴールデンイーグルス）
- 矢野和哉（ヤクルトスワローズ）
- 矢野清（阪急ブレーブス）
- 矢野謙次（読売ジャイアンツ→北海道日本ハムファイターズ）
- 矢野諭（日本ハムファイターズ=北海道日本ハムファイターズ）
- 矢野修平（広島東洋カープ）
- 矢野純一（大洋ホエールズ）
- 矢野俊一（大洋ホエールズ=横浜大洋ホエールズ→ロッテオリオンズ）1975年の登録名は「矢野剛俊」
- 矢野槙雄（名古屋金鯱軍）
- 矢野正之（阪神タイガース）
- 矢野実（南海ホークス=福岡ダイエーホークス→オリックス・ブルーウェーブ→福岡ダイエーホークス）1992年から1995年の登録名は「矢野未乗」
- 矢ノ浦国満（近鉄バファロー=近鉄バファローズ→サンケイアトムズ→読売ジャイアンツ）
- 矢作公一（日本ハムファイターズ）
- 藪恵壹（阪神タイガース→東北楽天ゴールデンイーグルス）1994年の登録名は「藪恵市」
- 藪上敏夫（南海ホークス）
- 薮田和樹（広島東洋カープ）
- 薮田安彦（千葉ロッテマリーンズ）
- 矢部徳美（南海ホークス）
- 矢部祐一（読売ジャイアンツ→大洋ホエールズ）
- 山井大介（中日ドラゴンズ）
- 山内一弘（毎日オリオンズ=毎日大映オリオンズ→阪神タイガース→広島東洋カープ）毎日・大毎時代の登録名は「山内和弘」
- 山内和宏（南海ホークス=福岡ダイエーホークス→中日ドラゴンズ）
- 山内新一（読売ジャイアンツ→南海ホークス→阪神タイガース）
- 山内壮馬（中日ドラゴンズ→東北楽天ゴールデンイーグルス）
- 山内孝徳（南海ホークス=福岡ダイエーホークス）
- 山内泰幸（広島東洋カープ）
- 山内嘉弘（阪急ブレーブス=オリックス・ブレーブス=オリックス・ブルーウェーブ→ヤクルトスワローズ）
- 山尾孝雄（阪神タイガース）
- 山岡洋之（阪神タイガース）
- 山岡勝（読売ジャイアンツ→近鉄バファローズ）
- 山沖之彦（阪急ブレーブス=オリックス・ブレーブス=オリックス・ブルーウェーブ→阪神タイガース）
- 山川喜作（名古屋金鯱軍→大洋軍→東京巨人軍=読売ジャイアンツ→広島カープ）広島時代の登録名は「山川武範」
- 山川晃司（東京ヤクルトスワローズ）
- 山川周一（南海ホークス=福岡ダイエーホークス）
- 山川猛（西武ライオンズ→阪神タイガース）
- 山岸静馬（高橋ユニオンズ=トンボユニオンズ=高橋ユニオンズ→大映ユニオンズ）
- 山岸穣（西武ライオンズ=埼玉西武ライオンズ→東京ヤクルトスワローズ）
- 山北茂利（中日ドラゴンズ→千葉ロッテマリーンズ→横浜ベイスターズ）
- 山口和男（オリックス・ブルーウェーブ=オリックス・バファローズ）
- 山口幸司（中日ドラゴンズ）
- 山口弘佑（日本ハムファイターズ=北海道日本ハムファイターズ）
- 山口重幸（阪神タイガース→ヤクルトスワローズ）
- 山口俊（横浜ベイスターズ=横浜DeNAベイスターズ→読売ジャイアンツ）
- 山口翔（広島東洋カープ）
- 山口信二（福岡ダイエーホークス）
- 山口晋（広島東洋カープ→日本ハムファイターズ）
- 山口高志（阪急ブレーブス）
- 山口嵩之（埼玉西武ライオンズ）
- 山口忠良（横浜大洋ホエールズ）
- 山口哲治（近鉄バファローズ→南海ホークス）
- 山口鉄也（読売ジャイアンツ）
- 山口富士雄（阪急ブレーブス→大洋ホエールズ）
- 山口政信（大阪タイガース→阪神軍→広島カープ）
- 山口裕二（南海ホークス=福岡ダイエーホークス）
- 山口幸勇（横浜大洋ホエールズ=横浜ベイスターズ）
- 山口喜司（広島東洋カープ）
- 山倉和博（読売ジャイアンツ）
- 山越吉洋（阪急ブレーブス=オリックス・ブレーブス=オリックス・ブルーウェーブ）
- 山崎章弘（読売ジャイアンツ→日本ハムファイターズ）
- 山﨑一玄（阪神タイガース→大阪近鉄バファローズ）
- 山崎勝己（福岡ソフトバンクホークス→オリックス・バファローズ）
- 山﨑健（広島東洋カープ→千葉ロッテマリーンズ）
- 山崎賢一（横浜大洋ホエールズ=横浜ベイスターズ→福岡ダイエーホークス）
- 山﨑賢太（中日ドラゴンズ）
- 山﨑浩司（大阪近鉄バファローズ→オリックス・バファローズ→広島東洋カープ→オリックス・バファローズ→埼玉西武ライオンズ→東北楽天ゴールデンイーグルス）
- 山崎晃大朗（東京ヤクルトスワローズ）
- 山崎敏（西武ライオンズ=埼玉西武ライオンズ）
- 山崎慎太郎（近鉄バファローズ→福岡ダイエーホークス→広島東洋カープ→オリックス・ブルーウェーブ）
- 山崎善平（大洋ホエールズ→名古屋ドラゴンズ=中日ドラゴンズ）
- 山崎隆広（東北楽天ゴールデンイーグルス）
- 山﨑貴弘（ヤクルトスワローズ→千葉ロッテマリーンズ）
- 山崎武昭（東映フライヤーズ=日拓ホームフライヤーズ=日本ハムファイターズ）
- 山﨑武司（中日ドラゴンズ→オリックス・ブルーウェーブ→東北楽天ゴールデンイーグルス→中日ドラゴンズ）
- 山崎憲晴（横浜DeNAベイスターズ→阪神タイガース）
- 山崎弘美（読売ジャイアンツ）
- 山崎裕之（東京オリオンズ=ロッテオリオンズ→西武ライオンズ）
- 山崎正貴（オリックス・バファローズ）
- 山崎正之（読売ジャイアンツ→東映フライヤーズ）
- 山崎隆造（広島東洋カープ）
- 山地隆（日本ハムファイターズ）
- 山下斐紹（福岡ソフトバンクホークス→東北楽天ゴールデンイーグルス→中日ドラゴンズ）1915年から1917年の登録名は「斐紹」
- 山下和輝（阪神タイガース）
- 山下和彦（近鉄バファローズ=日本ハムファイターズ）
- 山下勝充（大阪近鉄バファローズ→東北楽天ゴールデンイーグルス）近鉄時代の登録名は「山下勝己」
- 山下慶徳（ヤクルトスワローズ→南海ホークス→ヤクルトスワローズ）
- 山下好一（阪急軍）
- 山下幸輝（横浜DeNAベイスターズ）
- 山下浩二（阪急ブレーブス）
- 山下航汰（読売ジャイアンツ）
- 山下峻（横浜DeNAベイスターズ）
- 山下大輔（大洋ホエールズ=横浜大洋ホエールズ）
- 山下健（阪急ブレーブス）
- 山下司（読売ジャイアンツ→日本ハムファイターズ）
- 山下登（近鉄パールス=近鉄バファロー→南海ホークス）
- 山下徳人（ロッテオリオンズ=千葉ロッテマリーンズ）
- 山下浩宜（読売ジャイアンツ）
- 山下実（阪急軍→名古屋軍）
- 山下律夫（大洋ホエールズ→クラウンライターライオンズ=西武ライオンズ→南海ホークス）
- 山田秋親（福岡ダイエーホークス=福岡ソフトバンクホークス→千葉ロッテマリーンズ）ロッテ時代の登録名は「秋親」
- 山田和利（中日ドラゴンズ→広島東洋カープ→中日ドラゴンズ）
- 山田和英（阪神タイガース）
- 山田和幸（西武ライオンズ）
- 山田勝国（近鉄バファローズ→ヤクルトスワローズ）
- 山田勝彦（阪神タイガース→日本ハムファイターズ=北海道日本ハムファイターズ）
- 山田喜久夫（中日ドラゴンズ→広島東洋カープ）1995年から1996年の登録名は「キク山田」
- 山田潔（イーグルス=黒鷲軍=大和軍→東京巨人軍→金星スターズ=大映スターズ）
- 山田憲（日本ハムファイターズ=北海道日本ハムファイターズ）
- 山田広二（中日ドラゴンズ）1996年から1998年の登録名は「広二山田」
- 山田潤（西武ライオンズ→広島東洋カープ）
- 山田真介（読売ジャイアンツ→広島東洋カープ→阪神タイガース）
- 山田清三郎（近鉄パールス）
- 山田貴志（中日ドラゴンズ）
- 山田武史（読売ジャイアンツ→福岡ダイエーホークス）
- 山田忠男（大洋ホエールズ）
- 山田勉（南海ホークス→広島東洋カープ）
- 山田勉（ヤクルトスワローズ→広島東洋カープ→福岡ダイエーホークス）
- 山田利昭（毎日オリオンズ→高橋ユニオンズ=トンボユニオンズ=高橋ユニオンズ→東映フライヤーズ）
- 山田敏彦（阪神タイガース）
- 山田直政（読売ジャイアンツ）
- 山田久志（阪急ブレーブス）
- 山田博一（横浜大洋ホエールズ）
- 山田弘喜（東京ヤクルトスワローズ）
- 山田大樹（福岡ソフトバンクホークス→東京ヤクルトスワローズ）
- 山田博士（中日ドラゴンズ→横浜ベイスターズ）1996年の登録名は「ヒロ山田」、1997年から2001年の登録名は「山田洋」
- 山田正雄（毎日大映オリオンズ=東京オリオンズ=ロッテオリオンズ）
- 山田真実（近鉄バファローズ）
- 山田裕司（ヤクルトスワローズ=東京ヤクルトスワローズ）
- 大和（阪神タイガース→横浜DeNAベイスターズ）2006年の登録名は「前田大和」
- 山中潔（広島東洋カープ→福岡ダイエーホークス→中日ドラゴンズ→日本ハムファイターズ→千葉ロッテマリーンズ）
- 山中賢次（阪急ブレーブス=オリックス・ブレーブス→ヤクルトスワローズ）
- 山中重信（西武ライオンズ）
- 山中巽（中日ドラゴンズ）
- 山中浩史（福岡ソフトバンクホークス→東京ヤクルトスワローズ）
- 山中雅博（大阪タイガース）
- 山根和夫（広島東洋カープ→西武ライオンズ）
- 山根俊英（毎日オリオンズ=毎日大映オリオンズ）
- 山根雅仁（広島東洋カープ）
- 山根実（大阪タイガース=阪神軍→国鉄スワローズ）
- 山根善伸（横浜大洋ホエールズ=横浜ベイスターズ）
- 山野和明（西武ライオンズ→中日ドラゴンズ）
- 山之内健一（福岡ダイエーホークス）
- 山原和敏（日本ハムファイターズ）
- 山部精治（名古屋ドラゴンズ=中日ドラゴンズ→高橋ユニオンズ→大映ユニオンズ）
- 山部太（ヤクルトスワローズ=東京ヤクルトスワローズ）
- 山村達也（近鉄バファローズ）
- 山村宏樹（阪神タイガース→大阪近鉄バファローズ→東北楽天ゴールデンイーグルス）
- 山村幹弘（大洋ホエールズ）
- 山村路直（福岡ダイエーホークス=福岡ソフトバンクホークス）
- 山村善則（太平洋クラブライオンズ=クラウンライターライオンズ=西武ライオンズ→南海ホークス=福岡ダイエーホークス）
- 山室公志郎（千葉ロッテマリーンズ）
- 山本歩（西武ライオンズ=埼玉西武ライオンズ）
- 山本一輝（読売ジャイアンツ）
- 山本栄一郎（東京巨人軍）
- 山本栄二（オリックス・ブルーウェーブ）
- 山本格也（毎日オリオンズ=大毎オリオンズ）
- 山本和生（読売ジャイアンツ）1973年から1975年の登録名は「山本和雄」
- 山本和男（広島東洋カープ→オリックス・ブレーブス）
- 山本和作（読売ジャイアンツ→オリックス・バファローズ）
- 山本和範（近鉄バファローズ→南海ホークス=福岡ダイエーホークス→近鉄バファローズ=大阪近鉄バファローズ）1994年から1995年の登録名は「カズ山本」
- 山本和行（阪神タイガース）
- 山本一徳（北海道日本ハムファイターズ→千葉ロッテマリーンズ）
- 山本一義（広島カープ=広島東洋カープ）
- 山本桂（日本ハムファイターズ→読売ジャイアンツ）巨人時代の登録名は「山本勝哉」
- 山本賢寿（読売ジャイアンツ）
- 山本公士（阪急ブレーブス）
- 山本浩二（広島東洋カープ）1969年から1974年の登録名は「山本浩司」
- 山本功児（読売ジャイアンツ→ロッテオリオンズ）
- 山本幸二（読売ジャイアンツ）
- 山本重政（近鉄バファローズ→阪神タイガース）
- 山本静雄（中日ドラゴンズ→近鉄パールス）
- 山本淳（西武ライオンズ=埼玉西武ライオンズ）
- 山本翔（広島東洋カープ）
- 山本省吾（大阪近鉄バファローズ→オリックス・バファローズ→横浜ベイスターズ=横浜DeNAベイスターズ→福岡ソフトバンクホークス）
- 山本翔也（阪神タイガース）
- 山本真一（広島カープ=広島東洋カープ）
- 山本晴三（南海ホークス→阪神タイガース）
- 山本拓司（オリックス・ブルーウェーブ=オリックス・バファローズ）
- 山本忠男（南海ホークス）
- 山本樹（ヤクルトスワローズ）
- 山本恒敬（東映フライヤーズ→大洋ホエールズ）
- 山本哲也（阪神タイガース）
- 山本哲哉（東京ヤクルトスワローズ）
- 山本徹矢（千葉ロッテマリーンズ）
- 山本八郎（東映フライヤーズ→近鉄バファローズ→サンケイアトムズ）
- 山本久夫（東映フライヤーズ→中日ドラゴンズ）
- 山本尚敏（大東京軍=ライオン軍）
- 山本秀一（南海ホークス→西鉄ライオンズ）
- 山本秀樹（西鉄ライオンズ）
- 山本斉（東京ヤクルトスワローズ）
- 山本兵吾（広島カープ）
- 山本大明（東北楽天ゴールデンイーグルス）
- 山本寛（サンケイアトムズ）
- 山本博愛（イーグルス）
- 山本文男（広島カープ）
- 山元二三男（広島カープ）
- 山本誠（阪急ブレーブス=オリックス・ブレーブス=オリックス・ブルーウェーブ）
- 山本昌（中日ドラゴンズ）1984年から1995年の登録名は「山本昌広」
- 山本雅夫（南海ホークス→読売ジャイアンツ→近鉄バファローズ）
- 山本雅士（中日ドラゴンズ）
- 山本勝則（西武ライオンズ）
- 山本光将（読売ジャイアンツ）
- 山本保司（中日ドラゴンズ→千葉ロッテマリーンズ）
- 山本幸正（阪神タイガース）
- 山本良材（阪急ブレーブス）
- 山本義司（南海ホークス→大映ユニオンズ→東映フライヤーズ→阪急ブレーブス）
- 山本由伸（オリックス・バファローズ）
- 山本芳彦（広島東洋カープ）
- 山本隆造（クラウンライターライオンズ=西武ライオンズ）
- 山森雅文（阪急ブレーブス=オリックス・ブレーブス=オリックス・ブルーウェーブ）1988年の登録名は「山森眞幸」
- 山脇光治（阪神タイガース）

### ゆ
- 湯浅禎夫（毎日オリオンズ）
- 湯浅芳彰（パシフィック=太陽ロビンス）
- ユウキ（近鉄バファローズ=大阪近鉄バファローズ→オリックス・ブルーウェーブ=オリックス・バファローズ→東京ヤクルトスワローズ）
- 雄太（中日ドラゴンズ）2008年までの登録名は「川井進」、2009年から2011年の登録名は「川井雄太」
- 雄平（ヤクルトスワローズ=東京ヤクルトスワローズ）2003年から2010年までの登録名は「高井雄平」
- 湯上谷竑志（南海ホークス=福岡ダイエーホークス）1985年から1993年の登録名は「湯上谷宏」
- 柚木進（南海ホークス）
- 柚木秀夫（南海ホークス→読売ジャイアンツ）
- 行沢久隆（日本ハムファイターズ→西武ライオンズ）
- 湯口敏彦（読売ジャイアンツ）
- 湯舟敏郎（阪神タイガース→大阪近鉄バファローズ）
- 弓長起浩（阪神タイガース）
- 弓岡敬二郎（阪急ブレーブス=オリックス・ブレーブス=オリックス・ブルーウェーブ）

### よ
- 陽岱鋼（北海道日本ハムファイターズ→読売ジャイアンツ）
- 陽川尚将（阪神タイガース→埼玉西武ライオンズ）
- 陽田浅吉（近鉄バファローズ）
- 養父鉄（福岡ダイエーホークス）
- 横尾俊建（北海道日本ハムファイターズ→東北楽天ゴールデンイーグルス）
- 横川史学（東北楽天ゴールデンイーグルス→読売ジャイアンツ）
- 横川雄介（読売ジャイアンツ）
- 横沢三郎（東京セネタース）
- 横沢七郎（東京セネタース=翼軍→セネタース=東急フライヤーズ）
- 横沢四郎（東京セネタース）
- 横田慎太郎（阪神タイガース）
- 横田久則（西武ライオンズ→千葉ロッテマリーンズ→阪神タイガース）
- 横田真之（ロッテオリオンズ=千葉ロッテマリーンズ→中日ドラゴンズ→西武ライオンズ）
- 横谷彰将（横浜大洋ホエールズ=横浜ベイスターズ→阪神タイガース）
- 横谷総一（阪神タイガース）
- 横地由松（中日ドラゴンズ→阪神タイガース）
- 横松寿一（広島東洋カープ）
- 横溝桂（広島カープ=広島東洋カープ）
- 横山光次（大阪タイガース=阪神タイガース）
- 横山小次郎（東京オリオンズ=ロッテオリオンズ→広島東洋カープ）
- 横山貴明（東北楽天ゴールデンイーグルス）
- 横山忠夫（読売ジャイアンツ→ロッテオリオンズ）
- 横山徹也（大阪近鉄バファローズ→オリックス・バファローズ→東北楽天ゴールデンイーグルス）
- 横山晴久（東映フライヤーズ=日拓ホームフライヤーズ=日本ハムファイターズ）
- 横山弘樹（広島東洋カープ）
- 横山昌弘（中日ドラゴンズ）
- 横山道哉（横浜ベイスターズ→北海道日本ハムファイターズ→横浜ベイスターズ）
- 横山雄哉（阪神タイガース）
- 横山竜士（広島東洋カープ）
- 横山龍之介（阪神タイガース）
- 吉井晃（横浜ベイスターズ）
- 吉井英昭（ロッテオリオンズ=千葉ロッテマリーンズ）
- 吉井理人（近鉄バファローズ→ヤクルトスワローズ→オリックス・ブルーウェーブ=オリックス・バファローズ→千葉ロッテマリーンズ）
- 吉江英四郎（急映フライヤーズ=東急フライヤーズ→読売ジャイアンツ）
- 吉江喜一（サンケイアトムズ）
- 吉岡邦広（東京オリオンズ=ロッテオリオンズ）
- 吉岡悟（東京オリオンズ=ロッテオリオンズ→太平洋クラブライオンズ=クラウンライターライオンズ=西武ライオンズ→日本ハムファイターズ）
- 吉岡史郎（高橋ユニオンズ=トンボユニオンズ=高橋ユニオンズ→大映ユニオンズ）
- 芦岡俊明（ロッテオリオンズ）
- 吉岡知毅（ロッテオリオンズ）
- 吉岡雄二（読売ジャイアンツ→近鉄バファローズ=大阪近鉄バファローズ→東北楽天ゴールデンイーグルス）1995年から1997年の登録名は「吉岡佑弐」
- 吉川雄大（東北楽天ゴールデンイーグルス）
- 吉川勝成（大阪近鉄バファローズ→オリックス・バファローズ）
- 吉川大幾（中日ドラゴンズ→読売ジャイアンツ）
- 吉川輝昭（横浜ベイスターズ→福岡ソフトバンクホークス→横浜DeNAベイスターズ）
- 吉川久一（阪急ブレーブス）
- 吉川弘幸（阪神タイガース）
- 吉川昌宏（ヤクルトスワローズ=東京ヤクルトスワローズ）
- 良川昌美（クラウンライターライオンズ=西武ライオンズ→近鉄バファローズ）
- 吉川光夫（北海道日本ハムファイターズ→読売ジャイアンツ→埼玉西武ライオンズ）
- 吉川元浩（近鉄バファローズ=大阪近鉄バファローズ→読売ジャイアンツ→福岡ソフトバンクホークス）
- 吉崎勝（日本ハムファイターズ=北海道日本ハムファイターズ）
- 吉沢岳男（名古屋ドラゴンズ=中日ドラゴンズ→近鉄バファローズ→中日ドラゴンズ）
- 吉沢俊幸（阪急ブレーブス→南海ホークス）
- 吉沢秀和（読売ジャイアンツ）1964年から1967年の登録名は「吉沢勝」
- 吉住晴斗（福岡ソフトバンクホークス）
- 吉田篤史（千葉ロッテマリーンズ→阪神タイガース）
- 吉田猪佐喜（名古屋軍=産業軍→松竹ロビンス）松竹時代の登録名は「吉田和生」
- 吉田英司（中日ドラゴンズ→毎日大映オリオンズ=東京オリオンズ）
- 吉田一将（オリックス・バファローズ）
- 吉田勝豊（東映フライヤーズ→読売ジャイアンツ→西鉄ライオンズ）
- 吉田勝彦（近鉄バファローズ→広島東洋カープ）
- 吉田圭（広島東洋カープ）
- 吉田好太（大阪近鉄バファローズ→横浜ベイスターズ）近鉄時代の登録名は「好太」
- 吉田定敬（東映フライヤーズ）
- 吉田修司（読売ジャイアンツ→福岡ダイエーホークス=福岡ソフトバンクホークス→オリックス・バファローズ）
- 由田慎太郎（オリックス・ブルーウェーブ=オリックス・バファローズ）
- 吉田大喜（東京ヤクルトスワローズ）
- 吉田大成（東京ヤクルトスワローズ）
- 吉田孝司（読売ジャイアンツ）
- 吉田剛（近鉄バファローズ=大阪近鉄バファローズ→阪神タイガース）
- 吉田道（近鉄バファローズ）
- 吉田利一（中日ドラゴンズ）
- 吉田豊彦（南海ホークス=福岡ダイエーホークス→阪神タイガース→大阪近鉄バファローズ→東北楽天ゴールデンイーグルス）
- 吉田直喜（オリックス・ブレーブス=オリックス・ブルーウェーブ）
- 吉田浩（阪神タイガース）
- 吉田博之（南海ホークス=福岡ダイエーホークス→阪神タイガース）
- 吉田太（中日ドラゴンズ）
- 吉田誠（東映フライヤーズ=日拓ホームフライヤーズ=日本ハムファイターズ→太平洋クラブライオンズ）
- 吉田正昭（東映フライヤーズ）
- 吉田正尚（オリックス・バファローズ）
- 吉田征人（阪急ブレーブス=オリックス・ブレーブス）
- 吉田康夫（阪神タイガース）
- 吉田侑樹（北海道日本ハムファイターズ）
- 吉田裕太（千葉ロッテマリーンズ）
- 吉田雄人（オリックス・バファローズ）
- 吉田幸央（ヤクルトスワローズ）
- 吉田陽次（近鉄パールス→高橋ユニオンズ）
- 吉田義男（大阪タイガース=阪神タイガース）
- 吉田凌（オリックス・バファローズ→千葉ロッテマリーンズ）
- 吉武真太郎（福岡ダイエーホークス=福岡ソフトバンクホークス→読売ジャイアンツ）
- 吉竹春樹（阪神タイガース→西武ライオンズ）
- 吉鶴憲治（中日ドラゴンズ→千葉ロッテマリーンズ）
- 吉年滝徳（広島東洋カープ）
- 吉永幸一郎（南海ホークス=福岡ダイエーホークス→読売ジャイアンツ）
- 吉成武雄（大洋ホエールズ=大洋松竹ロビンス）
- 吉野誠（阪神タイガース→オリックス・バファローズ→福岡ソフトバンクホークス）
- 由規（東京ヤクルトスワローズ→東北楽天ゴールデンイーグルス）
- 吉原孝介（読売ジャイアンツ→中日ドラゴンズ→オリックス・ブルーウェーブ=オリックス・バファローズ）
- 吉原正平（千葉ロッテマリーンズ）
- 義原武敏（読売ジャイアンツ→近鉄バファローズ）
- 吉原正喜（東京巨人軍）
- 吉原道臣（横浜ベイスターズ）
- 吉見一起（中日ドラゴンズ）
- 吉見太一（西武ライオンズ=埼玉西武ライオンズ）
- 吉見祐治（横浜ベイスターズ→千葉ロッテマリーンズ→阪神タイガース）
- 吉水幸夫（黒鷲軍=大和軍）
- 芳村嵓夫（中日ドラゴンズ→近鉄パールス→大映スターズ）
- 善村一仁（近鉄バファローズ=大阪近鉄バファローズ→中日ドラゴンズ）
- 吉村健二（太平洋クラブライオンズ）
- 吉村禎章（読売ジャイアンツ）
- 吉村典男（読売ジャイアンツ）
- 吉村将生（読売ジャイアンツ）
- 吉村元富（南海ホークス）
- 吉村裕基（横浜ベイスターズ=横浜DeNAベイスターズ→福岡ソフトバンクホークス）
- 吉持亮汰（東北楽天ゴールデンイーグルス）
- 吉本一義（福岡ダイエーホークス）
- 吉本祥二（福岡ソフトバンクホークス）
- 吉元伸二（ヤクルトスワローズ）
- 吉本博（太平洋クラブライオンズ=クラウンライターライオンズ=西武ライオンズ→横浜大洋ホエールズ）
- 吉本文弘（横浜大洋ホエールズ=横浜ベイスターズ）1991年から1994年の登録名は「吉本武弘」
- 吉本亮（広島東洋カープ→近鉄バファローズ→広島東洋カープ→阪神タイガース）
- 吉本亮（福岡ダイエーホークス=福岡ソフトバンクホークス→東京ヤクルトスワローズ）2004年から2005年の登録名は「吉本龍生」
- 四條稔（読売ジャイアンツ→オリックス・ブルーウェーブ→横浜ベイスターズ）
- 依田栄二（近鉄バファローズ）
- 与田剛（中日ドラゴンズ→千葉ロッテマリーンズ→日本ハムファイターズ→阪神タイガース）阪神時代の登録名は「与田剛士」
- 依田政彦（近鉄バファローズ）
- 与田順欣（西鉄ライオンズ）
- 與那原大剛（読売ジャイアンツ）
- 米正秀（横浜ベイスターズ）
- 米川泰夫（東急フライヤーズ=東映フライヤーズ→西鉄ライオンズ）
- 米倉忠信（読売ジャイアンツ）
- 米崎薫臣（近鉄バファローズ→阪神タイガース）
- 米田慶三郎（大洋ホエールズ=横浜大洋ホエールズ）
- 米田哲也（阪急ブレーブス→阪神タイガース→近鉄バファローズ）
- 米谷延夫（南海ホークス）
- 米野智人（ヤクルトスワローズ=東京ヤクルトスワローズ→埼玉西武ライオンズ→北海道日本ハムファイターズ）
- 米村明（中日ドラゴンズ）
- 米村理（阪急ブレーブス）
- 米村和樹（阪神タイガース）
- 米山哲夫（西鉄ライオンズ=太平洋クラブライオンズ→広島東洋カープ）
- 米山光男（広島カープ）1955年から1956年の登録名は「米山祐昭」

### ら行
- 羅本新二（ヤクルトスワローズ）
- 蘭定美男（大阪タイガース）
- 乱橋幸仁（ヤクルトスワローズ）
- 龍憲一（東映フライヤーズ→広島カープ=広島東洋カープ）
- 劉瀬章（南海軍）
- 龍隆行（東京オリオンズ）
- 竜太郎（オリックス・ブルーウェーブ→東北楽天ゴールデンイーグルス）
- 亮寛（千葉ロッテマリーンズ）

### わ
- 若井基安（南海ホークス=福岡ダイエーホークス）
- 若杉輝明（近鉄パールス）
- 若竹竜士（阪神タイガース→北海道日本ハムファイターズ）
- 若田部健一（福岡ダイエーホークス→横浜ベイスターズ）
- 若菜嘉晴（西鉄ライオンズ=太平洋クラブライオンズ=クラウンライターライオンズ→阪神タイガース→横浜大洋ホエールズ→日本ハムファイターズ）
- 若林憲一（大洋ホエールズ=横浜大洋ホエールズ）
- 若林淳至（西鉄ライオンズ）
- 若林隆信（中日ドラゴンズ→広島東洋カープ）
- 若林仁（ロッテオリオンズ）
- 若林弘泰（中日ドラゴンズ）
- 若松駿太（中日ドラゴンズ）
- 若松勉（ヤクルトスワローズ）
- 脇坂浩二（福岡ダイエーホークス）
- 脇坂隆志（近鉄バファローズ）
- 脇本直人（千葉ロッテマリーンズ）
- 脇谷亮太（読売ジャイアンツ→埼玉西武ライオンズ→読売ジャイアンツ）
- 湧川勉（阪急ブレーブス=オリックス・ブレーブス）
- 別部捷夫（国鉄スワローズ=サンケイスワローズ=サンケイアトムズ=アトムズ）
- 若生和也（中日ドラゴンズ→ロッテオリオンズ）
- 若生忠男（西鉄ライオンズ→読売ジャイアンツ）巨人時代の登録名は「若生忠泰」
- 若生照元（大洋ホエールズ）
- 若生智男（毎日オリオンズ=毎日大映オリオンズ→阪神タイガース→広島東洋カープ）
- 和田功（毎日オリオンズ=毎日大映オリオンズ→阪神タイガース）
- 和田勇（毎日オリオンズ）
- 和田一浩（西武ライオンズ→中日ドラゴンズ）
- 和田孝志（千葉ロッテマリーンズ）
- 和田毅（福岡ダイエーホークス=福岡ソフトバンクホークス）
- 和田徹（阪神タイガース→南海ホークス）
- 和田博実（西鉄ライオンズ）1955年から1956年の登録名は「和田博美」
- 和田博盛（日本ハムファイターズ）
- 和田豊（阪神タイガース）
- 和田恋（読売ジャイアンツ→東北楽天ゴールデンイーグルス）
- 渡辺一衛（金星スターズ=大映スターズ）
- 渡辺清（阪急ブレーブス→大洋ホエールズ）
- 渡辺敬蔵（阪神軍→大洋軍）
- 渡邉啓太（千葉ロッテマリーンズ）
- 渡邉恒樹（東北楽天ゴールデンイーグルス→東京ヤクルトスワローズ）ヤクルト時代の登録名は「渡辺恒樹」
- 渡辺静（朝日軍）
- 渡辺絢吾（黒鷲軍=大和軍）
- 渡辺純志（阪神タイガース）
- 渡辺俊介（千葉ロッテマリーンズ）
- 渡辺省三（大阪タイガース=阪神タイガース）
- 渡辺伸治（阪急ブレーブス=オリックス・ブレーブス=オリックス・ブルーウェーブ→広島東洋カープ）
- 渡辺進（ヤクルトスワローズ）
- 渡辺誠太郎（阪神軍=大阪タイガース→大陽ロビンス=松竹ロビンス→大洋ホエールズ）
- 渡邉大樹（東京ヤクルトスワローズ→オリックス・バファローズ）
- 渡辺泰輔（南海ホークス）
- 渡邉孝男（西武ライオンズ→日本ハムファイターズ=北海道日本ハムファイターズ）
- 渡辺孝博（ヤクルトスワローズ）
- 渡辺長助（阪神タイガース）
- 渡辺勉（阪急ブレーブス）
- 渡辺敏夫（阪急軍）
- 渡辺智男（西武ライオンズ→福岡ダイエーホークス→西武ライオンズ）
- 渡辺直人（東北楽天ゴールデンイーグルス→横浜ベイスターズ=横浜DeNAベイスターズ→埼玉西武ライオンズ→東北楽天ゴールデンイーグルス）
- 渡辺伸彦（阪神タイガース→オリックス・ブルーウェーブ→横浜ベイスターズ）
- 渡辺信義（広島カープ）
- 渡辺久信（西武ライオンズ）
- 渡辺英昭（ロッテオリオンズ=千葉ロッテマリーンズ）
- 渡辺秀一（福岡ダイエーホークス）1996年から1999年の登録名は「ヒデカズ」
- 渡辺秀武（読売ジャイアンツ→日拓ホームフライヤーズ=日本ハムファイターズ→大洋ホエールズ→ロッテオリオンズ→広島東洋カープ）
- 渡辺弘基（阪急ブレーブス→広島東洋カープ）
- 渡辺浩司（日本ハムファイターズ）
- 渡辺博敏（西鉄ライオンズ→阪神タイガース）
- 渡辺博文（阪急ブレーブス→サンケイスワローズ=サンケイアトムズ）1966年途中から1968年までの登録名は「渡辺一史」
- 渡辺弘（日本ハムファイターズ）
- 渡辺博之（大阪タイガース→近鉄パールス=近鉄バファロー）
- 渡邉博幸（中日ドラゴンズ）1996年から2002年の登録名は「渡辺博幸」
- 渡辺正和（福岡ダイエーホークス）
- 渡辺正人（千葉ロッテマリーンズ）
- 渡辺政仁（読売ジャイアンツ）
- 渡辺雅弘（横浜ベイスターズ）
- 渡辺勝（中日ドラゴンズ）
- 渡邊雄貴（横浜DeNAベイスターズ）
- 渡邊佑樹（東北楽天ゴールデンイーグルス→福岡ソフトバンクホークス）
- 渡邉雄大（福岡ソフトバンクホークス→阪神タイガース）
- 渡部龍一（北海道日本ハムファイターズ）
- 渡辺亮（阪神タイガース）
- 渡辺礼次郎（国鉄スワローズ）
- 綿貫惣司（東京セネタース）
- 渡部高史（横浜大洋ホエールズ=横浜ベイスターズ→オリックス・ブルーウェーブ→千葉ロッテマリーンズ）
- 渡部司（中日ドラゴンズ）
- 渡部弘（東京巨人軍）
- 渡会純男（南海ホークス→西鉄ライオンズ→南海ホークス）
- 度会博文（ヤクルトスワローズ=東京ヤクルトスワローズ）
- 和中道男（阪急ブレーブス）

## 日本プロ野球の外国人選手
登録名の五十音順。太字は現在NPBに在籍している選手。以下も参照。
- 北米・欧州出身の日本プロ野球外国人選手一覧
- 中南米出身の日本プロ野球外国人選手一覧
- アジア・オセアニア・アフリカ出身の日本プロ野球外国人選手一覧

### ア
- クリス・アーノルド（近鉄バファローズ）
- ロビー・アーリン（北海道日本ハムファイターズ）
- ホアン・アイケルバーガー（ヤクルトスワローズ）
- 相沢進（毎日オリオンズ→高橋ユニオンズ=トンボユニオンズ=高橋ユニオンズ）
- ティム・アイルランド（広島東洋カープ）
- アリスティデス・アキーノ（中日ドラゴンズ）
- ルイス・アキーノ（近鉄バファローズ）
- クリス・アギーラ（福岡ソフトバンクホークス）
- ヘスス・アギラー（埼玉西武ライオンズ）
- フランシス・アグウィリー（大洋ホエールズ→西鉄ライオンズ→大洋ホエールズ→阪急ブレーブス）1965・1969年の登録名は「アグリー」、1966年の登録名は「アギー」
- ホセ・アコスタ（千葉ロッテマリーンズ）
- マニー・アコスタ（読売ジャイアンツ）
- ウイリアンス・アストゥディーヨ（福岡ソフトバンクホークス）
- ケン・アスプロ（中日ドラゴンズ→大洋ホエールズ）
- スティベン・アセベド（千葉ロッテマリーンズ）
- アダム・ハイズデュ（福岡ソフトバンクホークス）
- サムエル・アダメス（読売ジャイアンツ）
- スコット・アッチソン（阪神タイガース）
- ウィリー・アップショー（福岡ダイエーホークス）
- ジム・アドゥチ（横浜大洋ホエールズ）
- アニマル・レスリー（阪急ブレーブス）
- ペドロ・アビラ（東京ヤクルトスワローズ）
- アブナー・アブレイユ（埼玉西武ライオンズ→読売ジャイアンツ）
- アルバート・アブレイユ（埼玉西武ライオンズ）
- ウィンストン・アブレイユ（千葉ロッテマリーンズ）
- ミチェル・アブレイユ（北海道日本ハムファイターズ）
- シェルテン・アポステル（千葉ロッテマリーンズ）
- カイル・アボット（近鉄バファローズ）
- ジーン・アマーン（阪急ブレーブス）
- ジャフェット・アマダー（東北楽天ゴールデンイーグルス）
- エルビス・アラウホ（中日ドラゴンズ）
- アラン山本（大映ユニオンズ）
- ジョージ・アリアス（オリックス・ブルーウェーブ→阪神タイガース→読売ジャイアンツ）2000年の登録名は「ジョージ」
- マティ・アルー（太平洋クラブライオンズ）
- アリスメンディ・アルカンタラ（北海道日本ハムファイターズ）
- ラウル・アルカンタラ（阪神タイガース）
- オズワルド・アルシア（北海道日本ハムファイターズ）
- リック・アルゾーラ（阪急ブレーブス）
- ジョージ・アルトマン（東京オリオンズ=ロッテオリオンズ→阪神タイガース）
- アンドリュー・アルバース（オリックス・バファローズ）
- ジョナサン・アルバラデホ（読売ジャイアンツ）
- ダリエル・アルバレス（福岡ソフトバンクホークス）
- フランク・アルバレス（中日ドラゴンズ）
- エドガルド・アルフォンゾ（読売ジャイアンツ）
- アレクサンダー・アルメンタ（福岡ソフトバンクホークス）
- エリック・アルモンテ（北海道日本ハムファイターズ）
- ソイロ・アルモンテ（中日ドラゴンズ）
- デービッド・アルモンテ（福岡ソフトバンクホークス）
- ヘクター・アルモンテ（読売ジャイアンツ）
- ボブ・アレキサンダー（東映フライヤーズ）
- アレックス・オチョア（中日ドラゴンズ→広島東洋カープ）
- キム・アレン（阪神タイガース）
- チャド・アレン（オリックス・バファローズ）
- ブランドン・アレン（福岡ソフトバンクホークス）
- ロッド・アレン（広島東洋カープ）
- 安旭（読売ジャイアンツ）
- エリック・アンソニー（ヤクルトスワローズ）
- アンソニー・カーター（北海道日本ハムファイターズ）
- スコット・アンダーソン（中日ドラゴンズ）
- ドリュー・アンダーソン（広島東洋カープ）
- レスリー・アンダーソン（読売ジャイアンツ）
- マット・アンドリース（読売ジャイアンツ）
- マイク・アンドリウス（近鉄バファローズ）
- トレイ・アンバギー（横浜DeNAベイスターズ）
- ティム・アンロー（中日ドラゴンズ）

### イ
- 李承燁（千葉ロッテマリーンズ→読売ジャイアンツ→オリックス・バファローズ）
- イ・デウン（千葉ロッテマリーンズ）
- 李大浩（オリックス・バファローズ→福岡ソフトバンクホークス）
- 李炳圭（中日ドラゴンズ）
- 李恵践（東京ヤクルトスワローズ）
- 李杋浩（福岡ソフトバンクホークス）
- 石川厚（読売ジャイアンツ）※入団当初から外国人枠の適用外
- マイク・イースラー（日本ハムファイターズ）
- ガブリエル・イノーア（東京ヤクルトスワローズ）
- 林昌勇（東京ヤクルトスワローズ）
- ピート・インカビリア（千葉ロッテマリーンズ）
- インチェ（東北楽天ゴールデンイーグルス）

### ウ
- ゼラス・ウィーラー（東北楽天ゴールデンイーグルス→読売ジャイアンツ）
- ジョー・ウィーランド（横浜DeNAベイスターズ）
- ローワン・ウィック（横浜DeNAベイスターズ）
- リチャード・ウィッグス（阪神タイガース）
- シャノン・ウィッテム（日本ハムファイターズ）
- ケビン・ウィット（横浜ベイスターズ→東北楽天ゴールデンイーグルス）
- ダレル・ウィットモア（千葉ロッテマリーンズ）
- ジミー・ウィリアム（中日ドラゴンズ）
- ウォルター・ウィリアムス（日本ハムファイターズ）
- エディ・ウィリアムス（福岡ダイエーホークス）
- ジェフ・ウィリアムス（阪神タイガース）
- デーブ・ウィリアムス（横浜ベイスターズ）
- ランディ・ウィリアムス（埼玉西武ライオンズ）
- バーニー・ウイリアムス（阪急ブレーブス）
- ジミー・ウィリアムズ（中日ドラゴンズ）
- ブライアン・ウィリアムズ（福岡ダイエーホークス）
- ダラス・ウイリアムズ（阪急ブレーブス）
- ウィリー・バンクス（オリックス・ブルーウェーブ）
- アーロン・ウィルカーソン（阪神タイガース）
- ウィルソン・バルデス（東京ヤクルトスワローズ）
- デジ・ウィルソン（阪神タイガース）
- ナイジェル・ウィルソン（日本ハムファイターズ→大阪近鉄バファローズ）
- ジム・ウイルソン（福岡ダイエーホークス）
- ジョージ・ウイルソン（西鉄ライオンズ）
- ウィン・ハタド（オリックス・ブルーウェーブ）
- マーベル・ウイン（阪神タイガース）
- トレイ・ウィンゲンター（埼玉西武ライオンズ）
- ライアン・ウィング（北海道日本ハムファイターズ）
- マット・ウインタース（日本ハムファイターズ）
- ゴーディ・ウインディ（阪急ブレーブス）
- 呉偲佑（千葉ロッテマリーンズ）
- 呉念庭（埼玉西武ライオンズ）※入団当初から外国人枠の適用外
- 呉猛（読売ジャイアンツ）
- デビッド・ウエスト（福岡ダイエーホークス）
- マット・ウエスト（オリックス・バファローズ）
- J.B.ウェンデルケン（横浜DeNAベイスターズ）
- 上田藤夫（阪急軍=阪急ブレーブス）
- 上田良夫（南海軍）
- アダム・ウォーカー（読売ジャイアンツ→福岡ソフトバンクホークス）
- ピート・ウォーカー（横浜ベイスターズ）
- レス・ウォーランド（横浜ベイスターズ）
- リー・ウォールス（阪急ブレーブス）
- ブライアン・ウォーレン（千葉ロッテマリーンズ）
- ボブ・ウォルコット（大阪近鉄バファローズ）
- ナッシュ・ウォルターズ（中日ドラゴンズ）
- ダニー・ウォルトン（横浜大洋ホエールズ）
- 内尾勇（阪急ブレーブス）
- マイク・ウッド（横浜ベイスターズ）
- ジェイソン・ウルキデス（東京ヤクルトスワローズ）
- サルバトーレ・ウルソー（広島東洋カープ）
- ブライアン・ウルフ（北海道日本ハムファイターズ→福岡ソフトバンクホークス→埼玉西武ライオンズ）
- ラリー・ウルフ（近鉄バファローズ）
- レオナルド・ウルヘエス（中日ドラゴンズ）
- エスタミー・ウレーニャ（読売ジャイアンツ→東北楽天ゴールデンイーグルス→読売ジャイアンツ）

### エ
- ジェリー・エイデア（阪急ブレーブス）
- アンディ・エイバッド（大阪近鉄バファローズ）
- マーク・エーカー（ヤクルトスワローズ）
- アルシデス・エスコバー（東京ヤクルトスワローズ）
- エドウィン・エスコバー（北海道日本ハムファイターズ→横浜DeNAベイスターズ）
- ホセ・エスパーダ（東京ヤクルトスワローズ）
- ライネル・エスピナル（東京ヤクルトスワローズ）
- アンダーソン・エスピノーザ（オリックス・バファローズ）
- アデイニー・エチェバリア（千葉ロッテマリーンズ）
- エンジェル・エチェバリア（日本ハムファイターズ=北海道日本ハムファイターズ）
- タイラー・エップラー（オリックス・バファローズ）
- エディ武井（東映フライヤーズ）
- エドガー・ゴンザレス（読売ジャイアンツ）
- ジョン・エドワーズ（阪神タイガース）
- トム・エバンス（阪神タイガース→西武ライオンズ）
- ニック・エバンス（東北楽天ゴールデンイーグルス）
- カル・エメリー（阪急ブレーブス）
- エリアン・エレラ（横浜DeNAベイスターズ）
- ブラッド・エルドレッド（広島東洋カープ）
- アンダーソン・エルナンデス（中日ドラゴンズ）
- ナルシソ・エルビラ（大阪近鉄バファローズ）
- ヨスラン・エレラ（横浜DeNAベイスターズ）
- ディートリック・エンス（埼玉西武ライオンズ）
- エンリケ・ラミレス（中日ドラゴンズ）

### オ
- 呉昇桓（阪神タイガース）
- 王天上（南海ホークス）
- リック・オースチン（阪急ブレーブス）
- タイラー・オースティン（横浜DeNAベイスターズ）
- 大館勲（大阪タイガース→毎日オリオンズ）毎日時代の登録名は「大館勲夫」
- ホセ・オーティズ（オリックス・ブルーウェーブ→千葉ロッテマリーンズ→福岡ソフトバンクホークス→埼玉西武ライオンズ）
- ケビン・オーミー（日本ハムファイターズ）
- ロス・オーレンドルフ（東京ヤクルトスワローズ）
- クリス・オクスプリング（阪神タイガース）
- ベン・オグリビー（近鉄バファローズ）
- ブライアン・オグレディ（埼玉西武ライオンズ）
- ホセ・オスーナ（福岡ソフトバンクホークス）
- ホセ・オスナ（東京ヤクルトスワローズ）
- ロベルト・オスナ（千葉ロッテマリーンズ→福岡ソフトバンクホークス）
- ポール・オセゲラ（福岡ソフトバンクホークス）
- ルーグネッド・オドーア（読売ジャイアンツ）
- マリオン・オニール（西鉄ライオンズ）
- ウェス・オバミュラー（オリックス・バファローズ）
- シャーマン・オバンドー（日本ハムファイターズ→北海道日本ハムファイターズ）
- ウィルフィン・オビスポ（読売ジャイアンツ→北海道日本ハムファイターズ）
- アルビス・オヘイダ（阪神タイガース）
- トーマス・オマリー（阪神タイガース→ヤクルトスワローズ）
- 尾茂田叶（東京セネタース）
- エドワード・オリバレス（オリックス・バファローズ）
- リチャード・オルセン（阪神タイガース）
- ルイス・オルティス（ヤクルトスワローズ）入団当初の登録名は「ルイス」
- ラモン・オルティズ（オリックス・バファローズ）
- ダグ・オルト（阪神タイガース）
- マイケル・オルムステッド（福岡ソフトバンクホークス）
- エドガー・オルモス（千葉ロッテマリーンズ）
- ラファエル・オレラーノ（日本ハムファイターズ）
- ローガン・オンドルセク（東京ヤクルトスワローズ）

### カ
- ウィリー・カークランド（阪神タイガース）
- クリス・カーター（埼玉西武ライオンズ）
- ランス・カーター（オリックス・バファローズ）
- アート・ガードナー（広島東洋カープ）
- マイク・ガーバー（中日ドラゴンズ）
- クリス・カーペンター（東京ヤクルトスワローズ）
- バディ・カーライル（阪神タイガース→北海道日本ハムファイターズ）
- ダン・カールソン（中日ドラゴンズ）
- カールトン半田（南海ホークス→中日ドラゴンズ）1958年の登録名は「半田春男」、中日時代の登録名は「半田春夫」
- 甲斐友治（近鉄パールス）
- アーロン・ガイエル（東京ヤクルトスワローズ）
- ダラス・カイケル（千葉ロッテマリーンズ）
- レオ・カイリー（毎日オリオンズ）
- 郭源治（中日ドラゴンズ）※1989年に帰化
- 郭建成（ヤクルトスワローズ）
- 郭泰源（西武ライオンズ）※1996年にFA権を取得し外国人枠の適用外に
- 郭李建夫（阪神タイガース）
- 柏枝文治（読売ジャイアンツ）
- カルロス・カスティーヨ（福岡ダイエーホークス）
- ファビオ・カスティーヨ（埼玉西武ライオンズ）
- ホセ・カスティーヨ（横浜ベイスターズ→千葉ロッテマリーンズ）
- ボビー・カスティーヨ（中日ドラゴンズ）
- ルイス・カスティーヨ（千葉ロッテマリーンズ→オリックス・バファローズ）
- ルスネイ・カスティーヨ（東北楽天ゴールデンイーグルス）
- ペドロ・カステヤーノ（読売ジャイアンツ）
- アレックス・カステヤーノス（読売ジャイアンツ）
- アンヘル・カストロ（福岡ソフトバンクホークス）
- フランク・カストロ（阪急ブレーブス）
- レン・カスパラビッチ（近鉄パールス）
- ロバート・ガゼルマン（横浜DeNAベイスターズ）
- 片山文男（ヤクルトスワローズ）※入団当初から外国人枠の適用外
- 加藤豪将（北海道日本ハムファイターズ）※入団当初から外国人枠の適用外
- リック・ガトームソン（ヤクルトスワローズ→福岡ソフトバンクホークス）
- 金伏ウーゴ（東京ヤクルトスワローズ→読売ジャイアンツ）2012年・2016年の登録名は「ウーゴ」※入団当初から外国人枠の適用外
- バーバロ・カニザレス（福岡ソフトバンクホークス）
- ガブリエル・ガルシア（読売ジャイアンツ）
- アレックス・カブレラ（西武ライオンズ→オリックス・バファローズ→福岡ソフトバンクホークス）※2009年にFA権を取得し外国人枠の適用外に
- ダニエル・カブレラ（中日ドラゴンズ）
- ホルベルト・カブレラ（福岡ソフトバンクホークス）
- アルキメデス・カミネロ（読売ジャイアンツ）
- 神谷雅巳（毎日大映オリオンズ）
- キース・カムストック（読売ジャイアンツ）
- 亀田忠（イーグルス=黒鷲軍）
- 亀田敏夫（大阪タイガース=阪神軍）
- ジョバンニ・カラーラ（西武ライオンズ）
- マット・カラシティー（東京ヤクルトスワローズ）
- D.J.カラスコ（福岡ソフトバンクホークス）
- フェリックス・カラスコ（中日ドラゴンズ）
- ヘクター・カラスコ（大阪近鉄バファローズ）
- ビクター・ガラテ（北海道日本ハムファイターズ）
- フランシスコ・カラバイヨ（オリックス・バファローズ）
- ビル・ガリクソン（読売ジャイアンツ）
- オルランド・カリステ（中日ドラゴンズ）
- エスマイリン・カリダ（広島東洋カープ）
- アンソニー・ガルシア（埼玉西武ライオンズ）
- オネルキ・ガルシア（中日ドラゴンズ→阪神タイガース）
- カリーム・ガルシア（オリックス・バファローズ）
- ギジェルモ・ガルシア（中日ドラゴンズ）
- フレッディ・ガルシア（大阪近鉄バファローズ）
- ホセ・アドリス・ガルシア（読売ジャイアンツ）
- ルイス・ガルシア（東北楽天ゴールデンイーグルス）
- フランク・ガルセス（埼玉西武ライオンズ）
- クラウディオ・ガルバ（中日ドラゴンズ）
- ジョージ・カルバー（日本ハムファイターズ）
- フレディ・ガルビス（福岡ソフトバンクホークス）
- バルビーノ・ガルベス（読売ジャイアンツ）
- カルロス・プリード（オリックス・ブルーウェーブ）
- カルロス・ロサ（千葉ロッテマリーンズ）
- ジョー・ガンケル（阪神タイガース→福岡ソフトバンクホークス）
- オジー・カンセコ（近鉄バファローズ）
- ジョン・ガント（北海道日本ハムファイターズ）
- クリストファー・カンバーランド（広島東洋カープ）
- フランク・カンポス（日本ハムファイターズ）
- レオネル・カンポス（広島東洋カープ）

### キ
- マーティ・キーオ（南海ホークス）
- マット・キーオ（阪神タイガース）
- 木須フェリペ（オリックス・バファローズ→東京ヤクルトスワローズ）登録名は「フェリペ」※入団当初から外国人枠の適用外
- 北村正司（毎日オリオンズ）
- クリストファー・ギッセル（西武ライオンズ）
- クリス・ギッテンス（東北楽天ゴールデンイーグルス）
- マット・キニー（埼玉西武ライオンズ）
- ボブ・ギブソン（ヤクルトスワローズ）
- パトリック・キブレハン（東京ヤクルトスワローズ）
- ブライアン・ギブンス（西武ライオンズ）
- 金泰均（千葉ロッテマリーンズ）
- 金炳賢（東北楽天ゴールデンイーグルス）
- 金無英（福岡ソフトバンクホークス→東北楽天ゴールデンイーグルス）※入団当初から外国人枠の適用外
- ゲーブ・キャプラー（読売ジャイアンツ）
- フランシスコ・キャブレラ（オリックス・ブルーウェーブ）
- トレイ・キャベッジ（読売ジャイアンツ）
- エディ・ギャラード（中日ドラゴンズ→横浜ベイスターズ）
- マーク・キャリオン（千葉ロッテマリーンズ）
- ギャレット・ジョーンズ（読売ジャイアンツ）
- ウェイン・ギャレット（中日ドラゴンズ）
- エイドリアン・ギャレット（広島東洋カープ）
- リード・ギャレット（埼玉西武ライオンズ）
- アレクシス・キャンデラリオ（埼玉西武ライオンズ）
- エリック・キャンベル（阪神タイガース）
- マイク・キャンベル（横浜ベイスターズ）
- キラ・カアイフエ（広島東洋カープ）
- ショーン・ギルバート（大阪近鉄バファローズ）
- プレストン・ギルメット（東京ヤクルトスワローズ）
- マイク・キンケード（阪神タイガース）

### ク
- 具臺晟（オリックス・ブルーウェーブ）
- マーカス・グウィン（東北楽天ゴールデンイーグルス）
- スコット・クーパー（西武ライオンズ）
- リンゼイ・グーリン（福岡ダイエーホークス=福岡ソフトバンクホークス）
- 古林睿煬（北海道日本ハムファイターズ）
- スコット・クールボー（阪神タイガース）
- 郭俊麟（埼玉西武ライオンズ）
- ジム・クォルス（近鉄バファローズ）
- アントニオ・グスマン（広島東洋カープ）
- ジョエル・グスマン（中日ドラゴンズ）
- ヘスス・グスマン（広島東洋カープ）
- マット・クック（東京ヤクルトスワローズ）
- ライアン・クック（読売ジャイアンツ）
- ダニー・グッドウィン（南海ホークス）
- ジェフ・クベンカ（千葉ロッテマリーンズ）
- ジェラルド・クラーク（ヤクルトスワローズ）
- フィル・クラーク（近鉄バファローズ=大阪近鉄バファローズ）
- マット・クラーク（中日ドラゴンズ→オリックス・バファローズ）
- セス・グライシンガー（東京ヤクルトスワローズ→読売ジャイアンツ→千葉ロッテマリーンズ）
- フィル・クライン（横浜DeNAベイスターズ）
- ビリー・クラウス（中日ドラゴンズ）
- ジュリスベル・グラシアル（福岡ソフトバンクホークス）
- フランクリン・グラセスキー（中日ドラゴンズ）
- ダン・グラッデン（読売ジャイアンツ）
- ジェイソン・グラボースキー（オリックス・バファローズ）
- アレックス・グラマン（西武ライオンズ=埼玉西武ライオンズ）
- マイク・グラン（横浜ベイスターズ）
- ダグ・クリーク（阪神タイガース）
- アンディ・グリーン（北海道日本ハムファイターズ）
- ディーン・グリーン（東京ヤクルトスワローズ）
- デビッド・グリーン（近鉄バファローズ）
- マイク・グリーンウェル（阪神タイガース）
- ユリエスキ・グリエル（横浜DeNAベイスターズ）
- ルルデス・グリエル・ジュニア（横浜DeNAベイスターズ）
- ブルックス・クリスキー（横浜DeNAベイスターズ→埼玉西武ライオンズ）
- ボブ・クリスチャン（東映フライヤーズ）
- ビル・グリヒン（近鉄バファローズ）
- フォスター・グリフィン（読売ジャイアンツ）
- ライアン・グリン（東北楽天ゴールデンイーグルス→北海道日本ハムファイターズ→横浜ベイスターズ）
- リック・クルーガー（読売ジャイアンツ）
- イバン・クルーズ（阪神タイガース→中日ドラゴンズ）
- トミー・クルーズ（日本ハムファイターズ）
- ヘクター・クルーズ（読売ジャイアンツ）
- ライナー・クルーズ（東北楽天ゴールデンイーグルス）
- ルイス・クルーズ（千葉ロッテマリーンズ→読売ジャイアンツ→東北楽天ゴールデンイーグルス）
- マーク・クルーン（横浜ベイスターズ→読売ジャイアンツ）
- ラファエル・クルス（中日ドラゴンズ）
- アル・グルン（大洋ホエールズ）
- クレイグ・ワーシントン（阪神タイガース）
- ボビー・クレイマー（横浜DeNAベイスターズ）
- マイク・クレス（大洋ホエールズ→近鉄バファローズ→阪神タイガース）
- フェリペ・クレスポ（読売ジャイアンツ）
- グレン・デービス（阪神タイガース）
- ゲーリー・グローバー（読売ジャイアンツ）
- キップ・グロス（日本ハムファイターズ）
- マイケル・クロッタ（北海道日本ハムファイターズ）
- ジョー・クロフォード（千葉ロッテマリーンズ）
- ウォーレン・クロマティ（読売ジャイアンツ）
- イアン・クロール（読売ジャイアンツ）
- ケビン・クロン（広島東洋カープ）

### ケ
- チャック・ケアリー（読売ジャイアンツ）
- アンソニー・ケイ（横浜DeNAベイスターズ）
- リッチ・ゲイル（阪神タイガース）
- ジョー・ゲインズ（阪神タイガース）
- ルーファス・ゲインズ（阪急ブレーブス）
- ウェイン・ケージ（阪急ブレーブス）
- ゲーリー・レーシッチ（中日ドラゴンズ）
- マイク・ケキッチ（日本ハムファイターズ）
- アレファンドロ・ケサダ（広島東洋カープ）
- ボビー・ケッペル（北海道日本ハムファイターズ）
- ケムナ誠（広島東洋カープ）※入団当初から外国人枠の適用外
- キオーニ・ケラ（東京ヤクルトスワローズ）
- ハビー・ゲラ（阪神タイガース）
- カイル・ケラー（阪神タイガース→読売ジャイアンツ）
- ブライアン・ケラー（阪神タイガース）
- ケリン・ホセ（東京ヤクルトスワローズ）
- アレックス・ゲレーロ（中日ドラゴンズ→読売ジャイアンツ）
- タイロン・ゲレーロ（千葉ロッテマリーンズ）
- ウィルフィレーセル・ゲレロ（広島東洋カープ）

### コ
- 呉昌征（東京巨人軍→阪神軍=大阪タイガース→毎日オリオンズ）1937年から1942年までの登録名は「呉波」※日本に帰化
- 高英傑（南海ホークス）
- フィル・コーク（オリックス・バファローズ）
- ティム・コーコラン（横浜DeNAベイスターズ）
- レイ・コージ（中日ドラゴンズ）
- エリック・コーディエ（オリックス・バファローズ）
- ジョニー・ゴームズ（東北楽天ゴールデンイーグルス）
- ブライアン・コーリー（読売ジャイアンツ→千葉ロッテマリーンズ）
- マーク・コーリー（近鉄バファローズ）
- A.J.コール（東京ヤクルトスワローズ）
- ダネル・コールズ（中日ドラゴンズ→阪神タイガース）
- フランク・コギンス（近鉄バファローズ）
- 小島勝治（阪神タイガース）
- ベン・コズロースキー（広島東洋カープ）
- リッチ・ゴセージ（福岡ダイエーホークス）
- スティーブ・コックス（横浜ベイスターズ）
- ジャレル・コットン（オリックス・バファローズ）
- ヘンリー・コトー（読売ジャイアンツ）
- ロマー・コドラド（埼玉西武ライオンズ）
- アレクシス・ゴメス（中日ドラゴンズ）
- アンダーソン・ゴメス（福岡ダイエーホークス=福岡ソフトバンクホークス）
- マウロ・ゴメス（阪神タイガース）
- レオ・ゴメス（中日ドラゴンズ）
- オスカー・コラス（福岡ソフトバンクホークス）
- ジョシュ・コラレス（東北楽天ゴールデンイーグルス）
- ジミー・コルデロ（千葉ロッテマリーンズ）
- フランチー・コルデロ（埼玉西武ライオンズ）
- レミー・コルデロ（横浜DeNAベイスターズ）
- ロベルト・コルニエル（広島東洋カープ）
- ジョン・コロンカ（オリックス・バファローズ）
- ルイス・ゴンサレス（中日ドラゴンズ）
- エンリケ・ゴンザレス（埼玉西武ライオンズ）
- オスカー・ゴンザレス（東北楽天ゴールデンイーグルス）
- ダン・ゴンザレス（阪神タイガース）
- ディッキー・ゴンザレス（ヤクルトスワローズ=東京ヤクルトスワローズ→読売ジャイアンツ→千葉ロッテマリーンズ）
- デニー・ゴンザレス（読売ジャイアンツ）
- トニー・ゴンザレス（広島東洋カープ）
- ポール・ゴンザレス（オリックス・ブルーウェーブ）
- マーウィン・ゴンザレス（オリックス・バファローズ）
- ルイス・ゴンザレス（読売ジャイアンツ）
- ルイス・ゴンザレス（横浜ベイスターズ）
- スタンリー・コンスエグラ（阪神タイガース）
- ブルックス・コンラッド（阪神タイガース）
- アダム・コンリー（東北楽天ゴールデンイーグルス）

### サ
- サイスニード（東京ヤクルトスワローズ）
- ランドール・サイモン（オリックス・バファローズ）
- マイク・ザガースキー（広島東洋カープ→横浜DeNAベイスターズ）
- コーディ・サターホワイト（阪神タイガース）
- ジョン・サディナ（南海ホークス）
- 佐藤滋孝（阪急ブレーブス）
- 佐野泰雄（埼玉西武ライオンズ）※入団当初から外国人枠の適用外
- アニュラス・ザバラ（北海道日本ハムファイターズ）
- デニス・サファテ（広島東洋カープ→埼玉西武ライオンズ→福岡ソフトバンクホークス）
- サムソン・リー（中日ドラゴンズ）
- ブライアン・サモンズ（千葉ロッテマリーンズ）
- オスカー・サラサー（横浜DeNAベイスターズ）
- ロバート・ザラテ（阪神タイガース）
- ダリオ・サルディー（福岡ソフトバンクホークス）
- マリオ・サンギルベルト（広島東洋カープ）
- ジェリー・サンズ（阪神タイガース）
- アンソニー・サンダース（横浜ベイスターズ）
- スコット・サンダース（日本ハムファイターズ）
- ドミンゴ・サンタナ（東京ヤクルトスワローズ）
- フアン・サンタナ（広島東洋カープ）
- フリオ・サンタナ（読売ジャイアンツ）
- フォアキン・サンタマリア（中日ドラゴンズ）
- ルイス・サンチェ（読売ジャイアンツ）
- エンジェル・サンチェス（読売ジャイアンツ）
- ギャビー・サンチェス（東北楽天ゴールデンイーグルス）
- ロムロ・サンチェス（東北楽天ゴールデンイーグルス）
- マリオ・サンティアゴ（阪神タイガース）
- サンティアゴ・ラミレス（中日ドラゴンズ）
- エドワード・サントス（千葉ロッテマリーンズ）
- サンディ・サントス（千葉ロッテマリーンズ）
- ラモン・サントス（近鉄バファローズ）
- ロエル・サントス（千葉ロッテマリーンズ）

### シ
- ネイト・シアーホルツ（広島東洋カープ）
- アーキー・シアンフロッコ（西武ライオンズ）
- ディロン・ジー（中日ドラゴンズ）
- リード・シークリスト（阪神タイガース）
- GG（読売ジャイアンツ）
- C.C.リー（埼玉西武ライオンズ）
- アンディ・シーツ（広島東洋カープ→阪神タイガース）
- ラリー・シーツ（横浜大洋ホエールズ）
- スコット・シーボル（広島東洋カープ）
- クリス・シールバック（日本ハムファイターズ）
- ジェイジェイ・ファーマニアック（横浜ベイスターズ）
- J.D.ダービン（福岡ソフトバンクホークス）
- J.D.デービス（埼玉西武ライオンズ）
- スキップ・ジェームス（横浜大洋ホエールズ）
- ディオン・ジェームズ（中日ドラゴンズ）
- リッチー・シェーン（広島東洋カープ）
- ゲーリー・ジェスター（日本ハムファイターズ→大洋ホエールズ）大洋時代の登録名は「ゲーリー」
- タナー・シェッパーズ（千葉ロッテマリーンズ）
- ウィンストン・ジェナス（太平洋クラブライオンズ）
- レジー・ジェファーソン（西武ライオンズ）
- ジェフン（東京ヤクルトスワローズ）
- モイセ・シエラ（中日ドラゴンズ）
- ジェリー・ホワイト（西武ライオンズ→横浜大洋ホエールズ）大洋時代の登録名は「ホワイト」
- スコット・シェルドン（オリックス・ブルーウェーブ）
- 鄭凱文（阪神タイガース→横浜DeNAベイスターズ）2009年から2010年の登録名は「ジェン・カイウン」
- ボブ・ジェンク（近鉄バファローズ）
- カイル・ジェンセン（福岡ソフトバンクホークス）
- ジオ・アルバラード（広島東洋カープ→横浜DeNAベイスターズ）入団当初の登録名は「アルバラード」
- ボビー・シグペン（福岡ダイエーホークス）
- ブライアン・シコースキー（千葉ロッテマリーンズ→読売ジャイアンツ→東京ヤクルトスワローズ→千葉ロッテマリーンズ→埼玉西武ライオンズ）※2010年にFA権を取得し外国人枠の適用外に
- ジョン・シピン（大洋ホエールズ→読売ジャイアンツ）
- ドン・ジマー（東映フライヤーズ）
- ジムタイル（近鉄バファローズ）
- マルコ・シモン（福岡ソフトバンクホークス）
- ケビン・ジャービス（中日ドラゴンズ）
- スティーブ・シャーリー（ロッテオリオンズ）
- ジェイク・シャイナー（広島東洋カープ）
- ブライアン・シャウス（近鉄バファローズ）
- 蕭齊（東北楽天ゴールデンイーグルス）
- J.T.シャギワ（東北楽天ゴールデンイーグルス）
- アンドレ・ジャクソン（横浜DeNAベイスターズ）
- ジェイ・ジャクソン（広島東洋カープ→千葉ロッテマリーンズ）
- ダリン・ジャクソン（西武ライオンズ）
- ルー・ジャクソン（サンケイアトムズ）
- ブルック・ジャコビー（中日ドラゴンズ）
- ケビン・シャッケルフォード（横浜DeNAベイスターズ）
- ジャック・ドウティー（千葉ロッテマリーンズ）
- ジャスティン・ジャマーノ（福岡ソフトバンクホークス）
- エステバン・ジャン（阪神タイガース）
- 姜建銘（読売ジャイアンツ）
- ジャンセン・ウィティ（埼玉西武ライオンズ）
- 朱大衛（西武ライオンズ=埼玉西武ライオンズ）※入団当初から外国人枠の適用外
- リック・シュー（日本ハムファイターズ）
- 許銘傑（西武ライオンズ=埼玉西武ライオンズ→オリックス・バファローズ）2011年から2013年の登録名は「ミンチェ」※2012年にFA権を取得し外国人枠の適用外に
- フランク・シュウィンデル（オリックス・バファローズ
- マット・シューメーカー（読売ジャイアンツ）
- エリック・シュールストロム（日本ハムファイターズ→広島東洋カープ）
- ブライアン・シュリッター（埼玉西武ライオンズ）
- ドン・シュルジー（オリックス・ブレーブス=オリックス・ブルーウェーブ）
- マイク・シュルツ（広島東洋カープ→オリックス・バファローズ）
- ジェフ・シュワーズ（横浜ベイスターズ）
- 蕭一傑（阪神タイガース→福岡ソフトバンクホークス）※入団当初から外国人枠の適用外
- ジョージ・ヒンショー（中日ドラゴンズ）
- ダリル・ジョージ（オリックス・バファローズ）
- ジョーダン・ノルベルト（中日ドラゴンズ→東京ヤクルトスワローズ）ヤクルト時代の登録名は「アルメンゴ」
- ジョシュ・ショート（福岡ソフトバンクホークス）
- アダム・ジョーンズ（オリックス・バファローズ）
- アンドリュー・ジョーンズ（東北楽天ゴールデンイーグルス）
- クラレンス・ジョーンズ（南海ホークス→近鉄バファローズ）
- ジミー・ジョーンズ（読売ジャイアンツ）
- ボビー・ジョーンズ（中日ドラゴンズ）
- ミッチ・ジョーンズ（北海道日本ハムファイターズ）
- ルパート・ジョーンズ（阪神タイガース）
- グレッグ・ジョンストン（阪神タイガース）
- エライジャ・ジョンソン（近鉄バファローズ）
- クリス・ジョンソン（広島東洋カープ）
- ジェイソン・ジョンソン（西武ライオンズ）
- スタン・ジョンソン（大洋ホエールズ）
- ダン・ジョンソン（横浜ベイスターズ）
- D.J.ジョンソン（広島東洋カープ→東北楽天ゴールデンイーグルス）
- デービー・ジョンソン（読売ジャイアンツ）
- ピアース・ジョンソン（阪神タイガース）
- フランク・ジョンソン（ロッテオリオンズ）
- マーク・ジョンソン（阪神タイガース）
- マイク・ジョンソン（大阪近鉄バファローズ）
- ランディ・ジョンソン（広島東洋カープ）
- アウディ・シリアコ（横浜DeNAベイスターズ）
- 申成鉉（広島東洋カープ）※入団当初から外国人枠の適用外
- アラン・ジンター（西武ライオンズ）

### ス
- アルバート・スアレス（東京ヤクルトスワローズ）
- アンドリュー・スアレス（東京ヤクルトスワローズ）
- ロベルト・スアレス（福岡ソフトバンクホークス→阪神タイガース）
- ブライアン・スウィーニー（北海道日本ハムファイターズ）
- ジョン・ズーバー（横浜ベイスターズ）
- マット・スクルメタ（福岡ダイエーホークス→東北楽天ゴールデンイーグルス）
- ボビー・スケールズ（北海道日本ハムファイターズ→オリックス・バファローズ）
- ジョン・スコット（ヤクルトスワローズ）
- ダリル・スコット（横浜ベイスターズ）
- テイラー・スコット（広島東洋カープ）
- スターリン（横浜DeNAベイスターズ）
- ロブ・スタニファー（広島東洋カープ）
- エリック・スタルツ（広島東洋カープ）
- ヴィクトル・スタルヒン（東京巨人軍=読売ジャイアンツ→パシフィック=太陽ロビンス→金星スターズ=大映スターズ→高橋ユニオンズ=トンボユニオンズ）1940年から1944年の登録名は「須田博」
- ジョー・スタンカ（南海ホークス→大洋ホエールズ）
- リロイ・スタントン（阪神タイガース）
- ジェイソン・スタンリッジ（福岡ソフトバンクホークス→阪神タイガース→福岡ソフトバンクホークス→千葉ロッテマリーンズ）2007年から2008年の登録名は「スタンドリッジ」
- スタンレー橋本（東映フライヤーズ→大洋ホエールズ）
- リー・スチーブンス（近鉄バファローズ）
- ジーン・スチブンス（中日ドラゴンズ）
- ディック・スチュアート（大洋ホエールズ）
- ジョッシュ・スチュワート（オリックス・バファローズ）
- カーター・スチュワート・ジュニア（福岡ソフトバンクホークス）
- マット・ステアーズ（中日ドラゴンズ）
- スティーブ・オンティベロス（西武ライオンズ）
- スティーブ・マクナルティ（ロッテオリオンズ）
- アンドリュー・スティーブンソン（北海道日本ハムファイターズ）
- ディーン・ストーン（大洋ホエールズ）
- スティーブ・ストローター（阪神タイガース）
- グレン・スパークマン（オリックス・バファローズ）
- ライアン・スパイアー（東北楽天ゴールデンイーグルス）
- スパイク（千葉ロッテマリーンズ）
- チャーリー・スパイクス（中日ドラゴンズ）
- コーリー・スパンジェンバーグ（埼玉西武ライオンズ）
- アルビン・スピアマン（阪急ブレーブス）
- ライアン・スピリー（埼玉西武ライオンズ）
- シェーン・スペンサー（阪神タイガース）
- ダリル・スペンサー（阪急ブレーブス）
- ウィリー・スミス（南海ホークス）
- クリス・スミス（ヤクルトスワローズ）
- バーチ・スミス（埼玉西武ライオンズ）
- マーク・スミス（ヤクルトスワローズ）
- レジー・スミス（読売ジャイアンツ）
- ジャスティン・スモーク（読売ジャイアンツ）
- フリオ・ズレータ（福岡ダイエーホークス=福岡ソフトバンクホークス→千葉ロッテマリーンズ）
- ターメル・スレッジ（北海道日本ハムファイターズ→横浜ベイスターズ→北海道日本ハムファイターズ）
- 孫易磊（北海道日本ハムファイターズ）

### セ
- フェルナンド・セギノール（オリックス・ブルーウェーブ→北海道日本ハムファイターズ→東北楽天ゴールデンイーグルス→オリックス・バファローズ）
- アレハンドロ・セゴビア（東北楽天ゴールデンイーグルス）
- ディオニス・セサル（中日ドラゴンズ）
- レアンドロ・セデーニョ（オリックス・バファローズ→埼玉西武ライオンズ）
- セドリック・バワーズ（横浜ベイスターズ→東北楽天ゴールデンイーグルス）楽天時代の登録名は「バワーズ」
- クリス・セドン（読売ジャイアンツ）
- 銭村健三（広島カープ）
- 銭村健四（広島カープ）
- レイソン・セプティモ（中日ドラゴンズ）
- フレデリク・セペダ（読売ジャイアンツ）
- 瀬間仲ノルベルト（中日ドラゴンズ）2005年の登録名は「ホッシャ」※2004年に外国人枠の適用外に
- アンソニー・セラテリ（埼玉西武ライオンズ）
- ダン・セラフィニ（千葉ロッテマリーンズ→オリックス・バファローズ）
- ビル・セルビー（横浜ベイスターズ）
- ジョン・セルフ（大洋ホエールズ）

### ソ
- 荘勝雄（ロッテオリオンズ）※1991年に帰化
- 曹竣揚（中日ドラゴンズ）
- ホルヘ・ソーサ（中日ドラゴンズ→横浜DeNAベイスターズ）
- ビル・ソーレル（阪急ブレーブス）
- ミゲル・ソコロビッチ（広島東洋カープ）
- エンジェルベルト・ソト（中日ドラゴンズ→横浜DeNAベイスターズ）
- ネフタリ・ソト（横浜DeNAベイスターズ→千葉ロッテマリーンズ）
- ショーン・ソニア（横浜ベイスターズ）
- ヤンガービス・ソラーテ（阪神タイガース）
- アルフォンソ・ソリアーノ（広島東洋カープ）
- ディオーニ・ソリアーノ（広島東洋カープ）
- サミー・ソリス（横浜DeNAベイスターズ）
- マヌエル・ソリマン（読売ジャイアンツ）
- トニー・ソレイタ（日本ハムファイターズ）
- マイク・ソロムコ（阪神タイガース→東京オリオンズ）
- 宋相勲（中日ドラゴンズ）
- 宋家豪（東北楽天ゴールデンイーグルス）2016年の登録名は「ソン・チャーホウ」
- 宣銅烈（中日ドラゴンズ）

### タ
- ダーウィン・クビアン（阪神タイガース）
- ジェイソン・ターマン（横浜ベイスターズ）
- マット・ダーモディ（埼玉西武ライオンズ）
- ニック・ターリー（広島東洋カープ→東北楽天ゴールデンイーグルス）
- ジェームス・ダイクストラ（千葉ロッテマリーンズ）
- タイゲイニー（オリックス・ブルーウェーブ）
- 大順将弘（千葉ロッテマリーンズ）※入団当初から外国人枠の適用外
- 大豊泰昭（中日ドラゴンズ→阪神タイガース→中日ドラゴンズ）※入団当初から外国人枠の適用外
- ジム・タイロン（西武ライオンズ→南海ホークス）
- タイロン・ウッズ（横浜ベイスターズ→中日ドラゴンズ）
- ジーター・ダウンズ（福岡ソフトバンクホークス）
- 高橋吉雄（名古屋軍→イーグルス=黒鷲軍=大和軍）
- ショーン・ダグラス（広島東洋カープ→東京ヤクルトスワローズ）
- ブランドン・ダックワース（東北楽天ゴールデンイーグルス）
- ジーン・ダットサン（南海ホークス）
- ラモン・タティス（日本ハムファイターズ）
- 田中義雄（大阪タイガース=阪神軍）※日本に帰化
- ダニエル・ミサキ（読売ジャイアンツ）
- リー・タネル（福岡ダイエーホークス）
- ジョアン・タバーレス（広島東洋カープ→中日ドラゴンズ）
- マット・ダフィー（千葉ロッテマリーンズ）
- 玉木重雄（広島東洋カープ→東北楽天ゴールイーグルス）※入団当初から外国人枠の適用外
- トニー・タラスコ（阪神タイガース）
- テーラー・ダンカン（西武ライオンズ）
- マリアーノ・ダンカン（読売ジャイアンツ）

### チ
- スコット・チアソン（横浜ベイスターズ）
- マイケル・チェイビス（中日ドラゴンズ）
- ロビンソン・チェコ（広島東洋カープ）
- 陳瑋（横浜ベイスターズ）
- チェン・ウェイン（中日ドラゴンズ→千葉ロッテマリーンズ→阪神タイガース）
- 陳冠宇（横浜ベイスターズ=横浜DeNAベイスターズ→千葉ロッテマリーンズ）ロッテ時代の登録名は「チェン・グァンユウ」
- ウェス・チェンバレン（千葉ロッテマリーンズ）
- 陳睦衡（オリックス・バファローズ）
- チャック・エッセジアン（近鉄バファローズ）
- タイラー・チャトウッド（福岡ソフトバンクホークス）
- ヨヘルミン・チャベス（オリックス・バファローズ）
- 張峻瑋（福岡ソフトバンクホークス）
- 張誌家（西武ライオンズ）
- ボブ・チャンス（アトムズ=ヤクルトアトムズ）
- ヴィニー・チューク（広島東洋カープ）
- 趙成珉（読売ジャイアンツ）
- 張奕（オリックス・バファローズ→埼玉西武ライオンズ）
- 鄭珉哲（読売ジャイアンツ）
- 鄭珉台（読売ジャイアンツ）
- マット・チルダース（東北楽天ゴールデンイーグルス）
- 陳文賓（福岡ダイエーホークス）

### ツ
- 蔡森夫（千葉ロッテマリーンズ）
- 崔暁（読売ジャイアンツ）
- ブラッド・ツイドリー（大阪近鉄バファローズ）
- ツギオ（ヤクルトスワローズ）1999年から2000年の登録名は「ツギオ佐藤」

### テ
- ロブ・ディアー（阪神タイガース）
- エディ・ディアス（広島東洋カープ）
- ジョーダン・ディアス（オリックス・バファローズ）
- ジョフレック・ディアス（横浜DeNAベイスターズ）
- ビクトル・ディアス（中日ドラゴンズ）
- フェリックス・ディアス（北海道日本ハムファイターズ）
- ラファエル・ディアス（西武ライオンズ）
- マイク・ディアズ（ロッテオリオンズ）
- アレックス・ディカーソン（中日ドラゴンズ）
- D・J（オリックス・ブルーウェーブ）
- D.T.クローマー（日本ハムファイターズ）
- ブライアン・デイエット（日本ハムファイターズ）
- オコエ・ディクソン（東北楽天ゴールデンイーグルス）
- ブランドン・ディクソン（オリックス・バファローズ）
- ブランドン・ディクソン（東北楽天ゴールデンイーグルス）
- ディック・ディサ（毎日大映オリオンズ=東京オリオンズ→近鉄バファローズ）
- ベニー・ディステファーノ（中日ドラゴンズ）
- ヘスス・ティノコ（埼玉西武ライオンズ）
- トム・デイビー（広島東洋カープ→オリックス・バファローズ）
- カイル・デイビーズ（東京ヤクルトスワローズ）
- ナティーノ・ディプラン（読売ジャイアンツ）
- フリアン・ティマ（読売ジャイアンツ）
- デイモン・マイナー（東北楽天ゴールデンイーグルス）
- オジー・ティモンズ（中日ドラゴンズ）
- サッド・ティロット（南海ホークス）
- ジョー・ディロン（読売ジャイアンツ）
- ディンゴ（中日ドラゴンズ）
- ジム・テータム（ヤクルトスワローズ）
- ジャービス・テータム（ヤクルトアトムズ）
- ポール・デード（阪神タイガース）
- アルビン・デービス（近鉄バファローズ）
- ウィリー・デービス（中日ドラゴンズ→太平洋クラブライオンズ）
- リチャード・デービス（近鉄バファローズ）
- ロン・デービス（ヤクルトスワローズ）
- スコット・デービソン（千葉ロッテマリーンズ）
- エリック・テームズ（読売ジャイアンツ）
- ボビー・テーラー（中日ドラゴンズ→阪神タイガース）
- ジャリッド・デール（オリックス・バファローズ）
- ダグ・デシンセイ（ヤクルトスワローズ）
- ニック・テスタ（毎日大映オリオンズ）
- オレステス・デストラーデ（西武ライオンズ）
- アルフレド・デスパイネ（千葉ロッテマリーンズ→福岡ソフトバンクホークス）
- エルマー・デセンス（読売ジャイアンツ）
- シェーン・デニス（千葉ロッテマリーンズ）
- ミッチ・デニング（東京ヤクルトスワローズ）
- リック・デハート（広島東洋カープ）
- ジャン・テハダ（近鉄バファローズ）
- デビット・パブラス（読売ジャイアンツ）
- スコット・デビッド・サービス（中日ドラゴンズ）
- デビッド・ホステトラー（南海ホークス）
- マット・デビッドソン（広島東洋カープ）
- ダニーロ・デヘスス（広島東洋カープ）
- ロブ・デューシー（日本ハムファイターズ）
- ジョン・デュプランティエ（阪神タイガース）
- マイク・デュプリー（広島東洋カープ）
- リチャード・デュラン（近鉄バファローズ）
- フェルナンド・デラクルーズ（大阪近鉄バファローズ）
- フランシスコ・デラクルーズ（広島東洋カープ）
- ヘクター・デラクルーズ（読売ジャイアンツ）
- ホセ・デラクルーズ（読売ジャイアンツ）
- エウロ・デラクルス（東京ヤクルトスワローズ）
- スティーブ・デラバー（広島東洋カープ）
- トマス・デラロサ（中日ドラゴンズ）
- フランディー・デラロサ（横浜DeNAベイスターズ）
- ルビー・デラロサ（読売ジャイアンツ）
- テリー・ウィットフィールド（西武ライオンズ）
- テリーリー（近鉄バファローズ）
- ミゲール・デルトロ（西武ライオンズ）入団当初の登録名は「ミゲール」
- ルイス・テレーロ（東北楽天ゴールデンイーグルス）
- ファン・デレオン（福岡ソフトバンクホークス）
- ジェイミー・デントナ（東京ヤクルトスワローズ）
- デビッド・デントン（ヤクルトスワローズ）

### ト
- ジェフ・ドイル（南海ホークス）
- テリー・ドイル（福岡ソフトバンクホークス）
- ジム・ドゥール（高橋ユニオンズ）
- ドリュー・トゥサント（福岡ソフトバンクホークス）
- ケルビン・トーベ（オリックス・ブルーウェーブ）
- コーディ・トーマス（オリックス・バファローズ）
- ジャスティン・トーマス（北海道日本ハムファイターズ）
- ブラッド・トーマス（北海道日本ハムファイターズ）
- リー・トーマス（南海ホークス）
- スコット・ドーマン（広島東洋カープ）
- ボビー・トーラン（南海ホークス）
- カルロス・トーレス（読売ジャイアンツ）
- デーブ・ドスター（横浜ベイスターズ）
- パット・ドッドソン（近鉄バファローズ）
- クリス・ドネルス（近鉄バファローズ→オリックス・ブルーウェーブ）1996年と1998年の登録名は「C・D」
- ラリー・ドビー（中日ドラゴンズ）
- ゲーリー・トマソン（読売ジャイアンツ）
- ジョハン・ドミンゲス（広島東洋カープ）
- マット・ドミンゲス（千葉ロッテマリーンズ）
- ドミンゴ・グスマン（横浜ベイスターズ→中日ドラゴンズ→東北楽天ゴールデンイーグルス）2002年の登録名は「グスマン」
- ブライアン・トラックスラー（福岡ダイエーホークス）
- ラファエル・ドリス（阪神タイガース）
- トラビス・ドリスキル（ヤクルトスワローズ）入団当初の登録名は「ドリスキー」
- ヤディル・ドレイク（北海道日本ハムファイターズ）
- アンディ・トレーシー（東北楽天ゴールデンイーグルス）
- ジム・トレーシー（横浜大洋ホエールズ）
- チャド・トレーシー（広島東洋カープ）
- ジム・トレーバー（近鉄バファローズ）
- ホセ・トレンティーノ（西武ライオンズ）
- マイケル・トンキン（北海道日本ハムファイターズ）
- ジェイソン・トンプソン（千葉ロッテマリーンズ）
- ライアン・トンプソン（福岡ダイエーホークス）

### ナ
- クリス・ナーブソン（東京ヤクルトスワローズ）
- ブランドン・ナイト（福岡ダイエーホークス→北海道日本ハムファイターズ）
- クリス・ナイマン（南海ホークス）
- 仲尾次オスカル（広島東洋カープ）2016年途中からの登録名は「オスカル」※入団当初から外国人枠の適用外
- ジョナサン・ナナリー（オリックス・ブルーウェーブ）
- リカルド・ナニータ（中日ドラゴンズ）
- エフレン・ナバーロ（阪神タイガース）
- ヤマイコ・ナバーロ（千葉ロッテマリーンズ）

### ニ
- ボブ・ニーマン（中日ドラゴンズ）
- ザック・ニール（埼玉西武ライオンズ）
- トロイ・ニール（オリックス・ブルーウェーブ）
- メルビン・ニエベス（福岡ダイエーホークス）
- クリストファー・ニコースキー（福岡ソフトバンクホークス）
- ホセ・ニコラス（西鉄ライオンズ）
- ロドニー・ニコルズ（福岡ダイエーホークス）
- 西田亨（読売ジャイアンツ→東映フライヤーズ→毎日大映オリオンズ→国鉄スワローズ）1959年から1961年までの登録名は「ビル西田」
- ニック・スタビノア（広島東洋カープ）
- ジェイコブ・ニックス（オリックス・バファローズ）
- 新田幸夫（広島カープ）
- ニューク（中日ドラゴンズ）
- ジミー・ニューベリー（阪急ブレーブス）
- アラン・ニューマン（ヤクルトスワローズ→広島東洋カープ）

### ヌ
- レナート・ヌニエス（北海道日本ハムファイターズ）

### ネ
- ドリュー・ネイラー（中日ドラゴンズ）
- ジム・ネトルス（南海ホークス）
- ドビーダス・ネバラスカス（広島東洋カープ）
- タイラー・ネビン（埼玉西武ライオンズ）
- ニック・ネルソン（阪神タイガース）
- ブライアン・ネルソン（福岡ダイエーホークス）
- マキシモ・ネルソン（中日ドラゴンズ）

### ノ
- シェルドン・ノイジー（阪神タイガース）
- ノエル・ウレーニャ（読売ジャイアンツ）
- ハーバート・ノース（名古屋軍）
- 野上清光（阪急軍）
- エリック・ノット（千葉ロッテマリーンズ）
- 野村佑希（北海道日本ハムファイターズ）※入団当初より外国人枠の適用外
- ショーン・ノリン（埼玉西武ライオンズ）

### ハ
- ウェス・パーカー（南海ホークス）
- モーガン・バークハート（福岡ダイエーホークス）
- マイク・バークベック（横浜ベイスターズ）
- ショーン・バーグマン（大阪近鉄バファローズ）
- グレッグ・パークル（福岡ダイエーホークス）
- タイラー・バークレオ（西武ライオンズ→広島東洋カープ）
- アンソニー・バース（北海道日本ハムファイターズ）
- ランディ・バース（阪神タイガース）
- ジミー・ハースト（広島東洋カープ）
- ジョナサン・ハースト（ヤクルトスワローズ）
- ブライアン・バーデン（広島東洋カープ）
- バート・シャーリー（中日ドラゴンズ）
- カイル・バード（広島東洋カープ）
- グラント・ハートウィグ（阪神タイガース）
- ジェイソン・ハートキー（阪神タイガース）
- ディーン・ハートグレイブス（千葉ロッテマリーンズ）
- ティム・バートサス（ヤクルトスワローズ）
- マイク・ハートリー（千葉ロッテマリーンズ）
- ゲイリー・バーナム・ジュニア（千葉ロッテマリーンズ）
- トニー・バーネット（東京ヤクルトスワローズ）
- テリー・ハーパー（ヤクルトスワローズ）
- ブレット・ハーパー（横浜ベイスターズ→東北楽天ゴールデンイーグルス）
- ジェシー・バーフィールド（読売ジャイアンツ）
- デニス・バーフィールド（読売ジャイアンツ）
- ドリュー・バーヘイゲン（北海道日本ハムファイターズ）
- ジョニー・バーベイト（北海道日本ハムファイターズ）
- ジム・バーマ（西鉄ライオンズ）
- フランク・ハーマン（東北楽天ゴールデンイーグルス→千葉ロッテマリーンズ）
- ジェレミー・ハーミッダ（北海道日本ハムファイターズ）
- エド・パーム（毎日大映オリオンズ）
- ジェラルド・パーラ（読売ジャイアンツ）
- バール・スノー（日本ハムファイターズ）
- ラリー・ハーロー（ヤクルトスワローズ）
- テイラー・ハーン（広島東洋カープ）
- ケビン・バーン（大阪近鉄バファローズ→オリックス・バファローズ→千葉ロッテマリーンズ）オリックス時代の登録名は「ケビン」
- エイドリアン・バーンサイド（読売ジャイアンツ）
- ピーター・バーンサイド（阪神タイガース）
- ラリー・バーンズ（大阪近鉄バファローズ）
- フィル・ハイアット（阪神タイガース）
- エドガルド・バイエス（福岡ソフトバンクホークス）
- フレディ・バイエスタス（オリックス・バファローズ）
- フレディ・バイナム（オリックス・バファローズ）
- スコット・ハイネマン（読売ジャイアンツ）
- フアン・ハイメ（中日ドラゴンズ）
- ディック・バウアー（東映フライヤーズ）
- トレバー・バウアー（横浜DeNAベイスターズ）
- ジャック・ハウエル（ヤクルトスワローズ→読売ジャイアンツ）
- アロンゾ・パウエル（中日ドラゴンズ→阪神タイガース）
- ジェレミー・パウエル（大阪近鉄バファローズ→オリックス・バファローズ→読売ジャイアンツ→福岡ソフトバンクホークス）オリックス時代の登録名は「JP」
- デニス・パウエル（近鉄バファローズ）
- ジム・ハウザー（東北楽天ゴールデンイーグルス）
- アンヘル・バウチスター（広島東洋カープ）
- マイク・バウマン（東京ヤクルトスワローズ）
- 萩原寛（大和軍→東京巨人軍）1943年から1946年の登録名は「呉新亨」、1948年の登録名は「呉元敝」※日本に帰化
- 白仁天（東映フライヤーズ=日拓ホームフライヤーズ=日本ハムファイターズ→太平洋クラブライオンズ→ロッテオリオンズ→近鉄バファローズ）※入団当初から外国人枠の適用外
- 朴賛浩（オリックス・バファローズ）
- マイク・パグリアルーロ（西武ライオンズ）
- アダム・バス（東北楽天ゴールデンイーグルス）
- ヴァル・パスクチ（千葉ロッテマリーンズ）
- エスメルリング・バスケス（埼玉西武ライオンズ）
- 長谷川重一（イーグルス=黒鷲軍）
- ジョン・パセラ（読売ジャイアンツ）
- マイク・パターソン（日本ハムファイターズ）
- リッチ・バチェラー（ヤクルトスワローズ）
- ラファエル・バチスタ（ロッテオリオンズ）
- ジム・パチョレック（横浜大洋ホエールズ→阪神タイガース）
- ジェイソン・ハッカミー（ヤクルトスワローズ）
- ジーン・バッキー（阪神タイガース）
- トーマス・ハッチ（広島東洋カープ）
- パット・パットナム（日本ハムファイターズ）
- スペンサー・パットン（横浜DeNAベイスターズ）
- バディ・ブラッドフォード（近鉄バファローズ）
- ビセンテ・パディーヤ（福岡ソフトバンクホークス）
- サビエル・バティスタ（広島東洋カープ）
- トニー・バティスタ（福岡ソフトバンクホークス）
- レックス・ハドラー（ヤクルトスワローズ）
- ジョーイ・バトラー（オリックス・バファローズ）
- ケント・ハドリ（南海ホークス）
- ハワード・バトル（阪神タイガース）
- トニー・バナザード（南海ホークス=福岡ダイエーホークス）
- ブライアン・バニスター（読売ジャイアンツ）
- フロイド・バニスター（ヤクルトスワローズ）
- マニー・バニュエロス（東北楽天ゴールデンイーグルス）
- ジム・バビー（中日ドラゴンズ）
- デビッド・ハフ（東京ヤクルトスワローズ）
- チャド・ハフマン（千葉ロッテマリーンズ）
- クレイトン・ハミルトン（横浜ベイスターズ=横浜DeNAベイスターズ）
- スティーブ・ハモンド（南海ホークス）
- スティーブ・ハモンド（オリックス・バファローズ）
- ネルソン・パヤノ（中日ドラゴンズ）
- ジェイ・バラー（オリックス・ブルーウェーブ）
- エルウィン・パラシオス（千葉ロッテマリーンズ）
- サム・パラーゾ（ヤクルトスワローズ）
- ジミー・パラデス（千葉ロッテマリーンズ）
- ジェフ・バリー（千葉ロッテマリーンズ）
- エディソン・バリオス（福岡ソフトバンクホークス→横浜DeNAベイスターズ）
- バッキー・ハリス（名古屋軍→イーグルス）
- ビクター・ハリス（近鉄バファローズ）
- スタンリー・パリス（東京オリオンズ）
- ラリー・パリッシュ（ヤクルトスワローズ→阪神タイガース）
- ジョニー・パリデス（ヤクルトスワローズ）
- ブライアン・バリントン（広島東洋カープ→オリックス・バファローズ）
- ケニス・バルガス（千葉ロッテマリーンズ）
- セサル・バルガス（オリックス・バファローズ）
- マーチン・バルガス（中日ドラゴンズ）
- アーロム・バルディリス（阪神タイガース→オリックス・バファローズ→横浜DeNAベイスターズ）
- エドワード・バルデス（中日ドラゴンズ）
- カルロス・バルデス（大阪近鉄バファローズ）
- ペドロ・バルデス（福岡ダイエーホークス）
- マーク・バルデス（阪神タイガース→中日ドラゴンズ）
- ラウル・バルデス（中日ドラゴンズ）
- アルベルト・バルドナード（読売ジャイアンツ）
- ロベルト・バルボン（阪急ブレーブス→近鉄バファローズ）
- リッキー・バレット（東京ヤクルトスワローズ）
- ディック・パレニイ（近鉄バファローズ）
- ブレイビック・バレラ（オリックス・バファローズ）
- ジョー・バレンタイン（中日ドラゴンズ）
- フレッド・バレンタイン（阪神タイガース）
- ウラディミール・バレンティン（東京ヤクルトスワローズ→福岡ソフトバンクホークス）※2020年にFA権を取得し外国人枠の適用外に
- エリック・バレント（東北楽天ゴールデンイーグルス）
- シェーン・バワーズ（横浜ベイスターズ）
- スペンサー・ハワード（東北楽天ゴールデンイーグルス）
- フランク・ハワード（太平洋クラブライオンズ）
- テリー・ハンキンス（近鉄バファローズ）
- ブライアン・バンクス（福岡ダイエーホークス）
- ジャスティン・ハンコック（北海道日本ハムファイターズ）
- ライアン・ハンコック（福岡ダイエーホークス）
- バンスロー（中日ドラゴンズ）
- グレッグ・ハンセル（阪神タイガース）
- デーブ・ハンセン（阪神タイガース）
- ボブ・ハンセン（クラウンライターライオンズ）
- アレン・ハンソン（北海道日本ハムファイターズ）
- メルビン・バンチ（中日ドラゴンズ）
- リック・バンデンハーク（福岡ソフトバンクホークス→東京ヤクルトスワローズ）
- バンプ・ウィルス（阪急ブレーブス）
- アイク・ハンプトン（近鉄バファローズ）
- アンディ・バンヘッケン（埼玉西武ライオンズ）
- バンボ・リベラ（近鉄バファローズ）

### ヒ
- ジャック・ピアース（南海ホークス）
- デュアンテ・ヒース（広島東洋カープ→埼玉西武ライオンズ）
- ジェレミー・ビーズリー（阪神タイガース）
- ジェームス・ピータース（横浜大洋ホエールズ）
- ディロン・ピーターズ（東京ヤクルトスワローズ）
- バディ・ピート（南海ホークス）
- マイケル・ピープルズ（横浜DeNAベイスターズ）
- アンディ・ビーン（ヤクルトスワローズ）
- ビリー・ビーン（近鉄バファローズ）
- チアゴ・ビエイラ（読売ジャイアンツ）
- タイラー・ヒギンス（オリックス・バファローズ）
- ラリー・ビグビー（横浜ベイスターズ）
- ダヤン・ビシエド（中日ドラゴンズ→横浜DeNAベイスターズ）※2023年にFA権を取得し外国人枠の適用外に
- ジム・ヒックス（広島東洋カープ）
- ジョー・ヒックス（阪急ブレーブス）
- タイラー・ビーディ（読売ジャイアンツ）
- ジョー・ビティエロ（オリックス・ブルーウェーブ）
- ジェシー・ビドル（オリックス・バファローズ）
- ケルビン・ヒメネス（東北楽天ゴールデンイーグルス）入団当初の登録名は「ケルビン」
- ルイス・ヒメネス（北海道日本ハムファイターズ）
- ルイス・ヒメネス（東北楽天ゴールデンイーグルス）
- クリスチャン・ビヤヌエバ（読売ジャイアンツ→北海道日本ハムファイターズ）
- トラビス・ヒューズ（横浜ベイスターズ）
- ジャスティン・ヒューバー（広島東洋カープ）
- ドン・ビュフォード（太平洋クラブライオンズ→南海ホークス）
- 平川喜代美（名古屋金鯱軍）
- 平山智（広島カープ）
- デーブ・ヒルトン（ヤクルトスワローズ→阪神タイガース）
- エリック・ヒルマン（千葉ロッテマリーンズ→読売ジャイアンツ）
- ホセ・ピレラ（広島東洋カープ）
- デュアン・ビロウ（横浜DeNAベイスターズ）
- 広田順（読売ジャイアンツ）
- ビル・ピンカード（近鉄パールス）
- レニエル・ピント（福岡ソフトバンクホークス）

### フ
- スティーブン・ファイフ（埼玉西武ライオンズ）
- サンドロ・ファビアン（広島東洋カープ）
- ブライアン・ファルケンボーグ（福岡ソフトバンクホークス→東北楽天ゴールデンイーグルス）
- 黄錦豪（読売ジャイアンツ）
- 黄志龍（読売ジャイアンツ）
- ルーク・ファンミル（東北楽天ゴールデンイーグルス）
- マイク・フィアリー（千葉ロッテマリーンズ）
- ジョシュ・フィールズ（読売ジャイアンツ）
- ジェフ・フィオレンティーノ（広島東洋カープ）シーズン中からの登録名は「フィオ」
- アルフレッド・フィガロ（オリックス・バファローズ）
- アンディ・フィリップス（広島東洋カープ→東北楽天ゴールデンイーグルス）
- ザック・フィリップス（広島東洋カープ）
- ジェイソン・フィリップス（オリックス・ブルーウェーブ）
- レスリー・フィルキンス（広島東洋カープ）
- セシル・フィルダー（阪神タイガース）
- クリス・ブーチェック（横浜ベイスターズ）
- ブーマー・ウェルズ（阪急ブレーブス=オリックス・ブレーブス=オリックス・ブルーウェーブ→福岡ダイエーホークス）
- フアン・フェリシアーノ（広島東洋カープ）
- ペドロ・フェリシアーノ（福岡ソフトバンクホークス）
- ダリットソン・フェリス（千葉ロッテマリーンズ）
- マイケル・フェリス（中日ドラゴンズ）
- マイロン・フェリックス（福岡ソフトバンクホークス）
- ジャレッド・フェルナンデス（広島東洋カープ）
- ジュニオール・フェルナンデス（千葉ロッテマリーンズ）
- ハンベルト・フェルナンデス（阪神タイガース）
- トニー・フェルナンデス（西武ライオンズ）
- ホセ・フェルナンデス（千葉ロッテマリーンズ→西武ライオンズ→東北楽天ゴールデンイーグルス→オリックス・バファローズ→埼玉西武ライオンズ→東北楽天ゴールデンイーグルス→オリックス・バファローズ）※2012年にFA権を取得し外国人枠の適用外に
- ラファエル・フェルナンデス（東京ヤクルトスワローズ）※入団当初から外国人枠の適用外
- ルシアノ・フェルナンド（東北楽天ゴールデンイーグルス）※入団当初から外国人枠の適用外
- マイク・フォード（横浜DeNAベイスターズ）
- ルー・フォード（阪神タイガース）
- スティーブ・フォックス（中日ドラゴンズ）
- ケーシー・フォッサム（阪神タイガース）
- デービッド・ブキャナン（東京ヤクルトスワローズ）
- ブライアン・ブキャナン（福岡ソフトバンクホークス）
- ジョージ・ブコビッチ（西武ライオンズ）
- 藤重登（南海ホークス→阪神タイガース）
- アラン・ブセニッツ（東北楽天ゴールデンイーグルス）
- ドン・ブッサン（トンボユニオンズ）
- チャーリー・フッド（毎日オリオンズ）
- ラルフ・ブライアント（中日ドラゴンズ→近鉄バファローズ）
- ジェイソン・プライディ（広島東洋カープ）
- アダム・ブライト（読売ジャイアンツ）
- ジム・ブラウワー（広島東洋カープ）
- ジェイミー・ブラウン（阪神タイガース）
- ディー・ブラウン（埼玉西武ライオンズ）
- トッド・ブラウン（オリックス・ブレーブス）
- マーク・ブラウン（阪神タイガース）
- マーティ・ブラウン（広島東洋カープ）
- マイク・ブラウン（読売ジャイアンツ）
- ルイス・ブラウン（中日ドラゴンズ）
- ルーズベルト・ブラウン（オリックス・ブルーウェーブ）
- クレイグ・ブラゼル（埼玉西武ライオンズ→阪神タイガース→千葉ロッテマリーンズ）
- ヤンシー・ブラゾバン（福岡ソフトバンクホークス）
- グレン・ブラッグス（横浜ベイスターズ）
- トラビス・ブラックリー（東北楽天ゴールデンイーグルス）
- ジャバリ・ブラッシュ（東北楽天ゴールデンイーグルス）
- ブラッドリー・バーゲセン（中日ドラゴンズ）
- フィル・ブラッドリー（読売ジャイアンツ）
- マイカ・フランクリン（日本ハムファイターズ→阪神タイガース）
- エスターリン・フランコ（広島東洋カープ）
- フリオ・フランコ（千葉ロッテマリーンズ）
- マイケル・フランコ（東北楽天ゴールデンイーグルス）
- マット・フランコ（千葉ロッテマリーンズ）
- トニ・ブランコ（中日ドラゴンズ→横浜DeNAベイスターズ→オリックス・バファローズ）
- フアン・フランシスコ（読売ジャイアンツ）
- ヘロニモ・フランスア（広島東洋カープ）
- マーシャル・ブラント（日本ハムファイターズ）
- ミッキー・ブラントリー（読売ジャイアンツ）
- ブランドン・マン（横浜ベイスターズ=横浜DeNAベイスターズ→千葉ロッテマリーンズ）
- クリフ・ブランボー（オリックス・バファローズ）
- ハービー・プリアム（オリックス・ブルーウェーブ）
- ハル・ブリーデン（阪神タイガース）
- ジェイク・ブリガム（東北楽天ゴールデンイーグルス）
- ジョン・ブリッグス（ロッテオリオンズ）
- ダン・ブリッグス（ヤクルトスワローズ）
- ジョン・ブリットン（阪急ブレーブス）
- サンディ・ブリトー（中日ドラゴンズ）
- バーナード・ブリトー（日本ハムファイターズ）
- ペレス・ブリトー（広島東洋カープ）
- パット・フリューリー（日本ハムファイターズ）
- トニー・ブリューワ（日本ハムファイターズ）
- ロッド・ブリューワ（西武ライオンズ）
- ルイス・ブリンソン（読売ジャイアンツ）
- ウィル・フリント（近鉄バファローズ）
- ジャック・ブルーム（近鉄バファロー=近鉄バファローズ→南海ホークス）
- 古川正男（大阪タイガース→イーグルス）
- ジェリー・ブルックス（日本ハムファイターズ）
- マレク・フルプ（読売ジャイアンツ）
- コルテン・ブルワー（阪神タイガース）
- 古谷譲（南海軍）
- ドン・ブレイザー（南海ホークス）
- ライアン・ブレイシア（広島東洋カープ）
- ブレント・ブレイディー（千葉ロッテマリーンズ）
- ウィリー・フレーザー（オリックス・ブルーウェーブ）
- フレッド・クハウルア（中日ドラゴンズ）
- ブレット（大洋ホエールズ）
- スコット・ブレット（中日ドラゴンズ）
- テリー・ブロウズ（オリックス・ブルーウェーブ）
- マイク・ブロードウェイ（横浜DeNAベイスターズ）
- ホセ・フローレス（千葉ロッテマリーンズ）
- テリー・ブロス（ヤクルトスワローズ→西武ライオンズ）
- クリス・ブロック（広島東洋カープ）
- グレッグ・ブロッサー（西武ライオンズ）
- マイク・ブロッソー（千葉ロッテマリーンズ）
- マーク・ブロハード（ヤクルトスワローズ）
- マイク・ブロワーズ（阪神タイガース）

### ヘ
- マット・ヘイグ（阪神タイガース）
- ビル・ベイス（日本ハムファイターズ）
- マーク・ペイトン（埼玉西武ライオンズ）
- クリス・ヘイニー（福岡ダイエーホークス）
- コリー・ベイリー（読売ジャイアンツ）
- ジョナ・ベイリス（埼玉西武ライオンズ）
- ジョン・ベイル（広島東洋カープ）
- フィル・ペイン（西鉄ライオンズ）
- ブレイディン・ヘーゲンズ（広島東洋カープ）
- ウィリー・モー・ペーニャ（福岡ソフトバンクホークス→オリックス・バファローズ→東北楽天ゴールデンイーグルス→千葉ロッテマリーンズ）
- ラミロ・ペーニャ（広島東洋カープ）
- マルコス・ベキオナチ（阪神タイガース）
- 白嗟承（オリックス・バファローズ→千葉ロッテマリーンズ）ロッテ時代の登録名は「ベク・チャスン」
- カルロス・ペゲーロ（東北楽天ゴールデンイーグルス）
- フランシスコ・ペゲーロ（千葉ロッテマリーンズ）
- カンディド・ヘスス（中日ドラゴンズ）
- マイク・ヘスマン（オリックス・バファローズ）
- ロベルト・ペタジーニ（ヤクルトスワローズ→読売ジャイアンツ→福岡ソフトバンクホークス）
- ユニエスキー・ベタンコート（オリックス・バファローズ）
- ラファエル・ベタンコート（横浜ベイスターズ）
- ホセ・ベタンセス（阪神タイガース）
- トッド・ベッツ（ヤクルトスワローズ）
- ロドニー・ペドラザ（福岡ダイエーホークス→読売ジャイアンツ）
- ザック・ペトリック（横浜DeNAベイスターズ）
- ベニー・アグバヤニ（千葉ロッテマリーンズ）
- ブラッド・ペニー（福岡ソフトバンクホークス）
- ジェイソン・ベバリン（ヤクルトスワローズ→横浜ベイスターズ）
- ジョー・ペピトーン（ヤクルトスワローズ）
- ホルヘ・ペラルタ（千葉ロッテマリーンズ）
- フランケリー・ヘラルディーノ（福岡ソフトバンクホークス）
- ジョニー・ヘルウェグ（広島東洋カープ）
- ソイロ・ベルサイエス（広島東洋カープ）
- レノ・ベルトイア（阪神タイガース）
- フェリックス・ペルドモ（広島東洋カープ）
- ルイス・ペルドモ（千葉ロッテマリーンズ→オリックス・バファローズ）
- リゴ・ベルトラン（広島東洋カープ）
- エリエ・ヘルナンデス（読売ジャイアンツ）
- ダーウィンゾン・ヘルナンデス（福岡ソフトバンクホークス）
- ラモン・ヘルナンデス（阪神タイガース）
- エステバン・ヘルマン（埼玉西武ライオンズ→オリックス・バファローズ）
- ゴンザレス・ヘルメン（オリックス・バファローズ）
- エルネスト・ペレイラ（中日ドラゴンズ）
- エドワード・ペレス（阪神タイガース）
- カルロス・ペレス（読売ジャイアンツ）
- ティモ・ペレス（広島東洋カープ）
- ネルソン・ペレス（阪神タイガース）
- フェリックス・ペレス（東北楽天ゴールデンイーグルス）
- ヨーキス・ペレス（読売ジャイアンツ）
- ラファエル・ペレス（中日ドラゴンズ）
- ルイス・ペレス（東京ヤクルトスワローズ）
- ロベルト・ペレス（オリックス・ブルーウェーブ）
- ジャシエル・ヘレラ（埼玉西武ライオンズ）
- クリスチャン・ベロア（中日ドラゴンズ）
- グレゴリー・ベロス（オリックス・バファローズ）
- ヘイデン・ペン（千葉ロッテマリーンズ）
- デーブ・ヘンゲル（ロッテオリオンズ）
- ルディ・ペンバートン（西武ライオンズ）
- ドウェイン・ヘンリー（中日ドラゴンズ）

### ホ
- ポール・ホイタック（中日ドラゴンズ）
- ルーク・ボイト（東北楽天ゴールデンイーグルス）
- クリート・ボイヤー（大洋ホエールズ）
- ブレイン・ボイヤー（阪神タイガース）
- ブラッド・ボイルズ（福岡ダイエーホークス）
- アーロン・ポインター（西鉄ライオンズ）
- ジョン・ボウカー（読売ジャイアンツ→東北楽天ゴールデンイーグルス）
- ブルース・ボウクレア（阪神タイガース）
- マイケル・ボウデン（埼玉西武ライオンズ）
- ボー・タカハシ（埼玉西武ライオンズ）
- ジャスティン・ボーア（阪神タイガース）
- コートニー・ホーキンス（福岡ソフトバンクホークス）
- ライアン・ボーグルソン（阪神タイガース→オリックス・バファローズ）
- ドゥエイン・ホージー（ヤクルトスワローズ）
- マーク・ホージマー（横浜ベイスターズ）
- ルー・ポート（阪神タイガース）
- ボブ・ホーナー（ヤクルトスワローズ）
- フェリペ・ポーリーノ（埼玉西武ライオンズ）
- フランク・ボーリック（千葉ロッテマリーンズ）
- メル・ホール（千葉ロッテマリーンズ→中日ドラゴンズ）
- ジェフ・ボール（広島東洋カープ）
- コーリー・ポール（西武ライオンズ）
- デニス・ホールトン（福岡ソフトバンクホークス→読売ジャイアンツ）
- ヒラム・ボカチカ（埼玉西武ライオンズ）
- 朴賢明（大阪タイガース）
- ブライアン・ボグセビック（オリックス・バファローズ）
- オースティン・ボス（千葉ロッテマリーンズ）
- ジェイソン・ボスラー（中日ドラゴンズ）
- ホセ・ヌーニェス（福岡ダイエーホークス）
- ホセ・パーラ（読売ジャイアンツ→オリックス・バファローズ）オリックス時代の登録名は「パーラ」
- ホセ中村（東映フライヤーズ）
- ホセロ・ディアス（横浜ベイスターズ）
- アルキメデス・ポゾ（横浜ベイスターズ）
- ケビン・ホッジス（ヤクルトスワローズ→東北楽天ゴールデンイーグルス）
- トレイ・ホッジス（阪神タイガース）
- ジェイソン・ボッツ（北海道日本ハムファイターズ）
- ロン・ボトラ（近鉄バファロー）
- ジェームス・ボニチ（オリックス・ブルーウェーブ）
- ゲイル・ホプキンス（広島東洋カープ）
- マイカ・ホフパワー（北海道日本ハムファイターズ）
- ガイ・ホフマン（オリックス・ブレーブス=オリックス・ブルーウェーブ）
- グレゴリー・ポランコ（読売ジャイアンツ→千葉ロッテマリーンズ）
- 堀尾文人（阪急軍→大阪タイガース=阪神軍）
- デーモン・ホリンズ（読売ジャイアンツ）
- マイク・ボルシンガー（千葉ロッテマリーンズ）
- マイク・ホルツ（横浜ベイスターズ）
- クリス・ホルト（横浜ベイスターズ）
- ロドニー・ボルトン（福岡ダイエーホークス）
- カール・ボレス（近鉄バファローズ→西鉄ライオンズ）
- アーロン・ポレダ（読売ジャイアンツ）
- ラファエル・ポロ（東北楽天ゴールデンイーグルス）
- デリック・ホワイト（阪神タイガース）
- ロイ・ホワイト（読売ジャイアンツ）
- マット・ホワイトサイド（横浜ベイスターズ）
- ジョシュ・ホワイトセル（東京ヤクルトスワローズ→千葉ロッテマリーンズ）
- カルロス・ポンセ（横浜大洋ホエールズ）
- コディ・ポンセ（北海道日本ハムファイターズ→東北楽天ゴールデンイーグルス）
- 本田親喜（名古屋軍）
- ジミー・ボンナ（大東京軍）

### マ
- マーク・ブダスカ（横浜大洋ホエールズ）
- マーク・ミムズ（オリックス・ブルーウェーブ）入団当初の登録名は「ミムズ」
- ジム・マーシャル（中日ドラゴンズ）
- マイク・マーシャル（日本ハムファイターズ）
- ケビン・マース（阪神タイガース）
- ジーン・マーチン（中日ドラゴンズ→横浜大洋ホエールズ）
- ビリー・マーチン（ヤクルトスワローズ）
- アンディ・マーティン（千葉ロッテマリーンズ）
- カイル・マーティン（埼玉西武ライオンズ）
- クリス・マーティン（北海道日本ハムファイターズ）
- レオネス・マーティン（千葉ロッテマリーンズ）
- マット・マートン（阪神タイガース）
- ドウェイン・マーフィー（ヤクルトスワローズ）
- パトリック・マーフィー（北海道日本ハムファイターズ）
- ビル・マーフィー（千葉ロッテマリーンズ）
- ジェームス・マーベル（北海道日本ハムファイターズ）
- アーロン・マイエット（東北楽天ゴールデンイーグルス）
- マイカ与那嶺（北海道日本ハムファイターズ）
- マイク・エドワーズ（近鉄バファローズ）
- マイルズ・マイコラス（読売ジャイアンツ）
- ジョーイ・マイヤー（横浜大洋ホエールズ）
- ロドニー・マイヤーズ（阪神タイガース）
- トニー・マウンス（ヤクルトスワローズ）
- アレッサンドロ・マエストリ（オリックス・バファローズ）
- 曲尾マイケ（東京ヤクルトスワローズ）
- ケーシー・マギー（東北楽天ゴールデンイーグルス→読売ジャイアンツ）
- デビッド・マキノン（埼玉西武ライオンズ）
- ミッキー・マクガイア（広島東洋カープ）
- スコット・マクガフ（東京ヤクルトスワローズ）
- ボブ・マクドナルド（阪神タイガース）
- ビル・マクナルティ（ロッテオリオンズ）
- ライアン・マクブルーム（広島東洋カープ）
- エバン・マクレーン（オリックス・バファローズ）
- スコット・マクレーン（西武ライオンズ→広島東洋カープ）
- ボブ・マクローリー（千葉ロッテマリーンズ）
- ジミー・マケーブ（高橋ユニオンズ）
- ホセ・マシーアス（北海道日本ハムファイターズ）
- ダグ・マシス（千葉ロッテマリーンズ）
- スコット・マシソン（読売ジャイアンツ）
- トム・マストニー（横浜ベイスターズ）
- アンドレス・マチャド（オリックス・バファローズ）
- 松浦一義（名古屋軍）
- 松岡光雄（読売ジャイアンツ）
- ジョー・マッカーシー（オリックス・バファローズ）
- ティム・マッキントッシュ（日本ハムファイターズ）
- シェーン・マック（読売ジャイアンツ）
- ジム・マック（大洋ホエールズ）
- マックス・ベナブル（千葉ロッテマリーンズ）
- レオン・マックファーデン（阪神タイガース）
- ロブ・マットソン（近鉄バファローズ=大阪近鉄バファローズ）
- マットホワイト（横浜ベイスターズ）
- 松元ユウイチ（ヤクルトスワローズ=東京ヤクルトスワローズ）1999年から2000年の登録名は「ユウイチ松元」、2003年から2009年の登録名は「ユウイチ」※2004年に日本に帰化
- ナタナエル・マテオ（広島東洋カープ）
- マルコス・マテオ（阪神タイガース）
- ウィルソン・マトス（オリックス・バファローズ）
- ワーナー・マドリガル（中日ドラゴンズ）
- ビル・マドロック（ロッテオリオンズ）
- フランク・マニー（毎日大映オリオンズ）
- チャーリー・マニエル（ヤクルトスワローズ→近鉄バファローズ→ヤクルトスワローズ）
- バリー・マニュエル（西武ライオンズ）
- ドン・マネー（近鉄バファローズ）
- ローマン・マヒナス（サンケイアトムズ）
- パット・マホームズ（横浜ベイスターズ）
- カイル・マラー（中日ドラゴンズ）
- ホセ・マラベ（横浜ベイスターズ）
- マリオ・バルデス（大阪近鉄バファローズ）
- マリオ・ブリトー（読売ジャイアンツ）
- ジャック・マルーフ（西武ライオンズ）
- ボビー・マルカーノ（阪急ブレーブス→ヤクルトスワローズ）
- オーランド・マルセド（オリックス・ブルーウェーブ）
- ハンセル・マルセリーノ（横浜DeNAベイスターズ）
- アレクサンダー・マルティネス（横浜DeNAベイスターズ）
- アンソニー・マルティネス（阪神タイガース）
- カルメロ・マルチネス（オリックス・ブルーウェーブ）
- ホセ・マルチネス（広島東洋カープ）
- ジェフリー・マルテ（阪神タイガース）
- ジュニオル・マルテ（中日ドラゴンズ）
- ビクトル・マルテ（広島東洋カープ）
- アリエル・マルティネス（中日ドラゴンズ→北海道日本ハムファイターズ）
- ドミンゴ・マルティネス（西武ライオンズ→読売ジャイアンツ）
- ニック・マルティネス（北海道日本ハムファイターズ→福岡ソフトバンクホークス）
- ホルヘ・マルティネス（読売ジャイアンツ）
- ライデル・マルティネス（中日ドラゴンズ→読売ジャイアンツ）
- ランディ・マルティネス（中日ドラゴンズ）
- ルイス・マルティネス（中日ドラゴンズ）
- ライアン・マルハーン（埼玉西武ライオンズ）
- ホセ・マルモレホス（東北楽天ゴールデンイーグルス）
- クリス・マレーロ（オリックス・バファローズ）
- ブライアン・マレット（大阪近鉄バファローズ）
- スコット・マレン（横浜ベイスターズ→読売ジャイアンツ）
- ジェフ・マント（読売ジャイアンツ）

### ミ
- バート・ミアディッチ（読売ジャイアンツ）
- ヨハン・ミエセス（阪神タイガース）
- ミゲル・メヒア（埼玉西武ライオンズ）
- グレン・ミケンズ（近鉄バファロー=近鉄バファローズ）
- キャム・ミコライオ（広島東洋カープ→東北楽天ゴールデンイーグルス）
- ダン・ミセリ（読売ジャイアンツ）
- パット・ミッシュ（オリックス・バファローズ）
- ケビン・ミッチェル（福岡ダイエーホークス）
- トニー・ミッチェル（福岡ダイエーホークス）
- ボビー・ミッチェル（日本ハムファイターズ）
- 光吉勉（広島カープ）
- セルジオ・ミトレ（東北楽天ゴールデンイーグルス）
- 南貴樹（福岡ソフトバンクホークス）※入団当初から外国人枠の適用外
- フェリックス・ミヤーン（横浜大洋ホエールズ）
- 三宅宗源（ロッテオリオンズ→読売ジャイアンツ）※1981年に日本に帰化
- 宮本二郎（読売ジャイアンツ）
- 宮本敏雄（読売ジャイアンツ→国鉄スワローズ）
- トニー・ミューサー（西武ライオンズ）
- ヘンスリー・ミューレン（千葉ロッテマリーンズ→ヤクルトスワローズ）
- カート・ミラー（阪神タイガース）
- ケビン・ミラー（中日ドラゴンズ）
- ジャスティン・ミラー（千葉ロッテマリーンズ）
- ジョン・ミラー（中日ドラゴンズ）
- ボブ・ミラッキ（近鉄バファローズ）
- カルロス・ミラバル（日本ハムファイターズ=北海道日本ハムファイターズ）
- アリエル・ミランダ（福岡ソフトバンクホークス）
- ホアン・ミランダ（北海道日本ハムファイターズ）
- ブラッド・ミルズ（オリックス・バファローズ）
- ラスティングス・ミレッジ（東京ヤクルトスワローズ）
- ネイサン・ミンチー（広島東洋カープ→千葉ロッテマリーンズ）

### ム
- トレイ・ムーア（阪神タイガース→オリックス・ブルーウェーブ）
- マット・ムーア（福岡ソフトバンクホークス）
- ライル・ムートン（ヤクルトスワローズ）
- フアン・カルロス・ムニス（千葉ロッテマリーンズ）
- ビリー・ムニョス（日本ハムファイターズ）
- アガスティン・ムリーロ（東北楽天ゴールデンイーグルス）

### メ
- カルロス・メイ（南海ホークス）
- ダレル・メイ（阪神タイガース→読売ジャイアンツ）
- デリック・メイ（千葉ロッテマリーンズ）
- レアンドロ・メジャ（中日ドラゴンズ）
- ランディ・メッセンジャー（阪神タイガース）※2019年にFA権を所得し外国人枠の適用外に
- ルイス・メディーナ（広島東洋カープ）
- アルフレッド・メナ（広島東洋カープ）
- コナー・メネズ（北海道日本ハムファイターズ）
- ジョーイ・メネセス（オリックス・バファローズ）
- アレハンドロ・メヒア（広島東洋カープ）
- ウンベルト・メヒア（中日ドラゴンズ）
- エルネスト・メヒア（埼玉西武ライオンズ）
- ヘクター・メルカド（福岡ダイエーホークス）
- C.C.メルセデス（読売ジャイアンツ→千葉ロッテマリーンズ）
- ルー・メローニ（横浜ベイスターズ）
- ケビン・メンチ（阪神タイガース）
- ヨアンデル・メンデス（読売ジャイアンツ）
- ロマン・メンデス（阪神タイガース）
- アニェニル・メンドーサ（埼玉西武ライオンズ）
- エクトル・メンドーサ（読売ジャイアンツ）
- ルイス・メンドーサ（北海道日本ハムファイターズ→阪神タイガース）

### モ
- リバン・モイネロ（福岡ソフトバンクホークス）
- ナイジャー・モーガン（横浜DeNAベイスターズ）
- ブーバー・モートン（東映フライヤーズ）
- ケビン・モスカテル（横浜DeNAベイスターズ）
- ギジェルモ・モスコーソ（横浜DeNAベイスターズ）
- ロイド・モスビー（読売ジャイアンツ）
- イスラエル・モタ（読売ジャイアンツ）
- ケン・モッカ（中日ドラゴンズ）
- ダリル・モトリー（千葉ロッテマリーンズ）
- カルロス・モニエル（中日ドラゴンズ）
- スティーブン・モヤ（中日ドラゴンズ→オリックス・バファローズ）
- フアン・モリーヨ（東北楽天ゴールデンイーグルス）
- 森口次郎（東京セネタース）
- 守田政人（毎日オリオンズ）
- ダスティン・モルケン（北海道日本ハムファイターズ）
- ディエゴ・モレノ（阪神タイガース）
- ブレント・モレル（オリックス・バファローズ）
- ラモン・モレル（阪神タイガース）
- ウィルニー・モロン（横浜DeNAベイスターズ）
- リッチ・モンテ（中日ドラゴンズ）
- ココ・モンテス（読売ジャイアンツ）
- エレフリス・モンテロ（広島東洋カープ）
- エマイリン・モンティージャ（広島東洋カープ）

### ヤ
- エド・ヤーナル（オリックス・ブルーウェーブ）
- 八道勉（西鉄ライオンズ）
- フランク・ヤシック（阪神タイガース）
- ミゲル・ヤフーレ（東京ヤクルトスワローズ→東北楽天ゴールデンイーグルス）
- 山田伝（阪急軍=阪急ブレーブス）
- ジェフリー・ヤン（埼玉西武ライオンズ）
- 陽耀勲（福岡ソフトバンクホークス）
- アーニー・ヤング（横浜ベイスターズ）
- エリック・ヤング（オリックス・バファローズ）
- ティム・ヤング（広島東洋カープ）
- マイク・ヤング（広島東洋カープ）
- レイモンド・ヤング（西武ライオンズ）
- テイラー・ヤングマン（読売ジャイアンツ）

### ユ
- 余文彬（オリックス・ブルーウェーブ）
- サム・ユーイング（日本ハムファイターズ）
- ケビン・ユーキリス（東北楽天ゴールデンイーグルス）

### ヨ
- 陽岱鋼（北海道日本ハムファイターズ→読売ジャイアンツ）2007年から2009年の登録名は「陽仲壽」※入団当初から外国人枠の適用外
- 与儀眞助（阪神タイガース→大映スターズ）
- 義信（中日ドラゴンズ）
- 与那嶺要（読売ジャイアンツ→中日ドラゴンズ）

### ラ
- ノーム・ラーカー（東映フライヤーズ）
- ブライアン・ラービー（西武ライオンズ）
- マーク・ライアル（中日ドラゴンズ）
- ラスティ・ライアル（読売ジャイアンツ）
- クレイグ・ライアン（近鉄バファローズ）
- ウールジー・ライス（近鉄バファローズ）
- スコット・ライディ（福岡ダイエーホークス）
- クライド・ライト（読売ジャイアンツ）
- クリストファー・ライト（西武ライオンズ）
- ケネス・ハワード・ライト（阪急ブレーブス）※入団当初から外国人枠の適用外
- ジョージ・ライト（南海ホークス→福岡ダイエーホークス）
- ジム・ライトル（広島東洋カープ）
- ミッチ・ライブリー（北海道日本ハムファイターズ）
- ケビン・ライマー（福岡ダイエーホークス）
- マイク・ラインバック（阪神タイガース）
- マイク・ラガ（福岡ダイエーホークス）
- ピート・ラコック（横浜大洋ホエールズ）
- ブレイディー・ラジオ（福岡ダイエーホークス）
- ゲーリー・ラス（読売ジャイアンツ→東北楽天ゴールデンイーグルス）
- ダレル・ラズナー（東北楽天ゴールデンイーグルス）
- ザック・ラッツ（東北楽天ゴールデンイーグルス）
- エリック・ラドウィック（広島東洋カープ）
- ジャック・ラドラ（東映フライヤーズ）
- ジム・ラフィーバー（ロッテオリオンズ）
- ジョニー・ラフィン（近鉄バファローズ）
- ブライアン・ラヘア（福岡ソフトバンクホークス）
- ランヘル・ラベロ（オリックス・バファローズ）
- フェリックス・ラミーレス（広島東洋カープ）
- ラモン・ラミーレス（広島東洋カープ）
- アレックス・ラミレス（ヤクルトスワローズ=東京ヤクルトスワローズ→読売ジャイアンツ→横浜DeNAベイスターズ）※2008年にFA権を取得し外国人枠の適用外に
- エマニュエル・ラミレス（埼玉西武ライオンズ）
- モイセス・ラミレス（広島東洋カープ）
- アレックス・ラミレス・ジュニア（ヤクルトスワローズ=東京ヤクルトスワローズ）
- ロベルト・ラミレズ（阪神タイガース）
- スティーブン・ラム（阪神タイガース）
- マイク・ラム（横浜大洋ホエールズ）
- ユーリー・ラモス（読売ジャイアンツ）
- レイミン・ラモス（読売ジャイアンツ）
- エドガー・ララ（東北楽天ゴールデンイーグルス）
- クリス・ラルー（東京ヤクルトスワローズ）
- グレッグ・ラロッカ（広島東洋カープ→東京ヤクルトスワローズ→オリックス・バファローズ）
- コーディ・ランサム（埼玉西武ライオンズ）
- リック・ランス（広島東洋カープ）
- ダン・ランズラー（オリックス・バファローズ）
- マット・ランデル（福岡ダイエーホークス→読売ジャイアンツ）
- デビッド・ランドクィスト（広島東洋カープ）
- スティーブン・ランドルフ（横浜ベイスターズ）
- ピーター・ランバート（東京ヤクルトスワローズ）
- チェイス・ランビン（千葉ロッテマリーンズ）

### リ
- 李源国（東京オリオンズ）
- 李来発（南海ホークス）
- コリー・リー（北海道日本ハムファイターズ）
- レロン・リー（ロッテオリオンズ）
- 李昱鴻（読売ジャイアンツ）
- 李鍾範（中日ドラゴンズ）
- 李杜軒（福岡ソフトバンクホークス→千葉ロッテマリーンズ）2007年・ロッテ入団当初の登録名は「トゥーシェン」※入団当初から外国人枠の適用外
- クリス・リーソップ（阪神タイガース）
- ブレント・リーチ（横浜ベイスターズ）
- ジェシー・リード（近鉄バファローズ）
- アマウリ・リーバス（中日ドラゴンズ）
- ジェフリー・リーファー（西武ライオンズ）
- ダニエル・リオス（東京ヤクルトスワローズ）
- ジェロッド・リガン（阪神タイガース）
- アダム・リグス（東京ヤクルトスワローズ）
- ジョー・リス（近鉄バファローズ）
- ラダメス・リズ（東北楽天ゴールデンイーグルス）
- リック・ショート（千葉ロッテマリーンズ→東北楽天ゴールデンイーグルス）ロッテ時代の登録名は「ショート」
- フレッド・リック（阪急ブレーブス）
- オマール・リナレス（中日ドラゴンズ）
- フリオ・リナレス（大洋ホエールズ）
- アデラーノ・リベラ（東京巨人軍）
- カルロス・リベラ（広島東洋カープ）
- ハーマン・リベラ（近鉄バファローズ）
- ベン・リベラ（阪神タイガース）
- カルロス・リベロ（東京ヤクルトスワローズ）
- 廖任磊（読売ジャイアンツ→埼玉西武ライオンズ）※入団当初から外国人枠の適用外
- ネルソン・リリアーノ（中日ドラゴンズ）
- 林羿豪（読売ジャイアンツ）
- 林彦峰（千葉ロッテマリーンズ）
- 林威助（阪神タイガース）※入団当初から外国人枠の適用外
- 林恩宇（東北楽天ゴールデンイーグルス）
- トッド・リンデン（東北楽天ゴールデンイーグルス）
- ジャック・リンド（読売ジャイアンツ）

### ル
- 呂彦青（阪神タイガース）
- 呂建剛（中日ドラゴンズ）
- ランディ・ルイーズ（東北楽天ゴールデンイーグルス→横浜DeNAベイスターズ）
- ルイス・サントス（読売ジャイアンツ）
- コルビー・ルイス（広島東洋カープ）
- チャーリー・ルイス（毎日オリオンズ）
- フレッド・ルイス（広島東洋カープ）
- ジョシュ・ルーキ（東京ヤクルトスワローズ）
- ライアン・ループ（北海道日本ハムファイターズ）
- エルビス・ルシアーノ（読売ジャイアンツ）
- エクトル・ルナ（中日ドラゴンズ→広島東洋カープ）
- ウェイド・ルブラン（埼玉西武ライオンズ）

### レ
- ブランドン・レアード（北海道日本ハムファイターズ→千葉ロッテマリーンズ）
- ケニー・レイ（東北楽天ゴールデンイーグルス）
- コリン・レイ（福岡ソフトバンクホークス）
- ジョニー・レイ（ヤクルトスワローズ）
- テリー・レイ（日本ハムファイターズ）
- フランミル・レイエス（北海道日本ハムファイターズ）
- クリス・レイサム（読売ジャイアンツ）
- エジソン・レイノソ（広島東洋カープ）
- R.J.レイノルズ（横浜大洋ホエールズ→近鉄バファローズ）
- グレッグ・レイノルズ（埼玉西武ライオンズ）
- マット・レイノルズ（広島東洋カープ）
- ジョシュ・レイビン（千葉ロッテマリーンズ）
- ケニー・レイボーン（広島東洋カープ）
- ラリー・レインズ（阪急ブレーブス）
- デーブ・レーシッチ（広島東洋カープ）
- レオン・リー（ロッテオリオンズ→横浜大洋ホエールズ→ヤクルトスワローズ）
- カイル・レグナルト（広島東洋カープ）
- シクスト・レスカーノ（横浜大洋ホエールズ）
- ジョン・レスター（オリックス・バファローズ）
- マイケル・レストビッチ（福岡ソフトバンクホークス）
- サル・レッカ（高橋ユニオンズ=トンボユニオンズ）
- ウィル・レデズマ（千葉ロッテマリーンズ）
- ジム・レドモン（日拓ホームフライヤーズ）
- ペドロ・レビーラ（中日ドラゴンズ）
- フィル・レフトウィッチ（近鉄バファローズ）
- ドナルド・レモン（ヤクルトスワローズ）
- アンソニー・レルー（福岡ソフトバンクホークス）

### ロ
- 呂明賜（読売ジャイアンツ）
- トニー・ロイ（西鉄ライオンズ→近鉄バファローズ）
- キャメロン・ロー（福岡ソフトバンクホークス）
- ジョニー・ローガン（南海ホークス）
- タフィ・ローズ（近鉄バファローズ=大阪近鉄バファローズ→読売ジャイアンツ→オリックス・バファローズ）※2004年にFA権を取得し外国人枠の適用外に
- ロバート・ローズ（横浜ベイスターズ→千葉ロッテマリーンズ）
- ドン・ローチ（オリックス・バファローズ）
- ウェイド・ロードン（広島東洋カープ）
- ダグ・ローマン（横浜大洋ホエールズ）
- ケーシー・ローレンス（広島東洋カープ）
- ローン・ウッズ（中日ドラゴンズ）
- ウィリン・ロサリオ（阪神タイガース）
- ライネル・ロサリオ（広島東洋カープ）
- ランディ・ロサリオ（中日ドラゴンズ）
- ジミー・ロザリオ（ロッテオリオンズ→太平洋クラブライオンズ）
- ロジャー・レポーズ（太平洋クラブライオンズ→ヤクルトスワローズ）太平洋時代の登録名は「レポーズ」
- アンディ・ロジャース（大洋ホエールズ）
- ジェイソン・ロジャース（阪神タイガース）
- マイク・ロックフォード（ヤクルトスワローズ）
- ジーン・ロックレア（日本ハムファイターズ）
- ヴィニー・ロッティーノ（オリックス・バファローズ）
- アデルリン・ロドリゲス（オリックス・バファローズ→阪神タイガース）
- アンディ・ロドリゲス（福岡ソフトバンクホークス）
- エルビン・ロドリゲス（東京ヤクルトスワローズ）
- クリスチャン・ロドリゲス（中日ドラゴンズ）
- ジャリエル・ロドリゲス（中日ドラゴンズ）
- ジョエリー・ロドリゲス（中日ドラゴンズ）
- ネリオ・ロドリゲス（大阪近鉄バファローズ）
- ブライアン・ロドリゲス（北海道日本ハムファイターズ）
- ボイ・ロドリゲス（横浜ベイスターズ）
- ルイス・ロドリゲス（福岡ソフトバンクホークス）
- ロニー・ロドリゲス（北海道日本ハムファイターズ）
- ロドリゴ宮本（ヤクルトスワローズ）2001年から2002年の登録名は「リーゴ」
- ロナルド大森（広島カープ）
- クリス・ロバーツ（千葉ロッテマリーンズ）
- デーブ・ロバーツ（サンケイアトムズ=アトムズ=ヤクルトアトムズ→近鉄バファローズ）
- ロバート・ウィッシュネフスキー（西武ライオンズ）
- メル・ロハス・ジュニア（阪神タイガース）
- トム・ロブソン（南海ホークス）
- トーリ・ロブロ（ヤクルトスワローズ）
- アルト・ロペス（東京オリオンズ=ロッテオリオンズ→ヤクルトアトムズ）
- ビクター・ロペス（埼玉西武ライオンズ）
- ポーフィリオ・ロペス（埼玉西武ライオンズ）
- ホセ・ロペス（読売ジャイアンツ→横浜DeNAベイスターズ）
- ヨアン・ロペス（読売ジャイアンツ）
- ルイス・ロペス（広島東洋カープ→福岡ダイエーホークス→広島東洋カープ）
- ルイス・ロペス（東北楽天ゴールデンイーグルス）
- ネルソン・ロベルト（広島東洋カープ）
- ジェイミー・ロマック（横浜DeNAベイスターズ）
- マイク・ロマノ（広島東洋カープ）
- オーランド・ロマン（東京ヤクルトスワローズ）
- エニー・ロメロ（中日ドラゴンズ→千葉ロッテマリーンズ）
- ステフェン・ロメロ（オリックス・バファローズ→東北楽天ゴールデンイーグルス→オリックス・バファローズ）
- フェルナンド・ロメロ（横浜DeNAベイスターズ）
- レビ・ロメロ（読売ジャイアンツ→福岡ソフトバンクホークス）
- ロン・ロリッチ（南海ホークス→近鉄バファローズ）
- アル・ロング（西鉄ライオンズ）
- ホルヘ・ロンドン（中日ドラゴンズ）

### ワ
- ジェイ・ワード（中日ドラゴンズ）
- ジョニー・ワーハス（大洋ホエールズ）
- ビリー・ワイヤット（西鉄ライオンズ）
- 若林忠志（大阪タイガース=阪神軍→毎日オリオンズ）
- ルーク・ワカマツ（中日ドラゴンズ）
- ニール・ワグナー（埼玉西武ライオンズ）
- ジェイコブ・ワゲスパック（オリックス・バファローズ）
- ケン・ワシントン（南海ホークス）
- ジョン・ワズディン（読売ジャイアンツ→埼玉西武ライオンズ）
- 渡部満（近鉄パールス）
- マーク・ワトソン（広島東洋カープ）
- マット・ワトソン（千葉ロッテマリーンズ）
- 王溢正（横浜ベイスターズ=横浜DeNAベイスターズ）
- 王彦程（東北楽天ゴールデンイーグルス）
- 王靖超（横浜ベイスターズ）
- 王柏融（北海道日本ハムファイターズ）

## 同じ名前の選手について
上の人物が年上。
（掲載されていない事例があれば適宜追加をお願い致します）
- アキラ
  - アキラ (伊藤彰)
  - アキラ (松本輝)
- 石川賢
  - 石川賢 (1960年生の投手) - 読みは「いしかわ まさる」
  - 石川賢 (1981年生の投手) - 読みは「いしかわ さとる」
- 井上修（いのうえ おさむ）
  - 井上修 (捕手)
  - 井上修 (内野手)
- 大橋一郎（おおはし いちろう）
  - 大橋一郎 (投手)
  - 大橋一郎 (内野手)
- 岡本直也（おかもと なおや）
  - 岡本直也 (1983年生の投手)
  - 岡本直也 (1996年生の投手)
- 小川博（おがわ ひろし）
  - 小川博 (内野手)
  - 小川博 (投手)
- ホセ・オスナ
  - ホセ・オスナ
  - ホセ・オスーナ (2007年生の外野手)
- カズ
  - カズ (前田和之)
  - カズ (青木和義)
- 小林宏
  - 小林宏 - 読みは「こばやし ひろし」
  - 小林宏 (小林宏之) - 読みは「こばやしひろ」
- ルイス・ゴンザレス[1]
  - ルイス・ゴンザレス (内野手) - フルネームは「ルイス・アルベルト・ゴンザレス」
  - ルイス・ゴンザレス (1983年生の投手) - フルネームは「ルイス・エンリケ・ゴンザレス」
  - ルイス・ゴンサレス (1992年生の投手) - フルネームは「ルイス・ウンベルト・ゴンサレス」
- 坂本勇人（さかもと はやと）
  - 坂本勇人 (内野手)
  - 坂本勇人 (捕手)
- 佐々木健
  - 佐々木健 (左投手) - 読みは「ささき たける」
  - 佐々木健 (右投手) - 読みは「ささき けん」
- 佐藤文男（さとう ふみお）
  - 佐藤文男 (1953年生の投手)
  - 佐藤文男 (1963年生の投手)
- 佐藤文彦（さとう ふみひこ）
  - 佐藤文彦 (外野手)
  - 佐藤文彦 (投手)
- 佐藤充
  - 佐藤充 (佐藤誠) - 読みは「さとう まこと」
  - 佐藤充 - 読みは「さとう みつる」
- 鈴木健（すずき けん）
  - 鈴木健 (投手)
  - 鈴木健 (内野手)
- 鈴木隆（すずき たかし）
  - 鈴木隆 (外野手)
  - 鈴木隆 (投手)
- 鈴木正（すずき ただし）
  - 鈴木正 (鈴木秀幸)
  - 鈴木正
- 鈴木誠（すずき まこと）
  - 鈴木誠 (1957年生の右投手)
  - 鈴木誠 (左投手)
- 鈴木実（すずき みのる）
  - 鈴木実 (外野手)
  - 鈴木実 (投手)
- 高橋明（たかはし あきら）
  - 高橋明 (投手)
  - 高橋明 (外野手)
- 高橋功一（たかはし こういち）
  - 高橋功一 (1965年生の投手)
  - 高橋功一 (1971年生の投手)
- 田中彰（たなか あきら）
  - 田中彰 (1954年生の内野手)
  - 田中彰 (1982年生の内野手)
- 田中一郎（たなか いちろう）
  - 田中一郎 (田中一朗)
  - 田中一郎
- 田中充
  - 田中充 (投手) - 読みは「たなか たかし」
  - 田中充 (外野手) - 読みは「たなか みつる」
- 田中実（たなか みのる）
  - 田中実 (投手)
  - 田中実 (外野手)
- 田中幸雄（たなか ゆきお）
  - 田中幸雄 (田中成豪)
  - 田中幸雄 (投手)
  - 田中幸雄 (内野手)
- 田辺修（たなべ おさむ）
  - 田辺修 (1941年生の投手)
  - 田辺修 (1944年生の投手)
- ブランドン・ディクソン
  - ブランドン・ディクソン (投手) - フルネームは「ブランドン・リー・ディクソン（Dickson）」
  - ブランドン・ディクソン (内野手) - フルネームは「ブランドン・アレン・ディクソン（Dixon）」
- 寺本勇（てらもと いさむ）
  - 寺本勇 (1939年生の外野手)
  - 寺本勇 (1945年生の外野手)
- 中村稔（なかむら みのる）
  - 中村稔 (投手)
  - 中村稔 (内野手)
- 西岡剛（にしおか つよし）
  - 西岡剛 (投手)
  - 西岡剛 (内野手)
- 西村公一（にしむら こういち）
  - 西村公一 (投手)
  - 西村公一 (内野手)
- スティーブ・ハモンド
  - スティーブ・ハモンド (内野手) - フルネームは「スティーブン・ベンジャミン・ハモンド」
  - スティーブ・ハモンド (投手)
- 林茂（はやし しげる）
  - 林茂 (投手)
  - 林茂 (内野手)
- ルイス・ヒメネス
  - ルイス・ヒメネス (1982年生の内野手) - フルネームは「ルイス・アントニオ・ヒメネス・カマカーロ」
  - ルイス・ヒメネス (1988年生の内野手) - フルネームは「ルイス・ドミンゴ・ヒメネス・ロドリゲス」
- 藤田宗一（ふじた そういち）
  - 藤田宗一 (外野手)
  - 藤田宗一 (投手)
- 藤本博史（ふじもと ひろし）
  - 藤本博史 (内野手)
  - 藤本博史 (捕手)
- ブランドン
  - ブランドン・マン
  - タイシンガーブランドン大河
- 誠（まこと）
  - 誠 (萩原誠)
  - 誠 (佐藤誠)
  - 誠 (相内誠)
- 松井淳
  - 松井淳 (捕手) - 読みは「まつい あつし」
  - 松井淳 (外野手) - 読みは「まつい じゅん」
- 松本竜也（まつもと りゅうや）
  - 松本竜也 (左投手)
  - 松本竜也 (右投手)
- 宮崎一夫（みやざき かずお）
  - 宮崎一夫 (捕手)
  - 宮崎一夫 (投手)
- 森田実（もりた みのる）
  - 森田実 (外野手)
  - 森田実 (捕手)
- 山崎剛
  - 山崎剛 (投手) - 読みは「やまざき つよし」
  - 山崎剛 (内野手) - 読みは「やまさき つよし」、苗字の表記は正確には異体字の「山﨑」
- 山田勉（やまだ つとむ）
  - 山田勉 (外野手)
  - 山田勉 (投手)
- 山田大樹（やまだ ひろき）
  - 山田大樹 (投手)
  - 山田大樹 (内野手)
- 山本大貴（やまもと だいき）
  - 山本大貴 (1969年生の投手)
  - 山本大貴 (1995年生の投手)
- 吉本亮（よしもと りょう）
  - 吉本亮 (捕手)
  - 吉本亮 (内野手)
- ルイス・ロペス
  - ルイス・ロペス (1964年生の内野手) - フルネームは「ルイス・アントニオ・ロペス」
  - ルイス・ロペス (1973年生の内野手)

## 縁戚関係同士の選手について
太字は現役選手。
（掲載されていない事例があれば適宜追加をよろしくお願い致します）

### 兄弟
左が兄、右が弟。
- 東妻勇輔 - 東妻純平
- 阿部雄厚 - 阿部成宏
- 新井貴浩 - 新井良太
- 有田哲三 - 有田修三
- ヘクター・アルモンテ - エリック・アルモンテ
- 飯田一弥 - 飯田優也
- 石川翔 - 石川慧亮
- 石原繁三 - 石原照夫
- 石丸藤吉 - 石丸進一
- 伊東亮大 - 伊東昂大
- 茨木秀俊 - 茨木佑太
- 今久留主淳 - 今久留主功
- 入来智 - 入来祐作
- 岩村敬士 - 岩村明憲
- 岩本義行 - 岩本信一
- 上田藤夫 - 上田良夫
- 上野貴久 - 上野大樹
- 上本博紀 - 上本崇司
- エドウィン・エスコバー - エルビス・エスコバー
- 江藤慎一 - 江藤省三
- 江村将也 - 江村直也
- 大石正彦 - 大石勝彦
- 大沢清 - 大沢紀三男 - 大沢啓二
- 大嶺祐太 - 大嶺翔太
- 小笠原慎之介 - 小笠原智一
- 岡林飛翔 - 岡林勇希
- 景浦將 - 景浦賢一
- 笠原将生 - 笠原大芽
- 梶本隆夫 - 梶本靖郎
- 春日一平 - 春日祥之輔
- 加藤春雄 - 加藤三郎 - 加藤政一
- 加藤幹典 - 加藤貴大
- 門岡良典 - 門岡信行
- 金沢幸彦 - 金沢信彦
- 金子哲夫 - 金子準一
- 金田正一 - 金田高義 - 金田星雄 - 金田留広
- 香月良太 - 香月良仁
- 亀田忠 - 亀田敏夫
- 川藤龍之輔 - 川藤幸三
- 川瀬晃 - 川瀬堅斗
- 菊矢吉男 - 岡本一雄
- 鬼頭数雄 - 鬼頭政一 - 鬼頭勝治
- 宜保優 - 宜保翔
- エイドリアン・ギャレット - ウェイン・ギャレット
- 日下章 - 日下隆
- 熊谷敬宥 - 熊谷宥晃
- ジェラルド・クラーク - フィル・クラーク
- ユリエスキ・グリエル - ルルデス・グリエル・ジュニア
- トミー・クルーズ - ヘクター・クルーズ
- 黒木弘重 - 黒木基康
- 河埜和正 - 河埜敬幸
- 木暮力三 - 木暮英路
- 近藤貞雄 - 近藤禎三
- 阪田清春 - 阪田正芳 - 阪田芳秀
- 定岡智秋 - 定岡正二 - 定岡徹久
- 佐野恵太 - 佐野悠太
- 品田操士 - 品田寛介
- 嶋田宗彦 - 嶋田章弘
- 島本講平 - 島本啓次郎
- 白井孝幸 - 白井康勝
- 進藤実 - 小野寺力
- アルバート・スアレス - ロベルト・スアレス
- 杉本喜久雄 - 杉本郁久雄
- 角一晃 - 角晃多
- 銭村健三 - 銭村健四
- 醍醐猛夫 - 醍醐俊光
- 大豊泰昭 - 大順将弘
- 高梨芳昌 - 高梨利洋
- 髙濱卓也 - 髙濱祐仁
- 瀧英男 - 瀧安治
- 武智文雄 - 田中照雄 - 田中和男
- 田中広輔 - 田中俊太
- 田中良平 - 田中靖洋
- 田原基稔 - 田原藤太郎
- 千葉茂 - 千葉英二
- 常見茂 - 常見昇 - 常見忠
- 堂上剛裕 - 堂上直倫
- 笘篠誠治 - 笘篠賢治
- 永川勝浩 - 永川光浩
- 中﨑雄太 - 中﨑翔太
- 西五十六 - 西三雄
- 西倉実 - 伊藤光四郎
- 西村一孔 - 西村公一
- 西本明和 - 西本聖
- 仁村薫 - 仁村徹
- 野口明 - 野口二郎 - 野口昇 - 野口渉
- 野村克晃 - 野村克彦
- 則本昂大 - 則本佳樹
- 拝藤聖雄 - 拝藤宣雄
- 浜崎真二 - 浜崎忠治
- 林安夫 - 林直明
- 日隈ジュリアス - 日隈モンテル
- 平桝敏男 - 平桝俊之
- 広岡富夫 - 広岡達朗
- 広野翼 - 広野功
- 藤村富美男 - 藤村隆男
- 藤本典征 - 藤本昌治
- 星野雄大 - 星野大地
- ケビン・ホッジス - トレイ・ホッジス
- レオニス・マーティン - アンディ・マーティン
- 増田大輝 - 増田将馬
- 又吉克樹 - 又吉亮文
- 松浦信吉 - 松浦正
- 松沼博久 - 松沼雅之
- 三木肇 - 三木仁
- 右田一彦 - 右田雅彦
- 宮城滝太 - 宮城竜輝
- 森和彦 - 森昌彦
- 森宝生 - 森隆峰
- 山田勉 - 山田博士
- 山村善則 - 山村勝彦
- 山本祐大 - 山本仁
- 山本哲也 - 山本公士
- 横沢三郎 - 横沢四郎 - 横沢七郎
- 吉田大成 - 吉田大就
- 由規 - 佐藤貴規
- 陽耀勲 - 陽品華 - 陽岱鋼
- レロン・リー - レオン・リー
- デーブ・レーシッチ - ゲーリー・レーシッチ

など。兄弟スポーツ選手一覧も参照。
2009年に日本女子プロ野球機構が設立され以下の兄妹プロ野球選手が誕生した。
- 川端慎吾 - 川端友紀
- 中村憲 - 中村香澄

また、双子兄弟がプロ野球選手になった例としては以下の例がある。
- 上崎泰一 - 上崎克公
- 川口寛人[2] - 川口隼人

そのほか、「双子の一方」については下記選手の例がある。
- オジー・カンセコ - 弟はMLBを代表する強打者、ホセ・カンセコ。
- デイモン・マイナー - 弟はカル・リプケン・ジュニアの連続試合出場記録を途切れさせたことで知られるライアン・マイナー（英語版）。
- マーク・ミムズ - 弟はフィラデルフィア・フィリーズでプレーしたマイク・ミムズ（英語版）。
- マイク・エドワーズ - 弟はミルウォーキー・ブルワーズでプレーしたマーシャル・エドワーズ（英語版）。
- 進藤実 - 兄はプロ野球選手にはなれなかったが、年下の弟の小野寺力が埼玉西武ライオンズと東京ヤクルトスワローズに在籍した。

### 親子
左が父、右が子。実の親子のみ記載。娘婿（下記参照）、養子縁組（荒川博 - 荒川尭、三宅宅三 - 三宅宗源など）、配偶者の連れ子（野村克也 - 野村克晃・野村克彦兄弟、アレックス・ラミレス - アレックス・ラミレス・ジュニアなど）は除外。
- 会田照夫 - 会田有志
- 市原稔 - 市原圭
- 今井茂 - 今井順之助
- 内山和巳 - 内山憲一
- 宇都宮勝平 - 宇都宮葵星
- 畝龍実 - 畝章真
- 太田暁 - 太田椋
- 大塚徹 - 大塚淳
- 大場隆広 - 大場豊千
- 小山田健一 - 小山田貴雄
- 香川正 - 香川正人
- 笠原栄一 - 笠原将生・笠原大芽兄弟
- アレックス・カブレラ - ラモン・カブレラ
- 川相昌弘 - 川相拓也
- マーティ・キーオ - マット・キーオ
- 金城晃世 - 金城龍彦
- 楠城徹 - 楠城祐介
- 黒田一博 - 黒田博樹
- 桑田真澄 - 桑田真樹
- 五島長登志 - 五島裕二
- 近藤真市 - 近藤弘基
- 定岡智秋 - 定岡卓摩
- 佐野真樹夫 - 佐野心
- 鈴木孝雄 - 鈴木俊雄
- 角盈男 - 角一晃・角晃多兄弟
- 高井準一 - 高井一
- 高見澤考史 - 高見澤郁魅
- 伊達泰司 - 伊達昌司
- 田中守 - 田中力
- 田村政雄 - 田村領平
- 辻哲也 - 竜太郎
- 坪井新三郎 - 坪井智哉
- 堂上照 - 堂上剛裕・堂上直倫兄弟
- 長嶋茂雄 - 長嶋一茂
- 永田徹登 - 永田利則
- 野林大樹 - 中田廉
- 野村克也 - カツノリ
- フロイド・バニスター - ブライアン・バニスター
- 浜崎真二 - 浜崎勝
- 藤倉平三郎 - 藤倉多祐
- 藤本健作 - 藤本健治
- 星野順治 - 星野恒太朗
- 堀井数男 - 堀井和人
- 松井一弥 - 飛雄馬
- 松下建夫 - 松下建太
- 皆川定之 - 皆川康夫
- 森谷昭 - 森谷昭仁
- 山崎章弘 - 山﨑福也
- 山本功児 - 山本武白志
- 横田真之 - 横田慎太郎
- マーク・ライアル - ラスティ・ライアル
- 若林憲一 - 若林晃弘
- 若林淳至 - 若林隆信
- 脇坂隆志 - 脇坂浩二
- 度会博文 - 度会隆輝

他

### その他
祖父・孫
- 内海五十雄 - 内海哲也
- 大石雅昭 - 荒張裕司
- 長尾辰雄 - 武内涼太
- 三原卓三 - 正隨優弥

叔父（伯父）・甥
- 岡本光 - 岡本洋介
- 金田正一・金田高義・金田星雄・金田留広兄弟 - 金石昭人
- 佐々木誠 - 佐野恵太・佐野悠太兄弟：佐野の母は佐々木の妹。
- 定岡正二・定岡徹久兄弟 - 定岡卓摩：正二、徹久は卓摩の父・定岡智秋の弟。
- 佐藤滋孝 - ツギオ
- 田辺修 - 十川雄二
- 田上秀則 - 田上奏大：奏大の母は秀則の姉。
- 筒井敬三 - 筒井良紀
- 永井智浩 - 平内龍太：平内の母は永井の妹。
- 中根仁 - 中根佑二
- 長持栄吉 - 長持健一
- 西五十六・西三雄兄弟 - 西俊児
- 浜崎忠治 - 浜崎勝：忠治は勝の父・浜崎真二の弟。
- 原辰徳 - 菅野智之：菅野の母は原の妹。
- 星野仙一 - 筒井壮：筒井の母は星野の姉。
- 松岡弘 - 松岡大吾：大吾の父は弘の兄。
- 村上隆行 - 中田廉：中田の母は村上の妻の姉。
- 吉田義男 - 谷真一：谷の母は吉田の姉。
- アレックス・ラミレス - ラミレス・ヨンデル

いとこ
- 五十嵐章人 - 木田優夫
- 稲嶺茂夫 - 稲嶺誉
- アルシデス・エスコバー - エドウィン・エスコバー
- 遠藤一彦 - 遠藤政隆
- 下沖勇樹 - 陽川尚将
- バーナード・ブリトー - ペレス・ブリトー
- 古谷優人 - 松浦慶斗
- ケビン・ミッチェル - トニー・ミッチェル
- 陽耀勲・陽品華・陽岱鋼兄弟 - 張奕

はとこ
- 大野倫 - 東浜巨：互いの母方の祖母が姉妹。
- 鹿取義隆 - 岡林洋一：互いの母方の祖母が姉妹。
- 近藤廉 - 高橋昂也：高橋の祖母と近藤の祖父が姉弟。

義兄弟
- 倉田誠 - 高橋一三：互いの夫人が姉妹。
- 杉内俊哉 - 新垣渚：互いの夫人が姉妹。
- 種部儀康 - 宮田征典：種部の妻は宮田の姉。
- 土屋弘光 - 加藤斌：土屋の妻は加藤の姉。
- 西崎幸広 - 津野浩：互いの夫人が姉妹。
- 宮西尚生 - 大野奨太：互いの夫人が姉妹。
- 村上隆行 - 中村紀洋：中村の妻は村上の妹。
- 山村宏樹 - 久保裕也：互いの夫人が姉妹。

義父（舅、岳父）・婿
- 広橋公寿 - 岩隈久志：岩隈の妻は広橋の娘。
- 三原脩 - 中西太：中西の妻は三原の娘。
- 宮武三郎 - 小山正明：小山の妻は宮武の娘。

その他
- 石井毅 - 中川虎大：石井と中川の母がいとこ同士。
- 石岡康三 - 石井一久：石岡と石井の父がいとこ同士。
- 内竜也 - オコエ瑠偉：内の母とオコエの祖母がいとこ同士。
- 佐藤道郎 - 和田毅：佐藤の再婚相手は和田の妻・仲根かすみの母（のちに離婚）。
- ネフタリ・ソト - ケニス・バルガス：ソトの弟とバルガスの妻の妹が夫婦。
- 高木京介 - 奥川恭伸：高木の妻と奥川がいとこ同士。
- 土肥義弘 - 土肥寛昌：義弘と寛昌の父がいとこ同士。
- 中村勝広 - 中村亮太：勝広と亮太の父がいとこ同士。
- 西勇輝 - 西純矢 - 互いの曽祖父が兄弟。
- 古谷拓哉 - 古谷優人：拓哉の父親のいとこの孫が優人。
- 柳田豊 - 柳田悠岐：豊と悠岐の父がいとこ同士。
- 山下和彦 - 實松一成：實松の母の弟の妻のいとこが山下。

血縁関係不明
- 今久留主淳・今久留主功兄弟 - 今久留主成幸
- 岡田雅利 - 吉田賢吾
- 畠世周 - 田口麗斗